# Bataille d'Anoual
Ne doit pas être confondu avec Anoual (Aït Seghrouchen).
Guerre du Rif
Batailles
La bataille d’Anoual, connue comme le désastre d’Anoual dans l’historiographie espagnole, est une grave défaite subie entre le 22 juillet et le 9 août 1921 par l’armée espagnole lors de son offensive dans le Rif et, a contrario, une importante victoire pour les milices armées (harkas) rifaines commandées par Abdelkrim.
La bataille, ou série de batailles, est à situer dans le cadre général de la guerre du Rif, par laquelle l’Espagne s'appliqua à respecter les stipulations du traité franco-espagnol de 1912 instituant les protectorats français et espagnol et faisant obligation à l'Espagne d'occuper sa zone d’influence afin d'y mettre en œuvre les réformes nécessaires, sous l’égide du sultan marocain. En 1920, la partie centrale montagneuse du protectorat échappait encore à l’emprise espagnole, et la ligne de front, correspondant alors grosso modo au fleuve Kert, n’avait guère évolué depuis 1913.
Cette pause fut interrompue en mai 1920, lorsque le général Silvestre, nouveau commandant général de Melilla, entreprit de conquérir les kabilas (tribus rifaines) à l’ouest du Kert. Le succès et l'apparente facilité de cette avancée l’enhardit à pousser plus avant et à créer début juin 1921 un poste militaire avancé sur Dhar Ubarran, hauteur stratégique au-delà du fleuve Amekran, d’où il se promettait de conquérir la proche kabila de Beni Ouriaghel, fief d'Abdelkrim, situé sur la baie d’Al Hoceïma. Cette opération téméraire, car étirant à l’excès les lignes de communication, incita Abdelkrim, qui s’était entre-temps érigé en chef charismatique, tant politique que militaire, du Rif, à mobiliser pour une contre-attaque sa harka nouvellement constituée, disciplinée et bien entraînée, avec en point de mire la constellation de fortins espagnols sur la nouvelle ligne de front, dont l’emblématique camp d’Ighriben, qui fut assiégé puis pris d’assaut en juillet 1921 par les Rifains. Le siège mis ensuite devant Anoual, camp principal du dispositif espagnol, où le gros des effectifs de l’armée espagnole d’Afrique se trouvait stationné, entraîna son évacuation à l’aube du 22 juillet. Cette retraite, censée se dérouler en bon ordre, se mua cependant en franche débandade lorsque la colonne de repli eut à franchir sous le feu de la harka un tortueux défilé, où la troupe, saisie d’une panique contagieuse, se lança dans une course effrénée en abandonnant armes et bagages. Pendant que les fortins récemment établis, trop dispersés et sous-équipés, tombaient en cascade sous les attaques des Rifains, généralement avec massacre de leur garnison, ce qui restait de la colonne, désormais commandée par le général Navarro après le suicide de Silvestre, se replia de position en position sur la ligne Anoual Melilla, jusqu’à se fixer finalement, en attendant des secours, dans le fort de Mont-Aroui, où se déroula l’épisode le plus emblématique et le plus sanglant de la débâcle d’Anoual. Après avoir soutenu un siège éprouvant, marqué en particulier par le manque d’eau potable, et compte tenu de la réticence de Berenguer à envoyer une colonne de secours, Mont-Aroui finit par capituler le 8 août 1921, en échange de la promesse de vie sauve. Cet engagement ne fut pas respecté par la harka locale, non encore sous l’autorité d'Abdelkrim, et les militaires espagnols, à l’exception d’un petit groupe de hauts gradés faits prisonniers et de quelques rares rescapés, furent tous tués dans des conditions atroces. La position de Sélouane subit le même sort que Mont-Aroui, tandis que la garnison de Nador put après sa capitulation regagner Melilla.
La bataille d’Anoual occasionna la mort d’environ 11 500 membres de l’armée espagnole (se décomposant en 8 000 Espagnols métropolitains et 2 500 autochtones des différentes unités supplétives), dont plus de la moitié après s’être rendus ; les données font défaut sur les pertes dans les troupes rifaines.
La place de Melilla, qui avait été largement dégarnie de ses contingents pour renforcer Anoual, se sentit menacée à son tour, d’autant que nombre de kabilas dites amies, soumises de longue date et proches de Melilla, mais dont l’allégeance à l’Espagne se révéla être de pur opportunisme, tendaient à rallier la rébellion dès que le rapport de force tournait en défaveur de la puissance tutélaire. L’arrivée à Melilla de considérables renforts en provenance de Ceuta (Regulares et Légion) et de la métropole permit à l’Espagne d'engager à partir de septembre 1921 une contre-offensive efficace.
Tandis qu’Abdelkrim, devenu héros mythique, proclamait la République du Rif, la défaite humiliante d’Anoual conduisit en Espagne à une redéfinition de la politique espagnole en Afrique et provoqua une crise politique, qui sapa la monarchie libérale d’Alphonse XIII avec pour conséquence à terme le coup d'État et la mise en place en 1923 de la dictature de Primo de Rivera. Auparavant, le général Juan Picasso avait été désigné pour enquêter sur les événements afin d’en déterminer les causes et de cerner la responsabilité des hauts commandants. Outre les causes militaires techniques mises en évidence dans le rapport d’enquête Picasso présenté en juillet 1922 (nommément : trop grande extension des lignes, imprudente percée sur Dhar Ubarran, défense défaillante du territoire conquis au moyen de positions éparses mal approvisionnées et mal organisées, Melilla laissée dégarnie par l’envoi de toutes les troupes disponibles à Anoual, etc.), le débat parlementaire qui s’ensuivit s’évertua à identifier des causes plus larges, politiques, sociales et morales. La recommandation de la commission Picasso de lancer une procédure contre Berenguer, identifié comme le principal responsable du désastre (avec Silvestre, décédé, et 39 autres militaires), resta lettre morte par l’instabilité politique et l’amnistie accordée par le roi.

## Contexte

### Arrière-plan historique
Après la perte des dernières colonies à Cuba et aux Philippines, la conquête du nord du Maroc était présentée par le gouvernement et par une partie de la presse comme une nouvelle mission civilisatrice permettant de restaurer le prestige impérial espagnol. Cette présentation n’empêcha pas cette entreprise coloniale de devenir antipopulaire dans l’opinion publique espagnole, au rebours de ce qui se passait dans d’autres pays colonisateurs, tels que la France et la Grande-Bretagne. Cette guerre du Rif était un conflit où s’entremêlaient les intérêts de l’Espagne, de la France et du Royaume-Uni principalement, et dans lequel l’Espagne s’engagea imprudemment, sous la pression, d’une part, d’une armée désireuse de se dédommager de ses récentes défaites dans les colonies d’outremer, et d’autre part, d’une oligarchie financière avide de prendre pied dans le Maghreb pour y poursuivre des intérêts économiques, essentiellement miniers.
L’Espagne avait faussement cru, grâce au pacte secret de 1904 conclu avec la France, que le nord du Maroc, en ce compris Fès et Taza, lui avait été adjugé. La question du Maroc fut réglée le 16 janvier 1906 par la conférence internationale d’Algésiras, où, estime Andrée Bachoud,

« les Espagnols, flattés d’être enfin associés à une négociation internationale après tant d’années d’isolement diplomatique, signent alors l’accord le plus négatif qui leur ait été proposé jusque-là, car il confirme leur autorité au Maroc sur le territoire le moins contrôlable qui soit : la chaîne du Rif, qui en constitue l’axe principal, aligne sur 300 kilomètres ses sommets coupés de cols impraticables. En outre, entre les deux versants sud et nord la communication est à peu près impossible, sinon par le territoire français. Cette zone est par ailleurs peuplée de tribus berbères hostiles depuis des siècles à toute pénétration étrangère. »

La population dispersée du Protectorat espagnol se composait principalement de Kabyles berbères, accoutumés à une vie dure et misérable, mais en même temps extrêmement rétifs et belliqueux, chez qui prédominait l’idéal masculin du guerrier et pour qui la mort des ennemis était un motif de fierté. Souvent, ils guerroyaient contre le sultan au sud, dont l’autorité était acceptée tacitement, rarement imposée par la force. Dans la région orientale du Rif en particulier, les affrontements étaient pour ainsi dire constants, mais la plupart des Kabyles eux-mêmes étaient fortement divisés et s’affrontaient entre eux. La zone avait de modestes ressources minières et son agriculture arriérée pouvait à peine subvenir aux besoins de la population native, en considération de quoi l’entreprise espagnole constituait un exemple probant de ce que l’on pourrait nommer l’impérialisme anti-économique.

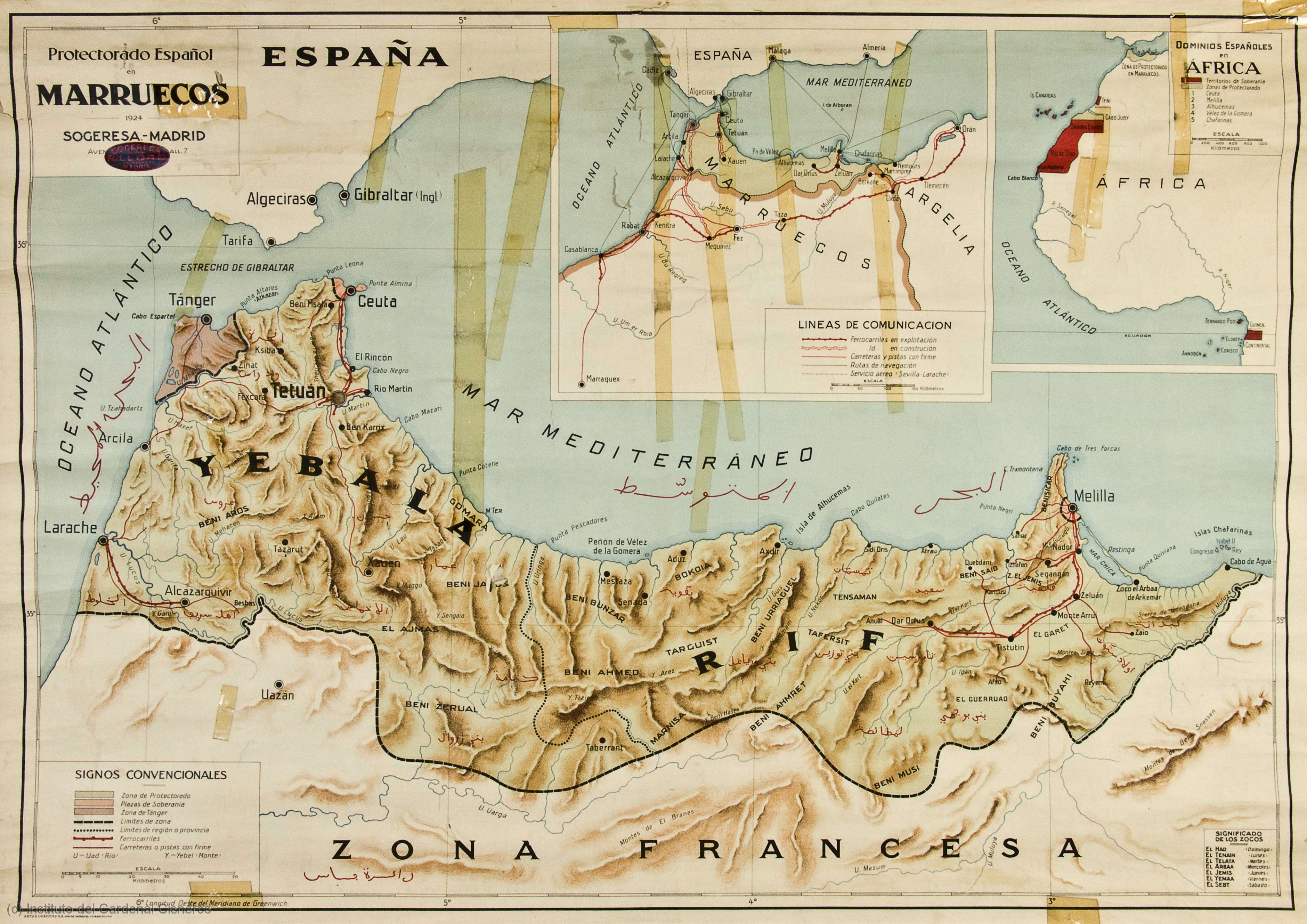
Carte du Protectorat espagnol au Maroc (1924).

En 1909, des combattants rifains attaquèrent les ouvriers qui construisaient la voie ferrée reliant Melilla aux mines de fer dont l’exploitation était imminente. L’Espagne envoya des renforts, mais elle contrôlait mal le terrain et manquait d’une base logistique, ce qui conduisit au désastre de Barranco del Lobo de juillet 1909. La réaction espagnole, sous la forme de l’offensive de 1909, avait pour double objectif d’établir les bases territoriales de l’exploitation économique des mines du Rif dans la kabila (tribu) de Beni Boufrour, et de consolider la position de Melilla comme axe de pénétration commercial et militaire au Maroc. La victoire du Gourougou avait permis d’étendre l’occupation de la zone côtière du cap de l’Eau (Cabo de Agua pour les Espagnols) jusqu’à la pointe Negri (à une trentaine de kilomètres à l’ouest de Melilla), mais à partir de septembre 1911, le chef de la résistance rifaine El Mizzian reprit ses opérations de guérilla, causant de lourdes pertes à l’armée espagnole.
Dans la métropole, la campagne de Melilla et l’exécution de l’anarchiste Francisco Ferrer avaient provoqué une grave crise politique et déterminé les anarchistes à mener avec plus de méthode et d’unité leurs luttes dans les usines et dans les campagnes, fondant en 1910 un syndicat qui allait se révéler redoutable, la CNT. La France tenta d’exploiter la situation intérieure espagnole pour éliminer l’Espagne du territoire marocain, en occupant Fez en mai 1911, mais les Espagnols répliquèrent en occupant peu après Larache et Ksar El Kébir. En août, le président du Conseil José Canalejas, prenant prétexte d’une agression kabyle sur les bords du fleuve Kert contre une commission géographique occupée à faire le relevé de la zone, donna mission à un corps de troupes d’élargir les frontières de la zone espagnole, nouvelle campagne qui s’accompagna de 498 morts espagnols, et contre laquelle la population espagnole protesta par l’agitation politique de l’automne 1911.
En mars 1912, le sultan du Maroc accepta officiellement l’instauration d’un protectorat français sur tout le pays, et en novembre, Paris et Madrid scellèrent l’accord formel qui cédait à l’Espagne une certaine « zone d’influence », grande d’à peine 5 % du territoire, qui fut proclamée telle en février 1913. En réalité, le protectorat espagnol, territoire morcelé et inhospitalier, dont le cœur est le Rif, massif montagneux habité par des Kabyles en perpétuelle révolte contre le sultan et contre toute autorité étrangère, n’était qu’une zone cédée à l’Espagne au sein de l’ensemble du Protectorat français du Maroc ; le plan s’inscrivait en effet dans la politique coloniale française qui recherchait la collaboration de l’Espagne pour contenir les Britanniques et faire échec à toute tentative de pénétration de l’Allemagne,. Les Espagnols avaient le sentiment de n’avoir reçu que des miettes du gâteau marocain, et l’armée espagnole, qui allait payer très cher la mise en place du protectorat dans cette région, en conçut une frustration certaine. Aux termes du traité de 1912, « il appartenait [à l’Espagne] de veiller à la tranquillité » dans sa « zone d’influence […] et de prêter son assistance au Gouvernement marocain pour l’introduction de toutes les réformes […] dont il avait besoin »,. Il s’agissait donc de redonner le pas à l’action politique sur l’action militaire, surtout que le régime du Protectorat leur donnait en principe le moyen d’intervenir, quoiqu’indirectement, en représentants légaux du Sultan.
En mai 1915, à l’occasion d’une nouvelle campagne militaire, les troupes espagnoles franchirent le fleuve Kert pour installer plusieurs postes dans la kabila de Beni Sidel. La Première Guerre mondiale terminée, il fallait alors songer à avancer jusqu’au Rif central, et après une phase d’inaction, l’armée espagnole réalisa donc en avril 1919 une nouvelle avancée vers l’ouest, s’emparant de portions de territoire dans les kabilas de Beni Bu Yahi et de Beni Saïd. La zone sous l’autorité espagnole s’étendait, à l’est et au sud-est, jusqu’à la frontière algérienne (matérialisée par le fleuve Moulouya) et à l’ouest jusqu’au fleuve Kert et en partie au-delà (avec une quinzaine de postes militaires, mais sans inclure le mont Mauro, situé dans la kabila de Beni Saïd) et au-delà aussi de la rivière Igane, affluent droit du Kert (avec notamment le bourg de Souk el-Telatza).

### Données géographiques

Carte de 1920 représentant la partie nord de la « zone espagnole au Maroc », avec les effigies de González Tablas, Berenguer et Silvestre (ne figure pas sur la carte la partie sud de ladite zone, correspondant à Cabo Juby, c.-à-d. l’actuelle Tarfaya).

Le protectorat espagnol, étroite frange de 300 km de long sur seulement 60 de large en moyenne, était presque tout entier recouvert par le massif rifain et se composait pour les deux tiers de terrains montagneux et incultes. Le territoire était sillonné de quelques rares rivières, d’une longueur réduite, courant au fond de ravins et de failles dans une direction sud-nord, c’est-à-dire perpendiculairement aux axes de communication principaux, qui pour les Espagnols étaient orientés, en raison de la configuration de la zone et de la position des différents présides, dans un sens est-ouest. Seuls étaient cultivables et fertiles le chapelet de mamelons bien arrosés du versant sud, le mince liséré de la côte atlantique et quelques échancrures dans le versant qui surplombait la Méditerranée. À l’est de la chaîne se trouvaient bien des plaines un peu moins exiguës, mais qui étaient des cuvettes que la sécheresse affligeait un an sur deux. Dans ce panorama désolant ne brillait que l’espoir de fabuleux gisements miniers que la montagne était supposée abriter, mais qui n’étaient pourtant que des spéculations qui allaient se révéler illusoires,. Il ne s’agissait donc en fait que d’une région capable tout au plus de nourrir parcimonieusement une population assez dense, de 600 000 habitants, vivant, pour l’essentiel, du produit de la terre. On y comptait en tout, et dans l’ouest uniquement, six petites villes ou bourgs.
Le Rif au sens strict de ce terme commençait sur la rive gauche du Kert, à partir du domaine de Beni Saïd, s’étendait de là vers l’ouest, le long d’une chaîne montagneuse culminant à plus de 2000 mètres, et avait pour cœur la kabila de Beni Ourriaghel, berceau de la famille Abdelkrim. Cependant, le terme Rif englobait parfois la zone autour de Melilla qui n’appartenait pas au Rif proprement dit.

### Population autochtone du Rif

#### Organisation politique et sociale traditionnelle
La population du Rif, réputée réfractaire, traditionnellement guerrière, s’articulait en kabilas, ou tribus, au nombre de 24 (66 dans toute la zone espagnole, dont 22 arabes et 44 berbères), « petits pays », autant d’« États en miniature, de républiques indépendantes, véritables patries rifaines », qui restaient ici, plus qu’en d’autres régions, le cadre rigoureux de toute la vie humaine. L’existence de ces petites taïfas s’explique par l’isolement rifain, déterminé par le caractère compartimenté du territoire et par la rareté des routes. La kabila, corps social distinct, constituait une unité géographique au territoire précisément délimité, composée, en parts équilibrées, de terres cultivées, de forêt et de terrain de parcours. Au-dedans de ces limites, autour des différents marchés hebdomadaires (souks), la vie économique restait avant tout orientée sur elle-même, encore que les échanges entre tribus voisines, et même, de proche en proche, avec la ville de Fès, se soient également déroulés. Plus tard certes, grâce aux efforts d’Abdelkrim, un sentiment d’appartenance plus large allait surgir, lequel cependant ne s’étendra quère au-delà des limites du Rif.
Les kabilas comprenaient un nombre variable de fractions (ou clans), à leur tour subdivisées en familles enracinées dans des douars (bourgades, poblados en espagnol), dont les membres, reconnaissant un ascendant commun, plus ou moins éloigné dans le temps ou mythique, étaient unis par un sentiment de parenté,,.
Il s’ensuit que la vie politique demeurait inscrite dans le même cadre, en s’étageant selon les différents niveaux qui se distinguent dans la tribu, à savoir les fractions et, tout en bas, les groupes de familles. Au niveau le plus bas, tous les problèmes qui se posent au groupe de familles étaient régis par la jama‘a, assemblée groupant tous les propriétaires chefs de famille, et à laquelle il revenait, par le biais d’un système de cercles concentriques, du bourg-marché jusqu’à la kabila, d’administrer, en accord avec un ensemble de normes (haqq), les biens communs, tels que pâtures, eau d’irrigation ou bois, et de prendre des décisions affectant l’ensemble de la communauté,. Détentrice du pouvoir législatif, la jama‘a était habilitée à fixer notamment les peines à infliger pour infraction au droit de voisinage ou aux devoirs de l’hospitalité. Elle choisissait entre ses membres le cheikh, qu’elle investissait de son autorité et qu’elle chargeait de représenter la jama'a et d’appliquer sa volonté, et dont le mandat était limité dans le temps. Un degré au-dessus, une autre assemblée, composée pour l’essentiel, outre de quelques notables, des cheikhs élus par les groupes de familles, gérait les intérêts d’ensemble de toute la fraction, assurant entre autres, de semaine en semaine, la tenue du marché qui doit se dérouler dans l’ordre. Cette direction de type collégial cessait toutefois de prévaloir au-delà de la kabila, laquelle, si elle était bien une unité distincte, se trouvait intégrée depuis quelque dix siècles dans un État, le makhzen, incarné en la personne du caïd qui, dépêché par le Sultan, ou désigné par lui entre les membres de la tribu, venait occuper la place laissée vacante par l’ancien conseil dirigeant.
Si dans la plupart des litiges, de portée mineure, le droit coutumier (ourf) primait, c’était la charia qui s’appliquait dans les cas plus importants ; la maîtrise de la charia comportait un prérequis — savoir : être capable de lire et écrire l’arabe, la langue du Livre — qui octroyait de fait à ceux qui le remplissaient un prestige particulier.

Carte figurant les kabilas rifaines.

Selon le recensement de 1928, la kabila la plus peuplée était celle de Beni Ouriaghel, avec 41 000 habitants, suivie de Beni Touzine, avec près de 33 000 habitants, et de Tensamane, d’environ 21 000 habitants. Quant à la superficie, la plus étendue était Beni Bou Yahi, avec 1 250 km2, suivie de Metalsa (1 100 km2) et de Beni Ouriaghel (1 000 km2). Les principales kabilas étaient les suivantes :
- La kabila de Beni Ouriaghel : kabila d’origine d’Abdelkrim, elle était la plus vaste et la plus peuplée du Rif (certaines de ses fractions étant même plus étendues que certaines kabilas plus petites, telles que Tafersit[42]) et passait pour être la plus belliqueuse[41]. Si le Rif central était, selon l’expression de Lyautey, « un guêpier, [où] on n’était jamais entré sans le payer cher », et où l’on ne rencontrait guère d’hommes disposés à accepter la domination étrangère, les Beni Ouriaghel se distinguaient, selon Woolman, comme étant « les plus nombreux et les plus guerriers »[43],[44]. Ils étaient les maîtres de la baie d’Al Hoceïma (ou anse des Croyants), l’un des rares points du littoral accessibles depuis la mer, et où se trouvait, à 600 m seulement de la plage, l’îlet rocheux (peñón) hébergeant un fort espagnol. Cette proximité, propice à toutes sortes de négoces dans les deux sens, et la possession de la fertile plaine de Suani et des vallées du Nekor et du Guis, assuraient une prospérité relative à la kabila, en comparaison de ses voisines. Ceci, ajouté à la quantité de guerriers qu’elle était en mesure de mobiliser, les 2000 Mauser et les 3000 Remington qu’elle avait à sa disposition en 1918, et dont le nombre allait augmenter encore ensuite, étaient autant de raisons supplémentaires pour qu’on la craigne dans toute la région. C’est dans le chef-lieu de la kabila, le bourg d’Ajdir, situé non loin de la baie, que vivaient les Abdelkrim[43],[45]. Divisée en deux grands groupes, la kabila était secouée de divergences internes[46] entre ceux qui peuplaient la montagne, gens plus rudes et intransigeants, et ceux qui vivaient en bordure de la baie, accoutumés à la fréquentation quotidienne des chrétiens et plus ouverts à une collaboration avec l’Espagne[47]. Pour les Espagnols, qui avaient investi plus de 10 000 pesetas sous forme de prébendes (« pensions ») dans la kabila, il importait de maintenir le statu quo pour éviter les attaques contre le fort espagnol sur l’îlot d’El Hoceïma et dans la perspective d’opérations futures[46].
- La kabila de Beni Saïd, forte, bien armée, guerrière, et au moral élevé, restait neutre, tandis que des négociations étaient en cours avec elle. Cette kabila était une menace potentielle pour Melilla, puisque ses milices, s’élançant du mont Mauro, formidable barrière et verrou entre Melilla et Beni Saïd, pouvaient déboucher après une nuit de marche dans les ravins du Río de Oro et de la Farkhana[48],[49].
- La kabila de Beni Oulichek était elle aussi en pourparlers avec les Espagnols. Elle avait une harka de plus de 1 000 hommes, mais qui était alors (été 1920) sur le point de se dissoudre[46].
- La kabila de Tensamane était fortement peuplée, riche et puissante. En 2019, ses chefs avaient promis, par écrit et oralement, de ne pas former de harka, de ne pas fournir de contingents à d’autres harkas, de ne pas permettre que des harkas traversent son territoire pour attaquer les Espagnols, et de se présenter aux autorités après la prise de Tafersit. La kabila cependant ne tint aucun de ses engagements[46].
- La kabila de Beni Touzine était apparemment favorable à l’Espagne et ne l’attaquait pas, quand même elle hébergeait sur son territoire une harka d’Ouriaghel et de Tensamane[46].
- La kabila de Metalsa pouvait être considérée comme soumise et avait demandé de rester sous la protection des forces espagnoles[46].

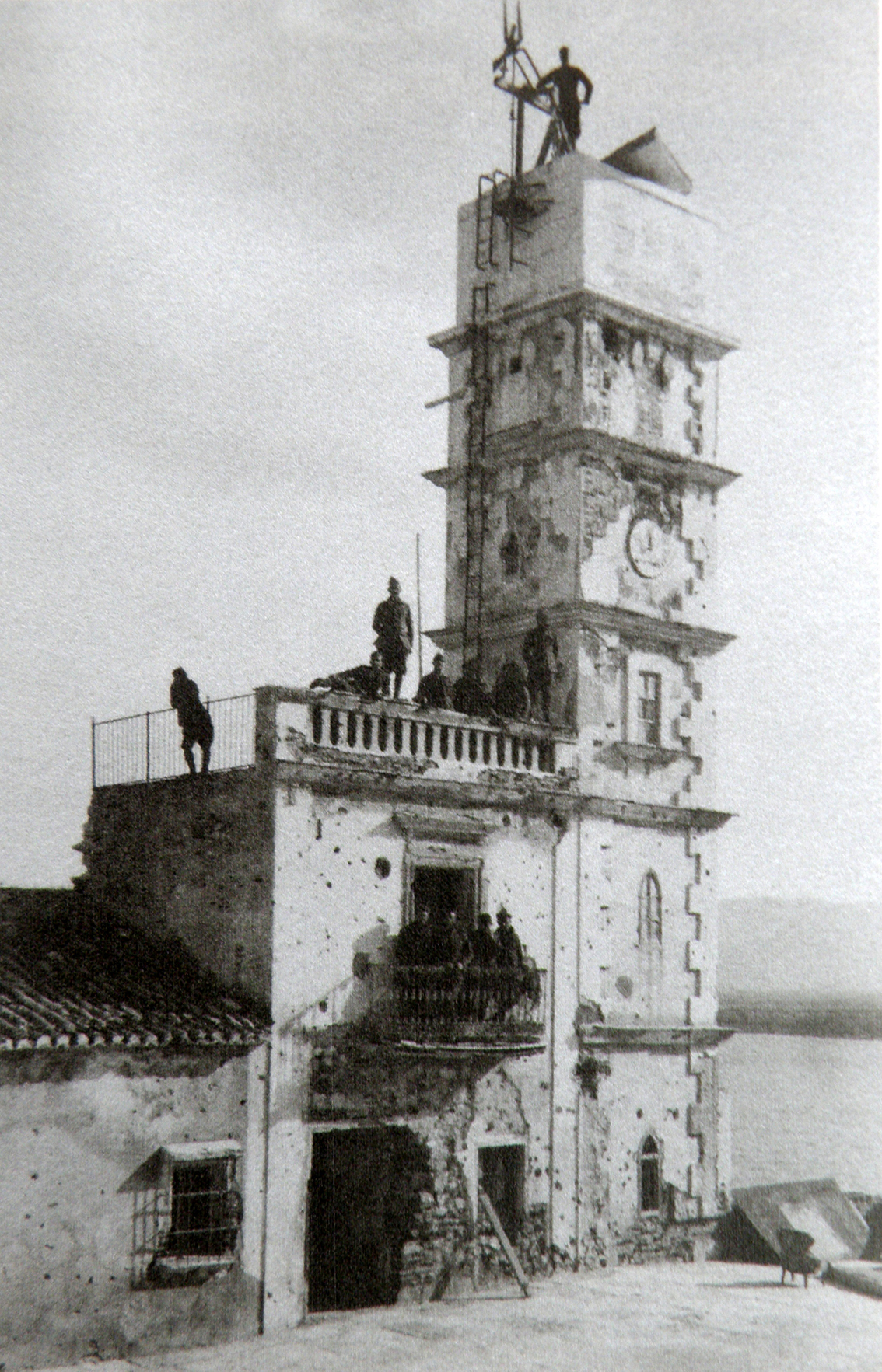
Fort espagnol de la baie d’Al Hoceïma, alors occupé par des légionnaires (vers 1922).

La société rifaine, alors encore assez primitive, se composait de paysans pour la plupart sédentaires, cultivateurs de céréales et de légumes, planteurs d’arbres fruitiers, éleveurs de petit bétail et experts en irrigation, mais qui effectuaient leur travail avec des outils rudimentaires et ne disposaient ni de routes ni de charrois, et de peu de bêtes de somme, le portage à dos d’homme étant encore prédominant. L’idiome commun dans le Rif au sens restreint n’était pas l’arabe, comme dans le pays Jbala, mais le berbère, avec toutes les limitations attachées à son statut de langue non écrite. Dans le Rif prévalait la tradition de la dette de sang, transmise de génération à génération, obligeant à rester toujours sur ses gardes et faisant du fusil un instrument indispensable et la possession la plus précieuse de l’homme, que ce soit le Mauser espagnol à cinq coups (le yamsaïa) ou le Lebel français à quatre coups (l’arbaïa). Beaucoup ont attribué l’ampleur de la défaite d’Anoual à la bienveillance des autorités espagnoles qui, pour ne pas blesser les susceptibilités des kabilas soumises situées à l’arrière de la ligne de front, n’avaient pas procédé à leur désarmement.
Un système complexe d’alliance intertribale (liff ou leff) unissait certains groupes de tribus et les prédisposait à s’affronter aux autres. À chaque ingérence étrangère, les engagements défensifs du leff étaient activés et les yama’a convoquées, qui mobilisaient les fractions et plaçaient les guerriers sous les armes, de concert avec les familles guerrières. La harka ainsi constituée, dont les contingents étaient fournis par une seule ou plusieurs fractions, voire jusqu’à une pluralité de kabilas, donnait corps à l’union défensive, encore qu’à titre temporaire. Habituellement, sa convocation était précédée de l’arrivée dans les bourgs de marché d’émissaires qui galvanisaient leur auditoire par des descriptions de butins mirifiques et d’ennemis méprisables, faciles à vaincre. L’appel aux armes une fois diffusé au moyen de bûchers allumés sur les sommets de montagne, les hommes accouraient armés, pourvus d’une poignée de munitions et de provisions de bouche pour plusieurs jours, et regroupés en contingents selon leur collectivité d’origine, qui se relayaient périodiquement. Il n’était pas rare de voir des femmes et des enfants accompagner les combattants. Cependant, le dispositif restait fragile, tardant en effet à se constituer et requérant préalablement de fort longues séances où tous exprimaient leur opinion ; la harka une fois formée, des rivalités se faisaient jour fréquemment, conduisant parfois à la désunion entre ses différents groupes constitutifs, qui finissaient alors par se disperser. L’absence d’une organisation de ravitaillement, de cantonnement et de commandement l’empêchait de se maintenir longtemps en campagne.

#### Administration et «politique d’attraction» espagnoles
Après la campagne du Kert (1911-1912), l’armée espagnole occupa de nouveaux territoires en dépit de la résistance du chérif Mohamed Améziane et ses partisans. Dans la suite, jusqu’à la mort d’Améziane en 1920, bien que le mouvement de résistance rifain soit resté vivace, les troupes espagnoles n’eurent presque plus sujet à intervenir. Dans les trois zones dont se composait le Maroc, un même système d’occupation militaire était mis en œuvre, à savoir un grand nombre de postes et casemates disséminés, avec des colonnes plus ou moins fortes se mettant en mouvement là où c’était nécessaire. L’on pensait pouvoir, à la faveur de la domination militaire des kabilas, assurer l’adhésion de la population et permettre le commerce et l’implantation de colons espagnols. Cependant, au fur et à mesure que s’agrandissait la superficie du territoire occupé, et que les forces militaires s’avançaient dans des lieux de plus en plus éloignés et hostiles, les effectifs militaires étaient en nombre insuffisants, dans des postes de grande précarité et avec l’assistance de plus en plus malaisée des colonnes mobiles.

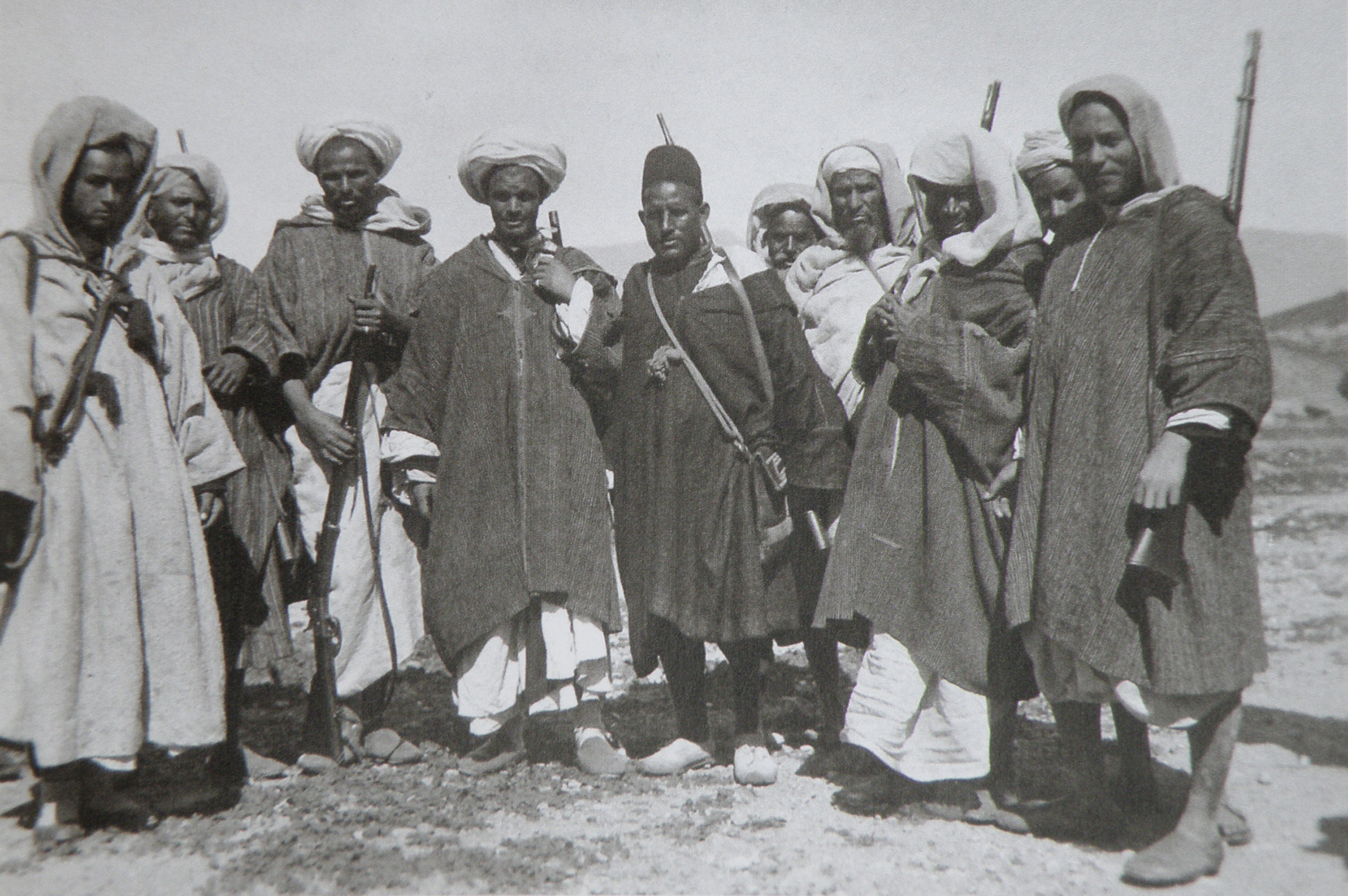
Groupe de Policiers indigènes dans leur tenue civile d’origine (l’uniforme sera imposé à partir de 1912). Censé n’accomplir que des tâches de maintien de l’ordre et de renseignement, ce corps allait être bientôt mis à contribution dans des missions militaires de combat, dans le but de réduire le nombre de victimes espagnoles.

Pour faire face à cette situation, et consolider leur présence dans les kabilas soumises, mais aussi pour préparer la conquête de kabilas non encore soumises, les autorités espagnoles mirent en place un certain nombre d’organismes. Ainsi fut mis sur pied un service de renseignement et d’espionnage, dénommé Office des affaires indigènes et destiné à recueillir des données sur les kabilas et à obtenir leur collaboration,. De même fut créé un corps de gendarmerie, la dénommée Police indigène, avec des effectifs marocains et un corps d’officiers espagnol, et dont la première unité (mía) fut formée dans les premiers jours de la campagne militaire de 1909. Il leur était donné pour solde deux pesetas par jour et de la nourriture pour les chevaux,. Ce corps, dont la formation, le recrutement et les modes d’action avaient été définis en 1910, était financièrement à charge de l’Espagne. Ses membres, à qui allaient être assignées plusieurs fonctions cruciales pour la maîtrise du territoire, de nature administrative et de renseignement, devaient servir de trait d’union entre autorité espagnole et population rifaine. La Police indigène était chargée d’exercer une justice immédiate et du maintien de l’ordre dans les populations, en ayant soin de mettre en vedette l’autorité de l’Espagne. Elle faisait office de source d’information ininterrompue pour les besoins de l’avancée des troupes espagnoles dans le territoire. Elle avait d’autre part un rôle dans la consolidation politique « pacifique » de la pénétration espagnole, en ceci qu’elle parlementait et pactisait avec les chefs des kabilas, en leur offrant prébendes et faveurs en contrepartie de leur bienveillance. Au rang de ses missions ne figurait donc pas le combat, encore qu’ils aient été constamment appelés à participer aux opérations militaires pour faire l’économie des effusions de sang chez les Espagnols. Ce corps présentait plusieurs vulnérabilités, notamment le fait que pour favoriser le recrutement, il avait été arrêté que les ascaris (membres de la Police indigène) « accompliraient en général leur service dans les kabilas auxquelles ils appartiennent », ce qui impliquait des liens trop étroits avec les habitants, aux effets pervers, ainsi que cela allait se faire jour dans la débâcle d’Anoual. En outre, pour pourvoir aux postes d’officiers, réservés aux Européens, l’on s’évertuait, vu le peu d’attrait de la fonction, caractérisée par l’isolement, la solitude et le danger, de les attirer par une rétribution importante et la perspective d’un avancement rapide. On vit ainsi arriver de jeunes officiers espagnols totalement dénués de toute connaissance de la langue arabe ou berbère, de la réalité des kabilas sous leur autorité, du droit et des coutumes locales, et ne recherchant que la gratification économique,.
De façon générale, selon un témoignage, « la Police indigène exerçait une autorité excessive […], parfois ils ne payaient pas […], dans les souks, ils immatriculaient les vendeurs indigènes, au grand scandale des Maures », et mettaient à profit « la misère régnant dans la population, qui faisait se prostituer les femmes maures ». De plus, « on leur laissait les armes quand ils allaient en permission dans leurs bourgs ou kabilas, sans leur demander des comptes sur la dépense de munitions », laissez-faire qui donnait aux hommes l’occasion de satisfaire leurs dettes de sang ou de vendre les cartouches.
D’autre part avait été créée à Melilla en juin 1911 le corps des Regulares, troupe de choc composée d’autochtones et commandée par des officiers espagnols, à l’effectif de quelque 800 hommes. Le premier bataillon (tabor), composé de quatre compagnies d’infanterie et d’un escadron de cavalerie, avait été sous les ordres de Dámaso Berenguer, alors lieutenant-colonel, de qui les Regulares étaient l’œuvre personnelle. Cependant, la loyauté de ces unités indigènes s’évanouissait souvent lors des combats les plus durs contre les kabilas insoumises, notamment lors de l’occupation espagnole de Oulad Laou en 1920, où eurent lieu de nombreuses désertions, s’expliquant par leur rôle d’avant-garde en lutte contre leurs propres contribules, à la différence des corps de supplétifs français, qui ne participaient jamais aux combats dans les rangs de l’armée régulière et n’étaient jamais mis à contribution pour combattre des populations dont ces supplétifs étaient originaires,,. Fait notable cependant, le corps de Regulares comprenait un pourcentage considérable d’Européens, aux alentours de 20 %. Ces troupes de choc, à qui incombaient toutes les missions à haut risque, mais qui monopolisaient en même temps toutes les occasions de se distinguer, venaient opportunément compléter une armée espagnole d’Afrique pour le reste démoralisée et délaissée. Pourtant, cette équation comportait un déséquilibre périlleux, puisque la majeure partie de l’armée était ravalée à un rôle passif, propre à saper son moral, pendant que le reste était soumis à une continuelle érosion, qui finit par compromettre son efficacité et avait comme effet délétère, du point de vue colonial, une perte de prestige des corps métropolitains aux yeux de la population locale.
La conquête militaire était accompagnée ou précédée d’une action civile dite « politique d’attraction », toujours cependant sous l’égide de l’armée. Cette politique, qui ne méritait guère ce qualificatif, se bornait habituellement à séduire un notable d’une kabila limitrophe en lui offrant une « pension », s’élevant à quelque cinquante pesetas. En échange, le notable bénéficiaire réunissait quelques proches parents ou camarades, pour une solde de deux pesetas par jour, puis, sous leur sauvegarde, une colonne espagnole s'avançait et installait une position militaire. Si les circonstances le permettaient, le même scénario se répétait, et les Espagnols gagnaient ainsi peu à peu du terrain. Cette politique avait pour but de poursuivre la progression sans coût humain, et ne s’inscrivait pas dans un projet plus global visant à gagner la population à la cause espagnole. En 1914, dans une lettre au sénateur Tomás Maestre, le général Gómez Jordana a exposé comme suit, avec un certain cynisme, cette politique d’attraction, :

« C’est ce parti [= le parti espagnol] dont je dispose sur tout le territoire de l’ennemi qui permet de dissoudre, comme par enchantement, des groupements armés qui s’étaient rassemblés pourtant avec enthousiasme pour nous exterminer. Les membres de ce parti ne manquent pas de se joindre à ces groupes. Mais c’est pour y semer le défaitisme avant qu’une quelconque action ne commence contre nous. C’est aussi ce parti qui, à ma convenance, suscite entre eux de sanglants conflits comme ceux qui par exemple déchirent en ce moment, à mon instigation, les deux tribus des Beggioua et des Beni Ouriaghel, dans le but d’empêcher que le Rif envoie le moindre contingent se battre sur le Kert. Pour ces indigènes, la guerre continuelle reste toujours un idéal. La preuve en est qu’ils ne cessent de lutter entre eux, tribu contre tribu, famille contre famille, homme contre homme. Mais ce qui se passe, c’est que notre action politique fait dévier leur volonté du but qu’eux-mêmes auraient voulu lui assigner. Aussi, inconsciemment, comme nécessité préalable à la lutte qu’ils voudraient ensuite mener contre nous, ils se détruisent, s’anéantissent eux-mêmes, tandis que nous, tranquilles et résolus, nous poursuivons notre chemin. »

Certes, le même Gómez Jordana, s’avisant des limites de cette politique, préconisa aussi dans une lettre à Romanones en 1918, de mener « d’abord, l’action politique intense […] qui anesthésie ; ensuite, l’opération chirurgicale la plus limitée ; ensuite, de cicatriser rapidement la blessure avec la création d’écoles, de dispensaires, etc. ». Berenguer développait un point de vue différent : « ce n’est pas une guerre de conquête ; il s’agit seulement de mettre sur pied une administration ; la transition de l’état de rébellion à celui de soumission est à peine perceptible » si l’on réussit à obtenir, par l’action politique, que les kabilas elles-mêmes demandent l’occupation ; le procédé consisterait à établir vers l’avant « une frontière administrative en continuel mouvement »,. La zone de Melilla présentait en outre cette particularité décrite par Berenguer :

« Le système d’attraction politique et de préparation des avancées mis en œuvre à Melilla […] différait beaucoup de celui adopté dans la zone occidentale […]. L’on ne pouvait en effet compter sur l’autorité du Maghzen […] ni presque pas sur le prestige de personnalités religieuses qui, en réalité, n’existaient pas […] L’autorité résidait dans les chefs locaux, dans les yama’as […] Il était nécessaire de s’attirer ces pouvoirs de la kabila […] De là le régime des captations individuelles, des pensions ». »

Cette politique d’attraction eut aussi ses effets pervers : après que les autres chefs avaient eu vent de ces manigances, ils exigeaient dans leurs assemblées (yama’a) de la part de leur contribule « pensionné » qu’il partage les bénéfices ou qu’il combatte. Habituellement, le notable à la solde de l’Espagne choisissait alors de préserver sa dignité et, dans l’opération suivante, quand les Espagnols défilaient devant leurs positions, la kabila, au lieu d’exécuter comme convenu une simple algarade puis de se replier, ouvrait le feu pour de vrai, par surprise,. Mais en tout état de cause, la position ainsi mise en place se retrouvait isolée, face à des Rifains « amis » armés, et l’ensemble était de la plus grande précariété.

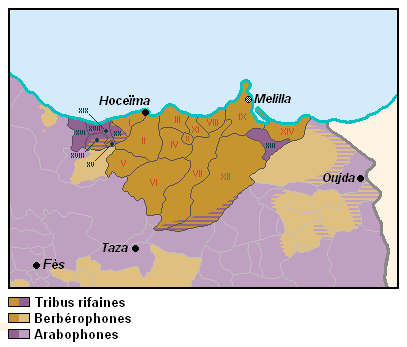
Carte des kabilas rifaines, distinguant entre tribus berbérophones et arabophones.

Cette politique « d’attraction » avait aussi ses détracteurs. La plupart des officiers et beaucoup de civils pensaient que la guerre menée ainsi manquait de bravoure, d’ardeur, accordait une place démesurée au travail politique, aux tractations avec les Maures, et faisait l’impasse sur l’« action guerrière qui constituait une gloire pour les armes » ; d’autres considéraient que les « pensions » étaient un euphémisme pour ce qui n’était autre en réalité qu’une façon de suborner par la distribution de prébendes. Les avocats de la « politique d’attraction » arguaient que la rémunération en métallique récompensait les chefs de kabila pour leur travail et permettait de faire l’économie de sang versé. Pour preuve d’une certaine efficacité de cette politique, les avancées militaires espagnoles avaient dans les trois années suivant la mort du chérif Améziane en mai 1912 fait figure de « légères opérations de police », exécutées « presque toujours en accord avec les Maures », c’est-à-dire avec les « Maures amis » ou « Maures pensionnés », nombreux non seulement dans les régions déjà occupées, mais aussi dans celles encore « insoumises ». Lorsque Gómez Jordana prit possession de son poste de capitaine-général de Melilla en 1912, les autorités espagnoles traitaient avec 70 Maures à peine, tandis qu’à la fin de 1914, ce nombre s’était, selon un document du même Gómez Jordana, accru à 1236. Dès que le nombre de « Maures amis » était suffisant, on créait un « parti espagnol », dans le but de couper court aux initiatives des opposants à la mainmise espagnole. L’Office central des affaires indigènes dressait une liste, par kabila et par fraction de kabila, des chefs et notables les plus distingués ayant des relations avec la Comandancia General. En 1914, cette liste faisait état de 672 notables s’étant « présenté » audit Office, et de 268 apportant efficacement leur concours à l’action de l’Espagne sur le territoire. La kabila d’Ouriaghel était celle où l’Espagne comptait le plus grand nombre de collaborateurs, qui était passé d’une cinquantaine en janvier 1913, à 319 fin octobre 1914, dont 238 s’étaient présentés à l’Office des affaires indigènes,.
Pourtant, les autorités espagnoles, négligeant leur « mission civilisatrice », privilégiaient en fait l’occupation militaire, quoique sans moyens suffisants. Dans les douze premières années du Protectorat, les Espagnols, au contraire des Français dans leur partie du protectorat, ne se soucièrent guère de gagner les cœurs des Rifains au moyen de la création d’intérêts communs, la construction de routes, d’écoles et d’hôpitaux, recourant quasi exclusivement à la domination militaire, et ne se comportant non comme des colonisateurs, mais comme des conquérants,.
En novembre 1921, le colonel José Riquelme (qui avait été requis par Berenguer et Silvestre en 1920 d’élaborer avec l’Office central des Affaires indigènes les lignes générales d’une administration dans la zone orientale du Protectorat), pointa dans sa déposition devant la commission Picasso le peu d’efficacité de l’action espagnole, qui ne sut pas implanter un régime efficace dans les kabilas conquises, en mettant en place

« des fonctionnaires et des autorités indigènes qui eussent donné au pays marocain le sentiment de nos projets, favorables audit régime. Au contraire, le gouvernement et l’administration des kabilas soumises continuèrent d’être subordonnés directement et effectivement à nos Officines indigènes, pas toujours sous la direction d’officiers experts et réellement formés en vue d’une mission aussi délicate et difficile, lesquels, inévitablement, devaient commettre des erreurs, sinon des abus, dans l’exercice de leur fonction, causant des perturbations profondes dans quelques kabilas et un certain malaise latent, attendant de s’extérioriser au moindre revers de nos armes. »

De surcroît, Silvestre, nommé commandant-général de Melilla en 1920, changea de cap et adopta, comme le signala le colonel Riquelme dans sa déposition devant la commission Picasso :

« un système radicalement opposé sous plusieurs rapports à celui employé jusqu’alors, plus particulièrement en ce qui concerne le versement de pensions aux chefs indigènes des kabilas soumises et de celles non encore occupées, pensions qui furent quasi totalement supprimées, ce qui occasionna le mécontentement d’un grand nombre de ceux qui, depuis des années, avaient joui de ce bénéfice. »

D’autre part, il apparaissait évident que pour l’Espagne, maintenir sa présence au Maroc n’était pas rentable, compte tenu que le bénéfice économique que percevait la Compañia Española de Minas del Rif était loin de compenser les lourdes dépenses militaires auxquelles devait faire face le trésor espagnol.

#### Collaboration et résistance; les Abdelkrim
Vers 1916, le cœur de la résistance des kabilas dans le bassin du fleuve Kert se trouvait dans la kabila de Beni Saïd, où opéraient deux harkas, mais les luttes entre partisans et adversaires de l’Espagne empêchaient ces derniers de recruter dans les rangs de ces harkas. De même, dans la région d’Al Hoceïma, le « parti espagnol » d’Ibaqouyen (Bocoya pour les Espagnols) empêchait cette dernière de s’unir aux kabilas du Rif central dans lesquelles les résistants tentaient de réunir des combattants pour la harka opérant à Beni Saïd. L’immixtion de l’administration coloniale espagnole dans les luttes intestines des kabilas, où l’Espagne donnait son appui à l’une ou l’autre des fractions rivales, faisant ainsi basculer la balance en faveur du camp allié à l’Espagne, était une méthode très fréquente. Une autre méthode pour obliger les kabilas de se soumettre consistait à empêcher les semailles, ainsi que cela eut lieu dans la kabila de Beni Saïd en 1916 et 1917, plus particulièrement dans deux fractions dont les terres se trouvaient à portée de canon et de fusil des Espagnols, pendant que dans le même temps l’Office des affaires indigènes fournissait des semences aux populations soumises.
Aussi, dans la partie du Rif demeurée libre, en particulier dans la région bordant la baie d’El Hoceïma, nul n’était en mesure de dresser une tribu, et encore moins l’ensemble des tribus, contre un éventuel débarquement. Les conseils de fraction ne commandaient que dans la partie de la kabila dont ils étaient l’émanation. Parallèlement, depuis quelques générations, les petits oligarques devenus très souvent les « amis de l’Espagne » y avaient acquis un poids considérable. Les notables n’étaient certes guère que deux ou trois dizaines, parmi les Ibaqouyen et les Beni Ouriaghel, à accepter sans état d’âme la pension mensuelle de soixante-quinze pesetas allouée par l’Espagne à qui prenait l’engagement de la servir. Il aurait par conséquent suffi aux Espagnols de s’assurer la connivence de quelques-uns d’entre eux dans les fractions peuplant directement la côte pour débarquer et établir une tête de pont sans rencontrer de résistance unie.
Au printemps 1920, l’Espagne franchit la ligne du fleuve Kert, « Rubicon stratégique » (selon l’expression de Juan Pando), en direction de l’ouest, plaçant sous sa tutelle quelques positions clefs telles que Dar Hach Buzan (la Kasbah rouge), Dar Kebdani, Kandoussi, Dar Azugaj, Driouch, Ben Taïeb, Cana Mida, Azrou, Cheif et Taffersit, esquissant ainsi une opération d’enveloppement contre les kabilas de Temsamane et de Beni Ouriaghel, mais sans encore entrer en collision avec le pragmatisme rifain, qui consistait à percevoir une compensation de l’occupant tout en sauvegardant l’indépendance, quand même celle-ci serait purement nominale.

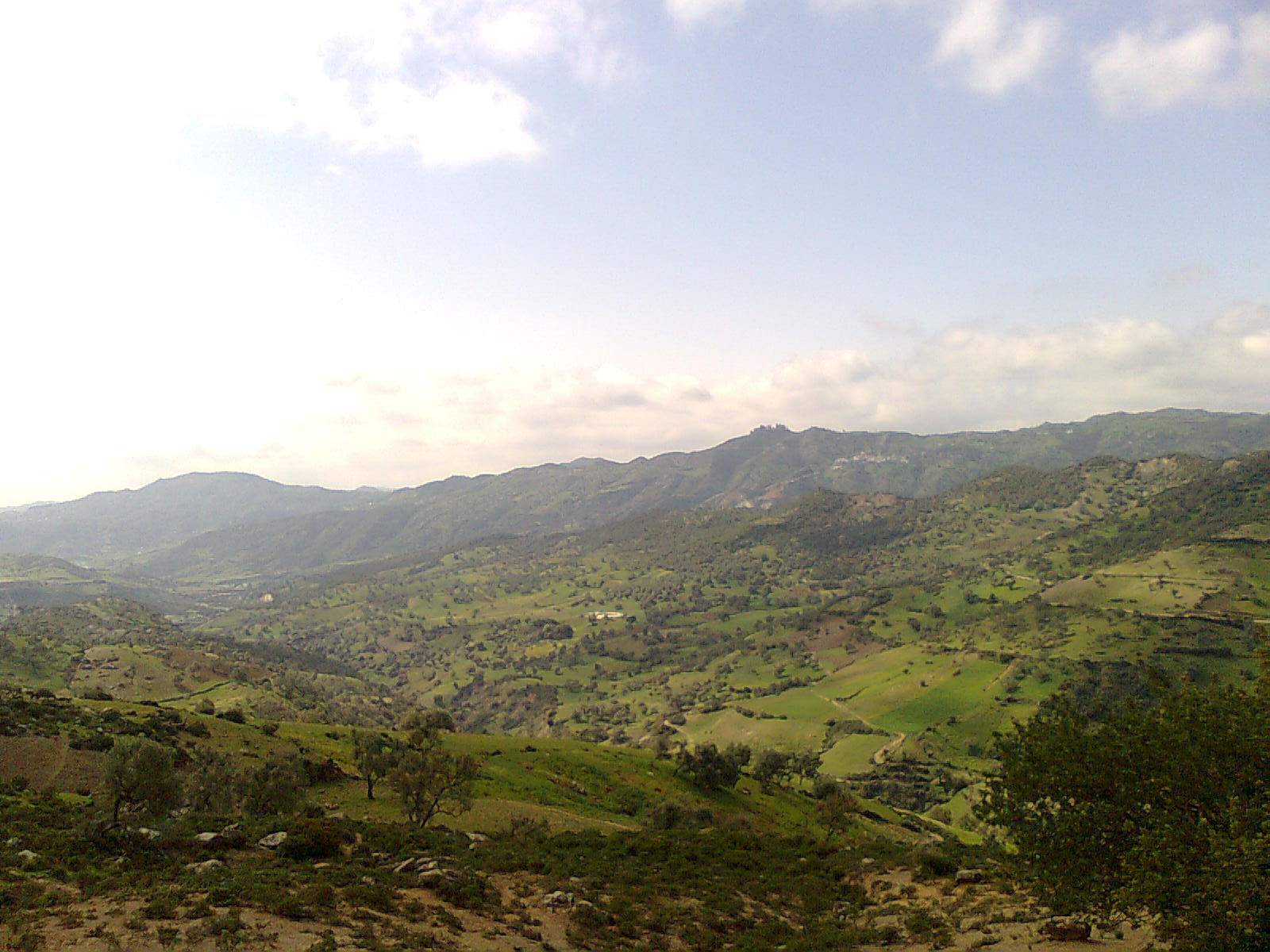
Le bourg d’Ajdir, fief des Abdelkrim.

L’une des familles bénéficiaires de la « politique d’attraction » espagnole était les Abdelkrim, originaires du douar d’Ajdir, dans la kabila de Beni Ouriaghel, situé en face du fort d’El Hoceïma, occupé par les Espagnols depuis 1673. La famille faisait partie du petit nombre de familles, disséminées dans les tribus du Rif, où l’on se transmettait de père en fils le savoir nécessaire à l’exercice de la fonction de taleb, avec licence d’enseignement. Ledit savoir comprenait, en milieu berbérophone, en premier lieu la maîtrise de la langue arabe, la seule écrite et donc indispensable à la correspondance et à la rédaction des actes ou des procès-verbaux, ainsi que les sept façons de psalmodier le Coran. Si on ajoutait à son bagage le calcul, la grammaire, un peu de lettres, les éléments du droit en liaison avec la religion, on accédait au rang de fquih, c'est-à-dire de savant et de jurisconsulte, dépositaire local du chra°, droit musulman, écrit et très élaboré, dont le rôle social était considérable, compte tenu que le droit coutumier qui réglait les litiges les plus simples était inopérant dans les cas plus compliqués.
Ben Abdelkrim (père d’Abdelkrim), né en 1860, diplômé de l’université de Fès, cheikh (notable) respecté, occupait à Ajdir l’office de fquih,. Le premier témoignage sur sa personne le présente déjà comme cadi, en précisant que sa nomination à cette charge considérable avait été voulue par Moulay el Hassan et était intervenue en 1894 au plus tard, par une promotion précoce, le père n’ayant alors pas encore la quarantaine. Comme son fils aîné plus tard, le père jugeait que l’Espagne, quoique affaiblie pas ses récentes défaites coloniales et incapable de nouvelles aventures coloniales, pouvait néanmoins apporter une aide technique et économique pour moderniser les structures archaïques du pays, en accord avec la mission assignée à l’Espagne par la conférence d'Algésiras,. Si donc il consentit à collaborer avec l’Espagne, ce n’était pas par affinité, mais parce qu’il la considérait comme un moindre mal inévitable et qu’il escomptait qu’elle l’aiderait à se hisser au statut de chef de Beni Ouriaghel, pendant qu’il mettrait à profit les contacts de son fils aîné pour tisser des liens avec les compagnies minières. Bien que se montrant ennemi des Européens, il décida d’envoyer ses deux fils, Mohammed l’aîné, né en 1882, et Mhammed ou Mhamed, de dix ou treize ans son cadet, étudier chez les colonisateurs espagnols, ce qu’ils firent avec profit. Mohammed, après des études à l’université de Fès, alla parfaire sa formation à Melilla. Tous deux maîtrisaient la langue espagnole presque à la perfection, la parlaient quasi sans accent et possédaient une belle calligraphie.
Vu l’état des esprits dans le Rif, cette décision n’a pu être accueillie que comme un geste effectué en direction de l’ennemi, et d’autant plus choquant qu’elle émanait d’une personne de haut rang. Du fait de ses accointances avec les chrétiens, qui suscitaient les soupçons de ses contribules, la position du père dans la kabila était devenue précaire. Il apporta en outre son concours à plusieurs opérations amphibie de débarquement espagnoles (toutes avortées), dont le plan de la première, en octobre 1911, fut éventé et annulé, mais qui valut au père Abdelkrim d’être considéré comme un traître par ses congénères de Beni Ouriaghel et voir sa maison incendiée en représailles par les Ouriaghel,. Une seconde tentative de débarquement eut lieu en 1913, à l’aide du navire General Concha, qui échoua sur la plage, suivie en 1914 d’un nouveau plan, qui aurait profité de la circonstance que les jeunes gens étaient partis pour l’Algérie aider à la moisson, mais le projet ne fut pas mis à exécution. Abdelkrim père reconnut lors d’un entretien avec un émissaire du fort d’El Hoceïma en 1915 que s’il admettait la présence espagnole dans les kabilas déjà soumises, il s’opposait à ce que le reste des kabilas soient également conquises par l’armée espagnole, en particulier celle de Beni Ouriaghel. Pendant la Première Guerre mondiale, Abdelkrim père prit fait et cause pour l’alliance germano-turque, ce qui allait être en partie la cause de l’arrestation en 1915 du fils aîné, de son passage en jugement et de sa condamnation, sur des bases très faibles, pour trahison,.

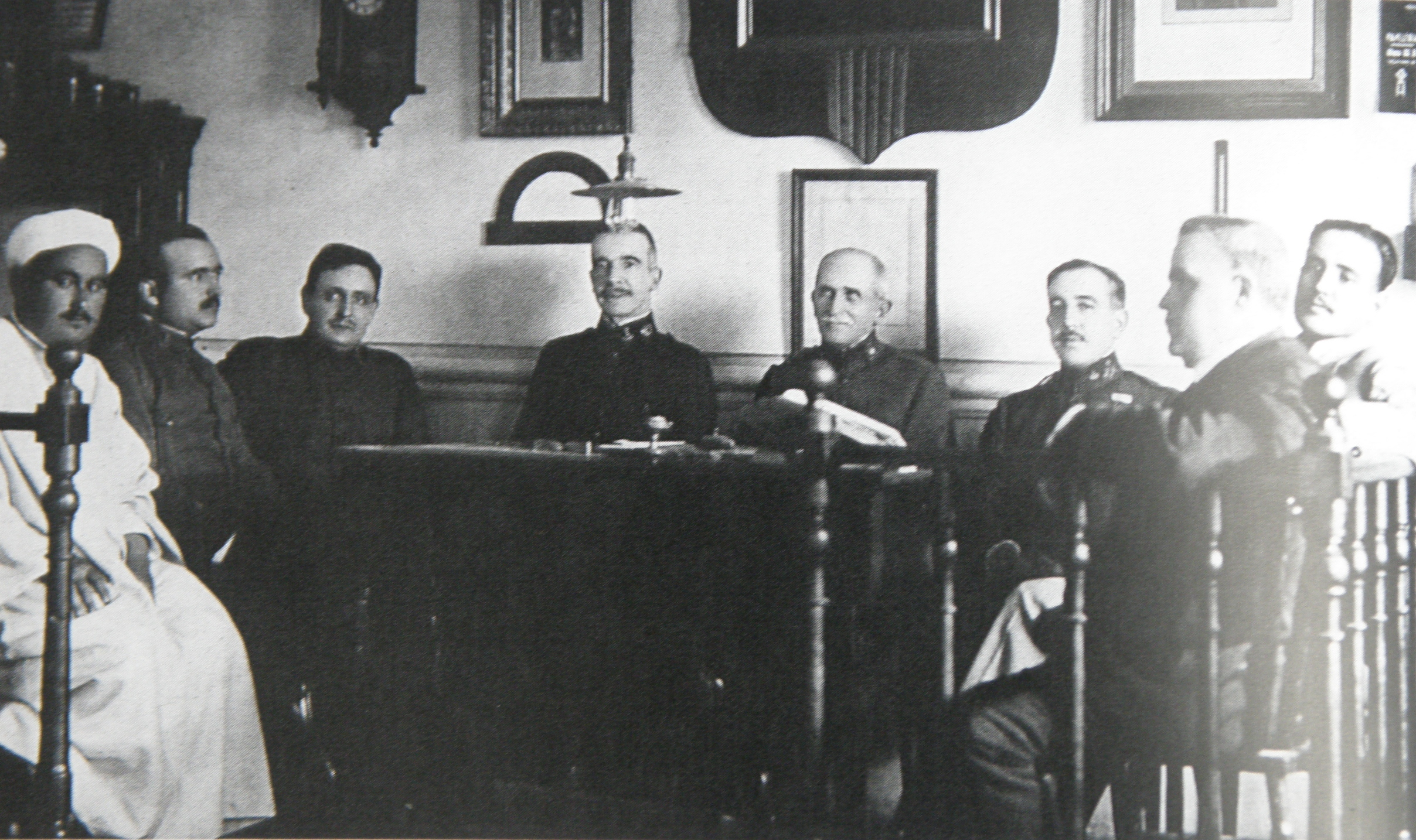
Abdelkrim (à l’extrême gauche sur la photo) à l’Académie de langue arabe à Melilla (1918).

Abdelkrim aîné enseigna de 1907 à 1913 la langue arabe et le Coran dans une école créée par les Espagnols à l’usage des Marocains installés à Melilla, en collaborant parallèlement, de mars 1907 à avril 1915, par une contribution quotidienne, au journal El Telegrama del Rif,, dont le rédacteur en chef, Cándido Lobera Girela, avait conçu l’idée, hardie pour cette époque, de s’attirer aussi des lecteurs marocains par l’insertion en première page d’une chronique journalière rédigée en langue arabe,. Dans ses articles, Abdelkrim se faisait l’avocat de l’aide européenne, propre à extraire le Maroc de son retard et à rehausser le niveau économique et culturel de la population. Alors qu’il apportait son appui à « l’action civilisatrice » de l’Espagne, il attaquait sans relâche et avec virulence le colonialisme français et ses visées expansionnistes dans la région,. D’autre part, il combinait son professorat avec de nombreux emplois de confiance dans l’administration espagnole ; ainsi, en 1910, il fut nommé secrétaire-interprète de l’Office des affaires indigènes de Melilla, et exerça à partir de 1914 comme cadi, puis la même année comme premier juge de Melilla ou kadi koda (juge des juges, cadi chef), avec pleine compétence juridictionnelle sur les affaires indigènes,,. Il aurait joui d’un train de vie confortable, logé, d’après un témoignage, « sur la rue General-Margallo, près de l’Horlogerie allemande ; il avait une cuisinière espagnole âgée et un domestique maure ».
Au moins jusqu’en 1915, Abdelkrim avait joui du statut de « Maure modèle », avant que sa relation avec les Européens ne commence à s’altérer, quand il prit à son tour parti pour l’Allemagne et l’Empire ottoman dans la Première Guerre mondiale, notamment à travers ses articles de presse dans El Telegrama del Rif, ce qui lui valut l’ire de la France et de passer en conseil de guerre pour trahison puis incarcéré, malgré l’absence de preuves, à Melilla,. Mohammed ben Abdelkrim estimait en effet, à l’encontre de l’opinion de son père, que le vrai danger se situait du côté des Français, raison pour laquelle il cherchait le concours de l’Espagne au lieu de la combattre. La France représentait la servitude, tandis qu’avec l’Espagne on sauvait l’essentiel et l’on ouvrait la voie de la restauration. Si l’Espagne trouvait son intérêt à venir au Maroc, pensait-il, ce n’était pas pour dominer, mais bien pour vendre et acheter à l’avantage des deux parties, apportant avec elle les acquis de l’Europe dont le Maroc avait si grand besoin. Est significative à cet égard la réponse donnée par Abdelkrim, alors âgé de 29 ans, au journal Haquiqua, sectateur de la France, qui paraissait à Tunis :

« Parler, comme vous le faites, de l’histoire andalouse et de l’Espagne au temps de l’occupation musulmane il y a plus de quatre siècles, cela ne prouve rien dans la situation présente et dans les circonstances de notre époque. Voici alors ce qui ressort en conclusion. L’Espagne ne cherche pas à prendre le Maroc. Elle est donc une amie. Ses intentions sont saines. La France par contre, veut rayer le Maroc de la carte du monde. C’est donc notre ennemie. Nous la tiendrons pour telle jusqu’à la fin des temps. »

Lors d’une conversation avec un officier (peut-être Riquelme) de l’Office indigène central à Melilla, Abdelkrim aîné reconnut sans ambages que son père s’était entretenu avec un officier turc débarqué à Beni Ouriaghel, qui avait évoqué devant lui la préparation d’un soulèvement en Tunisie, en Égypte « et dans les autres colonies », mais insista que le soulèvement serait dirigé uniquement contre la Grande-Bretagne, la France et la Russie, et que les proclamations du sultan ottoman distribuées sur les marchés soulignaient « très spécifiquement l’abstention de toute hostilité contre toute autre nation ».
Plus tard, le 15 août 1915, il avoua au capitaine Sist lors d’un entretien qu’il détestait les Français et que ce sentiment était partagé par tout son peuple. Le Rif, affirma-t-il, souhaitait garder de bonnes relations avec l’Espagne, sur un pied d’égalité ; il lui semblait bon que l’Espagne consolide ses positions à Melilla et étende ses lignes jusqu’au Kert, près d’Imarufen et d’Ishafen, et garde Al Aroui, Batel et Tiztoutine ; mais au-delà, vers l’ouest, tout le reste serait territoire interdit pour l’Espagne et pour toute autre puissance, quelle qu’elle soit, y compris celle du sultan, car « son ardent désir est d’obtenir l’indépendance du Rif non encore occupé »,. S’il était disposé à traiter avec l’Espagne, celle-ci étant en effet une puissance maniable, il se laissa aussi aller à dire, dans un mouvement d’humeur, qu’il ne souhaitait plus l’occupation de sa tribu, « car il voyait bien comment les Espagnols se conduisaient dans les tribus déjà occupées ».
Une enquête diligentée à la suite de ces déclarations permit de confirmer tout d’abord que Mohammed avait sous tous rapports partie liée avec son père, et révéla ensuite dans quelle mesure le père lui-même se trouvait engagé puisque, déjà, il s’affairait à rassembler des troupes. Or même en admettant, comme il le proclamait, qu’il ne lancerait ces troupes que contre la France, il ne pourrait les recruter qu’en mettant fin, dans les tribus, aux divisions qu’il avait au contraire mission d’attiser. Le haut-commissaire Jordana en conclut qu’Abdelkrim fils ne pouvait plus ni demeurer dans ses fonctions, ni conserver sa liberté, et décida par conséquent de le limoger, de l’inculper de haute trahison et, dans l’attente du jugement, de le faire mettre en forteresse le 6 septembre 1915 par les soins du colonel Riquelme, avec toutefois tous les égards dus à son rang.
Les données du dossier portent à croire que la vraie raison des déboires de Mohammed était le dessein qu’on lui prêtait ainsi qu’à son père, de s’opposer à l’avancée espagnole dans le Rif, c’est-à-dire une raison de politique interne, et non, argue Germain Ayache, de prétendues réclamations adressées par la France à l’Espagne, suivant une légende tardivement forgée. Le chef d’accusation d’avoir entretenu, lui et son père, des liens de conspiration avec des agents turcs arrivés à Ajdir en novembre 1914, était fondée uniquement sur le rapport de Sist que nul élément matériel n’avait depuis lors corroboré. En particulier, on n’avait rien trouvé au logis de l’inculpé, sinon quelques proclamations « Jeunes Turques », sans relation avec l’affaire et ne constituant pas délit. Faute de preuves, le rapport du juge « auditeur » conclut donc à un non-lieu. Le 20 novembre 1915, à la suite de cet avis, le général Aizpuru déclarait close l’action de la justice, mais le haut-commissaire Jordana, intervenant dix jours après, au titre d’instance politique, ordonnait le maintien de Si Mohand en détention jusqu’à ce que lui-même en décide autrement ou bien que, au vu des circonstances, le général Aizpuru puisse lui proposer le pardon.
Abdelkrim père et fils aîné protestèrent de leur innocence et de leur allégeance à l’Espagne, affirmant « ne pas considérer comme une déloyauté le fait d’œuvrer en faveur des Turco-Allemands », sans pouvoir empêcher la poursuite de la réclusion d’Abdelkrim aîné dans le fort de Cabrerizas Altas, aux abords de Melilla. Mohammed ne supporta pas cet emprisonnement qu’il considérait odieux autant qu’injuste. Remis en liberté en août 1916, il se fixa à Ajdir, où il s’appliqua à organiser un « parti espagnol » chez les fractions montagnardes d’Ouriaghel, hostiles à la collaboration avec des étrangers, avant de reprendre son office de cadi à Melilla,,, tandis qu’Abdelkrim père faisait de nouveau allégeance à l’Espagne. Satisfaits de la mise au pas des Abdelkrim, les Espagnols levèrent les sanctions contre les deux fils et permirent au cadet d’aller avec sa bourse étudier à Madrid, cependant que l’aîné retournait le 15 mai 1917 à Melilla pour y reprendre, neuf mois après sa remise en liberté, sa charge à l’Office central,,.
Cependant, il avait changé sa perception des choses,, comme il devait le résumer plus tard dans cette boutade : « jamais ils ne nous considéreront comme leurs égaux ; toujours ils nous traiteront comme des chiens ». S’il est possible qu’il ait éprouvé au début, comme l’indique Ayache, une « fascination » pour l’Espagne, et qu’il ait « cherché en elle son propre modèle », l’expérience cuisante de la prison, qui dut lui paraître, comme expert en droit, particulièrement injuste, et la perception de la faiblesse de la puissance protectrice avaient probablement fini par éroder cette foi initiale, jusqu’à la dissiper tout à fait. Pourtant, le père cadi Abdelkrim avait gardé la même opinion qu’auparavant sur les Rifains, incapables à ses yeux de se tirer tout seuls de leur état d’arriération. L’intervention européenne lui apparaissait par conséquent toujours indispensable, étant bien entendu qu'elle viserait non la conquête, mais simplement la mise en selle de cette élite que lui-même représentait, et la mise à disposition de moyens pour la mise en valeur du pays. Face à l’aveuglement des Rifains réfractaires à cette intervention, il eût fallu les juguler par une action rapide et résolue, au lieu de quoi les Espagnols n’avaient cessé d’atermoyer, accréditant l’idée de leur faiblesse et animant l’audace des opposants. Abdelkrim père avait à trois reprises, pour prix de son alliance avec l’Espagne, eu ses biens détruits ou sa maison brûlée, risque qu’il n’était plus prêt à encourir à présent qu’il avait perdu la foi en l’Espagne.
Jusque-là, les Abdelkrim n’avaient pu faire autrement que de jouer un double jeu — devant leur peuple et les autorités de Melilla —, sans pour autant souhaiter la rupture militaire et rompre les relations économiques avec l’Espagne, croyant en effet que l’établissement d’entreprises agricoles et industrielles espagnoles pouvait contribuer au progrès du peuple rifain,. L’avancée prochaine de Silvestre allait rendre obsolète cette politique de tâtonnements et d’opportunisme. Finalement, les Abdelkrim résolurent de rompre définitivement avec l’Espagne et de passer dans le camp des Rifains insurgés. La Première Guerre mondiale terminée, Abdelkrim père, redoutant d’être extradé vers la zone française, lui ainsi que ses fils, au motif de leur appui à l’Allemagne, décida de rappeler ses deux fils à ses côtés. Sous divers prétextes, Abdelkrim aîné quitta définitivement en décembre 1918 ses bureaux à Melilla, tandis que son frère cadet M’Hamed, qui suivait à Madrid depuis octobre 1917 les cours préparatoires de l’école d’ingénieurs, vint, à l’instar de son frère, rejoindre le père à Ajdir en janvier 1919,,,. Selon Charles Pennell, deux éléments les avaient poussés à franchir ce pas : l’arrêt du versement de la prébende au père, et le fait que son propre lignage eut élu, au rang de cheik, Soleymane Ben Mohamed el Muyahid, actif « ami de l’Espagne », au lieu du fils aîné. Fin août 1919, celui-ci prit contact avec l’un des principaux chefs des Rifains rebelles, et en février 1920, Mohamed Ben Abdelkrim et son oncle quittèrent Ajdir pour rallier la harka de Tafersit qui combattait les Espagnols. Mais même alors, Mohamed Ben Abdelkrim restait en relation avec des hommes d’affaires espagnols intéressés par l’activité minière dans le Rif, comme l'atteste le courrier reçu fin 1920 par Mohammed Abdelkrim de la part de Francisco Caballero, représentant de la société Minas del Rif,.
En juillet 1922, à Ajdir, le fils cadet M’hammed Abdelkrim confia au journaliste Luis de Oteyza : « le Rif ne haïssait pas le peuple espagnol, et ne l’aurait jamais haï s’il n’y avait pas eu l’invasion militaire. Il y avait de la haine, parce que le Rif voyait l’Espagnol dans le militaire. […] Les militaires chargés de gouverner ne sont pas capables de le faire et abusent beaucoup de la dignité […]. »,.
Le 29 janvier 1920, alors que la nomination de Silvestre au poste de commandant général de Melilla n’était encore qu’une rumeur, un émissaire ouriaghli se présenta au consulat britannique à Tanger pour demander aide et protection au gouvernement britannique, indiquant que sa kabila s’opposait à l’occupation espagnole et française du Maroc,.
Au début d’avril 1921, Abdelkrim s’engagea dans la lutte armée, poussé par des motifs politiques mais aussi économiques, dont le principal concernait l’exploitation minière dans le Rif, sujet qu’il maîtrisait bien, pour avoir rempli des fonctions à l’Office indigène,.
Abdelkrim allait bientôt incarner dans toute l’Espagne le prototype mythique du Maure rifain perfide, cruel et impitoyable, nonobstant que les massacres et félonies commis lors de la débâcle d’Anoual l’aient été par des harkis non soumis à son autorité,. Après la mort du père, la harka de Tafersit se retrouva quasiment sans combattants. Plus tard, Abdelkrim l’aîné réunit une nouvelle harka, dont il s’érigea bientôt en chef indiscutable.

### État des troupes espagnoles
La « place » de Melilla était à cette époque une ville de bazars, de tripots, de lupanars, et la plaque tournante de tous les trafics, y compris la vente clandestine d’armes, d’équipements ou de denrées alimentaires aux insurgés rifains, et le détournement par certains officiers d’intendance d’une partie des sommes allouées pour la nourriture des soldats,,. L’armée espagnole d’Afrique était pauvrement armée et équipée, avait une organisation déplorable et était fort mal dirigée. La nourriture et les provisions étaient de mauvaise qualité, l’eau potable douteuse, et l’assistance médicale très déficiente. L’armée du Protectorat était décimée par les maladies dues à des carences et aux défaillances de l’hygiène, en particulier par le scorbut, la dysenterie, la tuberculose, le typhus et les affections dentaires. La plupart des officiers étaient médiocres, et bon nombre d’entre eux corrompus,.

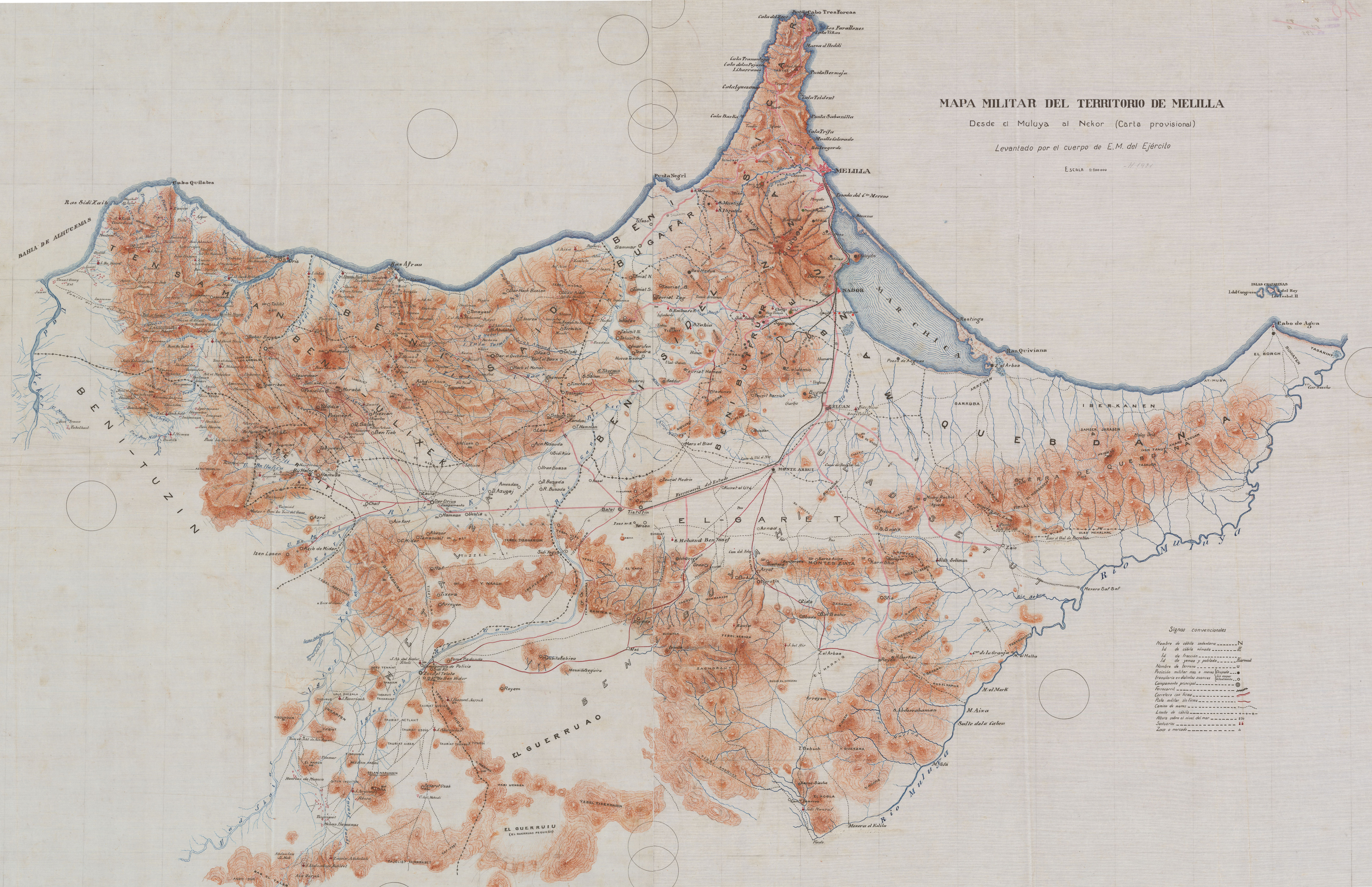
Carte militaire de la zone orientale du Protectorat espagnol (1921).

La dispersion des troupes dans les multiples postes militaires et l’isolement de leurs garnisons n’étaient pas propices à la discipline. Dans telle zone tranquille, on dénonçait « les nombreux excès commis par les forces des positions », notamment que « les soldats poursuivaient les femmes dans les champs cultivés », qu’« ils vont dans les cafés […] en journée, voire aussi la nuit, en vue de s’entretenir avec des femmes » et que « récemment, une Maure avait été violée en plein jour ». En outre, « les soldats sortent à toute heure pour s’adonner à la chasse et couper du bois, et se heurtent à la police », dont s’ensuivaient fusillades et arrestations. Peu propice au moral des troupes était le double système de l’exemption moyennant finances (redención a metálico) et de la substitution par un volontaire contractuel, mis en place par le pouvoir et largement pratiqué par les classes aisées, et grâce auquel leurs fils pouvaient se dérober à l’obligation militaire, avec le justificatif de procurer ainsi des fonds aux forces armées.
L’état de l’armement laissait fortement à désirer, ainsi que le dénonçait Berenguer. Emilio Mola pointait que l’acier des mousquetons « n’était pas apte à résister aux pressions que la balle pointue produit lors de son parcours dans l’âme », que les « fusils étaient pour la plupart décalibrés » et que « les mitrailleuses Colt s’enrayaient dès les premiers tirs […] », qu’on « ne disposait pas de réserves de munitions, ni de la capacité d’en produire en quantité suffisante ; les animaux n’étaient pas dressés, et les conducteurs improvisés étaient sans expérience ; l’équipement des corps d’armée n’était pas adapté à la guerre de montagne » menée en Afrique,. C’était une armée trop grande, avec un nombre excessif de commandants, mal payés, et avec une troupe mal vêtue et sous-équipée, du fait que les dotations allaient presque entièrement aux frais de personnel, et qui consacrait une grande partie de son temps à des tâches non militaires. L’ensemble n’en présentait pas moins un coût exorbitant.
Le ministre Eza, lors de sa visite dans le Protectorat après la prise de Chefchaouen en octobre 1920, eut l’occasion de relever quelques graves déficiences, auxquelles cependant il n’entreprit pas de remédier, dont en particulier : le mauvais état des pièces d’artillerie consécutif à leur long séjour dans les positions ; le faible nombre des avions et leur disparité ; et l’aspect déplorable des hôpitaux de campagne, logés dans des baraquements, en nombre insuffisant, et manquant d’équipements et de médicaments.

## Nouveau plan de conquête espagnol (1920)

### Objectifs et plan d’opération
Berenguer, sollicité par le ministre de la Guerre de pourvoir au poste de commandant général de Melilla après le départ du général Aizpuru, recommanda le général Silvestre, faisant valoir l’expérience de celui-ci en matière de politique et de campagnes militaires marocaines et sa plus grande ancienneté, qui le rendaient particulièrement apte à une fonction de grande indépendance vis-à-vis du haut-commissaire.
Sitôt arrivé à Melilla, Silvestre se fixa comme objectif de conquérir Al Hoceïma, non par la mer, avec un débarquement de troupes, mais par voie de terre. Pour cela il fallait avancer vers le Rif central et vaincre la résistance des kabilas — en premier lieu celle de Beni Saïd, dont les troupes espagnoles s’étaient approchées en 1911, mais sans parvenir en neuf ans à la vaincre, à cause de la forte opposition des harkis retranchés à l’abri du mont Mauro. La baie d’El Hoceïma (Alhucemas pour les Espagnols), située sur une position médiane entre les zones orientale et occidentale du Protectorat, était, sur ses 27 km de périmètre en forme de demi-lune, sous l’emprise de trois kabilas importantes, à savoir : au centre, face au Peñón, la kabila de Beni Ouriaghel, avec la plage de Suani comme glacis défensif ; à droite, adossée au massif se terminant par le cap Quilates, la kabila de Temsamane, avec sa plage de Harcha, grande façade sablonneuse regardant vers l’ouest ; et à gauche, regroupée autour des imposantes masses rocheuses (les Morros Nuevo et Viejo), la kabila d’Ibaqouyen (ou Beqqioua), avec les calanques del Quemado donnant sur la baie, et de Ijdaïn et La Cebadilla donnant sur la mer ouverte.
À l’instar de tous les commandants espagnols dès les débuts du Protectorat, Berenguer et Silvestre s’accordaient pour estimer que le Protectorat ne serait pas véritablement sous la domination espagnole tant que n’aurait pas été occupée la baie d’El Hoceïma, centre névralgique de la résistance rifaine et bastion de l’irréductible kabila de Beni Ouriaghel, la plus indomptable de toutes,. La discussion portait sur le meilleur moyen d’y parvenir. Une opération de débarquement avait été mise en avant comme procédé le plus direct, et tentée à plusieurs reprises (en 1911, 1913 et 1916), mais le régime des vents et des courants marins, ajouté à la nécessité de puissants moyens navals, amena les militaires espagnols à écarter cette éventualité. Restait donc la voie terrestre, même si un débarquement dans la baie fut alors encore proposé par le Rifain Civera à Silvestre, idée que celui-ci finit par rejeter.
Cependant, Berenguer voulait attendre que soit achevée l’occupation du Pays Jbala et de Ghomara, dans l’ouest du Protectorat, afin de pouvoir pénétrer dans cette partie dangereuse du Rif sur deux fronts à la fois et de joindre ainsi les deux comandancias de Tétouan et de Melilla,. L’idée de Berenguer avait en effet toujours été de soumettre d’abord toute la région occidentale, et de n’envisager de marcher sur El Hoceïma qu’une fois Raisuni vaincu, compte tenu qu’il ne disposait pas de forces suffisantes pour résoudre les deux problèmes simultanément. Silvestre pour sa part, obsédé par l’idée d’arriver le premier à El Hoceïma, était impatient d’avancer le plus rapidement possible à partir de Melilla, sans attendre que soient terminées les opérations occidentales,. Berenguer ne manqua donc de signaler à Silvestre début mars 1920 que l’effort principal s’effectuerait dans la zone occidentale, et dans la zone orientale (de Melilla) l’effort secondaire.
Peu après sa prise de fonction comme commandant-général, Silvestre reçut du 20 février au 10 mars 1920 la visite de Berenguer, afin de concerter un plan d’opérations. L’objectif premier était de cerner les Beni Saïd, l’une des kabilas les plus belliqueuses et les plus peuplées, au cœur de laquelle se dressait le sommet plissé du mont Mauro, jamais foulé par des infidèles, dans le but plus lointain de dénuder et d’isoler la kabila des Beni Ouriaghel. La solution la plus logique et la plus sûre fut adoptée, à savoir d’avancer par le sud, en longeant les massifs montagneux de Beni Saïd et de Beni Oulichek, pour ensuite, une fois ceux-ci dépassés, faire mouvement vers le nord, en direction de la mer, pour les envelopper. À cette fin, le plan prévoyait, dans un premier temps, de marcher à travers la plaine de Metalsa vers Tafersit, de soumettre la kabila de Beni Oulichek et laisser en état de rébellion celle de Beni Saïd, plus forte, mais à présent encerclée, pour la contraindre à la soumission, une fois que l’armée espagnole aurait positionné son avant-garde aux portes des kabilas de Beni Touzine et de Tensamane. Dans les instructions remises le 5 mars à Silvestre par Berenguer, l’idée sous-jacente, la forme et la portée des opérations prochaines se trouvaient parfaitement esquissées, à charge pour le commandant-général de les préparer et de les exécuter.

### Première phase du plan (mai-août 1920)
Ainsi que l’avaient redouté les Rifains, il se produisit après l’arrivée de Silvestre une importante réactivation des opérations militaires et une percée des troupes espagnoles en direction du Rif central,. Le premier objectif était la kabila de Beni Saïd, de grande portée stratégique, dont la conquête était jugée cruciale dans la perspective de la conquête d’El Hoceïma. Sur le plan de l’action politique, le colonel Morales, à la tête de l’Office des affaires indigènes, avait signalé fin février 1920 que si l’on parvenait à se rendre maître de Tafersit, il serait aisé ensuite d’obtenir la soumission de Beni Saïd, Tensaman, Beni Oulichek et Beni Touzine, ce qui ouvrirait la voie vers Beni Ouriaghel et le littoral d’Al Hoceïma. Dans la kabila de Beni Oulichek, un fort « parti espagnol » faciliterait l’avancée des troupes. L’occupation de Tafersit exigeait l’occupation préalable de la plaine occidentale du Kert pour entamer ensuite un mouvement vers le nord pour envelopper la kabila de Beni Saïd, foyer en 1911 d’une implacable résistance des Rifains sur le mont Mauro, qui avait réussi depuis lors à paralyser l’avancée espagnole.
Le 7 mai 1920, les troupes de Silvestre se mirent en marche sur quatre colonnes, comptant ensemble quelque 6800 hommes, munies de huit batteries d’artillerie et accompagnées d’une escadrille. La colonne avança à marche forcée par les plaines de Metalsa, où se trouvait Driouch, pivot de toute la manœuvre, que Silvestre atteignit et occupa le 15 mai,,,.
L’avancée, rapide et précédée de bombardements aériens, ne s’était heurtée à aucune résistance rifaine organisée, et la troupe effectua sa percée quasiment sans perte, ce que Silvestre attribua à sa bonne étoile, encore que la faible résistance rifaine doive être attribuée en partie à la famine qui sévissait alors dans la région,. Cependant, l’opération de Tafersit n’était pas sans risque, en raison de sa profondeur, qui impliquait un allongement des voies d’approvisionnement, et par le fait qu’elle s’exposait par un de ses flancs aux attaques des harcas rifaines, vu que les actions politiques préalables n’avaient pas été dûment effectuées.
Une harka fut constituée avec des combattants des kabilas de Tensamane, Beni Touzine et quelques fractions montagnardes de Beni Ouriaghel, mais qui fut rapidement neutralisée par un bombardement de l’aviation espagnole. Cependant, d’autres harkas surgirent, dont celle formée par des membres d’Ouriaghel, conduite par Abdelkrim et son père, qui vint en renfort d’une autre harka opérant à Tafersit, mais qui dut se replier sur Ajdir par suite de la maladie d’Abdelkrim père, qui décéda le 7 août 1920. Affaiblis, les combattants rifains ne purent empêcher les troupes espagnoles de prendre en juin Chaif, Ababda, Talusit, Hamman, Uestia, Air Kert, etc.,
Driouch figurait depuis lors comme la base de projection des opérations militaires, à partir de laquelle fut projeté un mouvement enveloppant autour de la kabila de Beni Saïd. Le haut commandement espagnol escomptait réaliser à brève échéance, à partir de la position nouvellement conquise de Driouch, compte tenu de sa situation favorable, une « politique d’attraction » plus intense par un contact direct avec les kabilas de Beni Oulichek, de Tafersit et de Beni Touzine, et entreprit durant le reste du mois de mai d’y implanter une base militaire idéalement située, d’où pourraient être exécutés d’amples mouvements enveloppants en même temps que serait exercée une influence politique, afin de finir ainsi par soumettre la kabila de Beni Saïd,.
La kabila de Beni Saïd avait fait savoir qu’elle resterait neutre pendant que l’action se dirigerait vers son territoire. Dans l’attente d’une « action politique » plus déterminée, il serait procédé d’abord à l’occupation de quelques points autour du mont Mauro. Silvestre sollicita donc à Berenguer l’autorisation d’entreprendre des opérations dans les kabilas de Beni Oulichek et Beni Saïd, qui lui fut accordée.
La manœuvre de mai et juin avait certes été brillante et audacieuse, mais avait laissé les flancs à découvert, par quoi la sécurité était tributaire de la vélocité d’exécution. Le 24 juin, le mouvement fut repris, et les troupes espagnoles prirent Azru le 7 juillet, Tafersit le 7 août 1920, Azib de Midar quelques jours après, et la casbah de Buhafora le 31 août,,. Tafersit, occupée finalement le 7 août, était un gros bourg de 2500 à 3000 habitants, sis dans la vallée du Kert à 70 km de Melilla, sur le versant oriental du Djébel Béni Touzine, aux confins des kabilas de Beni Touzine, Béni Oulichek, Zennaia et Metalsa, et était entouré de coquets jardins maraîchers (hortillons). Le bénéfice que Silvestre escomptait de l’occupation de la kabila de Tafersit résidait dans l’influence politique et morale susceptible d’irradier de cette région sur tout le Rif, dans la mise à mal par les Espagnols du mythe, très enraciné chez les Rifains, d’invincibilité de cette kabila, et dans la suppression de la possibilité de refuge que les contingents rifains pourraient trouver en Tafersit, pour, au départ de celui-ci, attaquer la nouvelle ligne de front.

### Deuxième phase (septembre à décembre 1920)
La kabila de Beni Saïd était pour le haut commandement espagnol cause de préoccupation, en raison de la nature du terrain, du tempérament guerrier de ses habitants et de leur moral élevé, conséquence des tentatives infructueuses dirigées contre eux dans les années antérieures. De plus, les conquêtes de Tafersit et de Buhafora avaient provoqué une grande agitation dans les kabilas voisines, où de nouvelles harkas virent le jour. Le haut-commissaire Berenguer ordonna alors de geler les actions militaires jusqu’à ce que les acquis soient consolidés et que les opérations en Pays Jbala aient été menées à bien. Silvestre, après avoir d’abord obtempéré, sollicita le 29 octobre la permission de poursuivre son avancée, et proposa un plan d’opération dans les territoires de Beni Oulichek et Beni Saïd, en arguant que retarder ces opérations serait susceptible de renforcer le mouvement de résistance rifaine. Le gouvernement de Madrid laissa la décision au bon jugement de Berenguer, qui décida d’accorder son autorisation à Silvestre,, malgré sa crainte de voir l’effort principal se détourner de la zone occidentale, et en dépit du rapport en sens contraire du colonel Morales, qui considérait qu’il ne fallait pas poursuivre l’avancée qu’on ait d’abord consolidé les territoires et kabilas déjà conquis, par le moyen de l’action politique, en gagnant la confiance des Rifains. Il attirait l’attention sur la forte opposition des Ouriaghel, dont le chef Abdelkrim connaissait fort bien la façon de faire des Espagnols, et sur la faible fiabilité de kabilas telles que Beni Saïd, Beni Oulichek, Ibaqouyen, Tensamane et Beni Touzine, qui, même soumises, demeureraient réfractaires et à l’affût du moment propice pour se rebeller. Au contraire de son prédécesseur Aizpuru, qui demandait conseil à Morales et suivait ses orientations, Silvestre prenait certes connaissance de ses recommandations, mais sans s’y conformer. Il était persuadé que la déconfiture de la harka après la chute de Tafersit et d’Arbaa de Midar avait suffi à ébranler irrémédiablement le moral des Rifains, d’autant que depuis lors était survenue la soumission de Boul-Chérif, chef pourtant réputé irréductible. De surcroît, les avions espagnols répandaient la terreur, de sorte que désormais, estimait Silvestre, les Rifains cédaient à la résignation avec leur fatalisme ordinaire. Par son insistance, il finit par emporter l’accord de Berenguer.
Aussi, début décembre 1920, après une période de calme absolu en octobre et novembre 1920, Silvestre reprit-il les opérations dès la fin des pluies, en progressant cette fois directement vers le nord, en changeant donc l’orientation de son avancée, qui avait été jusque-là d’est en ouest. Faisant mouvement avec quatre colonnes et avec sa célérité habituelle, Silvestre se heurta d’abord, le 5 décembre 1920, à la kabila de Beni Oulichek, dont il s’empara de la partie orientale, celle jouxtant à l’ouest la kabila de Beni Saïd, et occupa le 5 décembre le bourg de Ben Taïeb,,,,. Les Oulichek lui opposèrent une résistance sérieuse, causant 10 morts et 43 blessés dans les rangs espagnols, encore que toutes ces pertes aient été marocaines, soit fantassins indigènes, soit « Maures amis ». Le lendemain, grâce à l’écrasante supériorité de feu de Silvestre, et avec seulement trois blessés légers, l’acte de soumission, avec demande de pardon, des chefs les plus influents de Beni Oulichek était obtenue, qui eut lieu le 6 décembre dans le bourg principal de la kabila, Ben Taïeb. Avec la soumission de Beni Oulichek s’achevait la première étape de la deuxième phase, prélude à l’offensive contre la kabila de Beni Saïd.
Poursuivant sur sa lancée, Silvestre aborda le 8 décembre la kabila de Beni Said, et l’occupa presque sans se voir opposer de résistance. Le 10 décembre, les colonnes espagnoles continuèrent leur pénétration et parvinrent à très courte distance du rivage méditerranéen, complétant ainsi l’encerclement de la kabila. Au départ de Kandoussi, dans la partie orientale de Beni Saïd, une colonne fit route sur Chamorro, pour éviter que ses habitants ne viennent en aide à ceux de Beni Oulichek,,,. Kaddour Na’amar, l’un des chefs les plus prestigieux de Beni Saïd, capitula et fit acte de soumission devant Silvestre,,. Toutes les kabilas furent stupéfaites de la rapidité avec laquelle les kabilas guerrières de Beni Oulichek et de Beni Saïd avaient été mises sous tutelle espagnole. Le 11 décembre, la colonne progressa jusqu’à atteindre Dar Kebdani, à la suite de quoi les principaux cadis des fractions restantes de Beni Saïd firent à leur tour acte de soumission. Enfin, quelques jous plus tard, par un geste purement symbolique, car accompli en l’absence de toute résistance militaire, le drapeau espagnol fut hissé le 27 décembre sur le légendaire mont Mauro, point le plus élevé du Protectorat,,,, et objectif convoité depuis 1911. Les chefs traditionnels du bassin de l’Ameyah et du mont Mauro, qui s’étaient rendus à Bou Ermana pour faire acte de soumission, restituèrent à Silvestre la pièce d’artillerie qu’ils avaient en leur possession et qui avait été capturée le 11 juin 1913 à la faveur du naufrage de la canonnière General Concha sur la plage de Busicut. Le 12 janvier 1921, Sidi Hossein et Ras Afrau, éperon rocheux s’avançant dans la mer, furent occupés par l’armée espagnole.
Dans le sillage de cette conquête, le 3 janvier 1921, dans le camp militaire de Driouch, tous les principaux cadis de la kabila de Temsamane, au nombre de quatre-vingts, voyant leur tribu isolée et préférant l’action politique espagnole aux vexations des harkis d’Ouriaghel, décidèrent de se présenter devant le colonel Gabriel Morales pour faire acte de soumission, à l’exception toutefois de la fraction de Trougout, qui jouxtait la kabila de Beni Ouriaghel et redoutait les représailles de cette dernière, et sur le territoire de laquelle stationnait une harka composée principalement de contingents d’Ouriaghel et de quelques-uns de Ibaqouyen et de Beni Touzine,,,. En outre, les chefs nouvellement assujettis promirent d’ouvrir leurs portes à l’occupant espagnol et d’accompagner ses colonnes lorsqu’elles entreraient sur leur territoire, bien que Temsamane fût encore hors de portée des Espagnols. Ultérieurement, Silvestre se plut à exagérer l’ampleur de la soumission, affirmant que les notables de ladite kabila s’étaient présentés « en masse » devant le colonel Morales, « pour demander pardon de leurs fautes ». La récente percée, qui avait conduit Silvestre jusqu’aux abords des Temsamane, tribu côtière et voisine immédiate des Beni Ouriaghel sur la baie, et l’offre faite par les Temsamane de lui livrer passage, rendaient attrayante la possibilité, infiniment plus simple, d’attaquer Beni Ouriaghel en coupant par Tensamane et en franchissant, en fin de course, le contrefort surplombant la baie et la basse vallée du Nokour. Berenguer lui rappela qu’il devait s’abstenir de pousser plus avant sans en aviser d’abord le gouvernement et d’en avoir reçu l’approbation, mais Silvestre obtint d’être autorisé à continuer son avancée, nonobstant que cela ait impliqué d’étirer ses lignes à l’excès.
Avec l’occupation de Beni Saïd et de la partie orientale de Beni Oulichek, le plan d’opération prévu par Silvestre avait eté entièrement mis à exécution. Par cette progression vers le nord, en direction de la côte, les troupes espagnoles parachevaient l’opération de diviser et envelopper la kabila de Beni Saïd. Dans le même temps, des dizaines de nouvelles petites positions furent établies en un temps record, et ce sans guère augmenter les effectifs, positions qui pour la plupart « obéissaient à des raisons politiques davantage qu’à des raisons de nature militaire, attendu que dans nombre de cas, c’était la Police [indigène] qui déterminait leur localisation précise », suivant les exigences des chefs des kabilas,,. Sitôt conquises, ces nouvelles positions s’empressèrent à renforcer leurs défenses, à dégager le terrain alentour, à construire des bastions avancés, à creuser des puits et des citernes, à aménager des voies de communication, etc.
L’assujettissement de Beni Saïd provoqua l’enthousiasme général, une grande satisfaction et beaucoup d’optimisme dans les milieux militaires et politiques espagnols, où l’on encensait Silvestre pour avoir marché avec célérité, en ayant les flancs à découvert, et avoir affronté un ennemi dangereux dans une guerre irrégulière, sur un terrain accidenté, sans voies de communication, sans cartographie et sous un climat rude. Il est vrai cependant que l’avancée de Silvestre avait été favorisée par la famine régnant dans le Rif cette année-là, qui eut un effet délétère sur la capacité de résistance rifaine. Le succès de l’opération avait aussi mis en lumière l’effet favorable (pour les Espagnols) que les efforts conjoints politiques et militaires avaient produit dans les kabilas « insoumises », puisqu’ils avaient permis non seulement d’effectuer les mouvements de troupes et d’occuper les différentes positions en toute tranquillité, mais encore d’obtenir, quand Tuguntz était dans le viseur des troupes, l’acte de soumission de Kaddur Namar, à qui le pardon fut accordé, et d’accomplir les tranquilles avancées des 10 et 11 décembre 1920.

### Occupation d’Anoual
L’apparente bonne disposition des kabilas nouvellement soumises incita Silvestre à compléter peu après son dispositif, par la conquête de quelques sites complémentaires, afin de réaliser une occupation réelle et effective des kabilas de Beni Oulichek et de Beni Saïd, ce en dépit des effectifs fort réduits dont il disposait encore après la récente vague de démobilisation. Aussi, le 5 janvier 1921, au lendemain de la soumission de Tensamane, Silvestre, pour se protéger contre les attaques des Rifains, sollicita de Berenguer, et obtint, l’autorisation d’occuper plusieurs positions pour aider à protéger le front des territoires nouvellement conquis,,, demandant seulement un renfort de deux compagnies de Police indigène (qui lui furent accordées) et les moyens financiers pour construire une route vers les nouvelles positions. D’autre part, la fraction d’Izaomen de Beni Saïd réitérait avec insistance sa requête, exprimée la première fois au mois de décembre 1920, que soit établie sur son territoire une position militaire espagnole, et offrait toutes les garanties souhaitées. Le 12 janvier 1921, des vaisseaux espagnols débarquèrent sur le littoral d’Afrau pour couper court à la contrebande et enserrer complètement le domaine de Beni Saïd.
Après obtention de l’autorisation de Berenguer, mais avec la désapprobation du chef d’état-major Dávila, Silvestre s’attela donc à conquérir les positions nouvelles. C’est le colonel Morales qui fut chargé d’exécuter ces opérations et qui avait été placé à la tête de la colonne formée à cet effet et comprenant des troupes de Police indigène, un tabor et un escadron de Regulares, une compagnie du régiment d’infanterie San Fernando, une compagnie du génie, une batterie de montagne et des équipements auxiliaires, en tout un peu plus de 3000 hommes. Sans aucune perte à déplorer, la colonne atteignit le 11 janvier le bourg de Mehayast, dans le Djébel Azrou, qui dominait une vaste étendue d’Oulichek, puis, le 15 janvier, également sans incident aucun, quand même le chemin long, difficile et dangereux rendait la marche fort pénible en quelques endroits, la position d’Anoual, sise dans la même kabila, d’une situation géographiquement favorable, en contre-haut de la bourgade homonyme, et attenant à la kabila de Tensamane. Les chefs de ce douar, ainsi que des notables de plusieurs douars de Tensamane, se présentèrent devant Morales, tous professant leur adhésion au sultan,. Selon Berenguer, la conquête s’était faite « sans un seul coup de feu, en compagnie des chefs de la tribu et de ses habitants qui marchaient à côté des colonnes […] dans une ambiance calme et de parfaite entente ». Dans la suite furent également conquises les localités d’Aigel-Arrut le 21 janvier, d’Issoumar le 22, Sidi-Mohammad le 27, et de Djebel Ouddia le 27.
Avec la prise de ces différents points, auxquels s’ajoutaient Afrau et Sidi Hassein, Silvestre avait réalisé la domination complète de Beni Saïd, ce qui entraîna bientôt l’effondrement de la résistance d’Oulichek et garantissait, par Afrau, la sécurité de la navigation côtière à partir de cette position vers Melilla. Dans son rapport du 17 avril 1921 à l’attention du ministre des Affaires étrangères, le marquis de Lema, Berenguer fit part de ses impressions sur l’œuvre réalisée dans la zone de Melilla. Il y émettait un jugement favorable sur les progrès effectués récemment, et sur l’efficacité de la politique menée tant dans les kabilas soumises de longue date, que dans celles nouvellement conquises. En revanche, se référant à Al Hoceïma, il estimait que le travail politique n’avait pas progressé beaucoup en Ouriaghel et en Ibaqouyen, où les dignitaires venus le saluer étaient les mêmes que ceux qui étaient depuis longtemps en relation avec les offices indigènes, sans que se soit présenté aussi un seul habitant de l’arrière-pays montagneux d’Ouriaghel,.

### Camp d’Anoual
Dans le Rif (mot signifiant bordure, frontière), au centre du Protectorat, s’étale un massif où s’élèvent quelques-uns des sommets les plus hauts du territoire — le Tidikine p. ex., de 2 300 mètres d’altitude — et dans lequel se découpait, sur le flanc oriental, la grande cuvette semi-désertique d’Anoual, située à 106 km de Melilla, au bout d’une très mauvaise piste, et à un peu plus de trente km, à vol d’oiseau, de l’objectif final de Silvestre, la baie d’Al Hoceïma. Une construction défensive y fut élevée, composée de trois camps militaires et répartie sur trois collines.

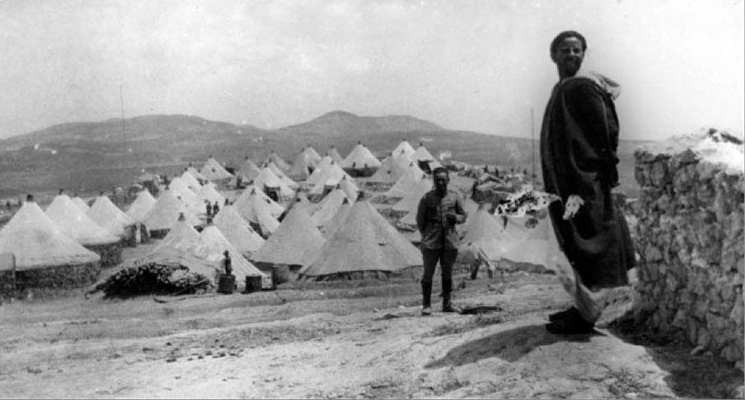
Camp d’Anoual (début 1921), probablement secteur des supplétifs.

La position d’Anoual comportait des défauts et était loin de faire l’unanimité. Fidel Dávila en particulier relevait que les voies de communication avec Anoual étaient pratiquement impossibles. Devant la commission Picasso, il raconta que « quand nous sommes arrivés […], j’en étais, quant à moi, véritablement horrifié », car « cette position allait être un souci constant […]. Anoual ne nous laissera pas dormir, car ce ne sont partout que ravins », ajoutant : « une fois Anoual occupé, on entrait dans l’inconnu, une nouvelle phase où toute prévision des événements était vaine » ; il ne s’agissait pas de l’occupation d’une position quelconque, étant donné qu’elle « allongeait considérablement la ligne de communication, par un terrain impraticable »,,. Silvestre lui-même, dans une missive « personnelle et confidentielle » à l’attention de Berenguer, datée du 26 janvier 1921, signalait : « Anoual, déjà aux confins de Temsamane, est aujourd’hui virtuellement coupé de toute communication, parce qu’il n’existe pour s’y rendre autre chose qu’une des pires routes, non carrossable, qui oblige à employer quatre heures pour parcourir les 18 km qui le séparent de Ben Taïeb ». Si Dávila gardait par devers soi ses désaccords, Morales au contraire n’hésita pas à les coucher par écrit. Des trois officiers supérieurs présents à Anoual après sa conquête, Morales était le seul qui connaissait le Rif et ses gens, par son parcours personnel et par ses fréquentations quotidiennes, et connaissait l’arabe et le berbère. Dans un rapport du 16 février 1921 à Silvestre, il signalait que les routes se limitaient à plusieurs endroits à de mauvais sentiers abrupts, insistant que « la construction de routes dans cette zone est d’une nécessité urgente, non seulement pour assurer le ravitaillement et les liaisons avec la localité d’Anoual, mais aussi parce qu’il s’agit du trajet naturel et le plus approprié pour la future action en direction de Tensamane et pour la pénétration d’El Hoceïma ». Il estimait qu’avant de pousser plus avant, il fallait réunir un noyau considérable de troupes européennes et autochtones avec une solide base à Driouch, et qu’il y avait lieu ensuite d’occuper et de consolider quelques kabilas insoumises.
En premier lieu, le camp d’Anoual avait besoin d’un anneau défensif. Les premiers points d’articulation de ce cercle protecteur furent mis en place en un peu plus de trois semaines, du 21 janvier au 16 février 1921 ; ce sont le morabo (sanctuaire) de Sidi Mohammed ben Abdallah, le Djébel Ouddia, au-dessus de la bourgade d’Abd el Azis, en Oulichek (le 27 janvier), le col de l’Izoumar (dans la même kabila), et la colline de Buimeyan, tâches confiées à partir du 21 janvier aux mêmes troupes sous les ordres du même Morales,. Le 16 février, la même colonne que le mois précédent, mais cette fois commandée par le commandant Jesús Villar, s’empara de la position de Dahar Buiyan, en Tensamane, sans coup férir grâce à la disposition politique favorable de Tensamane et de Beni Touzine. La prise d’Anoual entraîna ainsi la mise en place d’un nouveau front, courant de Sidi Hussein sur la côte, jusqu’à Midar au sud, en passant par Anoual, Tafersit et Azrou, et l’ancienne ligne de front du Kert était laissée à 35 kilomètres en arrière.
En outre, le 12 mars, au départ d’Anoual, trois petites colonnes franchirent le fleuve Amekran, aux confins est de la kabila de Tensamane, pour aller occuper sans un coup de fusil et avec l’appui de vaisseaux de guerre croisant au large et livrant matériel et vivres, le bourg de Sidi Driss sur le littoral. Après achèvement des travaux de fortification, les forces se replièrent sans contretemps, en laissant sur place une garnison composée d’une compagnie de fusiliers, d’une de mitrailleurs, et d’un détachement de 150 policiers indigènes, et dotée d’une batterie Krupp. Par cette opération, Silvestre entendait couper net les livraisons d’armes par voie maritime aux kabilas insoumises,,. Cette date tardive du 12 mars eut l’effet d’exaspérer Dávila, qui avait jugé impérieux d’« occuper Sidi Driss immédiatement, si possible dès demain, et d’y faire une base forte », pour assurer la défense de l’armée à partir de la mer. À Morales en revanche, cette opération apparaissait comme un coup d’audace qui l’inquiétait fortement,. Morales fut remplacé, dans la fonction de contact avec les chefs autochtones, par Villar, personnalité plus ardente et désinvolte, qui plaisait davantage à Silvestre.

### Nouvelle ligne de front
Fin mai 1921, la ligne de front, longue de 55 km en ligne droite et de 67 km sur le terrain, était jalonnée d’une vingtaine de postes militaires, de Sidi Driss sur le littoral jusqu’à Souk el-Telatsa, poste le plus proche de la zone française, et était défendue par quelque 4000 soldats,. À cela s’ajoutaient des « arrières labyrinthiques », où, « antithèse de la raison stratégique » (expressions de Juan Pando), étaient positionnées 135 garnisons, dans lesquelles étaient retranchés environ 15 000 Espagnols, en ce compris la garnison de la place de Melilla. La ligne de front était une succession de détachements plutôt que de bataillons complets, ne constituant pas une armée au sens moderne et européen du terme, et sans unité militaire de style classique. Les troupes espagnoles manquaient d’armements modernes, notamment de certaines armes éprouvées dans les campagnes précédentes (1909), tels que les grenades (à fusil et à main), les fusils-mitrailleurs, le mortier, le lance-mine et le char de combat,. Elles étaient dotées d’une artillerie surannée d’origine française et de bancales mitrailleuses Colt d’origine américaine ayant plus de neuf ans de service et ne pouvant pas servir en campagne, et la troupe, sans expérience du combat et peu instruite, était pourvue de fusils allemands Mauser, remontant aux campagnes de Cuba et des Philippines de 1895-1898 et en majorité inutilisables,,,. Le nombre des camions ne dépassait pas la demi-centaine, dont seuls une bonne trentaine étaient opérationnels. Les soldats, pauvrement vêtus, étaient chaussés de sandales, ne disposaient pas de bottes, et manquaient de tentes. En mai 1921, l’acquisition par l’Espagne d’un fort lot de matériel de guerre français et britannique (chars d’assaut, mitrailleuses, avions, etc.), surplus de la Première Guerre mondiale, fut contrecarrée par la Junte de la Défense nationale,,. Dans le Rif, il y avait à peine de l’aviation, et pas de chars de combat. Selon une déposition devant la commission d’enquête, jusqu’à ce moment, « les avancées avaient été faciles, presque sans résistance, et paraissaient plus des promenades militaires que des actions de guerre. Cette facilité explique que les limites de la prudence ont pu être abaissées ».

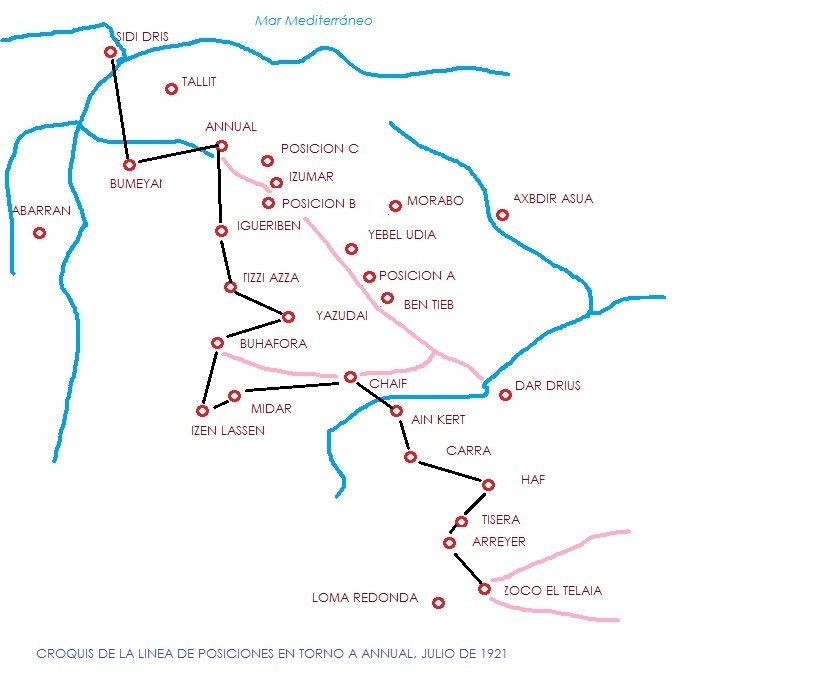
Représentation schématique de la circonscription militaire d’Anoual.

Le camp de base, à Anoual, était garni par le régiment Ceriñola no 42, d’environ 3000 hommes, sous le commandement du colonel Morales. Ce chiffre allait bientôt grimper à 5000. À cette époque, Silvestre disposait dans sa zone de quelque 25 000 hommes, dont 20 000 Espagnols. Toutefois, ces chiffres sont trompeurs, attendu qu’une bonne part de ces effectifs (environ 6700) étaient affectés à des tâches non combattantes, et plus de 10 000 se trouvaient répartis dans quelque 120 postes peu opérationnels, dont une vingtaine étaient garnies de plus de 100 hommes et dont beaucoup étaient isolées, dépourvues d’eau potable et médiocrement dotées de moyens défensifs. Il y avait six colonnes mobiles, de composition variable, et sans cohésion organique. Les troupes qui allaient habituellement au combat étaient les Regulares (1600 hommes), la Police indigène (environ 3000) et quelques harkas rifaines supplétives. Le reste se composait de conscrits sans expérience du feu et souvent médiocrement équipés,. Néanmoins, selon la déposition de José López Pozas, colonel du génie, devant la commission d’enquête, les différentes positions étaient défendues avec certaines limitations, mais de façon correcte, « leur faiblesse majeure [étant] l’éloignement et la difficulté de s’approvisionner en eau de presque chacune d’elles. Les positions manquaient de citernes, qu’il n’était pas à propos de construire, car il n’existait pas en elles de structures avec couverture capables de recueillir les eaux dans des conditions de pureté et qu’il ne convenait pas de stocker celles en provenance du sol ». Le corps d’officiers, sauf exceptions, remplissait ses fonctions de façon relâchée, se trouvant la plupart du temps soit à Melilla, soit dans la métropole, et déléguant le commandement de leurs unités à du personnel subalterne.
Le 28 mars 1921, Silvestre et son supérieur hiérarchique, le haut-commissaire Berenguer, eurent une entrevue sur un vaisseau mouillé au large de l’île d’Al Hoceïma. Le 2 avril, Berenguer débarqua sur l’île pour se réunir avec des notables rifains bénéficiaires de prébendes espagnoles et appartenant aux kabilas de Ibaqouyen et de Beni Ouriaghel, et s’attendait à recevoir les hommages des « amis de l’Espagne » accourus au complet depuis la terre ferme voisine. Or, malgré le battage effectué au préalable, il n’y avait eu pour l’accueillir qu’une poignée de comparses et de rares notables, à qui il communiqua que le moment s’approchait où l’Espagne s’établirait sur la côte, pour y implanter la paix et apporter de grands avantages. Abdelkrim interpréta cette information comme une menace à son autorité personnelle. Sa harka comptait à cette date quelques centaines d’hommes armés de fusils Lebel, fruit de la contrebande avec la zone française,,,. Les absents invoquaient comme excuse le mauvais état de la mer, mais le véritable motif était leur crainte de voir s’appliquer à eux la menace de châtiment brandie par les résistants rifains au cas où ils auraient un face-à-face avec le haut-commissaire,. À la réunion étaient également présents Dávila et Silvestre,. Quelques jours plus tard, lorsque la mer se fut calmée, Berenguer se rendit à terre, où les conversations se poursuivirent, avec le rituel coutumier, et où il « [put] apprécier que l’attraction politique n’avait pas gagné grand-chose », attribuant les absences à la « tension dans les relations qui déjà se faisait jour entre les habitants d’Ajdir et ceux de la montagne ».
Début avril 1921, Berenguer vint en déplacement à Anoual et à Buimeyan. À l’issue de cette visite, El Telegrama del Rif publia un entretien avec Berenguer, où celui-ci déclarait :

« Ce printemps, nous franchirons la ligne de partage des eaux des fleuves Nikour et Amekrane. Il est possible que certaines fractions d’Ouriaghel  essayent de nous disputer le passage et qu’il y ait quelques combats, mais une fois sur le versant nord, nous nous étendrons rapidement par la baie d’El Hoceïma, qui peut être considérée comme un fruit mûr ». »

Silvestre remit à Berenguer un point de situation daté du 28 avril 1921, où il décrit la situation politique comme très propice, et où il affirme à propos de la harka en gestation qu’au sein de celle-ci « ne règne pas la meilleure harmonie, Si Mohammed AbdelKrim el Khattabi ayant eu en effet quelque dépit avec les autres chefs coutumiers ». Il assurait sur parole que les absences à la réunion d’El Hoceïma n’avaient guère d’importance, car la non-comparution de quelques notables ne serait pas l’expression d’une hostilité, mais le signe d’une prudente et pointilleuse neutralité. Il postulait que « quand nos pensionnés d’Ajdir nous verront sur les rives du Nikour, ils seront de notre côté ».

### Riposte rifaine
Après la prise de Driouch le 30 mai 1920, Abdelkrim et son père rejoignirent la harka de Tafersit. Le père tenta de s’imposer comme chef de la kabila, mais échoua à recruter un nombre significatif d’hommes armés. Fin juin 1920, après avoir visité plusieurs bourgs de marché (souks), il ne réussit à enrôler que trois hommes, et début juillet, en dépit de fortes dépenses, il n’en eut que 80 de plus,. À la mi-juillet, le père tomba gravement malade et dut être évacué sur Ajdir. Les lois de la famille faisant à son fils aîné un devoir de ne pas le quitter, ce fut ensemble que, le 19 juillet 1920, les deux hommes arrivèrent au domicile familial, où le père décéda le 7 août 1920, deux jours après que les troupes espagnoles eurent occupé Tafersit. La harka se trouva fortement affectée par le départ du père et de l’aîné, comme tendent à le prouver une note espagnole du 23 juillet, qui énonçait que le départ du père avait laissé les troupes sans commandement, et le fait que Silvestre, lorsqu’il entra douze jours plus tard à Tafersit, n’eut pas à combattre et que son adversaire ne se montra même pas.
Après la mort de son père, Abdelkrim alla se joindre à la harka d’Ouriaghel, où il s’imposa peu à peu comme chef, et négocia avec les autres kabilas en vue de constituer un front unique contre les Espagnols. Par la prise de Sidi Driss, les troupes de Silvestre n’étaient plus séparées d’Al Hoceïma que par la chaîne montagneuse qui s’étirait perpendiculairement à la mer et dont le versant occidental flanquait le fleuve Nékor, lequel formait la frontière avec la kabila d’Ouriaghel,. À la fin janvier 1921, au lendemain de l’opération de Sid Driss, tandis que l’armée espagnole avançait vers le Rif central, la résistance rifaine commençait à s’organiser. Abdelkrim infligea des amendes aux notables ayant participé à la rencontre d’El Hoceïma, voire ordonna d’incendier leur maison. Toujours fin janvier 1921, sept kabilas — nommément : Beni Ouriaghel, Ibaqouyen, Beni Iteft, Beni Bou Frah, Beni Guemil, Targuist et Zarkat, en plus de Métioua, sise dans la région plus occidentale de Ghomara — résolurent de s’associer en une confédération tribale pour se défendre contre la progression espagnole. Dans le même temps, deux harkas furent mises sur pied, desquelles Abdelkrim fut reconnu chef unique, l’une formée uniquement de gens d’Ouriaghel et assumant la résistance dans la partie orientale, et l’autre comprenant des combattants des autres kabilas et ayant pour mission de résister à l’invasion espagnole venant de l’ouest,. Dans les bourgs de marché (souks, zoco pour les Espagnols) d’Ouriaghel, une campagne de propagande fut menée avec des proclamations appelant la population à se préparer à combattre. Dans le bourg de Beni Bou Aiach, on fit savoir que quiconque tuerait une personne stipendiée (« pensionnée ») par l’Espagne n’aurait pas à craindre de poursuites, et la semaine suivante, tout pensionné se voyait interdire l’entrée dans le bourg. Les agents de l’Espagne tentèrent d’organiser des contre-manifestations, mais, attaqués par les insurgés, eurent 25 morts et 18 blessés dans leurs rangs,. Conscient de l’importance, symbolique autant que pratique, de la religion chez les Rifains, Abdelkrim prit garde à imposer les principes de la charia en lieu et place du droit coutumier, substituant en particulier aux traditionnelles dettes de sang, qui compromettaient la cohésion interne des kabilas, un système d’amendes, lesquelles, une fois acquittées, annulaient la faute commise.
Cependant, au lieu d’obtenir l’appui et le renfort de Temsamane, lieu de passage obligé, les combattants de Beni Ouriaghel y furent mal reçus et durent refluer, pendant que les voisins Beni Touzine cédaient aussi au défaitisme,. Temsamane s’étendait sur toute la partie du littoral qui s’interpose entre ses deux voisins, Beni Ouriaghel, à l’ouest, et Beni Saïd, à l’est ; le territoire de la kabila est constitué à l’est de plaines et de collines, et à l’ouest d’une épaisse dorsale qui s’avance dans la mer et qui surplombe à l’ouest, en un mur continu, la dépression que borde au nord la baie d’El Hoceïma. Pour les Beni Ouriaghel, ces hauteurs étaient donc d’importance vitale ; tombées aux mains d’un adversaire, Beni Ouriaghel serait condamné à l’invasion.
Cependant, la conquête d’Anoual vint confirmer les suspicions rifaines concernant les intentions espagnoles d’avancer sur Ajdir et eut pour effet de provoquer l’alliance des kabilas de Beni Touzine et de Tensamane. Ne se contentant pas d’attendre dans sa propre kabila l’arrivée des troupes espagnoles en route pour El Hoceïma, Abdelkrim prit au contraire les devants, transféra vers la kabila de Tensamane voisine, et non vers ses propres bourgs, la scène de l’inévitable face-à-face avec les Espagnols, en installant fin janvier ou début février 1921 quelques centaines de combattants d’Ouriaghel sur le territoire de la fraction de Trougout, plus précisément sur le Jebel el Qama, hauteur se dressant près de la plaine d’El Hoceïma, à partir de laquelle, en dépit des 700 mètres de dénivellation, l’ascension est relativement commode, alors que dans l’autre direction, le Jebel el Qama est au contraire défendu par la raideur du versant, que précède un couloir en glacis taillé profondément dans le massif. Ainsi découvrait-on à l’est et au sud-est tout le pays que ponctuaient au loin les nouvelles positions espagnoles, dont Anoual.
Les kabilas insoumises de la zone de Melilla disposaient potentiellement d’une harka de 10 000 guerriers sur la ligne de contact, et, dans leurs arrières, de 40 000 hommes armés susceptibles d’être incorporés, auxquels pourraient se joindre 11 000 hommes supplémentaires dans l’éventualité d’une rébellion dans les kabilas soumises. Toutefois, les rivalités entre kabilas les empêchaient d’agir de concert et sous un commandement unique. Pourtant, une réunion se tint fin avril 1921, où les cinq fractions d’Ouriaghel et quelques fractions de Ibaqouyen jurèrent de s’opposer à l’avance espagnole et de contribuer chacune à la formation d’une harka par l’apport de 100 guerriers. Il fut également convenu que leur commandant unique serait Abdelkrim,,,, dont la stature s’était renforcée par son attitude face aux « pensionnés », qui l’avait légitimé en dissipant les restes de méfiance contre lui après la longue collaboration de sa famille avec l’Espagne. Après que la prise d’Anoual par les Espagnols eut frustré l’espoir d’un accord négocié, les efforts de recrutement furent redoublés dans les kabilas non occupées, en même temps qu’étaient attaqués les « amis de l’Espagne ». Dans les bourgs de Beni Ouriaghel, lecture publique était donnée de proclamations invitant à l’enrôlement et dirigées contre les collaborateurs avec l’Espagne. La harka s’accrut désormais journellement, à la faveur aussi des bonnes perspectives de récolte. Fin mars 1921, deux autres kabilas s’étaient ralliées appartenant à la région (située plus à l’ouest) de Ghomara. Avec l’aide de déserteurs de la Légion étrangère française, Abdelkrim s’attela à entraîner ses hommes à l’européenne. Autorisé, avec le consentement des kabilas, à disposer des biens religieux, il s’offrit le luxe de leur payer 1,50 pesetas par jour, soit plus que la solde des Regulares, dont quelques-uns étaient passés dans son camp comme instructeurs,. Ainsi la harka avait-elle pris la forme d’un noyau d’armée permanent, avec officiers et soldats, dont les hauts commandants espagnols eurent tendance à sous-évaluer l’importance.
Aussi Abdelkrim avait-il fait la démonstration patente de ses qualités de meneur d’hommes, sous-estimées par les Espagnols, et faisait désormais figure de chef militaire et politique. En outre, et à l’encontre de ce qu’avait supposé Berenguer, Beni Ouriaghel n’apparaissait plus scindée entre les fractions côtières, plus favorables à l’Espagne, et celles des montagnes, réfractaires, mais avait commencé à se soumettre à une autorité unique. De plus, la famine était terminée qui avait sévi dans la région à cause de cinq années consécutives (de 1915 à 1920) de sécheresse, de difficultés à faire les semailles et de mauvaises récoltes, et qui avait en 1920 empêché la formation de harkas capables de résister à la progression des troupes espagnoles,.
Entre-temps, Abdelkrim continuait à négocier avec Silvestre par l’entremise de tiers, dans l’espoir d’éviter un conflit militaire de grande envergure. En janvier 1921, il y avait eu des négociations directes entre Silvestre et des messagers d’Abdelkrim, où cependant Silvestre se montrait disposé seulement à imposer ses propres conditions. Ainsi que le frère cadet d’Abdelkrim le relata plus tard au journaliste Luis de Oteyza, après la prise d’Anoual par les Espagnols en janvier 1921, il avait été notifié à Silvestre, par le truchement d’Antonio Got et d’un cadi rifain, que les troupes espagnoles devaient cesser leur progression. Pour transmettre le message, Abdelkrim avait même diligenté son propre beau-frère Mohamed Azerkane, surnommé l’Oisillon (Pajarito) par les Espagnols. L’historienne María Rosa de Madariaga note :

« Il paraît évident que Morales aussi bien que Mohamed ben Abdelkrim souhaitaient arriver à un accord […]. Morales, dont les rapports sur l’état d’esprit dans les kabilas invitaient à la prudence sur les avancées, n’était pas celui qui décidait du plan des opérations militaires, mais Silvestre, et le commandant général de Melilla avait la ferme intention de continuer à avancer comme auparavant sans rien céder. »

Pas davantage Abdelkrim n’avait-il rompu pour autant ses liens avec les entreprises espagnoles, notamment par le biais du même Antonio Got, chargé d’affaires délégué du riche entrepreneur basque Echevarrieta, qui avait pour interlocuteur rifain le même Pajarito. Au dire des informateurs rifains des Espagnols, Abdelkrim « a dit publiquement et de façon répétée que la kabila devait, sous sa conduite et sous son commandement, travailler avec les compagnies minières, qui donneront [à la kabila] un argent abondant et du travail ». Il déclarait également qu’il fallait « éviter que l’Espagne se mette dans son territoire ». À cet effet, « ils organiseront un gouvernement », une police et un système de levée d’impôts, de sorte que « l’Espagne n’aura pas besoin d’entrer pour organiser ce qui est déjà organisé ». Il ne s’agissait donc manifestement pas de couper tous les liens avec la puissance protectrice, mais de mettre en place un nouveau modus vivendi avec celle-ci, sur un pied d’égalité, et non dans un rapport de subordination. Sous cet angle, la harka que réunissait Abdelkrim serait un instrument de pression, un atout en vue d’une négociation, et promis à la dissolution sitôt que le but serait atteint.
En avril, le soulèvement armé des kabilas était déjà en préparation, comme allait le confirmer quinze mois plus tard M’Hammes ben Abdelkrim, frère du chef rifain, à Oteyza. En réaction à la réunion en avril des notables pensionnés avec Berenguer, une harka d’Ouriaghel, d’environ 700 combattants, s’était concentrée le 13 du même mois, jour de marché, à Souk-el-Bouaf pour faire pression sur les adeptes de l’Espagne et pour prôner la guerre contre la présence espagnole. Sur instruction reçue, le commandant militaire du rocher d’El Hoceïma, dans le vain espoir d’intimider les rebelles et de donner confiance aux alliés de l’Espagne, donna ordre aux batteries de l’île de pilonner le bourg de Souk Bouafit en visant les groupes de marchands et d’acheteurs, avant d’allonger le tir et de prendre pour cible les maisons des rebelles, lesquels ripostèrent en faisant feu sur l’île ; ce feu croisé, qui dura six jours,,,,, avec pour résultat des morts et des blessés, eut pour effet d’interrompre les pourparlers menés par Antonio Got, représentant d’Echevarrieta, et aussi d’intensifier la mobilisation contre l’Espagne.
Dans les kabilas dites soumises et supposément « amies », les rebelles rifains eurent beau jeu d’exercer leur prosélytisme, quand l’adhésion des notables ne tenait qu’à un fil (selon l’expression du rapport Picasso), vu qu’ils étaient enclins, au moindre signe défavorable à l’Espagne, à se libérer du joug espagnol. Certes, ces notables « amis de l’Espagne » avaient augmenté en nombre durant la famine, sous l’effet de l’aide financière qu’ils recevaient de la part des autorités espagnoles, cependant ce facteur risquait d’être inopérant car la moisson de 1921 promettait d’être la plus abondante depuis 14 ans. Acheter de la bonne volonté avec de l’argent allait se révéler une méthode peu rentable à long terme,. Significativement, lors de la retraite d’Anoual, le soulèvement général des kabilas soumises, situées à l’arrière de la ligne de front et armées par l’Espagne, ne se produisit qu’une fois les postes militaires eurent été évacués par les Espagnols, et non avant.
En attendant, les Espagnols n’étaient pas ignorants des activités d’Abdelkrim. Début mai 1921, un informateur rifain signala que les Beni Ouriaghel avaient convenu que chaque fraction envoie à Trougout cent combattants, pourvus de cinquante cartouches. Pourtant, d’avril au 1er juin, il n’y eut du côté espagnol aucune initiative notable du point de vue militaire dans la zone orientale. À Anoual, selon un témoignage, « tout était paix, tranquillité et contentement », et des « Maures de Tensamane venaient quotidiennement au camp pour vendre des œufs et des poulets, et on donnait le surplus des rations […] aux habitants d’une kabila contiguë ».

## Débâcle d’Anoual

### Prélude à une nouvelle percée
Une fois soumise publiquement la kabila de Tensamane (à l’exception de la fraction de Trougout, laquelle du reste manifestait explicitement ne pas pouvoir accomplir son acte de soumission en raison de la présence sur son territoire de la harka d’Ouriaghel, en état de supériorité), le haut commandement espagnol jugea possible, dans l’objectif de dominer la partie nord de la chaîne montagneuse de Quilates, d’exécuter à présent l’avancée subséquente, en occupant le mont Dhar Ubarran, élévation de 500 m environ au sein de ladite chaîne, avec une dénivellation de 60 m environ par rapport au lit du fleuve Amekran coulant à ses pieds. Silvestre soupesait l’idée d’ordonner à ses troupes de pénétrer en territoire Tensamane pour y établir un poste militaire avancé, en profitant de l’invitation faite deux mois avant par plusieurs cadis de cette kabila. Le 18 mai, le colonel Ricardo Fernández de Tamarit lui déconseilla une telle opération, et le lieutenant-colonel Dávila, ainsi que Kaddur Namar, chef de la kabila de Beni Saïd et loyal « ami de l’Espagne », lui recommandaient également de ne pas la mener, de même que le colonel Morales, qui considérait prématurée toute incursion à ce moment,. Silvestre avait en effet commandé un rapport à ce dernier, que celui-ci termina le 16 février. Morales y signalait que l’on avait atteint « la limite d’élasticité des forces », et recommandait de ne poursuivre l’avancée qu’une fois « terminée l’instruction des recrues, à la fin d’avril ». Ensuite, Morales posa la question préjudicielle, à laquelle il répondit lui-même : « Pourrions-nous alors songer à continuer et franchir le Nikour ? Le commandant sous-signé croit sincèrement que non ». Il ne conviendrait pas, même dans le cas le plus favorable, de passer le Nikour avant l’automne prochain, « si nous voulons pouvoir attribuer le succès plus à la prudence qu’à l’audace ».
Silvestre élabora un plan d’attaque général sur trois axes : sur la droite, à partir de la mer, sur l’axe Sidi Driss-Souk el-Telatsa-Souk el-Sebt ; par le centre, à partir de l’intérieur, sur l’axe Anoual-Souk el Jemis-Souk el-Arba ; et sur la gauche, en montant les pitons rocheux, à partir de la ligne d’attaque Tizi Azza-Iyarmaus-Souk el Had. La première de ces offensives passait par le Jebel Dhar Ubarran et suivait une ligne d’abord ascendante, par-dessus les chaînes montagneuses, qui ensuite s’incurverait vers le littoral, en passant par la fraction des Beni Buidir pour atteindre la vaste plage de Harcha, sur la baie d’Al Hoceïma. Les deux autres percées, directement à travers les montagnes, fileraient entre les Tougrout, dont l’appui avait été négocié du temps d’Aizpuru, et les Beni Acqui, toutes deux fractions de Temsamane. Les deux derniers axes vireraient en demi-cercle pour converger avec le premier, et les trois axes entreprendraient alors de conquérir le cours inférieur du Nikour afin d’assurer la domination espagnole sur la région d’El Hoceïma.
Silvestre n’avait pas même une division à sa disposition, ni, selon Juan Pando, d’armée digne de ce nom, pour faire face à une ligne de front de 35 à 40 km. Entre Anoual et Driouch, il ne pouvait, dans ses dernières heures avant sa mort, compter que sur des effectifs d’un peu plus de six mille hommes, le reste, sept mille tout au plus, se trouvant éparpillé dans les montagnes, à quoi s’ajoutaient, du moins sur le papier, sur la foi de registres falsifiés, 25 790 hommes dans les arrières et dans la place de Melilla. En face, les Beni Ouriaghel alignaient 6000 fusiliers, les Temsamanes, 2800, les Beni Touzine, 2500, les Taffersite, 600, tous d’authentiques guerriers, non de fraîches recrues. Côté espagnol, la nouvelle levée de recrues prit son service à Melilla en mai 1921. Moins de deux mois plus tard, et bien que n’ayant guère reçu d’instruction militaire, nombre d’entre eux furent envoyés sur la ligne de front,.
Berenguer examina le plan de Silvestre et lui trouva certains défauts, notamment sur la plan politique, en particulier les liens avec les tribus supposées alliées, mais n’alla pas jusqu’à y mettre son véto. Lors de son séjour sur le Peñón en mars 1921, les notables lui répétèrent leurs doutes bien connus quant à la disposition des Ouriaghel montagnards à collaborer avec l’Espagne, mais Berenguer croyait néanmoins faisable d’occuper la vallée du fleuve Amékran sur toute sa longueur,.
Le 16 mai 1921, Abdelkrim eut une entrevue avec Got, où il énuméra ses desiderata, dont notamment la mise sur pied d’une force de police de 500 ou de mille hommes « sous son obéissance, pour qu’avec leur aide il impose la tranquillité et l’ordre dans la kabila, avant de négocier avec l’Espagne par la suite », projet qui provoqua la réponse suivante de Silvestre : « C’est une fantaisie, mais une fantaisie dangereuse, dans la mesure où elle nous entrave »,. Les 18 et 19 mai, Abdelkrim adressa une série de lettres au colonel Gabriel Morales, commandant en chef de la Police indigène, où il s’exprimait au pluriel, car parlant non seulement en son nom propre, mais aussi au nom de son frère cadet M’hamed. Dans la première, il formulait le vœu que réussissent les efforts de paix de Morales, et disait désirer y apporter sa contribution. Silvestre disqualifia les marques d’affection d’Abdelkrim comme « un stratagème pour se couvrir au cas où les choses tourneraient mal pour lui ».
Les Espagnols avaient appris que la harka d’Abdelkrim se proposait de positionner un poste de garde sur le mont Dhar Ubarran, ce qui pouvait menacer les convois envoyés d’Anoual à la position de Sidi Driss. Le 29 mai 1921, dans une lettre adressée à Berenguer, Silvestre, traversant une phase pessimiste, rare chez lui, évoqua la harka déjà installée sur le Jebel al Qama, dont il estimait l’effectif à quelque 500 hommes et qui avait positionné plusieurs postes de garde et « tente d’en placer un autre sur le Dhar Ubarran. Si elle y parvient, cela rendrait plus difficile la situation de la kabila [de Tensamane] et pourrait menacer les communications entre Dar Buimeyan et Sidi Driss ». Pour cette raison, « j’ai envoyé le commandant Villar à Dar Buimeyan pour qu’il négocie sur le terrain avec les chefs de Tensamane, et ce n’est que si nous obtenons l’assurance d’un appui franc et total, préalablement à ton autorisation, que j’opérerai dans cette zone-là. Dans le cas contraire, j’y réfléchirai longtemps, car nous aurions alors une série de combats sanglants, très différents de ceux que nous avons soutenus jusqu’à maintenant sur ce territoire »,,,,.
Entre-temps, les harkis s’activaient beaucoup sur le Jebel el Qama, creusant des tranchées, effectuant des patrouilles, s’entraînant à la manœuvre en groupe, etc.

### Occupation de Dhar Ubarran (1erjuin 1921)

#### Décision et planification

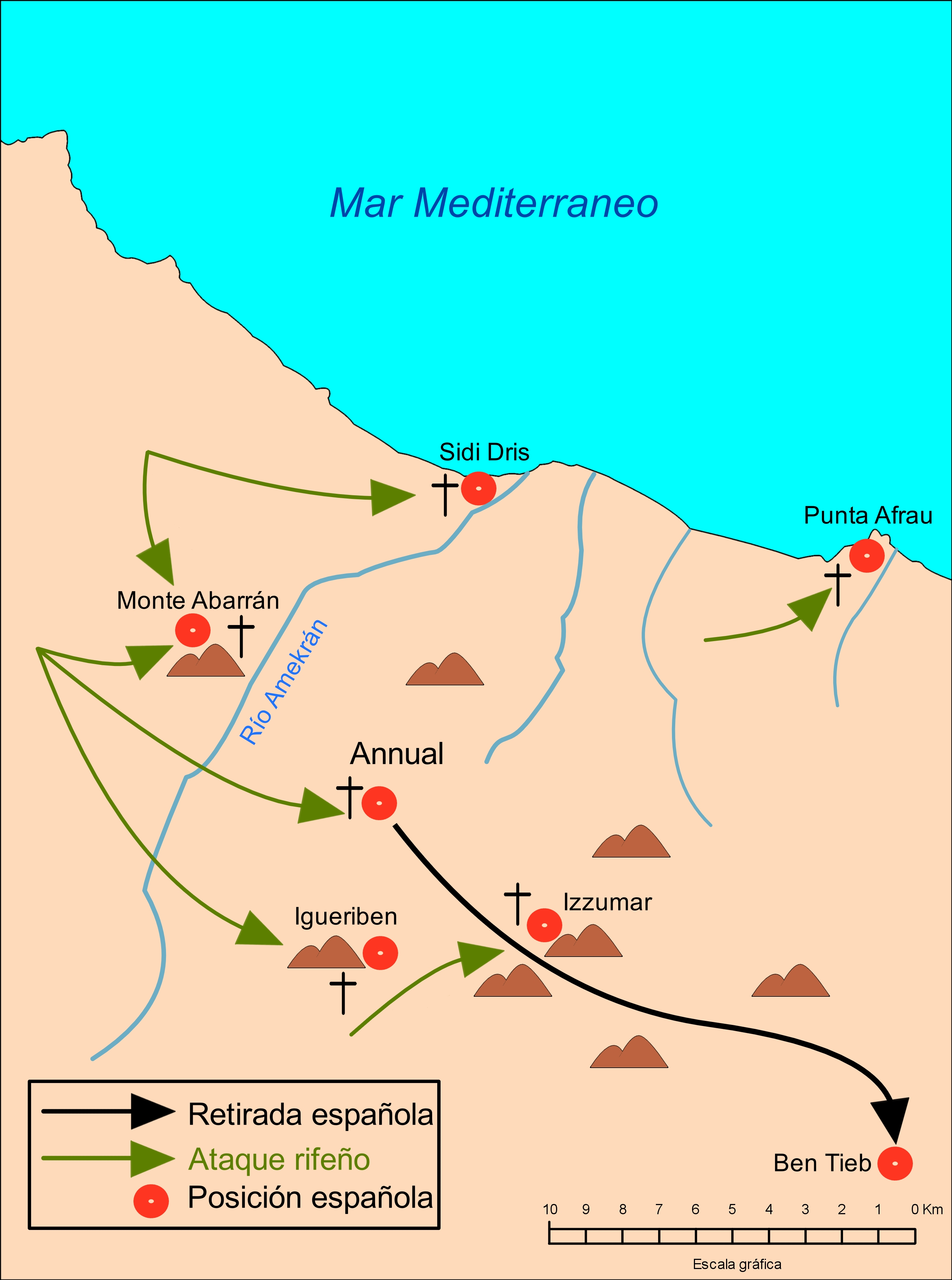
Croquis des principaux affrontements et mouvements de troupes autour d’Anoual en juin et juillet 1921 (flèches vertes : attaques rifaines ; fléche noire : retraite espagnole).

Le mont Dhar Ubarran (Abarrán pour les Espagnols) est une colline située sur la rive droite du fleuve Amekran, à 9 km (à vol d’oiseau) au nord d’Anoual, mais à 15 km de distance (sur le terrain) par le sinueux chemin qui conduisait au sommet, lequel chemin était si étroit qu’il obligeait à marcher en file indienne. La colline fait partie de la chaîne Quilates et s’élève à 525 m, mais la différence d’altitude avec le fleuve n’est que de 60 m. Cependant, l’escarpement de ses versants le rendait presque inexpugnable.
Le 29 mai, Silvestre donna mission de reconnaître le terrain au commandant en chef de la Police indigène pour le secteur du Kert, Jesús Villar, remplaçant de Morales,. Après avoir parcouru la zone à plusieurs reprises en compagnie d’un capitaine, Villar s’était convaincu des commodités militaires du secteur et aussi (mais en s’appuyant uniquement sur les assurances des chefs alliés) de la loyauté des Temsamane, lesquels auraient même « demandé l’avancée vers Dhar Ubarran » ; cependant, les chefs temsamane allaient bientôt se dédire auprès de Villar et lui déconseiller de jamais planter le drapeau espagnol sur le Dhar Ubarran. Villar ne soupçonnait d’abord pas l’existence de la harka de Jebel el Kama, proche de Dhar Ubarran, jusqu’à ce que fin mai 1921, l’un des notables tensamane, Mohammed Oukarkach, n’informe Anoual qu’il avait aperçu près du mont Dhar Ubarran une harka composée de quelque 3000 Beni Ouriaghel à pied et à cheval,,,. Craignant que cette harka n’exerce de représailles contre les bourgs assujettis à l’Espagne, dont le sien, il pria l’Espagne de traverser le fleuve Amekran pour les protéger. D’autres informateurs avertissaient Villar que « le lieu indiqué n’était pas un lieu propice, car il était dépourvu d’eau, avait un sol meuble et manquait de pierres pour construire un bon mur de défense, et qu’en plus, il y avait des renseignements selon lesquels il y avait une harka nombreuse qui se cachait dans les environs ». Kadour Namar, notable de Beni Saïd et adepte de l’Espagne, déconseilla lui aussi cette entreprise. En tout état de cause, l’occupation devait prendre la forme non d’une opération de police, mais d’une opération militaire de grande envergure.
L’occupation de Dhar Ubarran fut planifiée en détail le 18 mai 1921, dans le bureau du commandant en second de l’état-major de Melilla, le lieutenant-colonel Rafael Capablanca Moreno. Le colonel Ricardo Fernández de Tamarit déconseilla l’opération, en soulignant que « si l’ennemi comprenait ses intérêts, il vous attaquerait en masse dès que vous seriez installé, et si même il n’en faisait rien, les difficultés qu’offre le terrain rendraient difficiles et sanglants les convois vers [cette position] » ; même si l’opération réussissait, argua-t-il devant l’état-major, « l’hypothèque serait considérable ». De même, le lieutenant-colonel Dávila déconseilla de mener cette opération, qu’il qualifiait d’« absurde », car la kabila de Tensamane n’était pas loyale et avait fait défection ces derniers jours, tandis que le colonel Morales, chef de la Police indigène, jugeait prématurée toute incursion à ce moment-là, c’est-à-dire avant d’avoir pu consolider la situation sur le plan politique. Après que Silvestre lui eut demandé son opinion sur cette opération, Capablanca répondit qu’il n’y était pas favorable, à quoi Silvestre, assez remonté, rétorqua qu’il n’avait d’autre choix que de le faire, quand bien même on ne lui donnait pas les ressources qu’il avait demandées. Puis il mit brusquement fin à l’entretien,. Capablanca lui-même déclara avoir assisté à deux réunions sur le sujet, pendant la deuxième desquelles, tenue le 28 mai, la décision se cristallisa finalement lorsque Morales vint à indiquer que « ceux de Beni Ouriaghel tentaient de positionner un poste de garde sur le Dhar Ubarran pour s’opposer à l’avancée de nos troupes », à quoi Silvestre réagit en disant : « Pourquoi ne la positionnons-nous pas nous-mêmes ? ». Ensuite, il se lamenta de ne pas disposer d’« officiers aussi à la hauteur que lui le désirerait » pour mener à bien ce type d’opération, sur quoi Morales proposa Villar pour l’exécuter. Après convocation, celui-ci se déclara disposé à endosser la mission, le tout sous le sceau du secret,.
Dávila insista que, à tout le moins, on emporte aussi de l’artillerie ; Villar cependant n’en était pas partisan, affirmant que cela « allait gêner », mais Silvestre suivit le conseil de Dávila. À l’arrivée de Villar à Anoual, le lieutenant-colonel Ros reçut l’ordre de Melilla de mettre à la disposition de Villar une batterie de montagne, ainsi que 10 000 cartouches Remington pour la harka « amie » que les notables de Tensamane s’étaient engagés à fournir pour accompagner l’expédition espagnole,,. Paradoxalement, Silvestre comptait sur l’effet de surprise, impossible pourtant dès lors qu’on faisait appel à des forces autochtones ; du reste, à la fin mai, les Rifains connaissaient le lieu exact de la nouvelle position projetée.
Le dernier jour de mai, Silvestre expédia un télégramme à Villar lui ordonnant d’exécuter l’opération.

#### Exécution
Le 1er juin 1921 à minuit et demi, Villar sortit du camp de Buimeyan (et non d’Anoual, comme l’ont écrit erronément la plupart des auteurs) à la tête d’une colonne composée de 1461 hommes et de 485 chevaux et mulets, dont l’avant-garde était assumée par trois unités de Police indigène,,,,,, — effectifs insuffisants compte tenu que la harka ouriaghel comprenait environ 3000 hommes. La canonnière Laya reçut l’ordre de se positionner de manière démonstrative face à la bande de terre entre la ligne de partage des eaux et le fleuve Nékor, et de la pilonner au cas où des groupes rifains tenteraient de gravir le mont Dhar Ubarran. À quatre heures et demie du matin, la colonne franchit le fleuve Amekran, avant de se réunir avec la harka amie de Tensamane. À cinq heures et demie du matin, la colonne atteignit le sommet sans obstacle, certes après un périple pénible de 15 km, où il fallut souvent marcher en file indienne,. Silvestre assista à l’ensemble depuis le camp d’Anoual, mais l’opération, quoique censée être menée avec discrétion, le fut aussi à la vue de la harka ennemie,. Arrivée au sommet, la colonne put apercevoir à l’ouest les espaces convoités d’Al Hoceïma, au nord, la mer Méditerranée, à l’est, dans le lointain, le mont Mauro, et au sud, droit devant, Anoual, blottie dans sa cuvette, et plus à droite, la colline d’Ighriben, jaunâtre et désertique, tout au fond, les cimes puissantes et inviolées de Tizi Azza, enfin, plus à droite encore, un autre piton rocheux, le Jebel Qama, où l’on discernait des figures humaines en grand nombre.
La position fut établie au sommet d’une montagne dont les versants escarpés produisaient de nombreux angles morts et qui était entourée de collines basses, de buissons et de broussailles, propres à faciliter l’approche et l’attaque surprise. Après l’arrivée des deux compagnies du génie, Villar donna l’ordre d’entamer les travaux de fortification, mais la rareté des pierres rendait difficile la construction d’un parapet de retranchement, et il fallut donc élever, à l’aide de sacs de terre (avariés et tombant en morceaux, selon certains témoignages),, un rempart qui n’arrivait qu’à la hauteur du ventre (de 1,30 m d’élévation), ce qui rendait, selon Hernández Mir, la position « indéfendable »,,. De surcroît, seul un des fronts pouvait être fortifié en entier, et un autre seulement en partie. Les quatre canons furent disposés sur le côté ouest. Le flanc sud de la nouvelle redoute donnait sur une pente fort escarpée, qui était garnie à quelque distance d’épaisses broussailles permettant (selon la déposition d’un policier indigène) de s’approcher sans être vu, mais qui, selon Villar, garantissait une protection suffisante, rendant superflue la construction d’un parapet. Les clôtures de fils barbelés, disposées à 30 m, étaient soutenues par des pieux faciles à arracher car fichés dans un sol trop meuble,,. La redoute ainsi construite occupait un espace de 12 sur 65 mètres, en forme de parallélogramme irrégulier, où furent dressées trois tentes coniques. En l’absence d’eau, la corvée d’eau potable devait se faire dans le fleuve, à 2 km de distance,. La redoute disposait d’une station de télégraphie optique et d’une batterie de montagne de quatre canons manœuvrée par 28 artilleurs disposant de 360 projectiles,.
Entre-temps, le nombre des combattants de Tensamane ayant pris pied sur le Jebel el Qama s’était accru à plus de 2000, auxquels vinrent bientôt se joindre des hommes d’Ouriaghel. Ils étaient séparés des Espagnols par un éloignement variant de 900 à 1 600 mètres, c’est-à-dire à la portée de fusils modernes.
À neuf heures du matin, Silvestre, accompagné de son second, le général Navarro, arriva à Anoual, dans l’intention de se rendre à Dhar Ubarran, ce dont Morales le dissuada, Silvestre se contentant alors de féliciter Villar par héliographe. Villar informa de la présence de harkis aux environs du morne. Silvestre retourna à Melilla vers midi.
À onze heures du matin, après achèvement des travaux de fortification, Villar, à la tête de sa colonne, prit le chemin du retour, en laissant dans la nouvelle redoute, sous le commandement du capitaine Juan Salafranca Barrio, une garnison de 250 hommes, dont seuls 50 étaient Espagnols, et à laquelle s’ajoutait la harka « amie » de Tensamane ; cependant Villar emportait avec lui les mitrailleuses, ayant reçu trop tard l’ordre de Silvestre de les laisser sur place,. Ce fut sans doute aussi une erreur que de laisser des canons dans la position. Pour retourner à Anoual, Villar emprunta prudemment, car pressentant une embuscade, un itinéraire détourné, autre que pour l’aller. La marche s’accéléra parmi les ravines, et finit quasiment au pas de course. Peu après que la colonne eut franchi l’Amekran, vers une heure de l’après-midi, des rafales de mitrailleuses se firent entendre, début de l’assaut lancé par les harkis sur la redoute, auquel les défenseurs ripostèrent par des coups de canon. Cependant, Villar poursuivit sa marche vers Anoual, tandis que Salafranca informait que la redoute était encerclée et que la canonnière Laya pilonnait la baie d’El Hoceïma,. Villar, bien que pouvant entendre les déflagrations, ne se porta pas au secours de la position.

#### Siège et chute de Dhar Ubarran
L’opération espagnole d’Aberran, qui aurait permis aux Espagnols de dominer les contreforts du cap Quilates, ligne de partage des eaux entre l’Amekran et le Nekor, fut interprétée par la harka comme première étape vers l’occupation d’Al Hoceïma et déclencha leur hostilité ouverte.
L’attaque rifaine contre la redoute commença à 13 h. L’effectif de la harka, qui avait d’abord été erronément chiffré à quelque 1500 combattants, apparut plus tard se composer de 3000 hommes d’Ouriaghel, d’Ibaqouyen, de Beni Touzine et de la fraction Tougrout de Tensamane. À trois heures de l’après-midi, Salafranca prit contact avec Anoual par héliographe et communiqua qu’un groupe de Rifains avait encerclé la redoute et que l’échange de feu était imminent. La colonne de Villar, bien que percevant une forte décharge d’armes à feu du côté de la position nouvellement conquise, poursuivit son repli sans jamais faire mine de rebrousser chemin, tandis que le combat là-haut s’intensifiait. Villlar justifia cette attitude en arguant qu’ils n’auraient pu arriver à la redoute qu’à la nuit tombée et ne manqueraient alors de tomber dans une embuscade. Aucune colonne de secours ne fut dépêchée d’Anoual, probablement dans la croyance que la garnison serait à même de repousser l’agression par ses propres moyens.
Depuis Anoual, les officiers pouvaient observer les événements de Dhar Ubarran à travers leurs jumelles, et l’ordre fut donné à la troupe d’Anoual de se retirer dans les tentes, dans une tentative d’empêcher qu’une telle vision n’affecte l’état d’esprit de la partie autochtone de l’effectif.
À Dhar Ubarran, Salafranca s’efforçait d’organiser une défense adéquate. Les premiers blessés ne tardèrent pas à faire leur apparition. Les officiers se tenaient sur le parapet de rempart et incitaient les soldats à bien viser et à utiliser les munitions avec parcimonie, en tirant seulement quand l’ennemi était bien visible. La pluie se mit à tomber, tandis que la harka allait en s’accroissant et s’approchait jusqu’à atteindre la clôture de fil barbelé.
La redoute une fois quasiment cernée, la harka « amie » de Tensamane, devant cette supériorité numérique, passa à l’ennemi et attaqua les officiers (européens) de Police indigène,,, tandis que dans la confusion, beaucoup de membres de cette unité de police faisaient eux aussi allégeance à la harka et se mirent à tirer sur leurs officiers. Les Regulares, bien que n’ayant pas perçu de solde depuis deux mois, restèrent dans leur grande majorité loyaux à l’Espagne.
Après trois heures et demie de combat, le front commença à se déliter sur le flanc de l’artillerie, où surgissait, selon la déposition d’un soldat des Regulares, « un nombre énorme de Rifains qui arrivaient comme des fourmis et qui criaient en implorant l’aide de Dieu », tout en faisant feu. Sur ce, Salafranca ordonna de caler la baïonnette et reçut à cet instant précis une balle à l’épaule, sans pour autant cesser d’encourager ses hommes. Au sergent venu le secourir, il demanda une feuille de papier pour écrire à sa mère, ce qu’il fit sur le dos du sergent. Il reprit ensuite le combat, mais une deuxième balle eut raison de lui. Entre-temps, les harkis avaient pénétré à l’intérieur de la position.
Salafranca, mortellement blessé, avait eu le temps de donner ordre de saboter les canons. Le lieutenant Diego Flomesta Moya, seul officier survivant, réussit à mettre hors d’usage trois des quatre canons et à proclamer le sauve-qui-peut, pendant que les Ouriaghel envahissaient la redoute. Dans leur fuite, les soldats restants eurent à lutter au corps à corps avec les Rifains, et seuls 75 membres (ou 72, selon les auteurs) de la garnison réussirent à rejoindre Anoual, Buimeyan ou Sidi Driss,,. Lors de ce combat de quatre heures, l’armée espagnole perdit entre 141 et 179 hommes, dont 25 Espagnols métropolitains tués ou disparus ; 76 soldats « indigènes » avaient fait défection,. Deux cadavres seulement pourront plus tard être récupérés, dont celui de Salafranca.
Tout le matériel (mitrailleuses, caisses de munition, batterie de montagne) passa aux mains des assaillants. Si un canon seulement sur les quatre était encore utilisable, sa capture prit pour les harkis une grande valeur symbolique. Sur ordre d’Abdelkrim, le canon fut exposé dans les bourgs comme preuve de la vulnérabilité de l’armée espagnole et comme incitatif à s’enrôler dans la guerre sainte contre l’envahisseur. Selon une version, contestée mais assez répandue, Flomesta, grièvement blessé mais encore vivant, gisait près de ses bouches à feu et fut fait prisonnier, s’étonnant, dans les débuts de sa captivité, avec quelle sollicitude il était pris en charge et ses blessures pansées par les Rifains, jusqu’au jour où il lui fut communiqué qu’il aurait, dès que son état le permettrait, à les instruire dans le maniement des canons pris aux Espagnols. Flomesta, devant une telle perspective, préféra se laisser mourir de faim et refusa toute nourriture.
Dans les jours suivants, les rescapés arrivèrent hagards et au compte-gouttes dans les différentes positions de la ligne de front, et allaient produire des versions incohérentes et contradictoires sur les faits survenus. Ainsi, un artilleur anonyme, survivant de l’assaut, indiqua le lendemain 2 juin que non seulement la harka amie avait rallié les assaillants, mais qu’en plus, « beaucoup de membres de la Police indigène et des Regulares s’étaient soulevés, en tuant leurs officiers ». Il assura par ailleurs, contredisant un des mythes de Dhar Ubarran, que les sacs de sable n’étaient pas délabrés et qu’ils n’avaient donc pas, en plus de la rareté des pierres, empêché d’ériger un parapet suffisant, mythe démenti également par l’officier du génie ayant dirigé la fortification.
Comme conséquence de la chute de Dhar Ubarran, les habitants de Tensamane se mirent à rejoindre la harka rebelle, dont les effectifs s’accrurent considérablement. Les répercussions furent importantes également sur le plan politique, au sens où ce revers de l’armée espagnole remonta le moral des Rifains, car c’était la première fois qu’ils emportaient une position militaire dotée d’artillerie.

#### Réaction rifaine
Les harkis avaient mis la main sur un butin inédit, à savoir — outre 200 fusils d’assaut, un dépôt de munitions, des tentes, du matériel sanitaire et une station optique au complet — quatre pièces d’artillerie de montagne,, qui, même si trois sur les quatre avaient été rendus inutilisables, allaient, exhibées en trophée dans les bourgs de marché et dans les douars, jouer un rôle clef dans la propagande d’Abdelkrim, en guise de démenti de l’invincibilité de l’armée espagnole et comme preuve de la possibilité de victoire,, sur fond d’appels à la guerre sainte. Cet enthousiasme s’exprima aussi sous la forme de couplets et de romances évoquant le Barranco del Lobo et les différents épisodes de la guerre d’Afrique. Pour se faire des adeptes, Abdelkrim, faisant la tournée des bourgs et des douars, non seulement exhiba les canons, mais parlait aussi du butin que les harkis pourraient prélever sur les Espagnols tués, et exhortait les Rifains à secouer le « joug de l’oppresseur ». Ainsi qu’il ressort d’une lettre d’Abdelkrim qui circulait dans les troupes supplétives espagnoles (et qui finit par tomber aux mains des officiers espagnols), Dhar Ubarran lui fournissait le meilleur argument :

« Examinez bien la manière dont les Espagnols vous traitent. C’est vous qui portez le poids des combats, les Espagnols vous positionnant aux endroits les plus dangereux pour se préserver eux-mêmes de la mort ; vous êtes comme les moutons dans un troupeau, vous qui renoncez aux avantages de l’indépendance, qui trahissez votre religion et votre race, pour un fusil qu’on vous donne ; pour quelques pesetas qu’on vous offre.

Vos ancêtres tressailliraient de rage dans leur tombe en contemplant votre ignoble façon d’agir avec vos frères. Sur vous et sur vos descendants tombera la malédiction d’Allah si, sourds à notre appel, vous continuez à vous associer aux ennemis de l’islam immortel.

Réfléchissez. Voyez comment les positions espagnoles que, dans son orgueil aveugle, l’envahisseur croyait inexpugnables, sont en train d’être renversées sous la poussée culbuteuse des fils du Prophète. Bientôt, les troupes de l’Espagne dominatrice fuiront, pourchassées par nos forces victorieuses, en abandonnant ce sol, dont ils ont usurpé la possession un jour par la trahison de mauvais Rifains.

Pour cela, il faut que vous, fils d’Allah, rejoigniez notre cause, gagnant ainsi, au paradis, les jouissances éternelles réservées aux bons mahométans. […]. »

Dans le sillage de cette victoire, AbdelKrim s’employa aussi à forger sa propre légende, en affirmant à son auditoire qu’« un saint lui avait prédit qu’il serait un homme de grande vaillance » en même temps qu’il leur donnait lecture de chapitres du Coran traitant de l’extermination des chrétiens. Il requit de chaque homme ayant capturé un fusil à Dhar Ubarran qu’il remette 20 duros pour alimenter un fonds de guerre créé par lui et destiné à faire l’achat de cartouches dans la zone française,. AbdelKrim payait ainsi un bon prix pour les armes et munitions saisies pour garder la main sur celles-ci. À partir de ce moment, il fut reconnu comme « Chef de l’armée des Combattants de la Foi », même si l’opération de Dhar Ubarran n’avait pas été menée sous sa conduite et que les harkis avaient remporté cette victoire en l’absence de toute stratégie concrète et bien définie, par une réaction purement instinctive à la percée espagnole. Il eut soin d’amasser des vivres en profitant de la bonne récolte, et exigea des kabilas qu’elles contribuent à son fonds de guerre, en vue de lever une harka de 4000 hommes. Le 8 juin 1921, il eut une réunion avec de prestigieux notables des kabilas de Tensamane, Beni Touzine et Ibaqouyen, y compris des « pensionnés » par l’Espagne.
Le soulèvement contre l’Espagne allait s’amplifiant, et il se disait dans le Rif qu’après l’exploit de Dhar Ubarran, la harka s’était agrandie jusqu’à compter 4000 hommes. Un analyste affirma que les harkis restèrent quelques jours dans l’expectative en se préparant à une prévisible et redoutable réplique espagnole, mais, voyant que la reconquête de Dhar Ubarran par les Espagnols, à laquelle ils s’attendaient, ne se produisait pas, ils changèrent d’attitude et, ragaillardis, franchirent le fleuve Amekran le 12 juin, marquant un pas irréversible.

#### Actions espagnoles
Silvestre, arrivé à Melilla à six heures de l’après-midi le 1er juin, ainsi que son supérieur Berenguer, tentaient de minimiser le revers de Dhar Ubarran, qu’ils qualifiaient de « douloureux contretemps », et reprochaient à la presse et à certains particuliers d’avoir indûment gonflé l’incident et causé de l’inquiétude,. Le soir même, Silvestre quitta Melilla en voiture à destination du front. Dans la position de Batel, où il arriva quelques heures plus tard, il se trouva en présence de Fernández Tamarit et du capitaine d’état-major José García Garnero. Les larmes aux yeux, il s’approcha du premier cité et, le prenant dans ses bras, lui dit : « tu avais raison, ce que tu as dit s’est passé. Je te demande un service : avec trois volontaires, va à Anoual en emportant la batterie légère qu’il y a à Driouch. Moi-même, je vais à l’instant avec la voiture à Anoual, tant pis s’ils me tuent, ce qui serait le mieux, car par la faute d’autres je me suis fourré dans ce pétrin ». Sa voiture fut attaquée à Issoumar, où plusieurs balles vinrent frapper son automobile, mais sans grandes conséquences,,.
Les militaires espagnols allaient sans tarder déployer une intense activité. La première mesure prise sur le front par Silvestre fut d’annuler l’opération prévue pour le 2 juin à Beni Touzine ; ensuite, il s’attela à accumuler des ressources à l’avant-garde, en mobilisant des troupes appartenant au régiment África, sous les ordres du « brillantissime » Fernández Tamarit, au régiment d’infanterie San Fernando et, à titre de réserve, au régiment de cavalerie Alcántara. Enfin, avec l’aide de son commandant en second, Navarro, il entreprit à partir du 3 juin d’ériger des postes militaires propres à consolider la ligne de front, en même temps qu’il ordonna à Tamarit de renforcer les défenses d’Anoual, ordre que celui-ci exécuta en construisant deux redoutes et deux lunettes. Dans l’après-midi du 4 juin, Silvestre s’en retourna à Melilla.
Au lendemain de la prise de Dhar Ubarran, Abdelkrim écrivit une lettre au colonel Manuel Civantos, commandant militaire du rocher d’El Hoceïma, où il le priait d’intercéder auprès de Silvestre afin de convenir d’une trêve et d’entamer des négociations, et formulait ses conditions, à savoir : suspension des bombardements aériens (qui causaient la mort de femmes et d’enfants et n’auraient d’autre effet que de susciter la haine envers l’Espagne) et cessation de la politique des prébendes (« pensions »), par lesquelles l’Espagne achetait les bonnes volontés, mais qui « ne faisaient rien autre que de vicier les relations entre l’Espagne et le Rif et de créer des obstacles à l’action espagnole dans le Rif ». Abdelkrim affirmait que son but était (selon ce que rapporte Ruiz Albéniz) de « développer ici une politique qui aurait pour objectif de mettre le pays en état d’accepter le Protectorat et d’en comprendre la signification politique et économique, et à cet effet, il était nécessaire que le général Silvestre suspende les opérations jusqu’à ce qu’on parvienne à un accord, mais malheureusement, l’opération de Dhar Ubarran a mis quelque peu à mal cet édifice »,. La réponse outrageante de Civantos à Abdelkrim était libellée comme suit, :

« L’Espagne n’a fait la guerre que quand l’y ont obligée les kabilas, et elle l’a faite de façon noble, loyale et juste, comme il sied à un peuple civilisé. Beni Ouriaghel, peuple inculte, n’a jamais respecté les lois de la guerre, son histoire n’est rien d’autre qu’une atteinte continuelle à l’humanité, et il y a, de récente mémoire, la profanation des cadavres, mutilés horriblement et carbonisés, de nos officiers, qui sont morts pour vous avoir apporté la culture et les bénéfices de la civilisation. […] Le général Silvestre est disposé à suspendre l’action des aéroplanes et des canons, ainsi que les avancées ; il est indispensable cependant que la harka quitte Tensamane. […] »

Le 8 juin, le général Berenguer adressa un télégramme à Silvestre, par lequel il l’avertissait de la concentration d’éléments rebelles à Tensamane, en provenance d’Ibaqouyen, de Beni Ouriaghel et de Beni Itef, et l’invitait à s’abstenir de tout mouvement sur la ligne de l’Amekran, et plus particulièrement sur sa rive gauche (ouest), lui indiquant que compte tenu de la situation, des avancées ne devaient être tentées que si, par une préparation politique et avec la disponibilité d’équipements et d’effectifs de troupe, la probabilité de réussite soit la plus élevée et le risque de perte le plus faible.
Silvestre commanda un rapport sur les faits survenus sur le mont Dhar Ubarran le 1er juin, qui fut produit « avec la plus absolue discrétion ». Les causes de la défaite y étaient attribuées à l’existence de nombreux angles morts autour de la position, qui restaient hors d’atteinte des tireurs postés dans la redoute, et aux terrains embroussaillés dont elle était entourée, « qui permettaient de s’en approcher sans être vu », et en raison desquels « l’ennemi se présenta soudainement à la clôture », car on ne pouvait « voir l’ennemi à cause du feuillage présent et la pente raide ». L’on avait épuisé toutes les munitions des canons, dont un se trouva même hors d’état de fonctionner après un tir ; « les Rifains entrèrent peu après qu’eut cessé le feu d’artillerie ».
On estimait qu’à la date du 10 juin, la harka regroupait déjà 3000 hommes, et l’on savait qu’Abdelkrim poursuivait son activité prosélyte, qu’il avait noué des contacts avec les kabilas de l’arrière en vue d’un soulèvement dès après la récolte, qu’il stimulait les désertions dans la Police indigène, offrant une somme d’argent si, en plus de quitter les rangs, le déserteur assassinait un lieutenant ou un capitaine, et qu’il continuait d’instruire ses combattants dans le style européen de combat. Il avait en outre établi une série de postes de garde, composés de vingt ou trente hommes, sur des points dominants, en parallèle avec la ligne espagnole, parfois à seulement 700 m de distance. Des rapports indiquaient que des combattants de Beni Touzine s’étaient joints aux hommes d’Ouriaghel et de Tensamane.

### Sidi Driss

#### Siège par la harka et résistance (juin 1921)

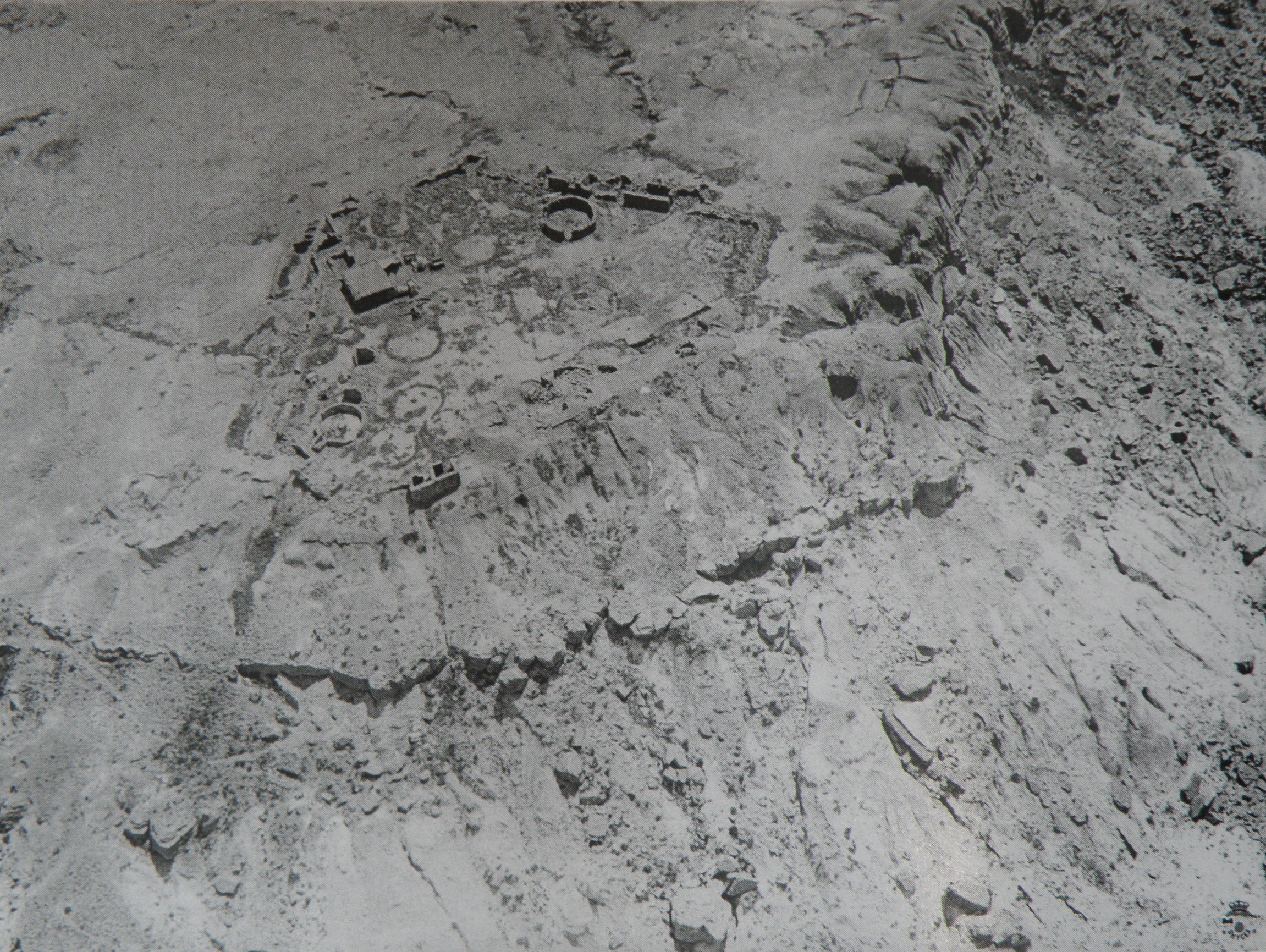
Vue aérienne de la redoute de Sidi Driss après sa chute le 25 juillet 1921.

Seul poste militaire espagnol restant sur la rive ouest de l’Amekran, la position côtière de Sidi Driss était garnie de 145 hommes, de trois canons et d’une escouade de transmission équipée d’un héliographe, et était sous le commandement du capitaine Julio Benítez Benítez, que ses camarades surnommaient El Gafe (le porte-malheur). Dans l’élan de la victoire de Dhar Ubarran, et après que les fusils, armes et munitions pris à Dhar Ubarran eurent été répartis entre les kabilas insurgées, une harka nombreuse et exaltée, composée d’hommes d’Ouriaghel, de Tensamane et d’Ibaqouyen, marcha avec détermination sur Sidi Driss, qui fut bientôt attaquée, à trois heures du matin le 2 juin 1921,. Durant l’attaque, qui dura 36 heures, les Rifains cisaillèrent la clôture de fils barbelés et tuèrent tous les chevaux et les mules,,.
Pour répondre à la demande de munitions faite par la garnison, Silvestre voulut dépêcher un convoi, mais en fut dissuadé par Dávila et par Kaddour Namar, avec l’argument qu’un tel convoi tomberait immanquablement dans une embuscade. Benítez fut blessé peu après et réclama instamment des secours, qui arrivèrent d’une part de la mer, où la canonnière Laya ouvrit le feu, et d’autre part des airs, l’aviation larguant à l’aube du lendemain 3 juin plus de cinquante obus sur les assiégeants. Pour remplacer le commandant de l’artillerie, blessé, la Laya débarqua un bosco, un artilleur et douze marins, porteurs de deux mitrailleuses, qui surent briser l’encerclement et pénétrer à 17 heures dans le camp. Avides de s’emparer des canons, les Rifains s’étaient approchés à moins de six mètres du mur de retranchement, mais périrent nombreux sur les fils barbelés et durent renoncer à prendre la position, toutefois sans s’éloigner beaucoup,,,. Entre-temps, Benítez continuait à réclamer des renforts de munition coûte que coûte, et la Laya entreprit le 3 juin un nouveau débarquement, déposant sur la plage, sous la conduite d’un enseigne, 14 marins porteurs de dix mille cartouches, ainsi que le médecin de bord, qui se hâtèrent d’escalader l’escarpement de la redoute sous le feu nourri des harkis.
Dans le courant de la matinée, le camp fut renforcé par une compagnie de Regulares en provenance de Talilit, position conquise par la harka le même jour. Cette compagnie attaqua l’arrière-garde des assaillants de Sidi Driss, obligeant ceux-ci à renoncer à leur siège. Tout au long de l’attaque, la harka aurait subi de fortes pertes, trois centaines selon certaines sources, contre huit blessés seulement côté espagnol,.
Dans la matinée du 4 juin, Sidi Driss fut, à l’égal de tout le front, renforcée de troupes nouvelles, dont 60 combattants de la « harka amie » promise par Kaddour Namar. À cette même date, après que la harka se fut éloignée, et que Julio Benítez, blessé, eut été remplacé par Juan Velázquez, la garnison de Sidi Driss comprenait environ 350 hommes, dont 50 policiers indigènes, 80 hommes venus de Talilit, et des télégraphistes, et disposait d’une batterie d’artillerie et de mitrailleuses,.

#### Évacuation (juillet 1921)

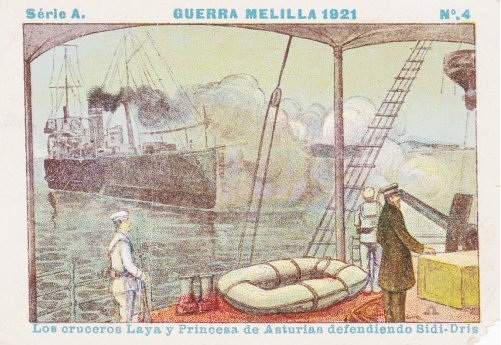
Le croiseur Princesa de Asturias et la canonnière Laya défendant Sidi Driss.

À partir du 22 juillet, Sidi Driss, ainsi que la garnison côtière d’Afrau, était de nouveau sous les attaques rifaines. Encerclées toutes les deux, ces positions ne disposaient plus guère d’eau potable, de vivres ou de munitions. Le 23, Berenguer, après avoir évalué la situation depuis la canonnière Bonifaz, jugea que les positions de Sidi Driss et d’Afrau, complètement cernées et inaccessibles par voie de terre, devaient être évacuées, et donna le même jour les ordres en ce sens. Au large croisaient, pour les appuyer, la canonnière Laya, le cuirassé Princesa de Asturias et un navire marchand transportant des matériaux de fortification, bientôt rejoints par la canonnière Lauria, qui fit voile vers cette côte le 24 juillet pour s’incorporer dans la flottille existante,.
Dans la matinée du 25, en attendant l’arrivée de la Laya, les unités de marine préparaient l’évacuation et se coordonnaient avec le commandant de la redoute de Sidi Driss, la première à être évacuée. Il fut convenu que la garnison ne se lancerait pas à la plage avant que les navires n’aient préalablement pilonné les alentours de la redoute,.
Selon la consigne de Berenguer, l’évacuation de Sidi Driss devait débuter à 11 h, mais peu avant le moment convenu, la harka intensifia son attaque. Les canons des navires ouvrirent le feu lorsque déjà la garnison commença à quitter la redoute, à l’encontre de ce qui avait été convenu. Les premiers à se précipiter furent les policiers indigènes, dont la plupart perdirent la vie avant même d’avoir atteint la plage. Deux canots débarqués de la Laya s’avancèrent alors vers la plage, où les attendaient les défenseurs. L’un des canots, à moteur, s’étant trop approché de la plage pour pouvoir les hisser à bord, s’ensabla et subit le feu des harkis. L’autre canot, à rames, recueillit ses camarades et une dizaine de soldats de la redoute, en abandonnant l’autre canot. Sur la voie du retour, plusieurs marins furent tués sous les balles rifaines. L’opération de sauvetage, où entre 140 et 150 soldats perdirent la vie, fut un échec,,,. À 16 h le même jour, à l’issue d’une violente offensive, les Rifains envahirent la position par un des flancs. Tous les officiers furent tués, tandis que quelques heures plus tard, plusieurs soldats, mettant à profit le crépuscule, se jetèrent à la mer et, au nombre de quatre ou cinq, purent être recueillis par la Lauria. Le reste fut fait prisonnier,,. Les navires continuèrent à croiser au large toute la nuit, tandis que les canots restaient à l’eau dans l’éventualité où quelque survivant apparaîtrait. Cependant, depuis la redoute, les canons commençaient à cibler les vaisseaux et Berenguer, informé, décida de ne plus entreprendre de tentative de sauvetage.

### Afrau

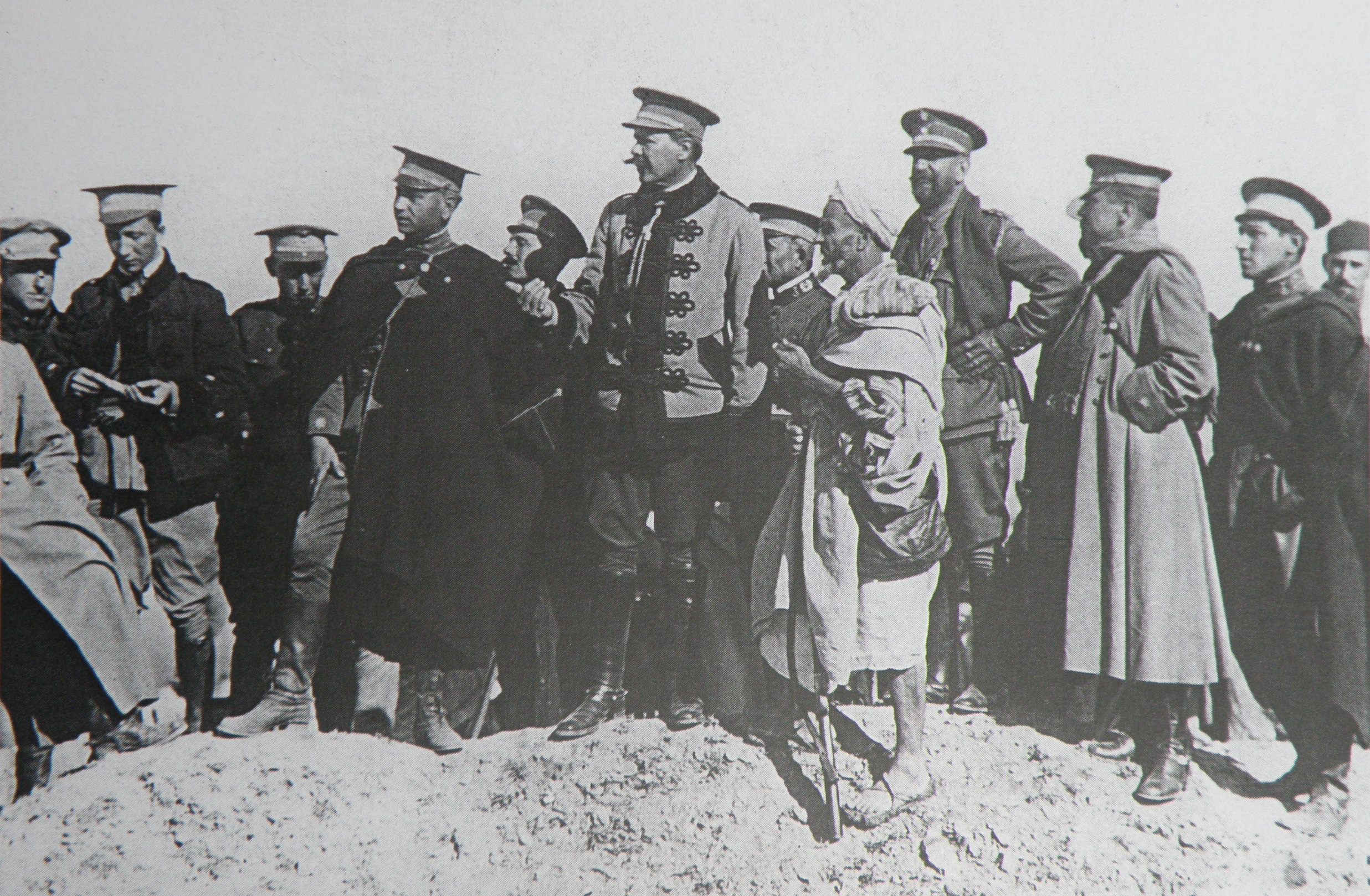
Silvestre (au centre) à Afrau, après la conquête espagnole en janvier 1921.

Après l’opération espagnole d’Aberran, la harka décida de franchir à son tour le fleuve Amekran et de prendre position sur sa rive droite. Le poste côtier espagnol d’Afrau se trouvait sur une falaise et n’avait qu’un seul bastion avancé. La garnison se composait d’une compagnie Ceriñola, d’une section de mitrailleuses, de deux pièces d’artillerie, de soldats du génie et d’intendance, et d’une section de Police indigène sous les ordres d’un sergent — laquelle allait déserter avec une moitié de ses effectifs dès le premier jour de l’attaque rifaine —, soit au total 231 hommes, officiers et hommes de troupe.
Le 23 juillet, un groupe de harkis se servit de femmes et d’enfants arborant des drapeaux espagnols comme couverture pour encercler la position, avant d’ouvrir le feu sur elle. L’attaque, qui se prolongea toute la journée du 23, permit aux harkis de s’avancer jusqu’à la clôture de fil barbelé,. Dans la suite, la garnison eut à essuyer un feu constant jusqu’au 26 juillet. Dès le soir du 24, Afrau reçut de Berenguer l’autorisation de capituler, avant que l’évacuation ne soit décidée le 26 juillet. Le 25 juillet encore, la position d’Afrau avait demandé du secours avec insistance.
Comme à Sidi Driss, la manœuvre d’évacuation par mer, prévue pour le 26 juillet, fut gênée par un manque de coordination entre la garnison et la marine croisant au large. Selon le plan, les vaisseaux devaient pilonner les côtés de la position pour protéger l’évacuation, qui devait s’amorcer sur un signal convenu. Cependant, le commandant de la position lança, certes après avoir dûment saboté tout le matériel de guerre, l’opération sans attendre le signal, ce que voyant, l’équipage du navire mit les canots à l’eau. La colonne d’évacuation fut violemment prise à partie par les Rifains, faisant de nombreux morts espagnols. Arrivés à la mer, les soldats tentaient tout en tirant de s’abriter derrière les récifs, pendant que les canots durent faire plusieurs va-et-vient sous le feu ennemi. Selon le rapport Picasso, sur les environ 180 hommes restants de la garnison, 130, dont 40 blessés, purent être embarqués,,,,. L’opération avait duré 25 minutes, et les canonnières allaient pilonner la position pendant une heure encore. La marine eut à déplorer un mort et un blessé.

### Ighriben

#### Renforcement de la ligne de front par Silvestre
Tous les efforts de Silvestre tendaient à renforcer Anoual, tant par mer (la canonnière Lauria, amarrée à Ceuta, faisant voile vers la côte de Sidi Driss pour accompagner la canonnière Laya) que par terre (le camp d’Anoual accueillant de nouvelles troupes, dont la colonne du régiment África stationnée à Batel et à Driouch, et des effectifs de la Police indigène).
Le 3 juin 1921, 48 heures après Dhar Ubarran, dans le cadre de cet effort de consolidation de la ligne de front, en particulier autour d’Anoual, et afin d’assurer les communications avec Sidi Driss, toujours menacée, et d’en améliorer l’approvisionnement, Silvestre envoya à partir d’Anoual une colonne chargée d’établir un poste militaire à Talilit, à mi-chemin entre Sidi-Driss et Afrau (opération en réalité planifiée déjà lors de la conquête de Driouch), à la réalisation de laquelle Silvestre participa personnellement, à la tête de la colonne centrale, en délaissant momentanément son état-major,,. Une fois la position conquise, Silvestre se réunit avec les notables rifains à Talilit même, et parla avec mépris d’Abdelkrim. Le même jour 3 juin, une compagnie de Regulares partit de la nouvelle position renforcer Sidi Driss. Toujours le 3 juin, Silvestre donna ordre de construire deux bastions, appelés Positions intermédiaires A et B, aux deux extrémités du défilé d’Issoumar, et dont le but était de « mieux assurer les difficiles communications avec Driouch, Ben Taïeb et Anoual »,,,, en plus de sécuriser Buimeyan, butte fortifiée faisant office de poste avancé d’Anoual. Mais dans le même temps, il démobilisa la classe de conscription 1918 et accorda une permission temporaire aux classes 1919 et 1920, se privant ainsi de 3000 militaires bien instruits. C’est lors de l’établissement de toutes ces positions intermédiaires que l’on vint à évoquer la nécessité d’occuper également Ighriben.
Entre-temps, Berenguer et Silvestre s’employaient à minimiser la portée du revers de Dhar Ubarran, que le ministre Eza appelait le « coup de griffe de Dhar Ubarran ». Berenguer, dans un rapport envoyé à Eza le 6 juin, déclarait estimer « que la situation peut être considérée comme presque rétablie, et qu’actuellement, elle n’offre rien qui puisse occasionner la moindre alarme ou inquiétude ». Selon les informations communiquées par Silvestre à Berenguer, les mesures prises par lui, propres à renforcer le front et à améliorer les communications, avaient causé une très bonne impression à la harka amie et jeté le doute chez les insurgés.
Le lendemain 5 juin, le croiseur Princesa de Asturias jeta l’ancre au large de la redoute de Sidi Driss pour laisser monter à bord Berenguer et Silvestre, qui eurent une entrevue longue et tendue. Silvestre remit à son supérieur les comptes rendus en sa possession qui tenderaient à démontrer que la défection de la harka amie de Tensamane avait été, comme scénario le plus probable, le déchencheur de l’incident de Dhar Ubarran. Silvestre se montra découragé devant Berenguer, malgré le succès de Sidi Driss. Ce qui chagrinait le plus Silvestre, c’est Dhar Ubarran, qu’il voyait comme une tache sur son état de services, jusque-là immaculé, et ce fut en vain que son supérieur tenta de lui remonter le moral, en réduisant la gravité de l’incident. Silvestre, selon le témoignage de Berenguer, « considérait la perte de la position et de quelques canons comme la disgrâce la plus grande de toute sa vie ». Silvestre demanda la permission d’occuper Ighriben et sollicita Berenguer d’envoyer à Melilla le groupe de Regulares d’El Hoceïma. Silvestre insista encore sur le besoin de renforts, mais n’obtint que la fourniture de 20 mitrailleuses Colt et la promesse de Berenguer de lui dépêcher, dans un délai de un à trois mois, une fois ses propres opérations terminées contre Raïssouni dans la partie occidentale, toutes les forces supplétives dont il pourrait disposer, en particulier des Regulares et une bandera de la Légion,,. Du reste, il était inutile, dit Silvestre, de s’adresser à Madrid, attendu que le ministre Eza lui-même lui avait manifesté que « l’armée d’Afrique dispose de tout ce dont elle a besoin ».
De retour, Berenguer expédia à Madrid un télégramme ainsi conçu,, :

« Le commandant général considère la situation comme rétablie sur le front de Tensamane et comme quelque peu obscure à Beni Taaban et Tafersit, d’où vient la menace de la harka d’Asila ; de même, les Beni Touzine ont commencé à montrer quelques écarts, mais tout cela n’est pas inquiétant pour l’heure. Tensamane est en rébellion totale et Beni Oulichek a hésité dans les premiers moments, mais semble maintenant assuré : bien évidemment, les communications avec le front sont assurées ; Beni Saïd complètement loyal, le prouvant par son soutien. Dans les kabilas de l’intérieur, le coup ne semble pas s’être répercuté ; les kelachas de Souk el-Telatsa de Oulad Bou Becker paraissent dénoter une certaine attente et il ne serait pas extraordinaire s’ils formaient quelque harka. […] Pour ma part, je ne vois pas la situation comme aussi alarmante. »

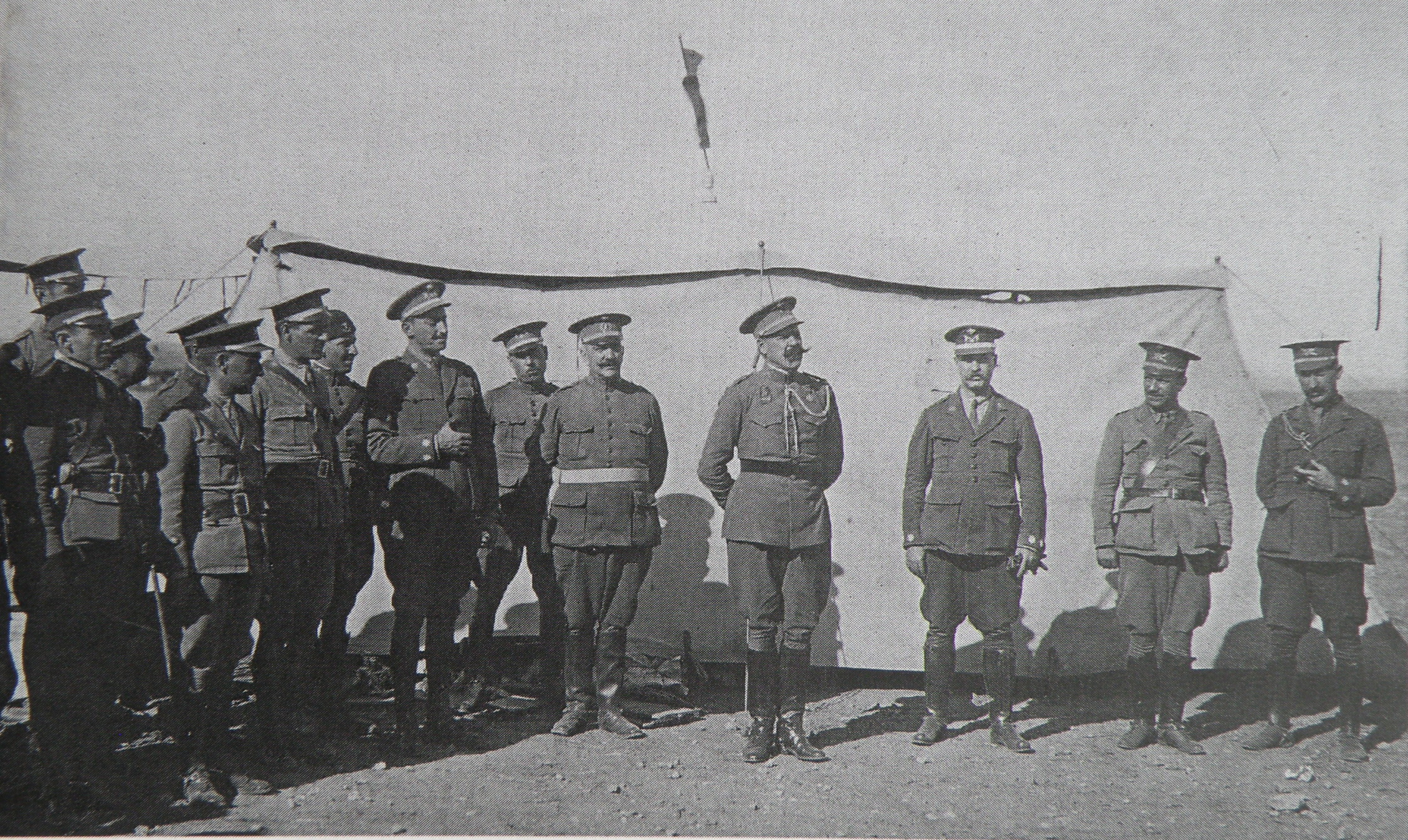
Silvestre s’adressant à des officiers du régiment Alcántara (1920 ou 1921).

Début juillet, sur les 20 000 militaires affectés à la zone de Melilla (dont 5000 appartenaient à des unités marocaines), deux milliers étaient dans la place de Melilla et remplissaient des missions non combattantes, et le reste, soit environ 18 000, étaient répartis dans les différents camps retranchés ou redoutes, ou étaient incorporés dans les colonnes mobiles. Cependant, à cette date, 8000 environ étaient en permission, parmi lesquels 200 officiers supérieurs et subalternes, dont le général Navarro,,. La garnison de la Comandancia General de Melilla avait gardé sa structure classique, comprenant : quatre régiments d’infanterie (San Fernando, Melilla, Ceriñola et África), avec un effectif théorique de 3000 hommes chacun ; la Brigade disciplinaire, un petit bataillon d’à peine 500 membres ; le régiment de chasseurs Alcántara, représentant la cavalerie, composé de 600 hommes répartis sur cinq escadrons ; l’artillerie, avec des unités mobiles et des pièces de place, positionnées dans plus d’une vingtaine de garnisons ; les trois tabors d’infanterie des Regulares, avec des compagnies de fusiliers, un tabor de mitrailleuses, et un de cavalerie ; enfin, la Police indigène, qui alignait 14 compagnies au lieu de 15, après la disparition de l’une d’elles à Dhar Ubarran. En ce qui concerne l’aviation, la Comandancia General disposait d’une escadrille dotée de six appareils De Havilland.
L’ensemble de ces forces était réparti sur plus de 70 positions (ou plus d’une centaine, d’après Julio Albi), desquelles moins de vingt dépassaient les cent hommes de garnison. De plus, elles étaient dispersées sur un territoire de plus en plus étendu, par quoi les colonnes mobiles mettaient de plus en plus de temps à effectuer leurs déplacements,. Des colonnes mobiles opéraient à Kandoussi-Kebdani, en Beni Saïd ; à Anoual et, sur les arrières de celui-ci, à Driouch ; à Cheif, dans le sud de la ligne de front ; et à Souk el-Telatsa, près de la zone française. La grande majorité des postes militaires étaient dépourvus de citernes d’eau, d’infirmerie et de dépôts de vivres et de munitions. À Anoual en particulier, les pénuries, notamment en pain, étaient aiguës et faisaient que souvent les repas se consommaient froids par manque de bois de feu. La zone occupée était habitée de milliers de Rifains qui, soumis en apparence à l’autorité espagnole, étaient armés et pouvaient se soulever à tout moment. Le front, semi-circulaire, s’étirait sur une cinquantaine de km, depuis Sidi Driss sur le littoral, jusqu’à Souk el-Telatsa, aux confins de la zone française, et définissait un territoire de plus de 5 000 km2,. De cet état de choses Abdelkrim était dûment renseigné par les nombreux espions dont il disposait dans les troupes supplétives autochtones.
Les chefs des différents détachements exerçaient le commandement territorial, mais en pratique, le commandement était centralisé à Melilla, en raison de quoi ils n’avaient pas, selon les termes du rapport Picasso, « la moindre autorité dans le commandement [de leur zone respective], ni la plus petite compétence pour agir en fonction des circonstances, et n’étaient pas même consultés sur l’opportunité ou non d’exécuter certains services dans leur zone ».
Silvestre renouvela sa requête de renforts, dont notamment le groupe de Regulares Alhucemas, qui lui fut refusé derechef, et des armes automatiques. Eza consentit à lui envoyer vingt mitrailleuses, les désastreuses Colt, si défaillantes qu’il lui en fallut bientôt cent de plus.

#### Occupation d’Ighriben et création d’un poste avancé
Le 6 juin 1921, sur ordre de Silvestre, le général Navarro se rendit à Anoual à bord d’une voiture rapide avec une partie de l’état-major de Melilla. Silvestre lui-même resta à Melilla, se tenant disponible pour répondre à la presse et au gouvernement de Madrid, ébranlés par le revers de Dhar Ubarran. Entre-temps, Morales, poursuivant ses actions de pacification, convoqua plusieurs notables à une réunion secrète dans le douar de Buimeyan, à laquelle se rendirent onze personnages et dont le but était de former — ou de reconstruire — un « parti espagnol », en offrant à ses interlocuteurs cent duros chacun pour entamer leurs travaux,.

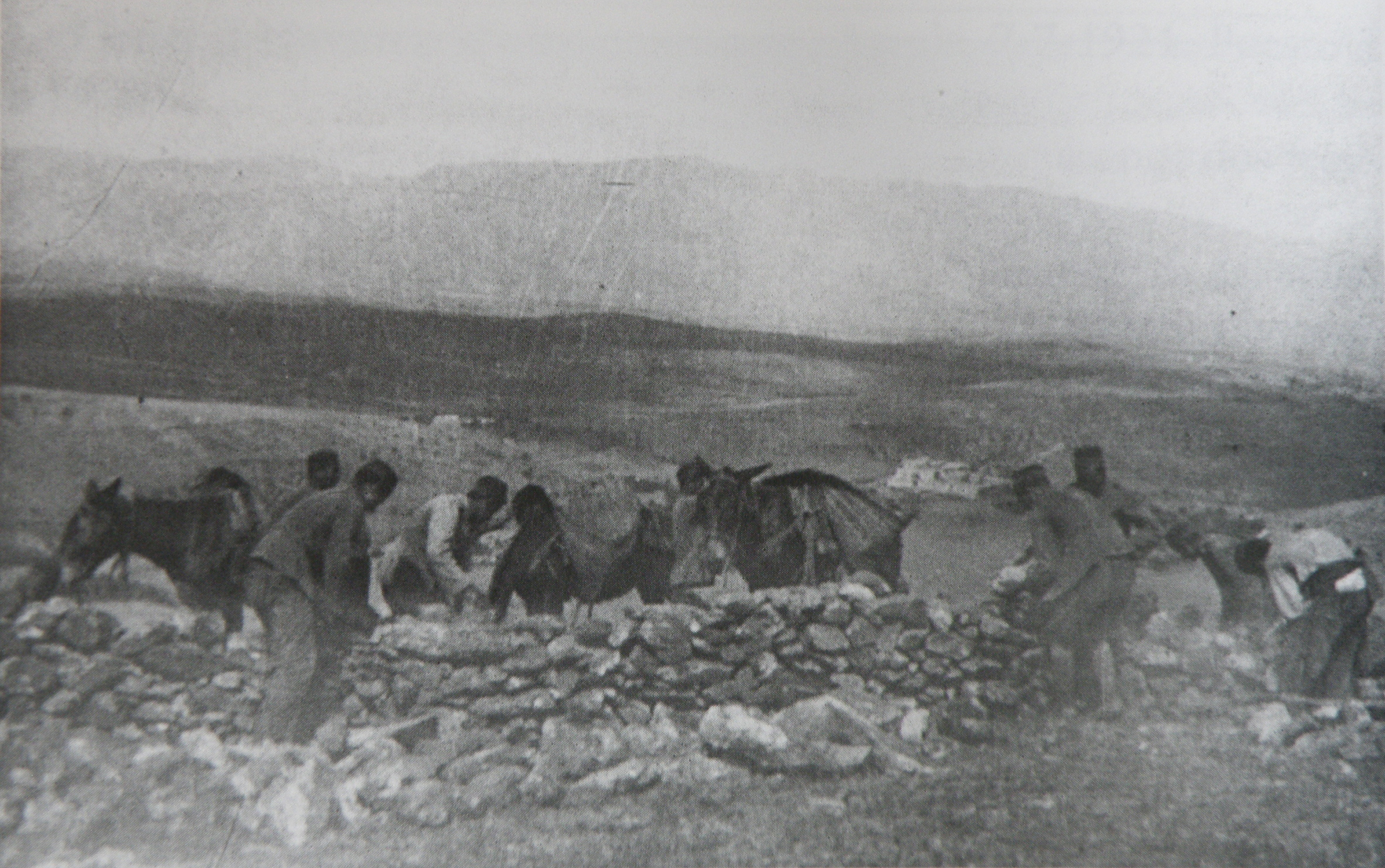
Redoute d’Ighriben. Construction du parapet de défense (juin 1921).

Le revers de Dhar Ubarran avait conduit Silvestre à ordonner le 3 juin l’occupation d’un chapelet de points, afin de mieux articuler sa première ligne, dont la vulnérabilité venait d’être portée au grand jour le 1er juin. L’apparition d’une harka à Beni Touzine, susceptible de s’associer à celle d’Ouriaghel, à l’origine de l’assaut contre Dhar Ubarran, appelait également des contre-mesures. L’un des points suivants à conquérir était Ighriben, colline rocailleuse se dressant à un peu plus de 5 km à l’ouest-sud-ouest d’Anoual, aux confins des kabilas de Tensamane et Beni Touzine, et entourée d’une multitude de profonds ravins,. La position aurait pour mission de protéger le flanc sud du déploiement, d’empêcher les incursions rifaines sur la route entre Anoual et Issoumar, de surveiller les douars voisins, de fortifier le front, et de rendre l’avant-garde plus efficace entre les positions de Buimeyan, Issoumar et Anoual.
Ainsi, à l’aube du 7 juin, une colonne, sous la conduite de Navarro, quitta le camp d’Anoual en direction du mont Ighriben, avec le propos d’y établir une redoute propre à protéger la route d’Anoual à Ben Taïeb. La colonne emportait avec elle tout le nécessaire pour garantir que la position reste parfaitement défendue,. Pour conquérir la position, il fallait aussi s’emparer de quelques hauteurs sur le flanc droit de la colonne, afin de fixer la harka rifaine, postée sur les hauteurs de Tizi Azza, et dont l’effectif était alors estimé à 400 hommes. Si des coups de feu avaient bien été entendus, la colonne ne fut pas attaquée. Une heure après, Silvestre vint visiter la nouvelle position, comme il en avait coutume, et supervisa l’ensemble, avant de rentrer à Melilla vers 11 h.
Des vivres étaient prévus pour quatre jours, mais aucune citerne d’eau ni fût apte à stocker l’eau potable pendant plus d’un jour, et seulement des bidons portatifs pour la corvée d’eau,. Par l’absence de citerne, l’autonomie en eau potable n’était que de huit jours maximum pour toute la garnison. L’absence d’eau était d’ailleurs un défaut grave de la position, étant donné que le point d’eau, distant de deux à quatre (suivant les auteurs) km, obligeait à effectuer le ravitaillement en eau sous le feu des Rifains, en devant franchir deux ravins et en ayant le flanc gauche totalement à découvert. C’était à un rythme quotidien (ou tous les deux jours, selon les auteurs),,,, qu’une colonne de vingt soldats emmenés par un sergent et un caporal devait effectuer le service d’eau potable, en parcourant une partie du trajet de la nouvelle position à Anoual, en même temps qu’une unité de la Police indigène quittait Buimeyan pour aller occuper telle hauteur particulière, dite Colline-aux-Arbres (Loma de los Árboles pour les Espagnols, située entre Ighriben et Anoual, à 3 km de cette dernière), solution imaginée par l’état-major de Silvestre pour protéger le convoi et aussi la porte d’entrée de la redoute. Le reste de l’approvisionnement d’Ighriben se faisait au départ d’Anoual tous les deux jours par une colonne escortée par des Regulares. La partie la plus difficile pour les deux convois restait cependant la montée vers la redoute, à la portée des tirs de Tizi Azza. Les attaques rifaines contre les convois d’approvisionnement coûtaient jour après jour un fort nombre de pertes espagnoles,.
Les chemins naturels conduisant à la position étaient, à des angles différents, entrecoupés de ravines profondes, dans les anfractuosités desquelles les harkis se tenaient à l’abri, retranchés aussi derrière les défenses qu’ils avaient erigées. Ces chemins étaient en outre dominés par des collines, en particulier sur la droite, qui s’étaient inopinément retrouvées aux mains des Rifains, et d’où ceux-ci faisaient feu quand un convoi espagnol traversait le ravin en contrebas. La Colline-aux-Arbres en particulier allait, selon l’expression de Julio Albi, faire figure de « portillon ouvert dans la ligne de front ».
Le commandement entendait que la position soit fortifiée de manière fiable, et qu’il soit pourvu à toutes les nécessités de sa défense, compte tenu qu’Ighriben était non seulement supposé dissiper le sentiment délétère laissé par Dhar Ubarran, mais encore constituait une cible tactique de grande importance pour les Rifains désireux d’affaiblir les défenses du secteur. La redoute qui y fut construite était formée d’un parapet de retranchement, élevé en un temps très court, avec banquettes de tir et créneaux, renforcé d’une double clôture de fil barbelé, et dessinait la forme d’un pentagone irrégulier,. Navarro resta sur place jusqu’à la fin des travaux primaires, puis la colonne se retira vers 17 h. Aucun tir n’avait été échangé, cependant la Police indigène apprit qu’à 600 mètres de la redoute la harka surveillait, au moyen de postes de garde de vingt ou trente hommes.
La garnison laissée dans la nouvelle redoute se composait principalement de soldats espagnols : deux compagnies de fusiliers Ceriñola, une section (ou une compagnie selon certains témoignages) de mitrailleuses du même corps, une batterie légère, une station de télégraphie optique avec trois télégraphistes, et une escadre de la Police indigène,,, soit le double du personnel habituel. Le colonel Dávila, soucieux de parfaire le front, sollicita l’aviation de produire à partir d’Anoual une photo panoramique, où figurerait la zone d’Ighriben jusqu’à Sidi Driss.

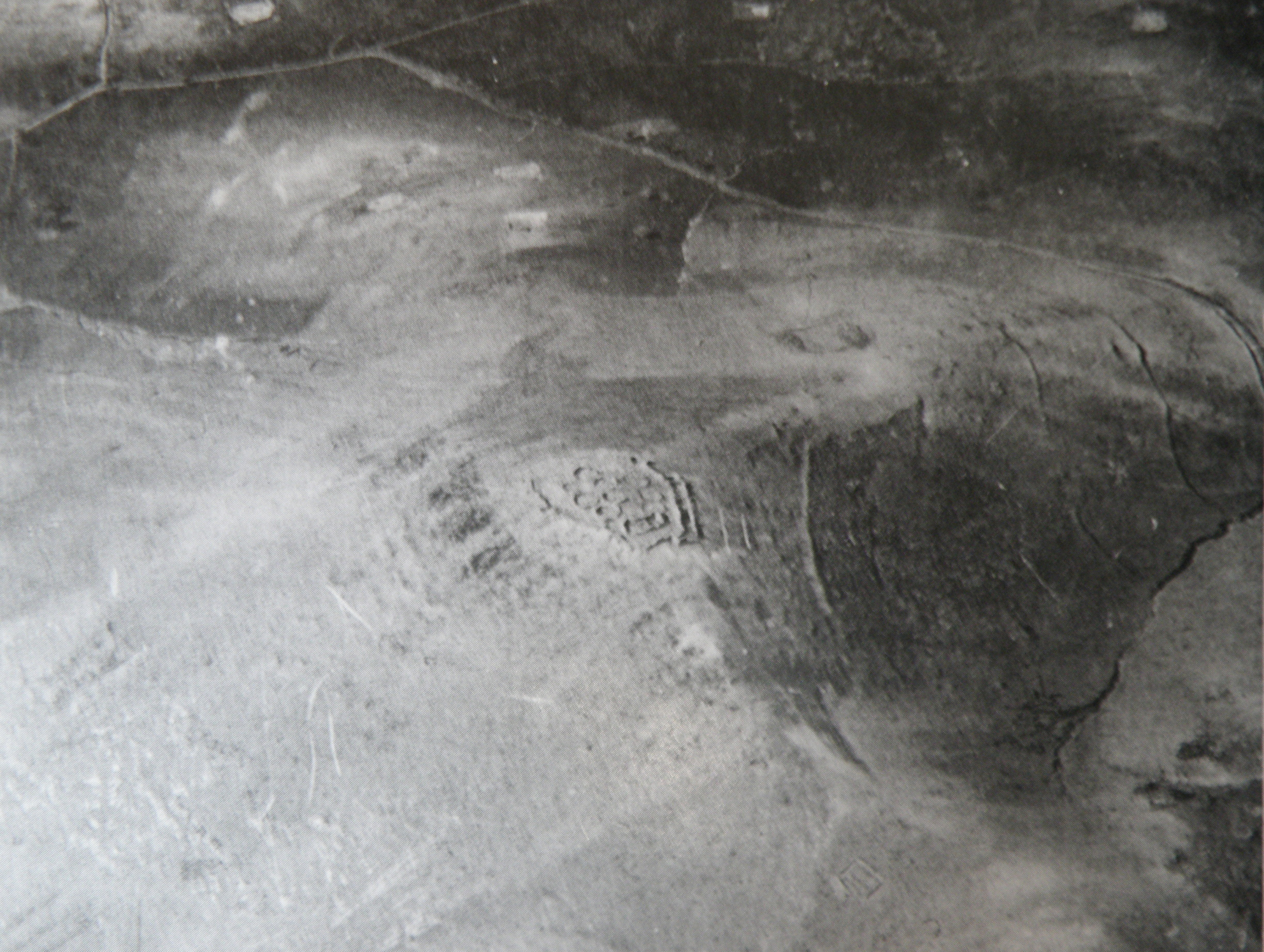
Vue aérienne de la redoute d’Ighriben après sa conquête par la harka.

Les harkis établirent une ligne de tranchées dans les bourrelets montagneux de Tizi Azza, proches d’Ighriben. Plus tard dans le courant du mois de juin, la harka continua à accumuler des effectifs autour d’Ighriben, qui furent visés cette fois par les canons à partir d’Anoual, de Buimeyan et d’Ighriben, avec la participation de l’aviation. Le 12 juin, une harka nombreuse commença à envelopper la redoute en occupant les hauteurs environnantes et y positionna le canon capturé à Dhar Ubarran,. La harka s’accrut encore le jour et la nuit suivants, et le 14 juin au matin, de forts contingents de harkis, qui s’étaient approchés de la position à la faveur de la nuit, se mirent à faire feu violemment sur la position pendant une dizaine d’heures. Ce fut pour beaucoup de soldats espagnols leur baptême du feu. La redoute tint bon et infligea à la harka d’importants dommages,,. Pourtant, selon le témoin Luis Casado Escudero, le moral des harkis était au plus haut, et les commandants rifains mettaient la dernière main à leur plan d’assaut. Lors de l’échange de tirs d’artillerie, les défenseurs dépensèrent 145 obus de canon et 6000 cartouches.
Le 15 juin, Navarro se rendit dans la redoute, laquelle était menacée, mais non encore cernée. Le 16, la harka incendia les douars soumis proches de Talilit et attaqua violemment le détachement d’inspection de la Police indigène provenant de Buimeyan.
Le mur d’enceinte fut rehaussé de manière que les tentes coniques soient à l’abri des tirs rifains. Cependant, quelques-unes de ces tentes émergeaient encore de derrière le mur ; pour y remédier, il aurait fallu abaisser le sol rocheux, ce pour quoi la position n’avait pas l’outillage nécessaire. Furent aussi édifiées des cuisines, des écuries et trois baraquements. Le lieu le plus dangereux de la redoute était la porte d’entrée, dominée par les hauteurs de Tizi Azza, et que l’on s’employa à renforcer.
Dans les jours suivants, il ne se produisit aucun incident notable ; ainsi, le 18 juin, il n’y eut aucun tir. Dans les semaines suivantes, si la redoute continua à faire l’objet d’attaques, l’intensité des combats avait sensiblement baissé en raison de la récolte, qui retenait les Rifains,,.

#### Encerclement et siège
La campagne de recrutement d’Abdelkrim portait ses fruits, puisque de plus en plus de Rifains se joignaient aux harkas rebelles. M’Hammed Abdelkrim déclara à Oteyza que son frère avait tout préparé en seulement quelques semaines, et que c’était lui qui dirigeait l’attaque sur Ighriben. Il avait réussi à former des troupes capables d’avancer en formation correcte, bien alignées, avec les uniformes d’une armée régulière, et précédées d’un cavalier porteur d’un énorme drapeau. Le 12 juin p. ex., ces troupes nouvelles se déployèrent sur le plateau d’Amesauro (point stratégique entre Tensamane, Beni Oulichek et Beni Touzine) sur une longueur de quatre km, à la vue de la redoute d’Ighriben, et tirèrent à un certain moment, en manière de défi, une salve de coups de fusil, avant de rompre les rangs,,. Ils dressaient des tentes sur les hauteurs de Tizi Azza, visibles également de la redoute et situées à portée de canon. Cependant, la demande d’autorisation de faire feu sur eux, transmise à Anoual, reçut une réponse négative, au motif qu’il serait intempestif de rompre le feu tant qu’aucune attitude hostile ne se serait pas manifestée. Par contre, ce même 12 juin, la garnison tira sur les harkis occupés à édifier des structures de défense sur la Colline-aux-Arbres.

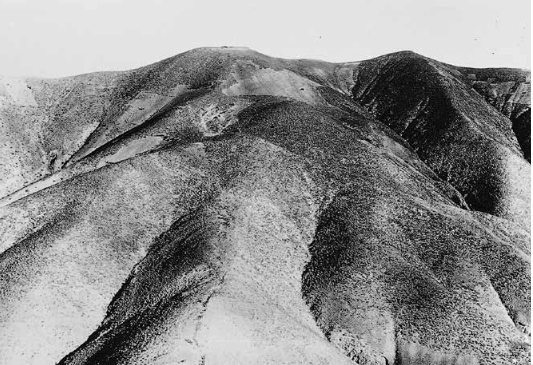
La hauteur d’Ighriben, photo de 1921.

À la mi-juin, il devint clair que les Rifains se proposaient d’occuper la Colline-aux-Arbres, dont les alentours devinrent dès lors la cible de l’artillerie de Buimeyan. La présence de 300 harkis sur la colline ayant rendu impossible la mission d’inspection (précédant normalement le passage des convois d’approvisionnement de la redoute), Navarro donna l’ordre le 16 juin qu’une colonne parte de Buimeyan pour s’emparer de la colline. Pendant l’ascension, la colonne se vit opposer un violent feu de barrage, mais parvint à se retrancher sur la hauteur, où elle se retrouva cependant immobilisée par les tirs rifains. Malgré le pilonnage de l’artillerie espagnole, la harka s’accrochait au terrain, et surprenait par sa discipline de combat, inhabituelle chez les Rifains, se montrant capable à présent de tenir une ligne de front de sept km. Vers les 10 h, un flanc de la colonne espagnole commença à rétrocéder, ce que voyant, Navarro ordonna l’envoi d’une ample colonne de secours, avec pour consigne, afin d’éviter que l’avant-garde ne recule, d’élargir la ligne de contact. La colonne y réussit, et entra en combat vers 11 heures. La harka s’entêta, avant de reculer, puis, après avoir vainement tenté de se lancer à l’assaut de la redoute, de finir par se retirer vers 17 h 30. Les combats s’étaient soldés par 19 morts (tous marocains) et 69 blessés dans les rangs de l’armée espagnole. El Telegrama del Rif, se basant sur « diverses sources », indiqua le 19 juin que les pertes rifaines se seraient établies à 500, dont plus de 200 tués. Toujours selon le journal, la harka aurait subi un grave préjudice, puisque ni le lendemain ni le surlendemain, elle « n’a plus donné signe de vie ».
Pendant les combats du 16 juin se produisit une tentative de fuite d’une partie des membres de la Police indigène, que plusieurs officiers surent prévenir à temps, pistolet en main. En raison de la propagande d’Abdelkrim en ce sens, l’éventualité de ce type de défection était présente à l’esprit des officiers espagnols,.
En dépit de cette victoire espagnole, les Rifains avaient en pratique conquis le terrain, puisque le service d’inspection de la Colline-aux-Arbres, effectué jusque-là préalablement au passage de la colonne de ravitaillement, cessa d’avoir lieu dans la suite. De ce combat du 16 juin, il se déduit que l’artillerie des trois positions, renforcée de batteries de montagne et d’une batterie légère, outre le bombardement aérien, n’avait pas été en mesure de déloger les harkis de leurs postes.

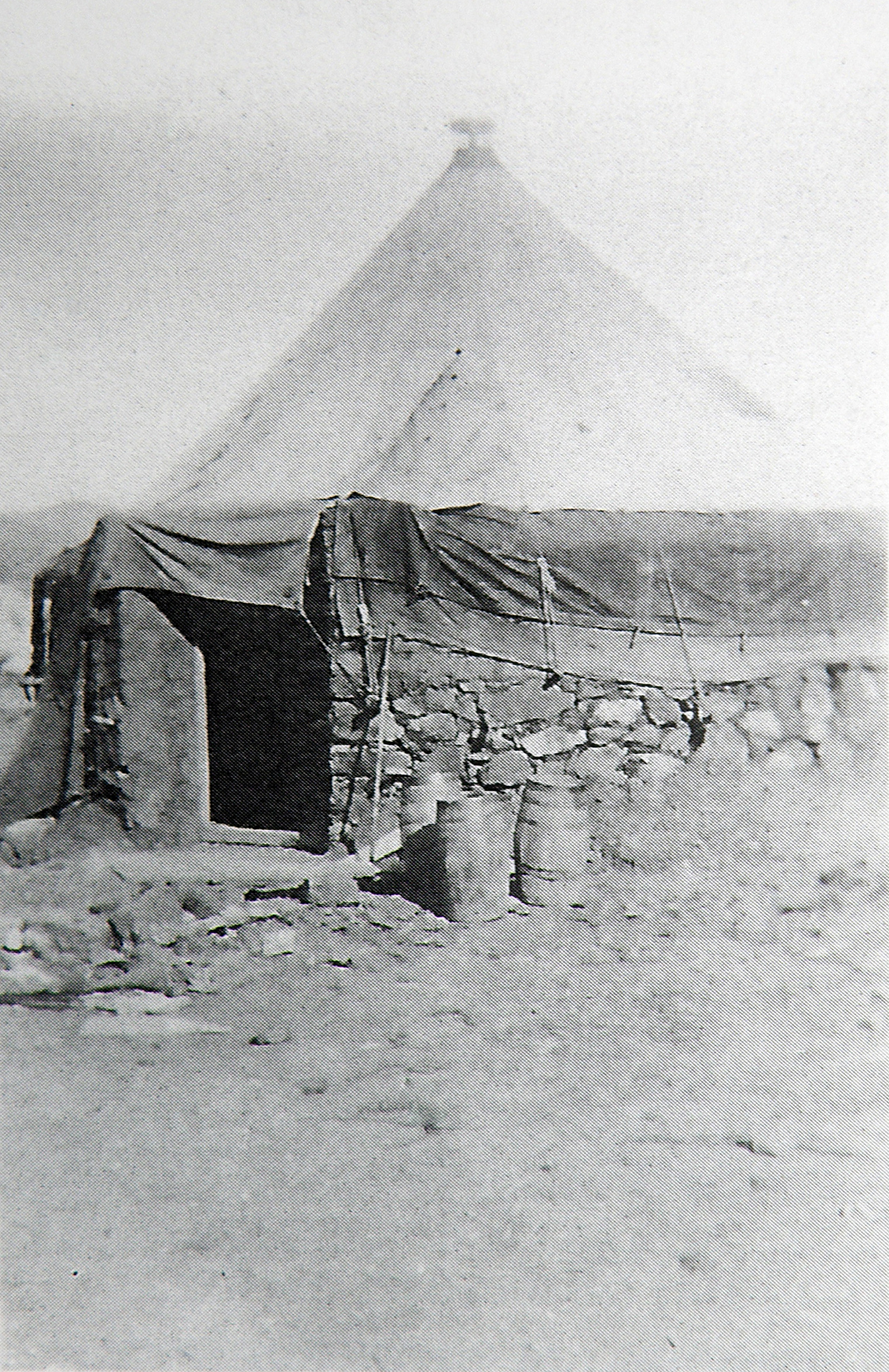
Tente conique militaire.

Le lendemain 17 juin, sur la foi de rapports indiquant un « état d’agitation croissante dans le camp ennemi », Navarro ordonna de renforcer toutes les fortifications du camp d’Anoual. Le même jour, un convoi d’approvisionnement parti d’Anoual parvint à Ighriben sans encombre,, et le 18 juin, une colonne du génie avec escorte, ayant quitté Anoual pour Buimeyan afin d’y effectuer des réparations au mur de défense et un recalibrage des pièces d’artillerie, n’essuya pas un seul coup de feu. Le 19 juin se passa également sans incident. Navarro souhaita visiter Ighriben et s’y rendit en compagnie de ses assistants et de l’état-major. Le chef de la redoute, le commandant Mingo, lui exposa les besoins de la position, dont le plus urgent était de disposer d’une provision d’eau potable pour le cas où l’approvisionnement serait rendu impossible par la harka durant plusieurs jours. Selon la population locale, il y aurait de l’eau à Ighriben, certes de mauvaise qualité, mais qui pourrait assurer l’autosuffisance en eau. Navarro promit une citerne, qui toutefois ne vint jamais, car « aucune n’était disponible dans toute la Comandancia de Melilla »,. Au surplus, le creusement d’un puits se heurtait à une autre difficulté déterminante, la nature rocheuse du sol, impossible à perforer au moyen de pioches, et nécessitant un outillage spécifique. Il y avait lieu aussi de rehausser encore les murs jusqu’au niveau des tentes de campagne.
Pour le reste, les jours suivant le 16 juin furent d’un calme parfait dans la zone de Melilla, au point que les permissions de départ pour la métropole furent de nouveau accordées de façon routinière, ce dont Navarro fut l’un des bénéficiaires. La mention « sans incident » (sin novedad) figurait quotidiennement dans le journal de bord de la position d’Anoual, à l’exception du 21 juin (jour où la liaison carrossable fut mise en service entre Anoual et Issoumar), quand le détachement de Buimeyan fut empêché par des tirs rifains d’effectuer son inspection de routine. Les 25 et 28 juin, des obus furent tirés sur la Colline-aux-Arbres, contre les ouvrages de défense que construisait la harka sur cette hauteur.
À ce moment, comme le prouve la documentation, Silvestre préparait une offensive. Ses rapports rédigés à la fin de juin 1921, pleins d’optimisme et de projets, dénotent qu’il s’était alors remis de la déconvenue de la Colline-aux-Arbres. Il considérait qu’il avait été mis fin tant à l’effervescence dans les territoires insoumis qu’aux espérances dans celles soumises, et que la ligne de contact était « suffisamment sécurisée et forte […] pour faire barrage à n’importe quelle attaque ou velléité de pénétration », et avait confiance que « les contingents de la harka allaient se disperser » sous l’effet de la lassitude et du manque de ressources, et autres facteurs. S’y manifestait une fois de plus la tendance de Silvestre à escamoter la réalité devant ses supérieurs, quand elle était déplaisante.
Le 29 juin, Abdelkrim convoqua de nouvelles harkas au moyen de coups de fusil et de brasiers. Les kabilas rebelles avaient un potentiel de mobilisation de 17 800 guerriers (8800 en Ouriaghel, 5300 en Beni Touzine, 2700 en Beni Oulichek et 1000 en Tensamane). À l’inverse, le gouvernement de Madrid et Berenguer devaient, pour ne pas s’aliéner l’opinion publique espagnole, se retenir de débloquer des moyens financiers et d’engager davantage d’effectifs de la métropole. Berenguer déclara au journal El Sol le 13 juillet 1921 :

« Le peuple espagnol peut être assuré que l’œuvre du Maroc sera accomplie, et avec succès, sans combats. […] L’effort militaire a déjà été fait ; et non seulement il ne dépassera pas, mais il n’égalera même pas les anciens combats […]. Je m’attends à y parvenir sans pertes. […] Quant à la nécessité de plus de troupes pour le Maroc, je considérerais comme un échec que de demander plus d’effectifs. »

Contredisant les affirmations de Silvestre, selon lesquelles la « fête de la confraternité » tenue fin juin en Beni Saïd aurait permis de vérifier « la loyauté de soumission de cette kabila et la reprise de contact avec les insoumis par la médiation du colonel Morales », certains renseignements apportés d’Al Hoceïma par des informateurs vinrent à la connaissance de Berenguer, indiquant que tant les Beni Oulichek que les Beni Saïd étaient en pourparlers avec la harka d’Abdelkrim.
À partir du 1er juillet, on notait que les Rifains travaillaient avec ardeur ; selon un informateur, ils aménageaient une rampe pour acheminer les canons sur une hauteur qui dominait Ighriben. Le 9 juillet, les Espagnols discernaient depuis Buimeyan la menace qui pesait désormais sur Ighriben, voyant en effet les Rifains construire des murs crénelés et des parapets de retranchement sur toute la longueur de la Colline-aux-Arbres, et dissimuler ces fortifications avec des bottes de paille. De l’îlet d’El Hoceïma, le chef de la garnison du fort, le lieutenant-colonel Civantos, rapporta que « de nombreux foyers ont été allumés appelant à la harka de l’Amesauro », sommet qui servait d’avertisseur de guerre pour les kabilas alentour. Abdelkrim avait en effet ordonné une mobilisation générale des kabilas. La harka était excellemment armée, avec des Mauser espagnols ainsi qu’avec des Lebel français, appelés par les Rifains « arbaya » (« huit » en arabe, en raison de la capacité de son chargeur), disposait en outre, chose rare, de grandes quantités de munitions, et avait à son service un artilleur espagnol déserteur,. La harka jouissait ainsi de deux avantages importants sur les Espagnols : il était numériquement très supérieur, et utilisait le fusil Lebel, meilleur que le fusil espagnol en précision et en portée, même si, aux dires de Casado, il produisait en déchargeant un « crépitement répugnant ». Le prestige d’Abdelkrim allait augmentant.
Le 16 juillet à Melilla, tous les officiers des Regulares en permission furent convoqués pour rejoindre le front le lendemain au matin. Silvestre, désireux d’infliger un châtiment exemplaire aux rebelles, et peu enclin à subir une nouvelle défaite, mobilisa toutes les troupes disponibles des arrières, y compris de Melilla, pour les positionner en seconde ligne, ordonnant ainsi au 3e tabor de Regulares, qui est une compagnie de mitrailleurs cantonnée à Nador, de monter à Anoual ; concentrant le 19 juillet à Driouch le régiment de cavalerie Alcántara, en remplacement de la colonne San Fernando, commandée par le lieutenant-colonel Pérez Ortiz, cantonnée jusque-là à Driouch mais appelée le 19 juillet à renforcer Anoual ; et mettant aussi à contribution les troupes du génie. D’autre part, les kabilas amies furent conviées à organiser des harkas supplétives (« auxiliaires »), lesquelles kabilas promirent d’envoyer 500 hommes pour le 20 juillet,,. Ces renforts de troupes ne purent empêcher l’évacuation du poste de Tizi Azza, dont la garnison, attaquée par une harka très supérieure en armes et effectifs, se précipita vers Anoual.

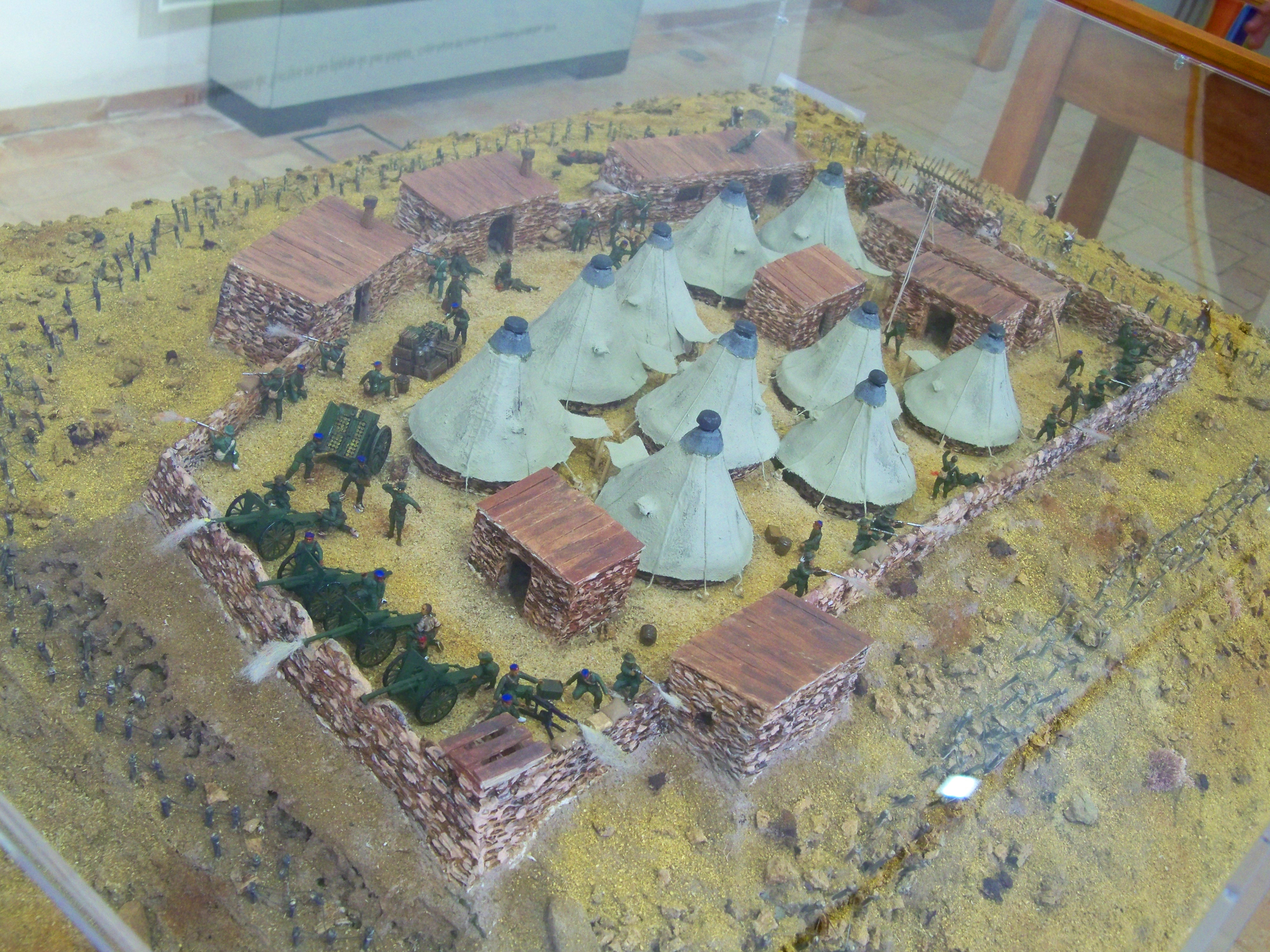
Maquette du camp d’Ighriben, où assiégés et assaillants sont figurés en action.

Ighriben était dans une situation critique. Vu que les tentes se trouvaient dans les zones balayées par le feu rifain, la garnison devait se tenir des journées entières près du parapet, en plein soleil,. La soif devint la principale préoccupation. Il n’y avait ni médecin, ni équipement sanitaire. Le 17 juillet, une tente conique fut aménagée pour accueillir les blessés, qui pour le reste ne reçurent aucun traitement. Par suite de l’usage intense, un certain nombre de fusils s’étaient détraqués et l’une des rares mitrailleuses s’était mise à fondre,. Les harkis, galvanisés et en nombre sans cesse croissant, visaient aussi les chevaux et les bêtes de somme, qui, narre Casado dans ses souvenirs, « tombaient l’un après l’autre, et dévalaient la pente, dans des convulsions d’agonie, entraînant avec eux des morceaux de fil barbelé […]. Plus de soixante mules gisent dans le ravin nord, dans le secteur duquel la clôture de fil barbelé a disparu »,. Une des mules, frappée d’une balle rifaine, s’écroula et entraîna dans sa chute une tente et surtout l’héliographe, désormais hors d’usage ; la garnison en était réduite à utiliser l’obsolète appareil de signaux lumineux Mangin, ce qui était un important handicap,,,. La pestilence dégagée par les cadavres des bêtes de sommes tuées par la harka devenait asphyxiante et obligeait à se boucher les narines avec des mouchoirs,.
Le 16 juillet, selon le journal de bord de la Comandancia de Melilla, la batterie d’Ighriben tira ce jour 225 projectiles, tandis que l’eau potable s’était épuisée ; selon le témoignage de Casado,

« La soif continuait son œuvre d’extermination. Les soldats qui faisaient le tour de garde sur le rempart commençaient à tomber évanouis, sous l’effet d’une fièvre brûlante. »

Le lendemain 17 juillet, la redoute, entièrement encerclée par 1500 harkis, allait bientôt se trouver proprement assiégée :

« L’ennemi continuait de resserrer l’encerclement. Nos pertes augmentaient dans une mesure effrayante. Nombre de soldats, quoique blessés, s’accrochaient à leur poste, assujettis, comme tous, aux exigences de cette défense désespérée. »

Le 17 juillet, trois colonnes partirent du camp d’Anoual avec la mission de briser l’encerclement d’Ighriben, mais leur progression fut contrecarrée au 3e km par des harkis bien retranchés et supérieurs en nombre. Les trois colonnes se regroupèrent en un seul convoi, où cheminaient 72 mules transportant des tonneaux remplis d’eau, des munitions et autre matériel. Notamment grâce aux Regulares, le convoi réussit certes à rompre l’encerclement et à pénétrer dans la redoute, avec 69 mules survivantes, mais les tonneaux étaient percés par les tirs et la quasi-totalité de l’eau s’en était trouvée perdue. Le soir venu, comprenant que ce serait suicide pour l’infanterie de retourner à Anoual avec les mules, le commandant ordonna aux hommes de pied de rester dans la redoute, et seule la cavalerie revint au galop à Anoual par un chemin différent, pour déjouer les tireurs embusqués. On déplora ce jour cinq morts et onze blessés,,,.
Le même 17 juillet à la nuit tombante, un harki s’approcha de la redoute, les bras en l’air, et informa la garnison que la harka avait encerclé la position, que ses effectifs étaient très élevés, et que tout mouvement de ravitaillement se ferait désormais au prix de lourdes pertes. En réaction, le commandant Benítez, qui avait relayé Mingo à la tête de la redoute, ordonna d’occuper les banquettes de tir du mur d’enceinte pour repousser toute attaque rifaine. Casado note dans ses mémoires :

« Au point du jour, nous avons pris l’exacte mesure de la gravité de la situation : des noyaux considérables de la harka entouraient matériellement la position, dissimulés dans les profondes ravines qui s’ouvrent entre Anoual et Ighriben et qui constituent pour eux d’excellents chemins couverts, et occupaient aussi les crêtes des monticules, qu’ils avaient pourvues de leurs coutumiers murets crénelés. »

À Anoual, après la démonstration de force rifaine du 17 juillet, la situation était redevenue calme, la harka concentrant tous ses efforts sur la redoute d’Ighriben. Celle-ci ne baissait pas la garde, et les soldats s’obstinaient à rester à leurs postes de tir derrière le mur de retranchement, comme le note Casado :

« Nous, les défenseurs de la position, nous nous voyons obligés de rester jour et nuit à nos postes, formant une digue contre laquelle se fracassent l’une après l’autre les vagues d’assaut que l’ennemi, croyant venue l’heure de sa victoire, commence à lancer contre la position. »

Le 18 juillet, les harkis occupaient toutes les buttes à la ronde et utilisaient les profondes ravines comme voies d’attaque à couvert. Ighriben était désormais entièrement assiégée et essuyait un feu constant, notamment d’un des canons pris à Dhar Ubarran, le seul en état de fonctionnement, que les harkis avaient positionné ce même 18 juillet sur le mont Amesauro, à 1 800 m de la redoute,, protégé par un rempart de pierres avec créneaux, de sorte que la batterie espagnole ne pouvait répliquer efficacement. Le canon des assaillants, de plus en plus précis, allait finir le 19 juillet pas faire mouche dans le parapet d’enceinte, qui s’effondra partiellement. L’intensité des attaques s’accroissait jour après jour, au fur et à mesure qu’augmentait sans cesse le nombre des assaillants.
Aussi Julio Benítez fut-il amené le 18 juillet à demander par voie optique l’envoi de secours, à quoi il lui fut répondu qu’un nouveau convoi était en préparation pour le jour suivant. Le lendemain 19 juillet, dès les premières heures, Ighriben était de nouveau violemment attaquée, avec un solde de 40 pertes. Ce jour, un avion survola la zone, suscitant l’espoir d’un largage de vivres, mais l’avion se borna à bombarder le canon à proximité de la redoute, sans réussir à l’atteindre,. Le même jour, le colonel Argüelles de los Ríos, alors commandant en chef d’Anoual, ordonna qu’une colonne de mille hommes soit constituée pour accompagner un important convoi transportant 53 fûts remplis d’eau, 8 bidons de pétrole pour brûler les cadavres des animaux, du matériel sanitaire et des vivres pour trois jours,. Le convoi se divisait en trois colonnes, dont seule la première avait pour mission d’entrer dans la redoute en compagnie du convoi de ravitaillement,. Au bout d’un premier tronçon parcouru sans encombre, la deuxième colonne, chargée de protéger le flanc est, fut soumise, une fois arrivée sur la colline d’où l’on pouvait apercevoir Ighriben, à un feu nourri des Rifains nichés sur les hauteurs et dans les ravins, et de plus en plus nombreux. La colonne dut s’immobiliser d’abord, puis faire demi-tour vers 14 h, de peur de voir sa retraite coupée. Deux heures plus tard, à 16 h, le colonel Manella, qui venait de prendre le commandement d’Anoual, donna ordre aux Regulares, porteurs chacun de quatre bidons d’eau, de faire une ultime et suprême tentative d’acheminer de l’eau à Ighriben, mais la colonne renonça devant l’intense feu de barrage rifain et devant l’impossibilité de parvenir vivants à l’intérieur de l’enceinte, et se replia après deux heures d’effort,. Seuls quelques rares bidons étaient parvenus dans la redoute ; pour ce résultat, le bilan des pertes s’établissait à un chiffre entre quarante et cinquante. Pour permettre à Ighriben d’économiser ses munitions, l’artillerie d’Anoual tira dans la nuit un obus toutes les cinq minutes autour de la position.
À Melilla, Silvestre envoya le 20 juillet un radiogramme crypté à Berenguer pour lui demander des renforts. Dans la soirée du même jour, perdant patience, il envoya à Navarro, après un échange de télégrammes, des instructions fermes : « demain aux premières heures doit s’effectuer le convoi d’Ighriben, tant par humanité que par dignité » ; il devait le faire « coûte que coûte », et que c’est « lui-même qui devait y aller le lendemain avec le régiment de cavalerie, pour empêcher que les Maures, profitant de la sortie des forces pour Ighriben, n’attaquent la position par les arrières »,. Il lui annonçait enfin l’arrivée, prévue à dix heures du matin, du reste des Regulares, ses dernières troupes de choc.
Entre-temps dans la redoute, les pommes de terre, que Benítez avait recommandé de mastiquer pour tromper la soif, s’étaient épuisées. Pour calmer leur soif, les assiégés stimulaient leur salivation en se calant des cailloux dans la bouche. Finalement, force fut de se rabattre sur sa propre urine, préalablement additionnée de sucre et d’encre, et sur de la pâte dentifrice. Leur seule ration consistait en sardines en conserve, ce qui exacerbait leur soif,,,.
Alors que les munitions aussi se faisaient rares, et que les mitrailleuses tiraient avec lenteur par manque de liquide réfrigérant, le canon des harkis s’était remis à tirer, et un obus tomba sur la tente des officiers d’artillerie, et un autre frappa plus tard deux des quatre caisses de munitions restantes, tout en causant un carnage dans la tente servant d’hôpital.
Le général Navarro, qui avait été désigné par Silvestre pour diriger les forces qu’il avait accumulées à Anoual et qui avait abruptement mis fin à sa permission de convalescence en métropole, rentra à Melilla le 19 juillet après-midi et arriva le lendemain 20 juillet au camp d’Anoual, pour en prendre le commandement. Dans la matinée du 20, il s’était réuni à Ben Taïeb avec Morales, qui était également en route pour Anoual, et emmena avec lui des mías de Police indigène et des « harkas amies » bigarrées, au total quelque 800 hommes, dont environ 200 harkis,. Arrivé à Anoual, pendant que des détachements continuaient d’affluer dans le camp, il eut sujet à s’inquiéter du moral en berne de la troupe. Le camp d’Anoual était alors rempli de soldats venus de tous lieux.
Le 20 juillet, la position intermédiaire C, qui devait servir à protéger la route d’Issoumar, fut établie sans incident. À partir d’Anoual, on s’efforçait d’insuffler du courage aux hommes d’Ighriben au moyen de l’héliographe : « Résistez quelques heures encore. C’est ce qu’exige la bonne réputation de l’Espagne. » Ighriben répondit que « la garnison jure à son général qu’elle ne se rendra pas, hormis à la mort »,. Le 20 à minuit, un émissaire d’Abdelkrim, son propre neveu Hamed, s’approcha de la clôture de la redoute pour proposer une reddition honorable, avec promesse de vie sauve, que Benítez repoussa. Navarro envoya un message à Ighriben demandant à la garnison de résister jusqu’au jour suivant : « Résistez cette nuit. Nous vous jurons que demain vous serez sauvés »,. Le 21 juillet, les harkis avaient positionné deux pièces d’artillerie, de celles capturées à Dhar Ubarran, sur la butte dénommée Amar Ou-Saïd, à 1 300 m d’Ighriben. Si les premiers obus avaient manqué leur cible ou n’avaient pas explosé, les suivants allaient faire mouche.

#### Dernière tentative de sauvetage (21 juillet) et chute d’Ighriben
À Ighriben, des 244 hommes qui formaient la garnison au début du siège, il ne restait plus qu’une centaine en état de tenir une arme. Encerclés par un millier de harkis,, tous se tenaient derrière le parapet d’enceinte, sous le soleil, le fusil en main, sans rien pour se désaltérer, la corvée d’eau étant en effet impossible depuis le 17 juillet.
En vue de la nouvelle tentative de sauvetage, un convoi fut mis sur pied et placé sous le commandement suprême du colonel Francisco Javier Manella, récemment nommé commandant en chef de la circonscription d’Anoual, tandis que Navarro dirigerait l’opération depuis Anoual jusqu’à l’arrivée de Silvestre. Au matin, Navarro ordonna que trois colonnes (une de gauche, une centrale et une de droite, commandées respectivement par Morales, Villar et Manella), outre une de réserve, totalisant 3000 hommes, aillent secourir la garnison d’Ighriben. Pendant que les batteries de Buimeyan et d’Anoual feraient feu sur la harka ennemie, les colonnes devaient avancer de manière coordonnée jusqu’à Ighriben,,. Depuis Ighriben, l’on observait ces préparatifs avec espoir, mais constatait aussi que la harka avait encore doublé ses effectifs et renforcé ses retranchements le long du trajet d’Anoual,.
Une fois franchie la clôture de fil barbelé du camp d’Anoual, et après que Manella eut déployé ses colonnes en ordre de bataille, elles se virent enveloppées de toutes parts par un feu de barrage de harkis embusqués sur les hauteurs et dont le nombre allait s’accroissant. Les trois colonnes subirent de nombreuses pertes. La cavalerie des Regulares dut mettre pied à terre et combattre à pied. Ce nonobstant, les colonnes accomplirent quelques avancées, mais devant l’intensité du feu rifain, la colonne de secours renonça à son entreprise et resta paralysée. La troupe apparaissait démoralisée et luttait sans énergie, forçant Manella à céder. Depuis Anoual, Valcárcel, de l’état-major, fut envoyé pour donner ordre à la colonne de Morales de persévérer dans ses efforts de conquérir la Colline-aux-Arbres ; cette hauteur une fois prise, Manella pourrait alors s’introduire dans la redoute.
Par une dépêche expédiée au point du jour le 21 juillet, Navarro avait fait part à Silvestre de ce qu’il préparait un nouveau convoi de secours, en précisant que « le terrain [l’]obligeait à diviser les forces en deux colonnes ». Au même moment, Silvestre ordonna que soient concentrées à Anoual toutes les troupes de choc disponibles appartenant à la Police indigène ou aux « harkas amies », ainsi que ce qui restait des Regulares, et quitta à son tour Melilla à bord d’une automobile,. À Driouch l’attendait le régiment de cavalerie Alcántara, sous les ordres du lieutenant-colonel Fernando Primo de Rivera (frère du futur dictateur), qui l’escorta jusqu’à Anoual, conjointement à un régiment de Regulares,.
Arrivé dans le défilé d’Issoumar, Silvestre interrompit sa marche à un endroit situé entre le poste d’Issoumar et Anoual, d’où il pouvait assister à l’opération de secours déjà commencée et observer les difficultés des colonnes espagnoles, et se montra interloqué par la lenteur de la progression de la colonne,,. Il ne put que constater que les colonnes étaient forcées d’abord de ralentir leur allure à cause de la brume, puis, quand les avant-gardes furent attaquées, de s’immobiliser, avant de se replier devant le feu des harkis embusqués dans des tranchées et derrière des remparts. Silvestre laissa la voiture qui l’avait amené, monta à cheval et se dirigea à bride abattue sur Anoual, où il ordonna, exalté, à toutes les forces encore disponibles dans la position de se mettre en ordre de marche et de partir, en compagnie des escadrons de cavalerie et sous son commandement, renforcer le flanc le plus faible de la colonne de secours et de se lancer à l’assaut d’Ighriben,,. Navarro, qui était sorti pour le saluer et à qui Silvestre avait fait part de son intention, lui fit cependant remarquer que ce n’était pas là une besogne pour un commandant-général. Silvestre finit par se laisser dissuader par son état-major de mettre à contribution la cavalerie d’Alcántara, à l’indignation du reste de Primo de Rivera. Silvestre en conclut que tous étaient dominés par le pessimisme, se calma et se résigna à diriger l’opération au sein de l’état-major. Il autorisa Benítez à parlementer avec la harka, ce à quoi Benítez répliqua indigné par la voie du Mangin : « Les officiers d’Ighriben meurent, mais ne se rendent pas ». Il ne restait plus à ce moment dans la redoute que douze obus d’artillerie,,,,, et beaucoup de fusils, décalibrés pas les décharges incessantes, étaient devenus inutilisables ; néanmoins, Ighriben s’obstinait à vouloir se défendre.
Aux environs de trois heures de l’après-midi, Silvestre ordonna à Navarro, malgré les vives protestations de celui-ci, de retourner à Melilla pour y organiser toutes les forces auxiliaires possibles et de réitérer les requêtes de renforts. Il commanda aussi au régiment Alcántara de se repositionner à Driouch.
Il restait une possibilité encore : établir de l’artillerie sur les hauteurs pour pilonner de flanc la harka et suppléer à la batterie d’Issoumar, incapable de prendre les Rifains en enfilade. Silvestre ordonna au capitaine Blanco d’apprêter son unité, dotée de quatre pièces de 70 mm, et d’aller avec célérité se placer en contre-haut de la zone de combat, d’où les harkis furent alors ciblés avec des obus brisants — mais cette mesure arrivait trop tard.
Cependant, l’avant-garde du convoi de secours était restée immobilisée à un demi-kilomètre d’Ighriben, et Benítez décida alors d’accorder leur liberté à ses hommes et d’évacuer la redoute ; après avoir mis le feu aux tentes et mis hors d’usage le matériel, au tout premier chef les canons, les défenseurs encore sur pied quittèrent la position dans l’espoir de rompre l’encerclement et d’atteindre Anoual. Les colonnes de secours avaient pour leur part déjà amorcé la retraite. Silvestre ordonna à Benítez de quitter la redoute, puisqu’il était devenu clair pour lui qu’il n’y avait plus de secours possible. Benítez répondit par signaux lumineux : 

« Jamais je ne me serais attendu à recevoir de Votre Excellence l’ordre d’évacuer cette position ; mais, exécutant ce qui m’est ordonné, et comme la troupe n’est en rien comptable des erreurs commises par le commandement, je dispose en ce moment que commence la retraite, pendant que nous, officiers en poste dans la position, conscients en effet de notre devoir et du serment que nous avons prêté, la couvrons et la protégeons, et saurons mourir comme meurent les officiers espagnols. »

La retraite d’Ighriben se fit sous forme d’un départ en règle, avec à l’avant-garde le lieutenant par ordre d’ancienneté, comme il convenait, et avec le lieutenant Castro à la tête de l’arrière-garde. Casado, avec une trentaine de soldats, la plupart blessés, tâcha d’occuper une colline pour couvrir la retraite. Pendant que ceux qui s’apprêtaient à quitter en formation la redoute criaient des vivats à l’Espagne et au roi, quelques autres incendiaient les tentes et mettaient hors d’usage le peu qui restait des équipements. Comme convenu avec Anoual, le canon déchargea ses douze derniers obus. Toutefois, les harkis, par des tirs bien ciblées, firent avorter cette tentative de retraite ordonnée, puis, s’apercevant que la position était en cours d’évacuation, se précipitèrent sur les restes de la garnison, se mêlant aux troupes et s’engageant avec elles dans une lutte au corps à corps. Certains défenseurs se lancèrent dans une course éperdue, d’autres persévéraient dans le combat, les officiers pistolet en main, mais les harkis, en surnombre, les entouraient de toutes parts. Benítez, qui ne cessa de lutter près de la clôture, fut abattu d’une balle dans la tête.
Les hommes de Casado, postés sur une hauteur en surplomb d’Ighriben, se regroupèrent et commencèrent à se replier vers Anoual. Plus de la moitié des hommes périt sur une distance de moins de 50 mètres. Casado témoigne :

« Le tohu-bohu est infernal, épouvantable. Un essaim de Maures pullule à travers ce qui fut une glorieuse position. Nous avançons, je regarde alentour, seuls six hommes suivent. Une décharge sèche détone. […] Quand j’ouvre les yeux à la vie, je vois que mon uniforme est matériellement imprégné de sang ; une sensation de douleur aiguë perce mon pied droit. Autour de moi, quelques Maures à l’aspect sinistre parlent et gesticulent nerveusement. »

Casado, blessé au pied, seul officier survivant de la position d’Ighriben, fut fait prisonnier des Rifains et transféré à Ajdir en même temps que d’autres soldats. Il contera les souffrances et angoisses de la garnison dans un livre de souvenirs après sa libération,.
Quant à la colonne de secours, le capitaine Bulnes se mit en devoir d’organiser ce qu’il en restait de forces, et de les faire marcher en avant-garde,. Ce nonobstant, le repli des autres parties de la colonne de secours se passa de façon désordonnée, malgré les tentatives des officiers de restaurer l’ordre. En outre, les désertions furent ce jour-là massives, après que les harkas amies eurent été témoins non seulement des capacités des hommes d’Abdelkrim, mais aussi de la confusion et du découragement alarmants provoqués dans les rangs espagnols par l’arrivée des rescapés et par le spectacle d’une retraite désordonnée des colonnes de secours, et de l’impuissance des Espagnols à secourir la redoute, qui de surcroît se voyaient attaqués à Anoual même,.
Les hommes du régiment San Fernando avaient réussi à secourir trois survivants d’Ighriben et tentaient de les aider :

« L’un d’eux avait perdu la parole ; à un autre, il est impossible de faire boire de l’eau parce que le fond de sa gorge, contracté, ne la supportait pas ; nous la lui avons jetée sur la tête à la demande du malheureux. »

Des 247 hommes de la garnison, seuls 36 survécurent, dont 11 (ou 12, 16 voire 36, selon d’autres calculs) parvinrent jusqu’à Anoual,, certains avec l’esprit détraqué, privés de la faculté de parler, les yeux exorbités, la face grimaçante, etc. Quatre encore périrent après leur arrivée, pris de violents spasmes après s’être gavés d’eau au mépris des conseils donnés. Chez certains, les mâchoires bloquées durent être écartées par la force, pour y verser un peu de liquide. Les officiers avaient tous été tués, à l’exception de Casado,,,.

### Camp d’Anoual

#### Description

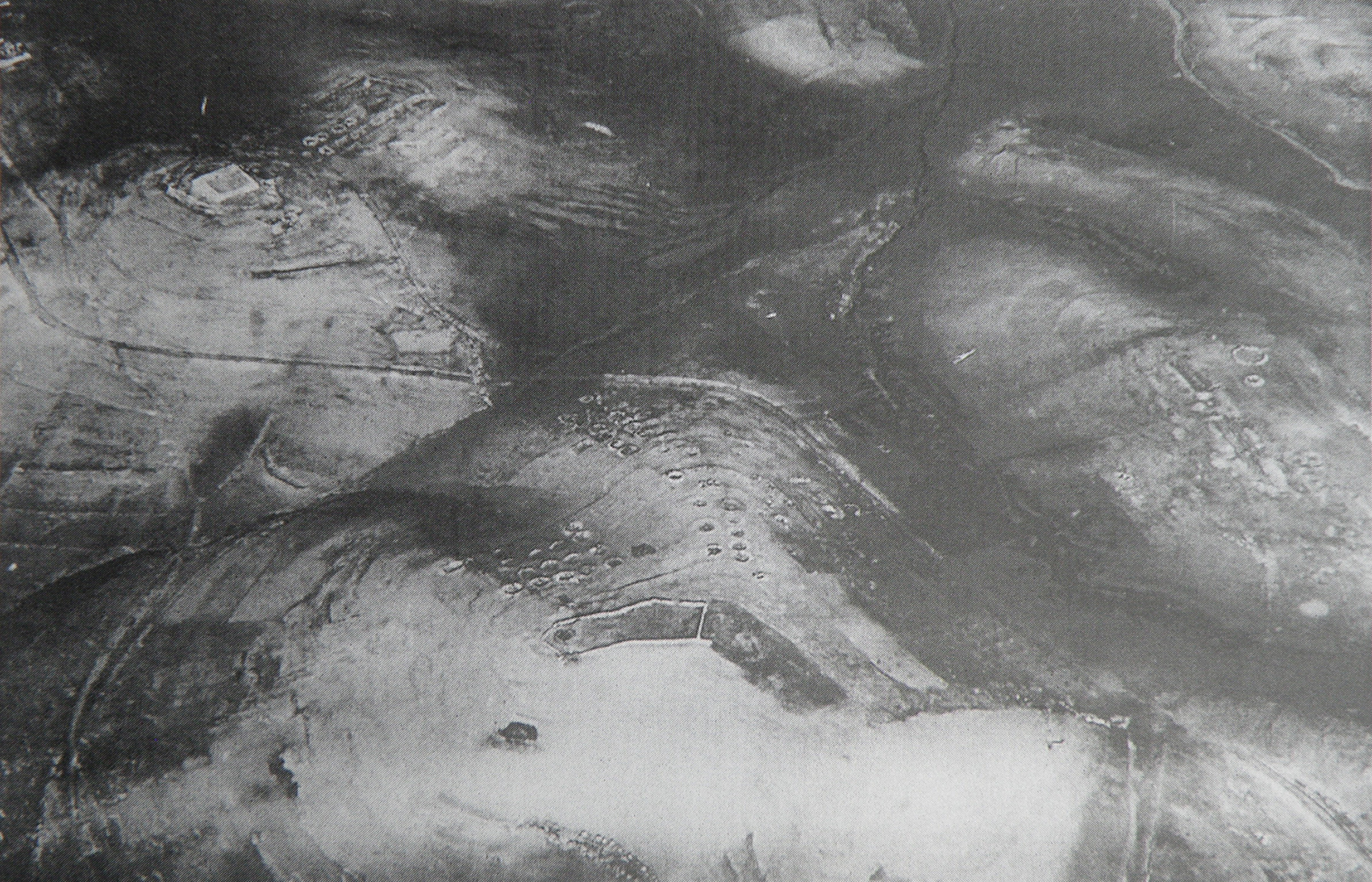
Vue aérienne du camp, avec ses trois secteurs. Le quadrilatère de teinte claire en haut à gauche correspond au poste de commandement ; un peu à droite de celui-ci, quatre tentes coniques, dont l’avant-dernière à partir de la droite était celle de Silvestre.

Anoual, bourg appartenant à la kabila de Beni Oulichek et situé aux confins de Tensamane, à 90 km de Melilla, dans une cuvette entourée de montagnes, avait été conquis par Silvestre le 15 janvier 1921. Le camp d’Anoual présentait de mauvaises conditions de défense, car il était établi sur trois buttes dominées par des hauteurs voisines plus élevées, avait de mauvaises liaisons avec l’arrière, et allongeait considérablement la ligne de communication.
Pour y accéder en venant de la place de Melilla, il fallait emprunter par le sud-est le défilé d’Issoumar, longue montée étroite et en pente raide, qui ne pouvait se franchir qu’à pied ou à cheval, ce du moins jusqu’au 21 juin 1921, date à laquelle la piste carrossable fut achevée de construire et inaugurée par Navarro,. Avant Issoumar, la route Melilla-Anoual passait par les positions militaires de Sélouane, de Mont-Aroui, de Batel et de Driouch. Au départ d’Anoual, son premier tronçon de trois km environ était un chemin de quatre mètres de large, légèrement ondulé, praticable uniquement par des voitures rapides et des camions légers. Après ces quatre km relativement plats, la route se muait en une piste de montagne sans revêtement, avec de longues montées sinueuses et escarpées qui avaient fait mériter à ce tronçon le nom de « Toboggan ». Pour le franchir, des cordes étaient nécessaires pour aider les chariots et éviter qu’ils ne se renversent. Pour acheminer jusque là les pièces d’artillerie légère ou sur roues, il fallait pour chacune un attelage de cinq ou six chevaux, en plus des efforts de traction de deux cents hommes. Le tronçon Issoumar-Ben Taïeb, qui présentait le même aspect, quoique moins accidenté, s'enfonçait, au bout d’un trajet dégagé, dans le fond d’un ravin. Tout le trajet d’Anoual jusqu’à cet endroit était dominé sans discontinuité par des hauteurs proches,. Cet état de fait était aggravé encore, du point de vue tactique, par la circonstance que la route courait presque jusqu’à Driouch parallèlement à la ligne de front.
Les hauteurs stratégiques de l’Issoumar avaient été laissées telles quelles, c’est-à-dire à la charge de 144 fantassins, plus un détachement de 21 artilleurs et quatre pièces de 75 mm, moyens de défense jugés (à juste titre) suffisants.

#### État de situation le 21 juillet
Le 21 juillet, Silvestre se montra optimiste pendant encore quelques heures. À 19 h 30, il envoya à Melilla l’ordre au lieutenant-colonel Primo de Rivera, qui commandant le régiment Alcántara en l’absence de Manella, de rassembler tous ses escadrons à Driouch. De là, il devait avancer jusqu’à Ben Taïeb, pour y recueillir les trois compagnies de Ceriñola qui s’y trouvaient, plus une de sapeurs, et ériger une nouvelle position à un certain endroit entre la position B et Jebel Ouddia. Il devait se faire accompagner du capitaine d’état-major Sainz Gutiérrez, qui s’était présenté comme volontaire compte tenu de la situation délicate. Ces instructions tendent à prouver que Silvestre se proposait alors de se maintenir à Anoual. Tout la cavalerie disponible (des Regulares et Alcántara) se trouvait ainsi prête à intervenir,.
Quelques jours avant, le 19 juillet, Silvestre, alors encore à Melilla, avait envoyé une dépêche chiffrée à Eza, lui demandant de faire parvenir 15 000 grenades de 75 mm et 15 000 de 70 mm, plus 15 000 supplémentaires de chaque type « pour recharger », ainsi que vingt mille percuteurs, dix millions de cartouches Mauser et deux millions de cartouches Remington. Il disposait, sur le papier, de 24 873 hommes, mais en pratique, ses effectifs ne dépassaient pas les 19 923, après déduction des habituelles planques, dites « destinos ». La situation n'était guère meilleure dans le corps des officiers, où aucun cadre n’était complètement pourvu. Un cas particulièrement éloquent était celui de la Brigade disciplinaire, où sur les 21 hauts commandants et officiers, seuls 15 étaient présents, et des 223 hommes de troupe, seulement 123, en raison notamment des 26 membres emprisonnés ou en état d’arrestation que comptait ce corps. Une part appréciable de ces effectifs se trouvait dispersée dans une multitude de positions, dont les défenses étaient souvent en mauvais état (dans les arrières, il n’était pas rare p. ex. d’utiliser les pieux des clôtures comme bois de chauffe), sans réserves adéquates de vivres ni de munitions, et confrontées au sempiternel problème de ravitaillement en eau, vu qu’aucune n’était dotée de citernes.
Il ressort de ces chiffres que Silvestre avait sous la main à Anoual plus du quart de ses effectifs, en ce compris l’ensemble des troupes de choc, ainsi que le gros de son artillerie mobile. Cependant, l’état d’esprit desdites troupes, surtout de la Police indigène, était sujet à caution. En effet, si à Anoual les Regulares avaient péri en grand nombre, l’on commençait à avoir des doutes sur la loyauté des policiers indigènes. Pour ce qui était des unités d’origine européenne, peu nombreuses, jamais véritablement aguerries, déprimées à la vue de l’impuissance des forces autochtones à vaincre la harka et de l’affligeant spectacle des rescapés d’Ighriben déambulant à travers le camp d’Anoual, leur capacité de combat était une inconnue,. Silvestre ne voyait aucune issue possible au problème, après avoir mis en jeu la presque totalité des effectifs dont il disposait. Au surplus, beaucoup d’officiers supérieurs et subalternes étaient absents de leurs postes, à la faveur de permissions trop généreusement accordées en vue de séjours en métropole, ou au prétexte répété de maladie ou similaires, souvent en dehors de toute justification ou pour des maladies feintes,,.
Le 20 juillet, Silvestre avait sollicité de Berenguer d’une part la collaboration de la marine, et d’autre part l’intervention de l’aviation. La première requête portait que « des vaisseaux de guerre, au nombre de trois ou quatre, se présentent baie El Hoceïma pour simuler débarquement, bombardant toute la côte à portée de ses canons », mais, redoutant les conséquences possibles, pria aussi Berenguer d’effectuer le bombardement suggéré après « évacuation préalable de la population constituée de nos loyaux amis »,. Ce ne sera que le 22 juillet à l’aube que Berenguer, qui menait alors avec succès ses opérations dans le Pays Jbala contre Raisuni, communiqua à Silvestre qu’il préparait l’acheminement de renforts « que j’active autant que possible […]. Bien que ce faisant on compromet la réussite de la campagne sur Beni Aros, que se trouve en ce moment dans l’une de ses phases les plus intéressantes, j’enverrai à Votre excellence deux banderas du Tercio et leurs deux compagnies de mitrailleuses avec leur lieutenant-colonel, deux tabores de Regulares de Ceuta avec leur compagnie de mitrailleuses et leur lieutenant-colonel, une batterie de montagne et une ambulance ; […] probablement le général Sanjurjo ira avec ces forces ». Malgré la célérité de cette réponse, les troupes ainsi mobilisées ne pouvaient parvenir que trop tard sur les lieux.
Les nouvelles du front rifain avaient décidé Berenguer à suspendre provisoirement son avancée dans l’ouest du Protectorat, à commencer à organiser des renforts pour soutenir Silvestre, et à se rendre à Melilla avec son état-major pour y éprouver la réalité in situ. Il ne se privait pas d’en informer le ministre de la Guerre Eza.

#### Début de siège par la harka
Les plus de 3000 combattants rifains qui avaient assailli Ighriben s’approchaient à présent du camp d’Anoual, pour mettre à profit la confusion et la démoralisation des militaires espagnols.
Toute la journée du 20 juillet, la position avait été encerclée et attaquée, tout particulièrement le secteur du camp assigné aux Regulares, qui avait de très mauvaises conditions de défense. Comme les tirs rifains ne fléchissaient pas pendant la nuit, tout le monde restait heure après heure derrière le parapet de retranchement. Parallèlement, dans ce même secteur des Regulares, la harka commença à mener une action psychologique, hurlant des exhortations à l’adresse des supplétifs :

« Laissez ces chiens et venez avec nous, qui sommes vos frères. C’est un Maure qui vous commandera, et non ces Espagnols. Regardez : le sultan viendra à Oulounnana nous donner la victoire et nous partagerons le butin entre nous. Les moudjaheddines nous aident et bientôt nous vaincrons, donc venez avec nous pour avoir votre part de ce que nous prendrons. »

Les harkis tentaient de suborner aussi les Espagnols, en leur disant que s’ils passaient à leur camp, ils leur pardonneraient, les traiteraient très bien et leur donneraient de l’argent, leur permettant de vivre à leur guise, sans que personne leur donne des ordres. Dans la suite, les harangues des assaillants se faisaient plus menaçantes, annonçant qu’ils ne pardonneraient à personne au cas où les défenseurs ne se rendraient pas, que toutes les issues étaient bloquées et qu’ils lanceraient le lendemain un assaut définitif en tuant tous les Espagnols. Cependant, les officiers veillaient, pistolet en main, à ce que nul ne passe à l’ennemi, prêt à tirer sur « le premier qui faiblirait ou ferait quelque manifestation de sympathie envers l’ennemi »,.
Les harkas, qui allaient bientôt recevoir le renfort de cinq colonnes s’avançant des montagnes proches, avaient commencé leur encerclement. À la tombée de la nuit le 21 juillet, le camp d’Anoual était cerné, et il était devenu périlleux de s’approcher du point d’eau, sous le feu constant des Rifains. Les chevaux et les mules totalisaient plus de mille têtes, et les animaux de l’artillerie avaient passé deux jours et demi sans boire. Des renseignements parvinrent au camp, d’origine rifaine ou recueillis par la Police indigène, qui estimaient à un chiffre de 8000 à 10 000 hommes les effectifs de la harka, contre 5379 Espagnols (194 officiers et 5185 hommes de troupe, d’après le recensement de la commission Picasso). Mille d’entre eux allaient mourir dans la matinée du lendemain. Beaucoup de Rifains étaient armés du redoutable Lebel, d’un maniement plus rapide que le Mauser des Espagnols,.

### Retraite d’Anoual

#### Décision d’évacuation
Entre-temps, en dépit de la coupure des communications entre Driouch et Anoual, les escadrons d’Alcántara, sur lesquelles Silvestre comptait pour appuyer la manœuvre de retraite le lendemain, étaient arrivées sans contretemps à Driouch vers 19 h 30, d’où ils devaient, selon l’ordre donné à Primo de Rivera, se rendre à Ben Taïeb puis occuper une position entre Djebel Uddia et la B, en emmenant avec eux trois compagnies d’infanterie et une du génie,.
Le 21 juillet vers 20 h, Silvestre convoqua un conseil de guerre dans sa tente, le troisième en un peu plus de deux heures, auquel assistèrent les officiers supérieurs suivants : Morales (de la Police indigène), Manella (du régiment Alcántara), les lieutenants-colonels Marina (Ceriñola) et Pérez Ortiz (San Femando), les commandants Hernández et Manera (aides de camp de Silvestre), Alzugaray (génie), Llamas (Regulares), Ecija (artillerie) et Villar (Police indigène), plus les capitaines Sabaté (chef d’état-major) et Valcárcel (génie), et aussi le fils de Silvestre, Manuel, mais celui-ci sans voix au chapitre. Silvestre commença par leur exposer la situation comme suit : « Messieurs nous sommes assiégés […], nous n’avons pas les moyens de constituer une colonne qui vienne nous secourir […] Je veux que vous décidiez avec moi si nous devons rester ou s’il faut abandonner Anoual […]. L’ennemi viendra très bientôt sur le camp ; il est très nombreux, bien dirigé, et, comme nous avons tous vu, emploie des procédés de siège efficaces »,,. Il souligna qu’il n’y avait plus à Anoual de munitions que pour quatre jours ou pour un seul combat d’ampleur, et de vivres que pour cinq jours, et qu’en outre, d’autres kabilas, en particulier les Beni Oulichek, allaient venir grossir les rangs des attaquants. Il considérait qu’Anoual était en passe de devenir une réplique d’Ighriben et qu’il fallait abandonner la position et replier sur Ben Taïeb les troupes disponibles, alors presque toutes concentrées à Anoual, afin de sauvegarder Melilla, demeurée quasiment sans protection : « l’opération, quand même elle nous coûterait 50 % de pertes, est préférable à rester ici, d’où aucun de nous ne sortira »,,,,. Pendant la réunion, un télégramme arriva de Madrid, annonçant que les troupes de Ceuta — en l’espèce une division de Regulares et une de la Légion, c’est-à-dire des troupes aguerries — avaient reçu l’autorisation d’embarquer pour Melilla ; il y était aussi annoncé que des bâtiments de la marine feraient voile sur Al Hoceïma. Ce message ne convainquit pas Silvestre, car ces renforts ne pourraient arriver à temps. Des opinions contraires se firent entendre ; si Morales et Manella étaient opposés à la retraite, déclarant que l’honneur dictait de succomber en luttant, à l’instar des défenseurs d’Ighriben, et que du reste, il était de toute façon trop tard et que l’on ne pourrait pas atteindre Ben Taïeb, la majorité cependant opinait en faveur du repli. Dans le brouhaha qui s’ensuivit, et face à cette divergence d’opinion, Silvestre trancha sur un ton cassant : « j’assume la responsabilité de l’opération et celle d’ordonner l’évacuation de ces positions. De cela, je vais rendre compte au gouvernement, et c’est moi qui réponds de tout par ma personne et par mon grade, et souvenez-vous de ceci pour le jour de demain »,,,. Silvestre fit jurer aux officiers de faire silence absolu sur l’opération du lendemain, de ne pas révéler le projet à la troupe, et ce jusqu’au moment du départ, de sorte que les soldats en ignoraient tout, et que les officiers n’en savaient pas davantage, sauf quelques-uns, peu nombreux. Plus encore : les troupes auraient à prendre le départ muni seulement de l’équipement de base, pour ne pas offrir quelque signe que ce soit suggérant une retraite. Seuls les blessés et les munitions seraient emportés, en laissant derrière soi tout le reste dans le camp, comme s’il s’agissait d’accomplir un quelconque service. Cela permettrait en plus de gagner du temps en occupant les harkis avec le butin abandonné,,,. Le conseil de guerre se sépara, après que les participants se furent donné rendez-vous « demain matin à six heures », pour organiser la retraite. Comme première idée opérationnelle, il fut déterminé que l’artillerie formerait le deuxième échelon, le premier étant les impédiments, constitués des blessés (peut-être deux centaines) et des munitions restantes, et l’infanterie venant en dernier lieu. Enfin, le 22 juillet à 4 h 45, Silvestre envoya d’Anoual un nouveau et ultime télégramme à son ministre de tutelle Eza, avec copie à l’attention de Berenguer, où il annonçait son intention de se replier sur Ben Taïeb, si tel était possible,,,, :

« [Vos paroles] me font supposer que je n’ai pas réussi à donner à V. E. idée exacte situation où se trouvent mes troupes à Anoual : acheminements d’eau constamment attaqués, prévisiblement sanglants ; ma ligne d’approvisionnement et d’évacuation des blessés coupée par ennemi ; ne disposant plus de munitions que pour un combat, et compromettre mes soldats avec toutes conséquences. Prendrai des résolutions de la plus haute urgence, que je prendrai en acceptant entière responsabilité, ayant idée en principe de me retirer sur ligne Ben Taïeb-Beni Saïd, reprenant positions dès que possible, où j’attendrai renforts que V. E. m’envoie, avec Melilla comme port de débarquement. »

Silvestre fit aussi parvenir un message à Navarro, alors à Melilla, qui s’énonçait ainsi : « En ce moment, j’ordonne la retraite sur Issoumar et Ben Taïeb ; veuillez disposer que le régiment Alcántara sorte vers Issoumar pour protéger la retraite ».
Silvestre, influencé sans doute par l’avertissement de Kaddour Namar : « Général, si tu te retires, prends garde que kabila abandonnée, c’est kabila soulevée », changea d’avis et le lendemain 22 juillet à sept heures du matin, alors que les préparatifs du repli étaient en cours, convoqua dans sa tente une nouvelle réunion des commandants, moins nombreux que la fois précédente (mais avec Morales et Manella), pour leur annoncer son intention de se cramponner dans les positions de la ligne de front, et d’y attendre les renforts, qui allaient, dit-il, arriver plus tôt qu’il n’avait prévu, par un débarquement à Afrau. Pendant la discussion qui s’ensuivit, un officier (peut-être Villar, ou Carrasco) vint soudainement informer qu’on apercevait « de nombreuses forces ennemies, se présentant en formation de cinq colonnes, chacune de plus de 2000 hommes, à la manière des Regulares, dévalant de la Colline-aux-Arbres ». Les officiers sortirent de la tente pour s’en rendre compte eux-mêmes. Cette vue fit grande impression et allait faire pencher l’opinion en faveur de la retraite sur la ligne Ben Taïeb-Beni Saïd,,,,.
Silvestre, une fois prise la décision de repli, ordonna également d’envoyer à Talilit et Buimeyan l’ordre d’évacuer leur camp militaire respectif, après mise hors d’usage de leurs bouches à feu et de leurs mitrailleuses, mais en tâchant de ne rien incendier pour ne pas attirer l’attention de la harka, puis de se replier sur Sidi Driss (pour Buimeyan) et sur Anoual (pour Talilit). Cette instruction ne sera pas envoyée par la station radiotélégraphique d’Anoual avant le lendemain matin 22 juillet,. La position intermédiaire C demanda des renforts, mais s’entendit ordonner de résister.

#### Évacuation et retraite sur Ben Taïeb

Retraite d’Anoual et itinéraire suivi par les troupes espagnoles jusqu’à Mont-Arouit.

Tout au long de la nuit du 21 au 22 juillet, dans le secteur du camp des Regulares, tout l’effectif dut se tenir continûment derrière le parapet, avec maintien d’un service de garde entre le mur et la clôture.
À l’aube du 22 juillet, le camp d’Anoual était entièrement encerclé et soumis à d’intenses tirs de fusil de la part des 8000 à 10 000 harkis fortement armés et munitionnés, auxquels faisaient face 4000 Espagnols, au moral en berne, qui ne disposaient plus, en matière d’artillerie, que de deux pièces en état de fonctionner et d’un petit nombre de mitrailleuses encore utilisables. Au même moment, la colonne de Primo de Rivera, composée de 648 soldats, 57 officiers et 332 chevaux, se mit en marche et, arrivée à l’entrée du défilé d’Issoumar, entreprit de construire une nouvelle position, qui, selon la consigne, devait être achevée à 14 h.
Selon les ordres de Silvestre, le repli d’Anoual sur Ben Taïeb, à 18 km de distance, devait se faire avec le convoi des blessés à l’avant-garde de la colonne de retraite, suivi de l’artillerie de montagne et des unités de mitrailleuses. La Police indigène devait couvrir le côté gauche du trajet, les Regulares le côté droit, et le régiment San Fernando l’arrière-garde. Tout le matériel et bagage impossible à transporter, y compris les vivres et les ustensiles, devait être laissé sur place, mis hors d’usage ou incendié. Seules auraient à être transportées les caisses de munitions, dans la mesure du possible,,. Dans le secteur des Regulares, les effectifs étaient, selon un témoin, peinés de la décision de repli :

« Nous étions préparés à nous défendre et disposés, comme nous l’avions été durant la nuit, à vendre cher notre vie, Maures autant que Chrétiens, mais quand on sut que nous évacuions la position, les choses changèrent et beaucoup commencèrent à hésiter, surtout à cause du manque de direction et de sérénité dans le commandement,. »

Entre-temps, le désordre s’était installé dans le camp, soumis à des ordres et contrordres, différents selon tel ou tel groupe de soldats. Nul n’avait d’idée d’ensemble sur la manière dont la retraite allait se passer. L’artillerie reçut l’ordre de tirer toutes les munitions et de saboter ensuite les pièces,. La harka était parvenue jusqu’aux limites du camp et tirait désormais avec efficacité.
Silvestre considérait qu’il fallait protéger les blessés, déclarant qu’on devait « les sauver comme une relique », pendant que, se tenant près de la porte d’entrée, il pressait tout le monde d’activer la marche. Plusieurs pertes européennes se produisirent près de cette même porte, ce qui ne faisait que ralentir la marche et nourrir la panique, aggravait la confusion et le besoin d’accélérer la fuite. De surcroît, la Police indigène, voyant le désastre et la proximité des harkis, se mit à tirer à bout portant sur ses officiers espagnols, puis sur la colonne,. De fait, une brèche avait ainsi été ouverte dans l’un des fronts, et l’ensemble allait bientôt se disloquer. Silvestre, qui avait observé avec consternation ce qui se passait, et avait pris à partie la Police indigène, en la traitant de lâches et de traîtres, refusait quant à lui de quitter la position,. On le vit plus tard, pistolet en main, errant entre les tentes du camp abandonné, ou immobile sur le mur d’enceinte, pendant que la colonne quittait la position,. Plusieurs versions courent sur la mort de Silvestre,, la plus généralement admise portant qu’il se suicida. Julio Albi remarque que si certes la situation était des plus graves, « c’était d’un côté en grande partie de sa faute, et de l’autre, il aurait dû, précisément pour cette raison, se démultiplier pour tenter de reprendre la main sur elle, autant que possible ».
Le plan de retraite présentait de graves défauts : l’ordre de retraite fut improvisé, sans temps de préparation suffisant ; il n’y avait pas de chaîne de commandement pour conduire l’opération, le général et les colonels ne s’étant pas placés à la tête de leurs unités, mais se tenant à l’arrière-garde ; la colonne de retraite n’était pas échelonnée en avant-garde, masse centrale et arrière-garde, avec leurs commandements et missions respectifs ; le secret imposé par Silvestre fut préjudiciable à une bonne coordination ; l’itinéraire choisi était une vallée encaissée et courait parallèlement à la ligne de contact avec la harka ; et la manœuvre fut exécutée de jour, à la vue des harkis. La plupart des officiers, par une négligence inexplicable, s’en furent à Melilla, et aucun des avions de reconnaissance ou des bombardiers ne décolla de l’aérodrome de Sélouane,.
Les officiers d’état-major, se trouvant au point de convergence des trois secteurs du camp, tentaient, pistolet en main, de contenir la débandade en jetant les soldats sur le sol et en les agrégeant aux unités restées organisées. Toute la garnison mit moins d’une demi-heure à quitter le camp. Aussi ce n’était pas une colonne militaire qui quittait Anoual, mais une foule, qui de surcroît se hâta de se désarmer elle-même, puisqu’une grande partie de l’artillerie (seuls six sur les vingt canons seront sauvés) fut perdue pendant le trajet et que les soldats, pendant leur course échevelée et suicidaire, jetèrent leurs fusils par centaines. Bon nombre d’officiers, emportés dans le même vent de panique, s’emparèrent des véhicules pour courir se mettre à l’abri, provoquant accablement et découragement dans la troupe. Quelques commandants, se refusant à une telle dégradation, allèrent se planter devant la colonne, mais furent assassinés par leurs propres hommes.
La hantise collective était de franchir le col de l’Issoumar, et le massacre se déchaîna quand dans leur fuite éperdue les premiers contingents de soldats espagnols s’engouffrèrent dans le défilé et que se mirent à faire feu les Rifains embusqués et à couvert sur les hauteurs et les flancs de la gorge. Les effectifs de la Police indigène et des Regulares, qui avaient mission de couvrir les flancs et devaient pour cela gravir à mi-pente les hauteurs dominant la route, tendaient à s’écarter de la colonne outre mesure,. Jusqu’à Issoumar, les harkis attaquèrent sur tout le parcours du défilé, causant de nombreuses pertes espagnoles. Les policiers indigènes firent défection, souvent en retournant soudainement leurs armes contre la foule des soldats et en tuant leurs officiers. Une partie des Regulares se débanda, encore qu’un bon nombre soient restés à leurs postes en luttant,. Cette situation poussait les soldats en retraite à se resserrer sur la route principale, augmentant par là leur vulnérabilité. Les quatre premiers km furent les pires, par la forte inclinaison et les nombreux virages. Il y eut quelques scènes infamantes, notamment les blessés rejetés de leurs brancards afin de libérer les montures et pouvoir fuir ; les canons laissés à l’abandon, après sectionnement du harnachement des chevaux de trait, afin qu’y montent les hommes de troupe et bon nombre de leurs officiers ; quelques officiers s’efforçant de contenir la meute tués par leurs soldats ; et certains officiers arrachant leurs épaulettes, voire se débarrassant de leurs guêtres, ceinturons et képis qui pourraient les trahir,. Les témoignages abondent sur les tentatives faites par des officiers pour s’éclipser du front à destination de Melilla, en abandonnant leurs subordonnés à leur sort. Au-delà d’Issoumar se présentait un tronçon plus dégagé, où les troupes se raccommodèrent quelque peu, mais plus loin, les encaissements d’un ravin sablonneux se présentaient dans le fond de la vallée, qui produisait une épais nuage poussiéreux, portant le désordre à son comble,.
La manœuvre de repli était aggravée par les soulèvements des kabilas de derrière la ligne de front, consécutifs au reflux désordonné des troupes espagnoles. Celles-ci subissaient donc les assauts non seulement des tireurs postés sur les hauteurs, mais aussi de bandes de brigands, à l’affût des équipements des hommes escaladant la côte. Selon une déposition devant la commission d’enquête, les habitants des kabilas allaient au-devant des soldats espagnols et, les menaçant de mort, obtenaient souvent qu’ils se dépouillent de leur armement, baudrier, argent, et vêtements. Des vagues de femmes rifaines, venant des douars voisins, désireuses de se dédommager de griefs anciens, venaient achever les blessés à l’aide de couteaux ou de gourdins, ou en les lapidant, et en leur proférant des offenses. Dans quelques cas rares, le militaire espagnol était autorisé à s’éloigner, comme ce fut le cas du capitaine Sabaté, qui selon son témoignage, avait été maltraité par des femmes maures, qui l’avaient déshabillé et dépouillé de ses vêtements et de ses ornements. Cependant, d’après les dires des chefs de la harka eux-mêmes, la plupart des morts chez les fuyards ne se sont pas produites par suite de blessures, mais par la chaleur, la déshydratation et l’épuisement, et pour s’être écrasés les uns les autres lors de l’escalade du raidillon derrière la porte d’entrée du camp, que les Rifains auraient trouvé jonché de cadavres sans blessure.
Comme ultime arrière-garde, l’état-major de Silvestre, avec dans ses rangs le capitaine Sabaté, se retira à son tour, très diminué. Le reste de l’arrière-garde poursuivit sa retraite en colonne par quatre, et subissait un feu de revers très intense, qui lui causait de fortes pertes et finit par la désorganiser. À l’entrée du ravin d’Issoumar, le colonel Manella ordonna de faire halte, de réunir la troupe, de se jeter à terre et de riposter au feu rifain. Manella fut tué dans le combat, tandis que Morales réussit à s’échapper à cheval jusqu’à Issoumar, où Villar et un officier de Police indigène tentaient en vain de contenir le branle-bas, et où les policiers indigènes se débarrassaient de leurs insignes avant de passer en masse à la harka. L’arrière-garde n’avait plus guère d’officiers, et la plupart de ceux qui restaient étaient blessés,. À la hauteur du Morabo, des coups de feu tirés à bout portant d’une oliveraie bordant la route mit fin à la vie du colonel Morales. D’après le témoignage du médecin D’Harcourt, quelques minutes auparavant, il avait fait à Sabaté la réflexion que ce qui se passait à ce moment « accréditait la circonspection avec laquelle il convenait de procéder dans les affaires de Maures, et non la rapidité que voulait le commandant général ». Peu après, Sabaté lui-même reçut une balle au genou et à la cuisse,.

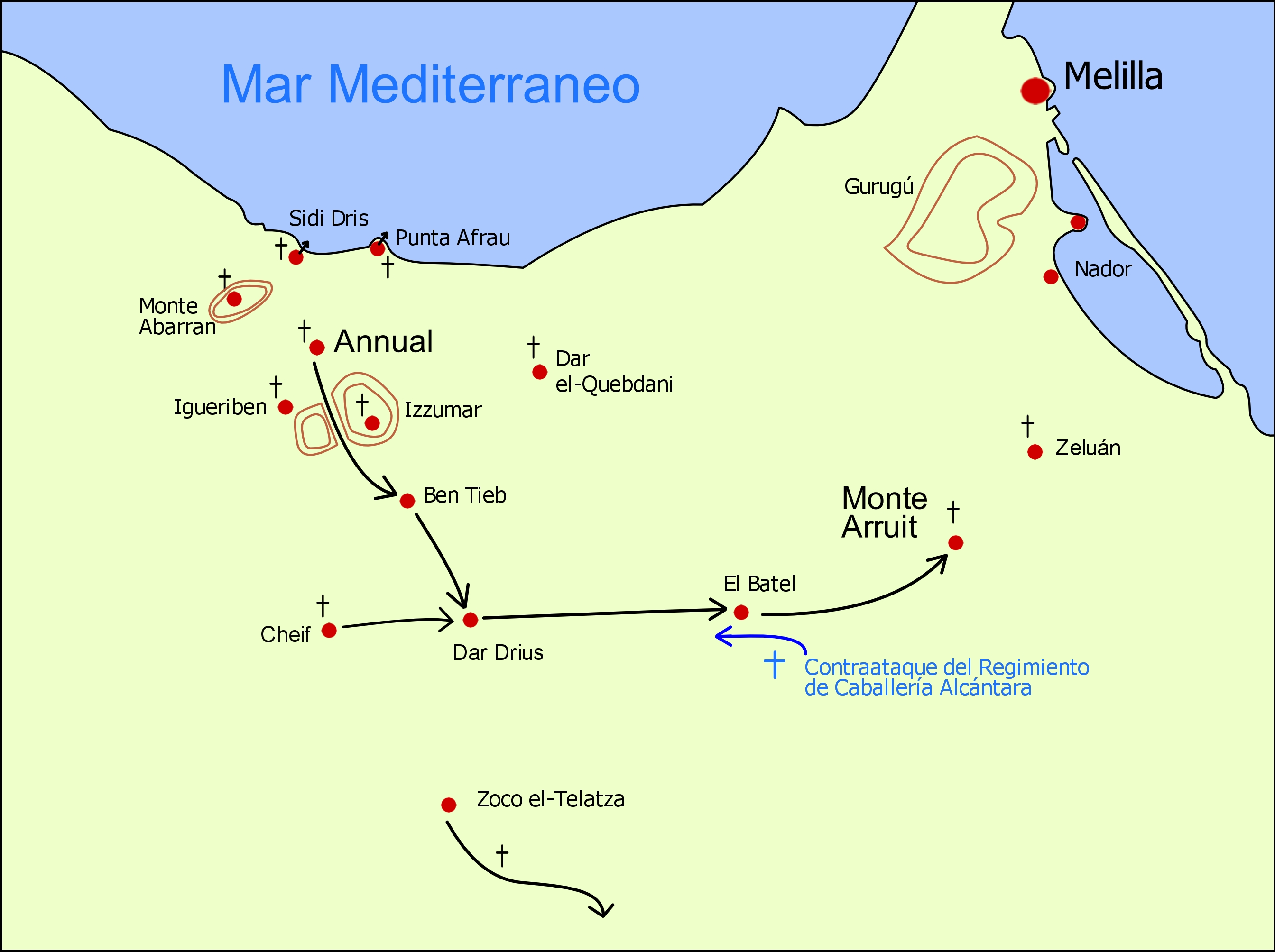
Autre représentation schématique de la retraite.

Sur la descente d’Issoumar vers Morabo, à la sortie de la longue vallée encaissée, le lieutenant-colonel Primo de Rivera, avec les escadrons d’Alcántara, dont il était commandant en chef, s’évertuait à réorganiser les unités qui passaient par là. Lesdits escadrons, au nombre de cinq (quatre de sabre et un de mitrailleuses, soit 461 hommes, dont 22 officiers et 439 de troupe), avaient fait mouvement vers Anoual le 22 juillet 1921 pour protéger, aux côtés de la Police indigène, la retraite de la colonne à partir de l’Intermédiaire A, conformément aux ordres de Silvestre adressés par écrit à Primo de Rivera. Ils devaient aussi aider au transport de matériel de fortification vers un point situé entre l’Intermédiaire A et le Djébel Uddia, où l’on se proposait d’improviser un nouveau poste militaire (qui allait quelque temps après être entièrement anéanti par la harka). Ces travaux de fortification avaient été suspendus au milieu de la matinée, après réception d’un ordre urgent du général Navarro, portant que le régiment Alcántara devait se rendre sans délai à Issoumar pour accompagner la retraite de la colonne d’Anoual. Arrivés au pied du défilé, les officiers du deuxième régiment Alcántara virent déferler les soldats d’Anoual, totalement débandés, hurlant et se défaisant de leur baudrier et de leur giberne, voire de leur fusil pour aller plus vite. Lorsque les chauffeurs de camion transportant le matériel de fortification virent les fugitifs monter sur les camions en hurlant et en tentant de s’emparer du volant, ils firent demi-tour vers Ben Taïeb sans en demander la permission. Devant cette détresse, les officiers de l’Alcántara, dont Primo de Rivera, commencèrent à réagir, tentant, pistolet en main et à coups de sabre ou de tirs en l’air sans distinction de grade, de contenir l’avalanche humaine et de restaurer l’ordre, réussissant à arrêter une bonne part des fugitifs. Primo de Rivera ordonna à ses escadrons de protéger à partir d’Issoumar les flancs et l’arrière-garde de la colonne en débandade. Les cavaliers tirèrent et chargèrent plusieurs fois sabre au clair contre les policiers indigènes en train de déserter et contre les Rifains naguère « amis » qui, embusqués à présent le long de la route, attaquaient les espagnols,,,.
La colonne laissait derrière elle une traînée de toutes sortes d’équipements abandonnés pendant la fuite. Le chemin dans la gorge était parsemé de caisses de munition, de roues, de pièces d’artillerie, de mitrailleuses, de fusils brisés, de bidons, etc. Quelques unités parvinrent à se ressaisir et à arriver parfaitement organisées à Ben Taïeb,.
Singulièrement, cette débandade s’était produite sans qu’il y ait eu de véritable attaque contre Anoual, mais tout au plus quelques mouvements hostiles de la harka. Abdelkrim déclara sans détour à Jacques Roger-Mathieu :

« Si le général Silvestre n’avait pas donné l’ordre d’évacuer ces positions, peut-être n’aurions-nous pas attaqué à fond […]. À mesure que nous avancions, je me suis rendu compte qu’il devait y être condamné [à évacuer], sans doute moins par notre pression que par le soulèvement des tribus qui le défiait à l’arrière. […] En effet, lors de cette évacuation il n’y eut, pour ainsi dire, pas de combat. [Les Espagnols fuyaient si vite que] nos propres guerriers […] avaient du mal à croire que leur victoire fût réelle. »

En outre, certains auteurs, dont Julio Albi, jugent peu crédible le chiffre auquel ont été estimés les effectifs de la harka, à savoir à plus de 10 000 hommes, et postulent un nombre oscillant entre 2500 et 3000 comme le maximum admissible. Ces forces, observe Julio Albi, étaient assurément aptes à une action défensive, ou à accomplir un mouvement enveloppant, comme ils en donnaient la preuve, mais jamais à prendre d’assaut une position défendue par cinq batteries, plusieurs compagnies de mitrailleuses et 5000 soldats organisés et disciplinés. En effet, selon les termes de Berenguer, « ces harkas n’ont pas la consistance que les gens se figurent », et leur ambition n’allait pas au-delà de freiner l’avancée espagnole, à telle enseigne que jusque-là les Rifains s’étaient toujours bornés à réagir aux initiatives de Silvestre. Il s’ensuit qu’il s’agissait pour une large part d’un « ennemi imaginaire » ; de là aussi « la vive surprise » éprouvée par Abdelkrim à voir l’évacuation précipitée d’Anoual,,,.

#### Séjour à Ben Taïeb et repli sur Driouch
C’est à Ben Taïeb que l’armée de Silvestre avait disposé ses plus grandes et meilleures réserves : la garnison se composait d’une compagnie du génie, de deux compagnies d’intendance, d’une demi-compagnie San Fernando, d’un escadron Alcántara, d’un détachement d’artillerie avec deux pièces de 75 mm, de sapeurs et d’une équipe sanitaire. Normalement, Ben Taïeb hébergeait un effectif de 651 hommes, dont 24 officiers et 627 soldats, avec 189 mules et chevaux. Elle possédait de l’eau et des vivres en abondance. Pour ces raisons, et par l’importance de son arsenal (six canons, des munitions en grande quantité), Ben Taïeb était une position clef, qui aurait dû être sous le commandement d’un colonel. Le 21 juillet 1921 cependant, par suite de l’ordre de concentration des troupes à Anoual, la garnison restée à Ben Taïeb, normalement garnie de plus de 500 hommes, ne comprenait à ce moment-là qu’une compagnie réduite, soit une centaine d’hommes, placés sous les ordres du capitaine Antonio Lobo, auxquels allaient se joindre un escadron Alcántara, ainsi qu’une poignée de soldats arrivés en débandade d’Anoual,. En effet, vers midi le 22 juillet, la première vague de soldats d’Anoual, courant au plus vite, sans aucun commandement visible, et dont les unités étaient complètement disloquées, atteignit la position. Lobo et ses officiers s’étaient postés sur la piste dans l’intention d’attirer dans la position tout effectif utile. À cet effet, Lobo et les siens ordonnaient, menaçaient, usaient de violence pour obtenir des fuyards qu’ils s’intègrent dans la position, mais tout effort fut vain, tant était grand l’état de panique. Lobo s’adressait aux commandants qu’il discernait dans les unités en décomposition qui affluaient, les requérant de recomposer leurs forces et de se positionner dans la redoute pour en assurer la défense. Les officiers cependant dédaignèrent ces requêtes, en alléguant qu’ils n’avaient reçu aucun ordre en ce sens. Sans les cavaliers d’Alcántara, se tenant fermement sur la piste, Ben Taïeb aurait été pris d’assaut par les harkis.

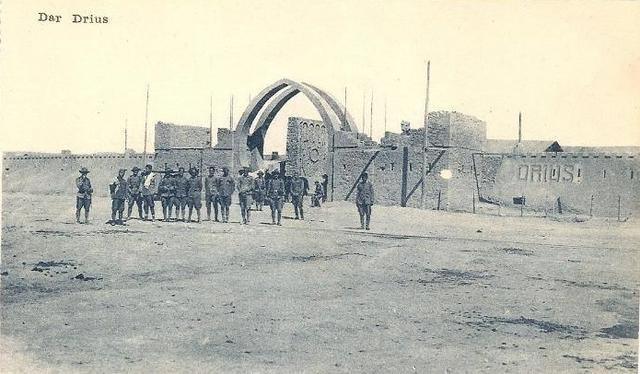
Fort de Driouch.

Aussi la colonne désagrégée, composée de 1600 hommes, ne devait-elle rester à Ben Taïeb que très passagèrement, pour une durée de quelques minutes, le temps de se replâtrer un tant soit peu,. Dès que regroupée, la colonne en effet poursuivit sa route vers la position de Driouch, distante de 8 km. De même que les fantassins de San Fernando, quelques unités d’Alcántara reçurent l’ordre de se replier aussi sur Driouch, dont celle de Pérez Ortiz. Ici encore, ils durent faire feu sur les unités de la Police indigène qui avaient déserté, voire mener de petites charges contre eux. De plus, les kabilas, qui il y a quelques heures encore apparaissaient comme « amies » de l’Espagne, s’affrontaient maintenant aux Espagnols et les agressaient. Ensuite le gros des escadrons entama son repli échelonné, manœuvre rapide, interrompue seulement pour recueillir les blessés et les retardataires. Primo de Rivera, s’efforçant d’éviter que les troupes dans les positions en amont ne soient à leur tour contaminées par la panique, ordonna que la troupe se mette en formation de ligne, pendant que les unités de cavalerie allaient et venaient pour empêcher que des fractions désordonnées de soldats n’entrent anarchiquement dans les positions et ne leur communiquent leur propre esprit de panique. À Driouch, ils furent accueillis par le général Navarro, arrivé peu auparavant de Melilla dès qu’il eut appris par télégramme la retraite d’Anoual.
De Ben Taïeb, un peloton de reconnaissance envoyé à la position de Dar Mizzian, à deux km de distance, ne put que constater, par les tirs qui lui étaient adressés, que la position était déjà aux mains des harkis. Informé, le capitaine Lobo appela en urgence Driouch par téléphone, et par là le colonel Gerardo Sánchez-Monje, qui dirigeait alors l’état-major à Melilla,. Personne ne répondant à l’autre bout du fil, Lobo prit la décision de communiquer à son correspondant que « au cas où aucun ordre ne parviendrait avant cinq minutes, il prendrait, compte tenu de sa situation compliquée, le silence pour un ordre d’évacuation ». Vu l’absence de réaction, il fut décidé d’évacuer la position et de se replier sur Driouch. La redoute se vida alors en seulement quelques minutes. Après avoir mis le feu au dépôt de munitions, le départ de la colonne eut lieu en bon ordre, selon l’agencement suivant : la cavalerie sur l’aile gauche « pour attirer l’attention de l’ennemi », l’infanterie sur la droite, et les blessés au milieu, avec Lobo en tête. Le trajet se fit sans aucune perte ; tous les blessés, au nombre d’une soixantaine, purent partir, transportés sur des chariots ou sur des chevaux, et furent tous sauvés, encore que beaucoup devaient périr plus tard, sur le chemin de Driouch à Mont-Aroui, ou à l’intérieur de cette dernière position,,,. Dans Ben Taïeb en feu, les caisses de poudre explosaient, signalant à Navarro la perte de ce précieux matériel, et aux harkis l’abandon de la redoute, où ils recueillirent néanmoins un butin appréciable.

#### Séjour de la colonne à Driouch
À la tombée de la nuit le 22 juillet 1921, la majeure partie des forces espagnoles en retraite se trouvait concentrée dans le camp de Driouch,. Les membres de l’Alcántara furent ovationnés pour leur action pendant la retraite. Mais la désorganisation était totale, et l’armée espagnole semblait décapitée. Selon le récit de Sainz Gutiérrez,

« La confusion était énorme. Personne ne se souciait de réorganiser ces forces, dont beaucoup se proposaient de continuer vers Batel. Les gens, exténués, ne faisaient attention à rien ni à personne. Ils cherchaient de l’eau partout. Les cantiniers s’occupaient à répartir du vin […] et à ramasser tout ce qui avait quelque valeur pour continuer ce même après-midi vers la place [de Melilla]. Des chariots où s’empilaient des vivres et des meubles envahissaient la route de Batel. »

Dès qu’il avait eu connaissance des événements d’Anoual, Navarro avait quitté Melilla pour le front. À mi-chemin entre Sélouane et Al Aroui, une automobile rapide était venue à sa rencontre avec à son bord le fils de Silvestre et un commandant du génie, qui lui avaient appris la mort de Silvestre. Il avait fait arrêt à Al Aroui et à Batel et donné l’ordre de ne laisser sous aucun prétexte reculer au-delà d’Al Aroui quelque troupe que ce soit en provenance d’Anoual,. Arrivé à Driouch à 17 h 30, il fut confronté au chaos et vit déferler la troupe débandée. Il établit son état-major dans une maison à 300 m du camp,, où il put à loisir contempler les débris de ce qui fut une armée : les soldats arrivaient épuisés, harassés, incapables de marcher, cherchant à se sauver à tout prix, montés parfois à trois sur une mule, ne prêtant pas attention à leurs commandants, et bon nombre de ces derniers indifférents à l’état de leurs unités, tous obsédés par la soif et se précipitant sur l’eau jusqu’à s’en gaver pour ensuite s’affaisser dans un coin. Dix minutes après l’arrivée de Navarro surgit le capitaine Lobo, à la tête de la garnison de Ben Taïeb. Tous ses hommes étaient saufs, mais l’équipement avait été entièrement perdu.
Une heure seulement après son arrivée, Navarro expédia un télégramme à Ceuta et à Madrid, où il dit tenter de « réorganiser tous les éléments qui se trouvent accumulés » à Driouch. Il donna mission de tout recenser, en particulier les vivres et munitions présentes, et tout noter dans un inventaire et de lui en faire rapport par écrit, ; le contact devait être établi avec toutes les positions se trouvant à ce moment sur la ligne de front. Les trois batteries de montagne en provenance d’Anoual avaient en route perdu tant de leur matériel qu’à partir d’elles ne put être recomposée qu’une seule section de deux pièces.

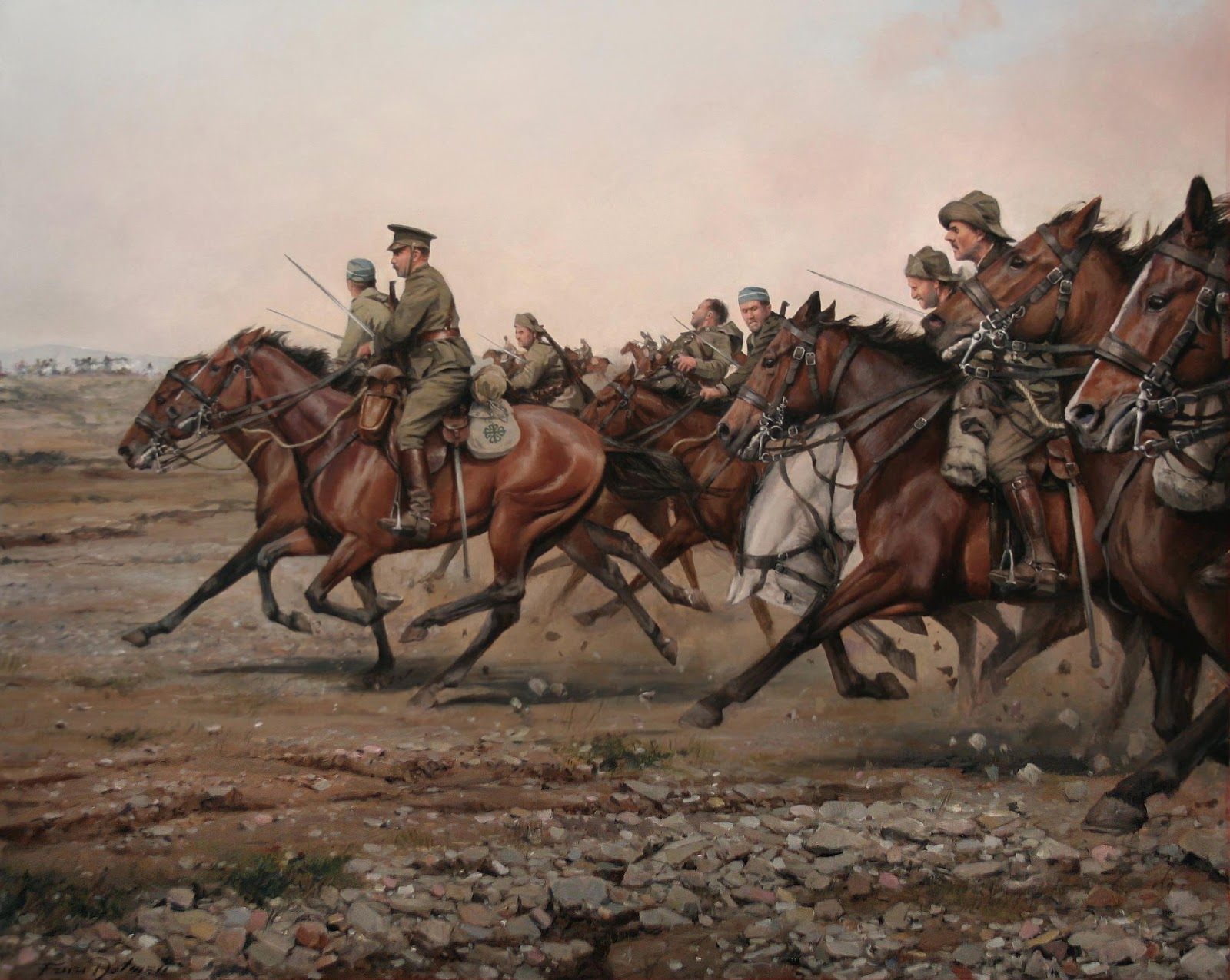
Carga del rio Igan : charge du régiment de cavalerie Alcántara près de la rivière Igan, tableau d’Augusto Ferrer-Dalmau.

Une de ses premières décisions, prise vers 20 h le 22 juillet, fut d’envoyer à Melilla tout ce qui n’était pas utile au combat, comme le matériel d’artillerie endommagé mais réparable (de toutes les pièces d’artillerie arrivées à Driouch en provenance de toutes les positions, il n’en pourra remettre en état que deux), le parc mobile, et aussi les blessés et les plus démoralisés, en plus des chevaux les plus fourbus,. Le convoi, qui avait pris le départ le 23 au matin, fut intercepté par la harka et forcé de faire marche arrière. Primo de Rivera, commandant en chef du régiment Alcántara, qui avait été chargé par Navarro de protéger la retraite des garnisons de Chaif et de Karra Midar, reçut l’ordre à son retour de mission de faire escorte au convoi avec l’ensemble de ses escadrons de cavalerie, sauf un, chargé de protéger le point d’eau et d’empêcher les désertions par le fleuve Kert,,. Avant d’atteindre la position de Ouestia, au passage de la rivière Igane, au même endroit que précédemment, le convoi fut à nouveau contraint de reculer à la suite d’une attaque des harkis, où furent tués les occupants des trois premiers camions. Quelques camions se renversèrent et prirent feu. Les cavaliers de Primo de Rivera se mirent au galop pour se porter au secours de ceux que les Rifains achevaient sur la route. Le deuxième escadron d’Alcántara réussit à empêcher les Rifains d’envelopper la route de Ouestia à Batel, mais au prix de la mort de presque tous ses membres,.
Navarro apprit que les kabilas de Beni Saïd et de Beni Sidel étaient d’une loyauté douteuse. Vers dix heures du soir ce même 22 juillet, il envoya un nouveau télégramme au ministère de la Guerre, où il exprima ses craintes que « les positions de Chaïf, Azib Midar, Buhafora, Azru, Carramidar, Tafersit, Hamuda et Izen Lassen ne puissent résister à la poussée de la harka ennemie, qui semble tenter de poursuivre son avancée sur Tizi Azza. Le moral des troupes est tellement déprimé que je ne me fie pas à entrer en opération. J’estime que seule l’arrivée immédiate de troupes de relève en nombre et bien organisées pourrait sauver cette situation critique »,. Ce compte rendu paraît dénoter qu’il n’envisageait pas de résister à Driouch. Selon Juan Pando, il commettait là sa première grande erreur, celle de quitter le meilleur camp militaire du Rif, où il disposait d’artillerie (trois batteries), de munitions de canon en quantité suffisante, et d’eau à portée de la main, à trente mètres des murailles de la redoute. Berenguer quant à lui n’imaginait pas une retraite aussi rapide et aussi totale ; de Tétouan, il envoya dans l’après-midi du 22 juillet à Sánchez-Monje une dépêche, à faire suivre à Navarro (qui avait déjà donné les consignes pour la retraite sur Batel à l’aube du 23 juillet), et conçue en ces termes : « Nonobstant mon ignorance de la situation, j’insiste vivement auprès de Votre Excellence sur l’opportunité de concentrer tout l’effort de ces troupes sur, au moins, la ligne Dar Kebdani-Kandoussi-Driouch-Telatza », et aussi de conserver, si tel était possible, les postes militaires de la côte — message que Navarro interpréta comme un ordre formel et péremptoire, et répondant en conséquence : « J’obéis, mais demain il sera tard »,,,. Ce message adressé à la Comandancia de Melilla par Berenguer avait une seconde partie, non retransmise à Navarro :

« De toute urgence partent pour cette zone deux bataillons du Tercio avec des mitrailleuses, deux tabores de Ceuta avec mitrailleuses, deux batteries de montagne, une ambulance, une compagnie d’intendance, une section du parc mobile, trois stations optiques, sous les ordres du général Sanjurjo, et, de la Métropole, six bataillons, trois compagnies d’intendance et une compagnie de télégraphie de campagne. Je pars pour Melilla au départ de Ceuta,. »

 L’évacuation des malades et blessés fut toutefois poursuivie. Dans la nuit du 22 au 23, défiant la vigilance, des groupes de soldats espagnols s'éloignèrent de la position pour se rendre à Batel, sur la route de Melilla.
Le chef d’état-major de Melilla avait envoyé à Berenguer un télégramme annonçant la nouvelle du suicide de Silvestre et se concluant par : « Je juge tout à fait indispensable et des plus urgentes votre présence dans cette place en raison de situation très difficile ». Berenguer s’était alors embarqué à Ceuta sur une canonnière à destination de Melilla, où il était arrivé un peu avant minuit le 23 juillet.
Les « Forces indigènes », naguère encore la colonne vertébrale de l’armée espagnole, avait cessé de jouir de la confiance. Sur les instances de leurs propres commandants, la plupart des policiers indigènes présents à Driouch furent désarmés et renvoyés à leurs pénates. Des renseignements inquiétants parvenaient sur les Regulares qui avaient passé la nuit à Ouestia, de sorte que leur commandant avait indiqué à plusieurs reprises qu’il ne répondait pas de ses hommes et que pour avoir quelque chance de les fidéliser, il fallait les renvoyer dans leur famille et circonscription respectives, avec pour tâche d’œuvrer à maintenir soumises les kabilas concernées et à éviter qu’elles rejoignent le soulèvement. Navarro donna suite à cette demande et disposa que les Regulares présents dans la position, soit au total 1290 hommes, eussent à quitter celle-ci et à se rendre dans leur cantonnement à Ouestia pour y être désarmés — décision fâcheuse, attendu que les désertions dans cette unité avaient été rares et que les Regulares étaient déployés dans des kabilas autres que celles où ils avaient été recrutés. Du reste, dans le défilé d’Issoumar, ils avaient rempli sans défection leur tâche de protection des flancs de la colonne et avaient atteint Driouch en bon ordre,. Plus tard, à Batel, Navarro allait renvoyer à leurs foyers également les harkis « amis ».
Les pertes espagnoles, blessés et tués confondus, avaient été jusque-là de 1200 hommes. Selon le rapport de Pérez Ortiz remis à Navarro, l'effectif disponible à Driouch, après défalcation des Regulares et prise en compte des unités arrivées les 22 et 23 juillet, s’élevait à 2600 combattants (certains auteurs cependant citent le chiffre de 4100). Navarro disposait de trois batteries, avec au total entre 13 et 15 canons, manœuvrés par 489 servants, et de 225 chevaux. La position réunissait de bonnes conditions pour la défense : les abords étaient dégagés (interdisant aux harkis d’approcher sans être vus), il y avait un bastion avancé, et des vivres et des munitions étaient disponibles en quantité. Le point d’eau était proche et abondant. Pérez Ortiz, qui avait dirigé les travaux d’aménagement du camp, jugeait celui-ci adéquat et capable de résister plusieurs mois, à condition de renforcer le bastion avancé de Hamane (près du fleuve Kert). « S’il n’avait dépendu que de moi », écrit-il dans ses mémoires, « nous y serions restés »,. Le capitaine Aguirre, du génie, remarqua pour sa part que, si certes le parapet se trouvait dans de bonnes conditions, la position manquait de fil barbelé. Navarro cependant qualifia Driouch de « mur faible » ; la fortification présentait en effet des déficiences, et Navarro craignait, si la colonne demeurait dans la position, de voir ses communications coupées avec Melilla consécutivement à la rébellion des kabilas soumises, en particulier de Beni Saïd.
Au même moment, à Melilla, le colonel Sánchez-Monje, chef d’état-major de la Comandancia, signala, dans un message expédié à Madrid le 22 juillet, que « l’alarme augmente dans la population » et dit estimer « de la plus haute urgence » l’envoi de renforts pour qu’ils « rehaussent le moral en berne et garantissent la sécurité de la population », ce qui était une façon de dire que le sort de Melilla était un sujet d’inquiétude.
Compte tenu de l’opinion de Pérez Ortiz, et mieux convaincu pour un temps des possibilités de défense de la redoute, Navarro ordonna de suspendre l’évacuation. En même temps, la démoralisation dans la troupe, loin de cesser, s’accentuait par le passage de voitures rapides se hâtant en direction de Melilla, et où avaient pris place des officiers, certains blessés, d’autres malades, et d’autres dont on supposait qu’ils avaient été autorisés par le général à retourner à la « place ». De plus, tout au long de la nuit du 22 au 23 juillet, on entendit, selon le récit de Sainz Gutiérrez, les tirs de fusil et les canonnades de la position A s’espacer de plus en plus, encore que la position ait résisté pendant plusieurs jours encore,. En conséquence, Navarro envoya dans la même nuit du 22 au 23 juillet un radiogramme chiffré contenant un résumé de toutes ses conclusions, notamment qu’à son opinion il n’y avait plus d’autre solution que de se replier sur Batel, attendu que, selon ce que lui avait signalé le capitaine de la mía de Beni Sidel, cette kabila était en passe de se rebeller et que la ligne de communication entre Driouch et Batel menaçait d’être coupée, et communiqua avoir ordonné aux positions de Tafersit et de Souk-el-Telatza de se replier respectivement sur Chaïf et sur Al Aroui. Ensuite, Navarro décida de transférer vers Driouch la position de Chaif, laquelle était composée désormais de toutes les petites positions situées à l’entour. Au besoin, ces forces pourraient ensuite se retirer sur Souk-el-Telatza, voire sur Mont-Aroui,. Ce plan, raisonne Julio Albi, apparaît discutable, car il impliquait d’écarter des forces de son flanc gauche, en les dirigeant vers le sud, en direction de la zone française, au lieu de les concentrer face à la harka. Navarro devait deux ans plus tard justifier sa décision, alléguant qu’il se souciait de « ne pas mélanger ces troupes [encore intactes] avec celles démoralisées […]. Le caractère contagieux de la panique est notoire ». Il se proposait de mettre le plan en œuvre dès le lendemain. Mais à l’encontre de l’ordre donné par Navarro, les garnisons concernées, y compris la position A, firent part de leur résolution de « mourir avec honneur »
Navarro craignait aussi une offensive rifaine enveloppante, qu’il ne serait pas en mesure de contenir avec les unités épuisées qu’il avait sous ses ordres. Julio Albi toutefois fait observer qu’Abdelkrim se trouvait toujours à Anoual, tout entier occupé à digérer sa victoire soudaine et inopinée, et que sa harka, affairée à recueillir le butin inoui tombé entre ses mains, abandonné tant à Anoual que sur le trajet de la colonne de repli, n’avait pas avancé au-delà d’Issoumar. Aux armes s’ajoutaient tous les impédiments (toiles de tente, ustensiles de cuisines, etc.) de milliers de soldats. Les mêmes tentations se présentèrent aux kabilas établies sur le tronçon Anoual-Driouch, lesquelles avaient en plus pris des prisonniers par dizaines. La pression que la harka pouvait exercer sur les troupes de Navarro à ce moment-là était donc toute relative. Navarro disposait encore, même en retranchant les Regulares et la Police indigène renvoyés aux arrières, d’unités d’infanterie, plus six compagnies de sapeurs, certes délabrées et effarouchées pour beaucoup d’entre elles, mais l’adversaire n’était pas, en ces moments, à la hauteur. Navarro donne l’impression de penser avoir affaire à une armée organisée, ce que son adversaire n’était alors nullement. D’autre part, il est compréhensible que Navarro ait cherché à s’approcher autant que possible de la place de Melilla et de l’appui qu’il pouvait en attendre, mais qu’elle ne lui apportera jamais. Il devait enfin prendre garde au risque d’un soulèvement de toute la zone orientale, ce qui l’aurait laissé isolé ; mais il n’avait pas saisi que la meilleure manière de déclencher un tel soulèvement était justement la retraite, en accord avec l’adage « kabila abandonnée, kabila soulevée ».
Les ordres de repli des petites positions avancées commençaient à être suivis d’effet. Les nouvelles qui parvenaient de ces positions n’étaient guère encourageantes. Les commandants de Tafersit racontaient qu’au moment de quitter leur position, ils furent abandonnés par la totalité de leurs effectifs. Un enseigne venant de Buhafora relate que la garnison de son poste avait été assassinée par suite de la trahison des forces de la Police indigène. À Azru, des faits semblables s’étaient produits : après avoir dynamité tout ce qui ne pouvait être transporté, les militaires espagnols furent tous assassinés, la plupart par leurs propres policiers indigènes. Les hommes de troupe, renseignés par ces récits sur ce dont les harkis étaient capables, craignaient pour leur vie et étaient agités. Par suite, et en dépit de la surveillance, des individus ou de petits groupes continuaient de s’esquiver en direction de Batel, au point qu’il fut disposé que les fantassins de San Fernando se tiennent, baïonnette au fusil, sur le parapet de défense ou à l’entrée de la redoute, avec la consigne impérieuse d’empêcher à tout prix que quiconque puisse sortir de l’enceinte,.

#### Retraite de Driouch vers Batel et Tiztoutine
Informé de ce qui était arrivé à la colonne des blessés le 23 juillet 1921, et redoutant de se retrouver isolé à Driouch, le général Navarro prit, sous la pression des circonstances, la décision de se replier sur Batel, conformément à son dessein originel et au rebours de l’ordre de Berenguer,,. Il renonçait ainsi à son projet de restaurer la discipline et de laisser ses hommes se reposer à Driouch ; ceux-ci, bien qu’ayant déjà parcouru 24 km et demi depuis Anoual, auraient à couvrir un supplément de plus de 19 km. En même temps, la décision impliquait l’abandon d’une vaste étendue de territoire (nommément Beni Saïd et le nord de Metalsa, laissant à leur sort toute une série de petites garnisons dépendant de Driouch),,, mais les renseignements qui lui parvenaient sur l’attitude des kabilas « soumises » de l’arrière, et en particulier l’information que la route avait été barrée par l’adversaire, finirent par le résoudre à ordonner la retraite avant qu’il ne soit trop tard. De fait, les communications étaient d’ores et déjà coupées, en sorte qu’il ne fut même pas en mesure de faire part de sa décision à Berenguer. Navarro était convaincu qu’il aurait à Batel des lignes de communication sûres avec Melilla, que sa présence à Batel obligerait les kabilas soumises d’adopter une attitude d’expectative et qu’elles ne feraient donc rien pour entraver l’avancée des troupes de renfort, et qu’il lui serait ensuite aisé, avec le secours desdits renforts, de récupérer Driouch. Le point de vue de Navarro était corroboré par les incessantes prédictions de Villar, réputé le meilleur expert sur place en matière politique, selon qui la harka serait à Melilla dans 14 ou 16 jours,. Sainz Gutiérrez ajoute, comme arguments supplémentaires, que la colonne n’avait plus que 50 000 cartouches et ne disposait pas, compte tenu de la grande concentration de forces dans la redoute, d’une réserve suffisante de farine et de nourriture animale, et « mille autres circonstances »,,,,.
Le 23 juillet à midi, Navarro vint signifier préremptoirement à Pérez Ortiz « que les circonstances exigeaient l’abandon de la position ». Dans la redoute stationnaient 2566 hommes au total (avec quelques femmes), 91 chevaux et 193 mulets. Navarro ordonna de ramasser les cadavres et de les charger sur les mulets et les avant-trains des chariots. La colonne s’articulerait selon quatre blocs : une avant-garde, constituée d’une compagnie d’infanterie Ceriñola, qui serait suivie, dans cet ordre, des 252 blessés restants et des impédiments, de quelques chariots de munitions, de deux autres compagnies du susnommé régiment, de l’artillerie (composée de plusieurs batteries de montagne), des sapeurs, des régiments Melilla et África, et de Navarro avec son état-major. L’arrière-garde serait assumée par le noyau du régiment San Fernando, sous les ordres de Pérez Ortiz,,,,.
En attendant le départ, les unités les plus disciplinées se mirent en formation, tandis que les autres se bousculaient à la porte. C’est en vain que Navarro s’échina à rasséréner la troupe. Les camions transportant les malades et les munitions furent assaillis par les soldats, et il fallut, pour les en empêcher, user du gourdin, voire du revolver,. Des groupes de soldats blessés légèrement, voire pas blessés du tout, assaillirent les camions, s’entassant jusqu’à 70 à la fois sur un seul véhicule, lequel ne manquait pas de se renverser ou de tomber en panne quelques km plus loin, par suite de la rupture des amortisseurs, offrant l’occasion aux Rifains d’attaquer. Ainsi, l’une des rares ambulances encore en service, surchargée, s’immobilisa en chemin et fut aussitôt prise d’assaut, les chauffeurs tués par balles et les blessés poignardés ; sitôt le pillage achevé, les assaillants se retirèrent.
La colonne finit par se mettre en mouvement à deux heures de l’après-midi le 23 juillet, dans un ordre impeccable,,,,. Au moment du départ, quelqu’un, dont on ignore l’identité, incendia, à l’encontre des ordres, un amas de paille et d’autres objets abandonnés, donnant ainsi le signal à la harka que la position était en train d’être évacuée,,.

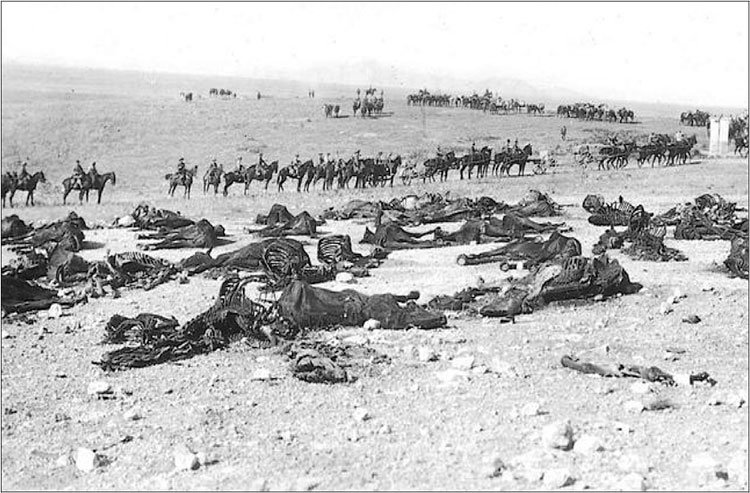
Cadavres de cavaliers Alcántara jonchant la route Driouch-Batel (septembre 1921).

Sur tout le trajet de Driouch à Batel, la colonne fut harcelée sans relâche par les harkis embusqués et quasiment invisibles,, plus particulièrement sur le passage de la rivière Igane (affluent du Kert), où la harka, à l’affût des Espagnols, opposa, en intensifiant ses tirs, une âpre résistance au passage de la colonne, et où celle-ci fut confrontée à la vision de deux camions remplis de blessés assassinés et à de nombreux cadavres atrocement mutilés de soldats de l’Alcántara. Franchir la rivière était une gageure compte tenu que la soif, l’épuisement et le découragement s’ajoutaient au feu rifain,,, y compris dans la partie centrale de la colonne autour de Navarro. Plusieurs officiers tentèrent d’organiser la progression, mais réussirent à peine à imposer un minimum de discipline,,. Les tirs de barrage nourris des rifains chamboulaient les rangs espagnols, mais Navarro ordonna de poursuivre la progression, tandis que Sainz Guttiérez, membre de son état-major, réunissait en criant quelques détachements. Ceux-ci firent feu contre les Rifains, mais ne formaient qu’une minorité parmi la troupe, laquelle refusait de contribuer à sa propre défense, à l’instar de ses officiers, qui (selon le rapport d’opération du régiment d’Alcántara) « continuaient d’avancer sur la route, en se protégeant entre les mulets contre le feu ennemi » ; un capitaine récrimina durement ses collègues et « tenta de tirer les susdits officiers » de leur lâcheté, sans y parvenir, mais ragaillardit néanmoins la troupe par son exemple. L’action décisive et salvatrice pour la colonne cependant furent les quatre charges de cavalerie que les escadrons d’Alcántara, appuyés par le feu des mitrailleuses, exécutèrent contre les rangs serrés des harkis, qui ciblaient les Espagnols depuis l’entaille de l’Igane. Les cadavres des hommes d’Alcántara et des chevaux, tombés en bloc, seront retrouvés cinq mois plus tard, en formation, la plupart de l’autre côté de la rivière. Si les cavaliers furent nombreux en effet à périr lors des quatre charges qui furent effectuées, la colonne avaient entre-temps pu traverser la rivière.
Dans ces combats, 181 cavaliers et 226 chevaux avaient laissé la vie, en plus des nombreux blessés. Au total, ce jour-là 23 juillet, des 691 hommes qui composaient le régiment Alcántara, 541 avaient perdu la vie, 5 avaient été blessés et 78 faits prisonniers. Il apparut ainsi avec évidence que les kabilas jusque-là pacifiques s’étaient entre-temps soulevées contre les Espagnols. Beaucoup d’habitants tiraient sur la colonne depuis leur maison, en marge de la harka. Les harkis faisaient feu à l’abri de tranchées et de ravines naturelles, à partir de hameaux situés en haut des coteaux, que les cavaliers d’Alcántara escaladaient au galop sabre au clair, appuyés par l’escadron de mitrailleuses.
L’obstacle de l’Igane une fois franchi, les troupes surent se réorganiser quelque peu, mais de façon précaire seulement, à telle enseigne que quand Navarro leur fit faire halte à trois km de Batel, afin de s’assurer d’abord que ladite position n’était pas tombée aux mains de la harka, les troupes se laissèrent emporter par la panique et entreprirent une course en avant échevelée, bien que quelques officiers aient tiré sur eux pour les immobiliser. La dernière phase de la retraite et l’entrée dans Batel furent particulièrement chaotiques, après qu’à un km de Batel la colonne eut de nouveau été violemment attaquée, ce qui provoqua un regain de panique chez les soldats, qui se lancèrent dans une fuite effrénée. Les camions furent assaillis par tant d’hommes que quelques-uns en restèrent endommagés et durent être abandonnés,. Ainsi que le note Pérez Ortiz, la route, après le passage de la colonne paniquée, était jonchée de charrettes, de roues, de caisses et d’autocamions ; à sa grande indignation, il remarqua aussi une batterie légère abandonnée avec son affût,,. Des lambeaux de troupes, issus de tous les corps, poursuivirent leur marche jusqu’à Mont-Aroui, voire jusqu’à Melilla, par simple désorientation pour certains, et délibérément pour d’autres, dans le but de se mettre à l’abri.

#### Situation à Batel et Tristutine
En arrivant à Batel, Navarro constata que la situation n’était pas meilleure qu’à Driouch. La cantine, située à l’entrée de la localité de Batel, avait été mise à sac. Il y avait certes davantage de vivres, mais en quantité si réduite qu’on ne pouvait servir qu’une seule ration par jour. De l’eau était disponible, mais également en faible quantité, et le puits situé dans la position même ne donnait qu’une eau rare et salée, en raison de quoi la troupe buvait de l’alcool,,. L’on manquait aussi de médicaments. Quant aux munitions, la position n’en avait d’autres que celles apportées par la colonne, en plus de quelques caisses découvertes sur place, abandonnées. Pas le moindre train n’était arrivé de Melilla,,. La position était privée de communications directes avec Melilla, car un sergent du génie affecté à cette fonction avait fui en emportant les appareils, et ce sans en avoir reçu l’ordre,,,.
L’état-major fit rapidement un état des lieux et arriva à la conclusion que Batel n’était pas préparé pour la défense. La fortification de la position était fort précaire : le mur d’enceinte était trop bas et écroulé en plusieurs endroits,,. La position était dominée par une butte, le mont Oussaga, dont le sommet était coiffé d’un fortin abandonné, mais sur les versants orientaux de laquelle les harkis s’étaient postés dans les broussailles et d’où ils faisaient feu sur le camp à partir du 24 juillet, et ce de manière très efficace,,, causant en effet, dans le seul régiment San Fernando, deux morts et quatre blessés. Plus tard, un groupe de 70 hommes réussit à reconquérir le fortin déserté, où il trouva un héliographe abandonné, grâce auquel on put entrer en contact avec Tiztoutine.
La redoute étant inapte à accueillir autant d’effectifs, une partie des troupes dut se loger dans des bâtiments voisins ; Navarro prit ses quartiers avec son état-major dans les bâtiments de la gare. Le gros de la colonne fut réparti entre les positions de Batel et Tiztoutine, mais une partie poursuivit sa route vers Mont-Aroui et Sélouane, au rebours des ordres de Navarro. Ainsi, des 2566 hommes partis de Driouch, seuls 1300 étaient arrivés à Batel, le reste ayant continué en direction de Melilla ou été tué,,.
À Tiztoutine, la situation n’était guère plus favorable : sa valeur défensive était semblable à celle de Batel, c’est-à-dire très faible. La fortification était quasiment inexistante, et on y manquait d’eau potable et de munitions. De plus, toutes les forces désireuses de s’y loger ne pouvaient y prendre place, raison pour laquelle une partie de la colonne poursuivit son mouvement désordonné de retraite, sans consigne d’aucune sorte et sans commandement. La majorité continua jusqu’au fort de Mont-Aroui, où les défenseurs, les confondant avec des harkis, les prenaient pour cible ; certains, croyant alors le fort tombé aux mains des Rifains, continuèrent leur route vers Sélouane.
Les hommes de l’Alcántara, les premiers à pénétrer dans la redoute de Batel, eurent à constater d’abord que le treuil du puits d’eau du génie ne fonctionnait pas, et que par conséquent la corvée d’eau devait s’accomplir au puits no 2 situé à Tiztoutine, à deux km de distance, chose infaisable. Un wagon-citerne présent sur le site contenait 5 000 litres d’eau. La garnison s’attacha à renforcer les défenses et à approvisionner en eau le fortin d’Oussaga, ce qui coûta plusieurs morts. Dans la suite, tout effort pour extraire de l’eau du puits allait être vain. Pour résoudre le problème de l’eau, Villar eut l’idée de négocier avec les autochtones. Un accord fut trouvé par lequel les Rifains consentaient que la corvée d’eau puisse être accomplie sans encombre par les Espagnols, en contrepartie de quoi de l’eau était livrée aux Rifains à l’usage de leur bétail (dans cette partie du territoire, où l’eau était rare, tous les puits appartenaient à l’armée espagnole),. Cependant, quand le peloton se présenta avec des fûts près du puits, il fut reçu par une fusillade qui tua la totalité des animaux et dispersa leurs conducteurs,. Ainsi, même si le puits continuait d’être occupé par les soldats espagnols, la corvée d’eau ne pouvait plus se faire.
L’absence de communications conduisit Navarro à ordonner au commandant Villar d’aller aux nouvelles à Tiztoutine avec un groupe d’officiers. Ils durent s’y rendre à cheval, au galop, pour échapper aux tirs des harkis retranchés sur les hauteurs proches, qui allaient jusqu’à tenter de leur couper la route. Le détachement arriva cependant à destination, obtenant des informations, des renforts (en particulier quelques médecins) et un téléphone,. L’une de ces informations portait qu’une partie des effectifs, qui aurait dû rester à Tiztoutine, avait la nuit précédente poursuivi son chemin jusqu’à Mont-Aroui.
Les soldats d’Alcántara restants combattaient désormais comme fantassins, de garde derrière le mur d’enceinte, vu que les chevaux, épuisés et assoiffés, ne pouvaient être utilisés que pour le transport des blessés. Les harkis, au nombre de quatre ou cinq, mais avantageusement positionnés sur les hauteurs, faisaient de nombreuses victimes chez les occupants de la redoute ; pour y parer, le sergent de la Police indigène se vit confier une mission de ratissage de la colline en cause, mission qui connut une issue calamiteuse puisque les policiers indigènes en profitèrent pour déserter, en sorte que le sergent regagna seul la redoute. Les communications demeuraient coupées avec Tiztoutine et Melilla, et l’on utilisa les services d’un adolescent rifain qui s’était offert pour faire l’estafette entre Batel et Tiztoutine.
Le 26 juillet affluèrent des soldats provenant d’autres positions dont la garnison venait d’être évacuée ou anéantie, tel que Dar Kebdani. Le même jour 26 juillet, Navarro, pour qui il était devenu évident que la colonne devait se replier sur Mont-Aroui, réunit ses commandants, qui tous s’accordaient pour qualifier la situation de critique et sur la nécessité de se replier sur Tiztoutine, d’autant plus urgemment que le feu des harkis sur cette position se faisait plus nourri. Navarro décida donc que les effectifs présents à Batel devaient se replier le lendemain 27 juillet sur Tristutine, où était cantonné le reste de la colonne,.
À Melilla, l’une des premières actions de Berenguer fut d’envoyer un radiogramme à Sanjurjo pour le prier de faire route pour Melilla et d’arriver sitôt que possible. Toutes les positions qui résistaient encore lui réclamaient instamment des renforts, mais Berenguer avait acquis la conviction qu’il ne disposait même pas de suffisamment d’unités pour assurer la défense de Melilla. Après trois heures de présence dans la ville, il arriva au constat suivant, qu’il communiqua au ministre Eza :

« Dans de telles conditions, et après avoir tenté d’organiser la défense, je me trouve confronté à ceci qu’il n’y a rien d’utilisable. Tous les services sont désorganisés, le matériel dans sa quasi-totalité au pouvoir de l’ennemi, et les forces dispersées sans commandement ; et pour désastreuse que soit la situation que je vous dépeins au plan des ressources en matériel, le moral l’est beaucoup plus encore, qui est en déperdition dans presque tous les vestiges de cette armée ; en un mot : la Comandancia General de Melilla s’est effondrée en quelques jours de combat d’une telle sorte qu’il reste d’elle peu de chose d’utilisable ; tout doit être créé à neuf, et tout doit l’être à partir de ressources qu’elle recevra, et si urgemment que, si nous ne le faisons pas tout de suite, nous ne pourrions peut-être même pas contenir la kabila de Gueznaya et devrons en revenir aux positions initiales de l’année 1909. »

Melilla informa Navarro que les premiers renforts commençaient à affluer de la métropole et lui transmit l’ordre de Berenguer de s’accrocher à Batel et Tiztoutine, vers où partiraient le lendemain matin trois compagnies du régiment d’infanterie Ceriñola, dont une de mitrailleuses. Toutefois, Navarro eut le soupçon qu’il ne serait pas en mesure d’exécuter ces ordres, eu égard notamment à la mésaventure des soldats partis chercher de l’eau avec des fûts dans le bourg de Batel, et au fait que pendant la soirée et la nuit la position fut incessamment harcelée par les tirs rifains,.

#### Retraite de Batel vers Tiztoutine et Mont-Arouit
Le 27 juillet 1921, il fut décidé que la colonne se retirerait sur la position de Tiztoutine toute proche, selon un schéma semblable aux retraites précédentes, c’est-à-dire : compagnie de Ceriñola à l’avant-garde, blessés au centre, deux mitrailleuses sur le flanc gauche, l’Alcántara sur le flanc droit, et le régiment San Fernando et la Police indigène en arrière-garde. Le court trajet était rendu interminable par les tirs nourris des harkis embusqués dans les broussailles sur les deux flancs de la vallée. La colonne de repli eut à déplorer 9 morts et 22 (ou 25, selon les auteurs) blessés,,.
À Tiztoutine, Navarro ne put que déplorer que nombre d’unités avaient pris le chemin de Mont-Aroui, et le camp donnait l’impression d’avoir été abandonné précipitamment. Les fortifications étaient, à l’égal de Batel, de médiocre facture : le mur d’enceinte était bas, renforcé par endroits de sacs d’avoine, mais ne suffisant pas à éviter que d’amples zones de la position ne soient exposées aux tirs depuis les hauteurs environnantes. Des cantines et du bourg ne restaient que ruines et cendres,,. Le dernier train, bondé, avait quitté le camp le 23 juillet en emportant les blessés du convoi sanitaire,.
Les effectifs, trop nombreux, ne pouvaient trouver place dans la position et durent se loger à l’étroit dans une plâtrerie et dans une maison située à proximité. Tiztoutine disposait de vivres pour huit jours et de plusieurs fûts de bière et de vinaigre, ainsi que d’une citerne de 6 000 litres d’une eau salée, que l’on allongeait de vinaigre pour la rendre buvable.
La position subissait le feu rifain, contre lequel les Espagnols ne pouvaient, par manque d’espace, se prémunir. Plus d’une trentaine de chevaux de l’Alcántara allaient être la proie des tirs.
Au soir du 28 juillet, un soldat artilleur espagnol se présenta porteur d’une lettre d’un cadi local, qui pressait à la reddition, avec l’assurance de vie sauve, et sous peine, dans la négative, d’être la cible des canons qu’il projetait d’installer. Le soldat affirmait que d’importants groupes de Beni Ouriaghel étaient arrivés sur le front de Tiztoutine, et demanda à Navarro de le laisser retourner, faute de quoi six autres soldats captifs seraient fusillés. Néanmoins, Navarro ordonna d’enfermer le soldat pour empêcher qu’il ne prenne la fuite,.
Le 27 juillet, la communication avec Mont-Aroui ayant pu être établie, Navarro envoya un message pour demander des informations sur l’état de cette position et sur Melilla, et pour annoncer son repli, en priant qu’on le protège sur le dernier tronçon par une sortie de troupes. Le 28 juillet à 9 h parvint de Mont-Aroui un faux message, résultat d’un malentendu, portant que Berenguer avait ordonné la retraite.
L’opération d’évacuation sur Mont-Aroui, minutieusement préparée, commença le 29 juillet à 2 h du matin. En avant-garde de la colonne rectangulaire, dont le front était large de 50 m, allaient deux compagnies d’infanterie et une de mitrailleuses, sous le commandement du lieutenant-colonel Pérez Ortiz. Entre l’avant-garde et l’arrière-garde s’étirait le gros de la colonne, composé de 252 blessés, trois canons, divers groupes d’infanterie et d’artillerie, et l’état-major de Navarro. Les troupes devaient marcher avec ordre et circonspection, en évitant de faire du bruit pour ne pas donner l’éveil ; si la harka tirait, il ne fallait pas riposter, mais se regrouper. Pendant les 15 premiers km (sur une distance totale de 16 km), la colonne, malgré les complexes problèmes de coordination, et à la faveur de l’obscurité, avança sans contretemps, encore que l’arrière-garde ait eu à repousser les attaques des harkis et ait détourné sur elle les effets de ces attaques,,,. L’allure de la colonne était réglée sur celle des brancardiers, qui étaient relevés périodiquement, et le moral de la troupe sur tout le parcours était excellent.
Le bourg de Mont-Aroui, non loin du fort, était déjà occupé par les harkis, la garnison ayant négligé, à l’encontre de l’ordre de Navarro, de l’occuper préalablement. Peu avant l’aube, lorsque les troupes furent arrivées à la hauteur de la maison dite « de Muñoz », à un km du bourg de Mont-Aroui, un fort contingent de harkis en surgirent et se mirent à attaquer avec virulence l’arrière-garde et le flanc droit, pendant que l’avant-garde devint elle aussi la cible d’un feu nourri venant du bourg, où les harkis s’étaient postés tout autour dans les maisons, sur les toits et derrière le remblai du chemin de fer,,. L’arrière-garde, sitôt épuisées ses munitions, dut s’unir au gros de la colonne, imitée en cela par les deux flancs, ce dont il s’ensuivit que les éléments défensifs étaient mêlés aux blessés et que la structure de marche se trouva désarticulée, situation propice à la survenue de la panique. Ainsi, à 400 m du fort, malgré les tentatives des officiers de maintenir l’ordre, la panique s’empara de la troupe, qui courut en débandade vers l’entrée du fort, y compris les artilleurs, qui s’enfuirent à cheval, en abandonnant la seule batterie restante, sans avoir préalablement saboté les canons,, et après avoir culbuté leur capitaine qui tenta de défendre la batterie. Les Rifains se saisirent des canons pour les emporter à la force des bras ; ils devaient bientôt, après en avoir étudié le mécanisme, s’en servir pour pilonner le fort. Dans le même temps, les vingt policiers indigènes tentaient de déserter pour rejoindre la harka, mais Pérez Ortiz donna ordre de faire feu sur eux, dont la plupart périrent,,,. Beaucoup de blessés, abandonnés sur leurs civières, furent achevés par les harkis, qui poursuivirent les fugitifs jusqu’au monumental portique d’entrée du fort. Quelques officiers, qui tentaient de contenir les troupes, furent tués par leurs propres soldats, furieux qu’on entrave leur fuite. À 7 h, les derniers des 2535 hommes formant la colonne pénétraient dans le fort. Le dernier à entrer fut Navarro, qui faillit être ciblé par un harki,,. De l’intérieur du fort, on pouvait observer comment les Rifains achevaient avec rage les blessés de l’armée espagnole. Le bilan dressé par Navarro s’établit à 140 tués et disparus et à un grand nombre de blessés, mais, selon certains auteurs, le chiffre total réel serait proche du millier.

### Fort de Mont-Arouit

#### Description

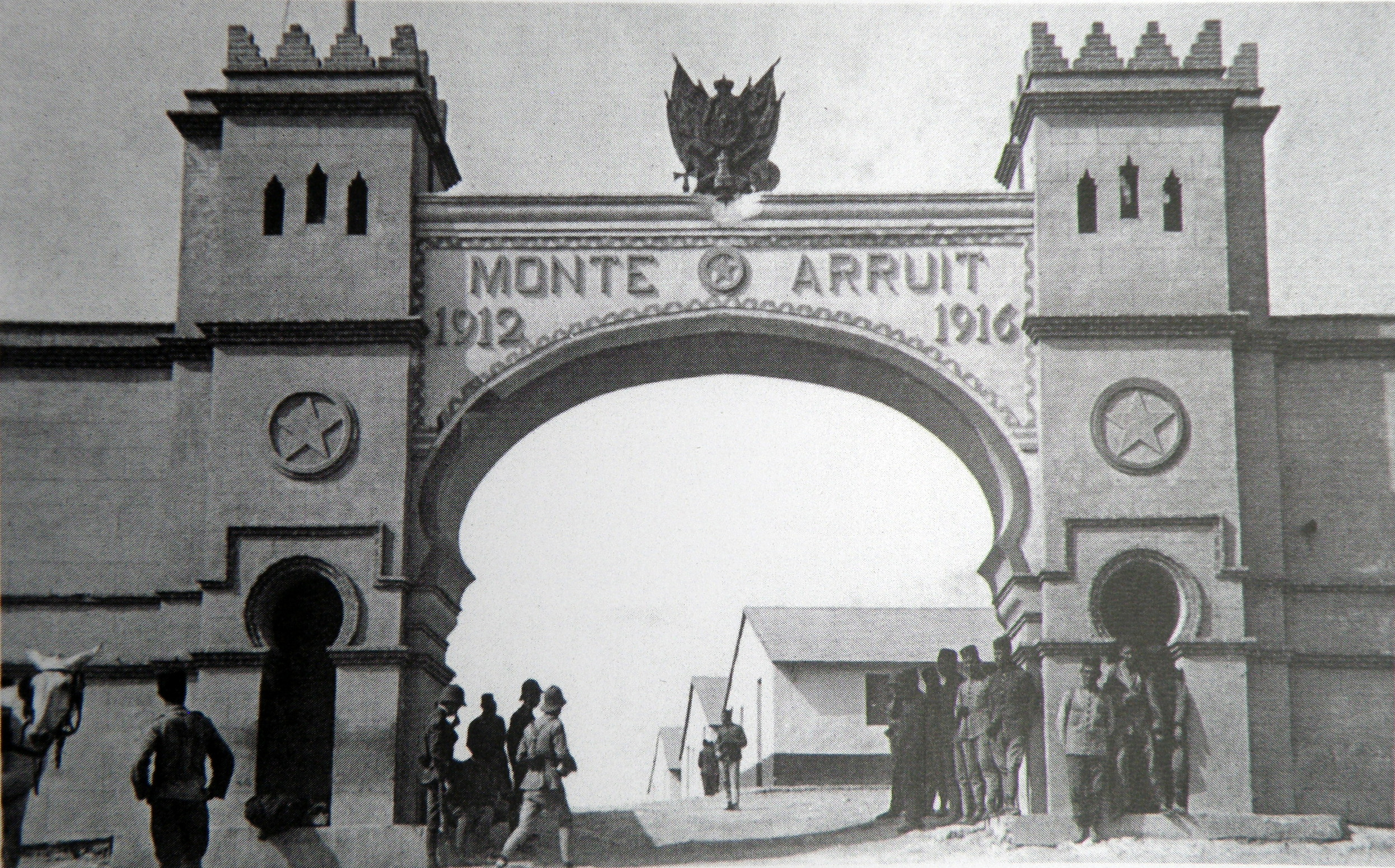
Fort de Mont-Aroui avec son monumental avant-corps à arc outrepassé (vers 1918).

Mont-Aroui, où l’armée espagnole avait une position fortifiée, était un bourg situé à 30 km environ au sud de Melilla, sur le trajet vers Al Hoceïma. Le fort, de forme hexagonale, était ceint d’un mur de défense avec banquettes de tir. L’entrée principale en était la porte de l’Arc (Puerto del Arco), avant-corps percé d’un monumental portique à arc outrepassé donnant sur le nord. À l’intérieur, au centre, s’étendaient les baraquements de la troupe, dont un faisait office d’infirmerie. L’ensemble était sous le commandement d’un capitaine d’artillerie. Le bourg jouxtant le fort se trouvait aux mains de déserteurs de la Police indigène, ce qui rendait la corvée d’eau tellement onéreuse en hommes qu’on avait renoncé à l’effectuer le 24 juillet, et qu’elle fut accomplie en partie seulement le jour suivant, avec pour conséquence que chaque soldat ne recevait qu’un verre par jour. Peu à peu pourtant, on réussit à organiser la collecte d’eau potable, mais au prix de quatorze ou quinze pertes journalières.
Dans le bourg résidait un fort nombre de familles espagnoles, qui travaillaient dans les différents domaines agricoles gérés par des colons, eux aussi espagnols. Une partie de cette population européenne avait décidé de se réfugier à Melilla dans la première quinzaine de juillet 1921, effrayée par des informations sur les attaques commises par des Rifains rebelles tant contre les Espagnols que contre les autochtones partisans du Protectorat.

#### Arrivée de la colonne Navarro (23 juillet) et état de situation
Les officiers de la colonne Navarro éprouvaient quelque irritation contre la garnison, qui ne se serait pas portée au secours des arrivants, mais il leur avait échappé qu’un détachement de 200 hommes était bien parti à leur rencontre. Ils découvrirent bientôt une garnison totalement démoralisée : certains soldats étaient assis au pied du mur d’enceinte, d’autres, la plupart d’entre eux, occupaient les baraquements.
Navarro fit son entrée dans le fort avec 2201 hommes encore valides et 252 malades et blessés, après la disparition durant la retraite de 728 hommes et l’apparition de 139 nouveaux blessés. À ces effectifs, il convient d’ajouter les 964 (et non les 1500 cités par Gómez López) de la garnison existante, où figuraient les éclaireurs et les hommes d’escorte de Silvestre, issus de l’Alcántara, et la vivandière Juana Martín López, dame énergique qui quelques jours auparavant s’était, aux côtés de son fils, défendue à coups de fusil contre les Rifains rebelles,. Le fort hébergeait donc un effectif de 3017 hommes au total, en ce compris les blessés,,,. Il restait 20 chevaux et un nombre semblable de mules, dont plusieurs allaient périr dès le 29 juillet sous l’effet des obus lancés par les harkis, et dont les cadavres allaient servir d’aliments aux défenseurs,.
Au 29 juillet 1921, il ne restait plus de vivres que pour deux jours, et les munitions (dont il ne subsistait plus que 14 caisses) ainsi que le matériel sanitaire commençaient à se faire rares. Le fort n’avait pas d’artillerie et ne disposait que d’une seule mitrailleuse en état de fonctionner. Le bourg et les ruines d’un ancien camp militaire étaient au pouvoir des harkis, ce qui leur permettait de faire feu sur le fort à couvert et, grâce à la faible distance (moins de vingt mètres) lancer des grenades à main. Un des trois canons abandonnés par les Espagnols lors de la ruée sur le fort ne tarda pas à pilonner la position, bientôt suivi d’un autre. Le pointage, peu précis au début, allait s’affiner de plus en plus.
Tandis que Navarro travaillait à mettre de l’ordre dans la garnison, son état-major s’efforçait d’établir la communication avec les autres positions. Navarro envoya à Berenguer le télégramme suivant :

« Suis arrivé à sept heures […] avec dernier reste colonne […]. Suis convaincu de l’impossibilité de me replier davantage, si ce n’est avec le soutien de renforts. N’ai pas de munitions ; ennemi s’est emparé des dernières pièces, avec lesquelles il a rompu le feu. »

Il apparut bientôt que Berenguer n’envisageait pas pour le moment de se porter au secours de la colonne, trop accaparé déjà par la défense des positions non encore conquises par la harka. Il n’y avait donc pas d’autre option que de s’atteler à l’organisation défensive, structurée en différents secteurs. Ainsi, le portique d’entrée, le secteur le plus périlleux, fut promptement pourvu d’un parapet de sacs de son, doté de l’unique mitrailleuse, et mis sous la garde de ce qui restait du régiment Alcántara (une cinquantaine d’hommes et six officiers, aux ordres du colonel Primo de Rivera), sous la responsabilité du capitaine Triana,. Sous une chaleur extrême, Navarro supervisait toute la position au pied du mur d’enceinte et encourageait la troupe.
Par suite du manque de matériel de soins, des infections avaient fait leur apparition et causaient la mort des blessés. Bientôt, ceux-ci allaient être laissés sans soins dans un baraquement dénommé « infirmerie ». Une compagnie de sapeurs du génie se chargeait, au péril de leur vie, d’enterrer péniblement, presque à ras de terre, les trépassés, au nombre de 25 par jour en moyenne, à l’aide de pioches et d’une pelle, dans un carré pierreux très dur qui prit nom de « placette de la Mort »,,,. Les animaux morts étaient précipités hors de la position, non sans danger pour ceux qui s’en chargeaient.
L’eau potable était, ici également, dans une large mesure le talon d’Achille de la position. Le commandant du fort n’avait pas pris la précaution d’en assurer l’approvisionnement et avait négligé p. ex. d’en constituer des réserves. Pour comble de malheur, le puits situé dans le bourg était devenu inutilisable après qu’un soldat assoiffé s’y fut malencontreusement jeté et l’eut contaminé. Il fut alors décidé de faire occuper par une compagnie San Fernando une maison proche de la rivière, à un demi-kilomètre du fort, pour protéger les convois d’eau,,. Ladite compagnie allait y demeurer jusqu’à la fin, sans jamais être relevée, et n’être approvisionnée que de façon précaire. Pour effectuer la corvée d’eau, on engageait un noyau de troupes, formé à tour de rôle dans les différents corps et chargé de protéger un groupe d’hommes désarmés ; ceux-ci, habituellement un sergent et 16 soldats, traversaient, sous le feu de Rifains bien retranchés, une étendue entre 200 et 300 m, remplissaient en hâte les chariots-citernes et les ramenaient ensuite au fort. Après que quelques-uns des citernes et fûts eurent été perforés de balles, on eut recours à des bidons et à des boîtes de laiton, ce qui prolongeait considérablement le processus de prélèvement d’eau et augmentait le risque. Ainsi, pour le seul 30 juillet, on eut à déplorer 16 pertes.
L’alimentation était également problématique. À partir du 2 août, la ration quotidienne était réduite à trente grammes de légumes, une poignée de riz (tant qu’il en restait), et deux millilitres d’huile, puis l’on décida de distribuer la viande tirée des chevaux morts de soif ou sous les tirs. Pérez Ortiz a laissé des descriptions de scènes affligeantes ; ainsi p. ex., après qu’un coup de canon avait frappé un groupe de chevaux :

« On vit de toutes parts des groupes de soldats se restaurant comme des vautours sur les cadavres frais, qu’ils s’employaient, au moyen de machettes, de couteaux, comme ils pouvaient, à découper en quartiers et à décharner, jusqu’à ne plus laisser, sur une mare de sang et de déchets, les dépouilles entassées de l’animal. »

#### Siège
À peine trois heures après l’arrivée de la colonne, l’artillerie rifaine, positionnée à l’est du fort, intensifia son feu, avec 114 impacts pour le seul premier jour,. Les tirs de canon des Rifains faisaient preuve d’un pointage de plus en plus précis, ce qui suscita le soupçon — confirmé par la suite — que ceux qui manœuvraient les pièces étaient des artilleurs espagnols faits prisonniers, en particulier un caporal du régiment d’infanterie de Melilla, rémunéré six duros par jour,,. Ce pilonnage causait de nombreuses pertes, dont notamment Primo de Rivera, blessé au bras droit alors qu’il se tenait près du parapet du portail d’entrée ; le bras dut être amputé, à l’aide d’une lame de rasoir et sans anesthésique,,,,.
Le matin du 29 juillet, la position était totalement bloquée, et à cette même date, toutes les kabilas à l’ouest du fleuve Kert s’étaient soulevées.
Le 30 juillet au matin, un avion survola le fort et largua quatre sacs de jute, qui atterrirent en dehors du fort, et dont deux, contenant du pain, purent néanmoins être récupérés et répartis entre les blessés,,. Un héliographe fut installé, au moyen duquel on put, avec Sélouane comme relais, communiquer avec Melilla,. Des messages d’encouragement parvenaient non seulement de Berenguer, qui félicitait la garnison avec effusion, mais aussi de la part du roi.
Le 31 juillet, la corvée d’eau se solda par la perte de 85 hommes, morts et blessés, sans résultat. La ration d’eau était réduite parfois à moins d’un demi-litre par jour,,. Le 31 juillet, le service d’eau, impossible à exécuter, dut être décommandé après 56 pertes, auxquels s’étaient ajoutées les 28 du détachement de renfort. Le même jour, un obus frappa un enclos de chevaux, dont seuls quelques-uns restèrent encore sur pied,.
Le point de vue de Berenguer, qui avait le 27 juillet déclaré à son ministre de tutelle « comprendre et partager ses préoccupations concernant les avancées, mais être obligé de tout sacrifier à la sécurité de la place [de Melilla] et éviter tout effondrement militaire », reçut le 31 juillet, lors d’une réunion d’état-major qu’il présidait, l’aval formel des généraux de Melilla,.
Le 31 juillet, Navarro reçut de Berenguer le message suivant, :

« Le soulèvement général des kabilas est parvenu jusqu’à la place [de Melilla]. Impossible d’organiser colonne avec forces arrivées jusqu’à maintenant. Tous convaincus que [votre] garnison est arrivée dans la défense de son poste à la limite maximale de l’héroïsme, je laisse Votre Excellence libre d’adopter la résolution que les circonstances lui conseillent, [et l’invite] à tenter, en cas de cessation de la défense, de parlementer avec le caïd Ben Chellal, qui, quoique rebelle, est celui de qui j’estime qu’on pourra obtenir les conditions les plus avantageuses. »

Navarro dissimula à la troupe cette invitation à la reddition, de crainte de voir se propager le découragement et s’évanouir tout espoir de secours. Navarro envoya un message de réponse ainsi conçu : « j’ai confiance de pouvoir prolonger la défense à outrance, moyennant que les renforts ne tardent pas à arriver »,.
Le pilonnage du fort, devenu incessant, était le fait de canons placés à présent en face de la porte principale. Un obus tomba dans le logis des officiers et un autre dans l’infirmerie, tuant 16 blessés et détruisant le peu qui restait de médicaments,. Mais la plupart des décès chez les blessés et les malades étaient dus aux infections, contre lesquelles le manque d’équipements sanitaires et d’hygiène interdisait de lutter. Dans le même temps, le prélèvement d’eau potable apparaissait de plus en plus difficile, puisque le point d’eau était sous le feu de harkis retranchés désormais derrière leurs propres murs de défense,,.
Le 1er août, des avions effectuèrent de nouveaux largages de sacs de jutte contenant des petits pains ou remplis de cartouches, lesquelles étaient déformées par la chute et rendues ainsi inutilisables,,. Dans un des sacs largués le 1er août se trouvait un exemplaire d’une édition apocryphe du quotidien melillien El Telegrama del Rif, titrant en gros caractères : « D’ici peu de jours il y aura à Melilla 50 000 hommes », stratagème élaboré par l’équipe de Berenguer pour inciter les défenseurs de Monte-Aroui à résister. Navarro ayant ordonné que cet exemplaire soit lu par la troupe, il passa de main en main dans le fort, et rehaussa le moral,,. La rareté des avions, la faible précision des largages, par quoi la plupart des paquets atterrissaient dans le camp adverse, et les moyens de fortune utilisés (de frustes parachutes improvisés) faisaient que les envois devinrent quasi-anecdotiques,.
Dorénavant, la position était dans sa totalité sous les tirs rifains, et à partir du 1er août, les harkis prenaient en point de mire l’arche du portail d’entrée.
Le 2 août, un groupe de 200 hommes s’en alla accomplir la corvée d’eau, mais pris sous l’intense feu rifain, fut dispersé et disparut dans un ravin. Seuls deux revinrent dans le fort au bout de deux jours, les autres ayant été tués ou faits prisonniers. Une nouvelle fois, la fausse promesse fut faite d’une marche sûre à Melilla en échange de la reddition et de la remise des armes ; les Espagnols qui avaient répondu à cette offre furent ciblés par des harkis embusqués près de la rivière.
Dans l’après-midi du 2 août, une délégation rifaine arborant le drapeau blanc se présenta devant le portail d’entrée suivie d’une foule de quelque 800 Rifains armés (ou 600 selon Julio Albi). Ceux-ci n’obtempérant pas aux injonctions du poste de garde, et menaçant de franchir le portail et d’escalader le mur d’enceinte, le capitaine de l’Alcántara donna ordre d’ouvrir le feu, ce qui coûta la vie à 54 harkis,,,. Du reste, Navarro refusait d’admettre ces émissaires dans le fort, estimant que ceux-ci n’étaient que « gens de faible représentation » et n’offraient aucune garantie.
Le lendemain, le pilonnage rifain reprit, et il y eut de nouveaux largages par l’aviation de vivres et de matériel, à peu près inutilisables car endommagés par la chute au sol. Une nouvelle tentative de prélèvement d’eau potable à la rivière réussit, mais au prix de nombreuses pertes,. Le désespoir se répandit dans la position, et beaucoup de soldats, enjôlés par les Rifains qui leur promettaient de l’eau s’ils désertaient, enjambaient désarmés le mur d’enceinte pour se lancer dans une fuite éperdue, mais les cavaliers rifains se mettaient aussitôt à leur poursuite et les tuaient quasiment sans exception,.
Le 4 août, l’état-major réussit à établir le contact par héliogramme avec la position de La Restinga, sise sur la langue de terre bordant la lagune de Nador, et nouvellement conquise par les Espagnols. La réponse reçue était encourageante : « Nous sommes ici ; nous allons au-devant de vous »,. Dans le fort, la troupe subissait un feu tant de front que d’enfilade. Les canons rifains, manœuvrés par des artilleurs espagnols, effectuaient un pilonnage méthodique, précis et systématique, tout en restant hors de portée des fusils espagnols à cause de la distance des pièces.

#### Assaut et massacre des Espagnols
Dans la nuit du 4 au 5 août, Navarro reçut de Berenguer un message par lequel celui-ci confirmait n’être pas en mesure d’envoyer une colonne de secours, et avoir pour cette raison engagé des pourparlers avec Abdelkrim sur la reddition de Mont-Aroui, par l’intermédiaire d’Idriss Ben Saïd, qui devait se rendre à la position muni d’un drapeau blanc pour en discuter avec lui. Navarro interdit à ses aides de camp d’évoquer ce fait devant les officiers ou la troupe,,,. Le télégramme de Berenguer à Navarro s’énonçait comme suit :

« Urgent. Haut-commissaire au général Navarro.

Devant l’impossibilité d’envoyer à Votre Excellence colonne de secours avec toute la célérité que vous souhaiteriez, j’ai obtenu d’El Khattabi [=Abdelkrim] qu’il y envoie des émissaires, accompagnés de notre ami Idriss Ben Saïd, que Votre Excellence connaît, afin qu’ils favorisent l’évacuation de la colonne. Aux côtés d’Idriss cheminera un guide avec drapeau blanc. Je porte à votre connaissance que La Restinga a été occupée par nous, vers laquelle vous pourrez vous diriger en accord avec les émissaires, en tenant compte que Sélouane et Nador sont au pouvoir de l’ennemi. »

Navarro avait résolu d’exécuter l’ordre de son supérieur, mais en exigeant les garanties d’une retraite pacifique de sa colonne sur La Restinga. Le 6 août, un lieutenant avait été abattu d’un coup de fusil lorsqu’il se présenta par-devant le rempart de défense du portique d’entrée pour parlementer avec un Rifain arborant un drapeau blanc,. L’état-major de Navarro avait été rendu méfiant par l’absence de messagers réels d’Abdelkrim.
La harka d’Abdelkrim ne fit acte de présence à Al Aroui qu’à partir du 5 août 1921, c’est-à-dire quinze jours après le début de la retraite d’Anoual. C’est peu après en effet que pour la première fois Navarro fit allusion à la présence parmi les assiégeants de « forts contingents de Beni Ouriaghel », qui s’étaient positionnés à l’endroit le plus stratégique, à savoir les parapets et les tranchées ayant le point d’eau dans leur ligne de visée. Pérez Ortiz dit les avoir reconnus « à leur courte djellaba et à leur cartable caractéristique »,.
Les blessés, dans un état insalubre, ayant les plaies enveloppées de linges ensanglantés, et dont le nombre dépassait les 400, erraient dans le fort, fuyant l’infirmerie devenu un foyer de gangrène, où le nombre de décès était alarmant,, : tout au long du siège, près de 200 hommes allaient ainsi périr des suites d’infections. Le 6 août 1921, le lieutenant-colonel Primo de Rivera succomba à ses blessures, atteintes elles aussi de gangrène,.
L’action des avions qui survolaient le site, forcés qu’ils étaient de voler à haute altitude pour éviter les impacts de projectiles, n’avait que peu d’effet. De façon générale, et au rebours des propos élogieux de la presse madrilène, l’aviation était peu efficace, et le 5 août p. ex., seuls deux avions prirent l’air. De plus, les avaries, le manque de pièces de rechange, la nécessité d’atterrir sur des terrains non adaptés, tel que l’hippodrome de Melilla, faisaient que l’activité de l’aviation tendait à s’amenuiser toujours plus.
À partir du 7 août, le feu des canons rifains était véritablement efficace, non seulement à l’intérieur du fort, mais aussi contre la maison surveillant le point d’eau. Plusieurs groupes de harkis surent s’approcher suffisamment du mur d’enceinte que pour lancer des grenades à main à l’intérieur du fort ou des pierres à l’aide de frondes. Le 7 août au matin, un obus frappa l’un des baraquements, causant 35 pertes espagnoles, dont Navarro, blessé à la cuisse. Il y eut ce jour-là un total de 98 décharges d’artillerie sur le fort,. Les chevaux tués sur la placette de la Mort continuaient, après rôtissage, de servir d’aliment à la troupe.

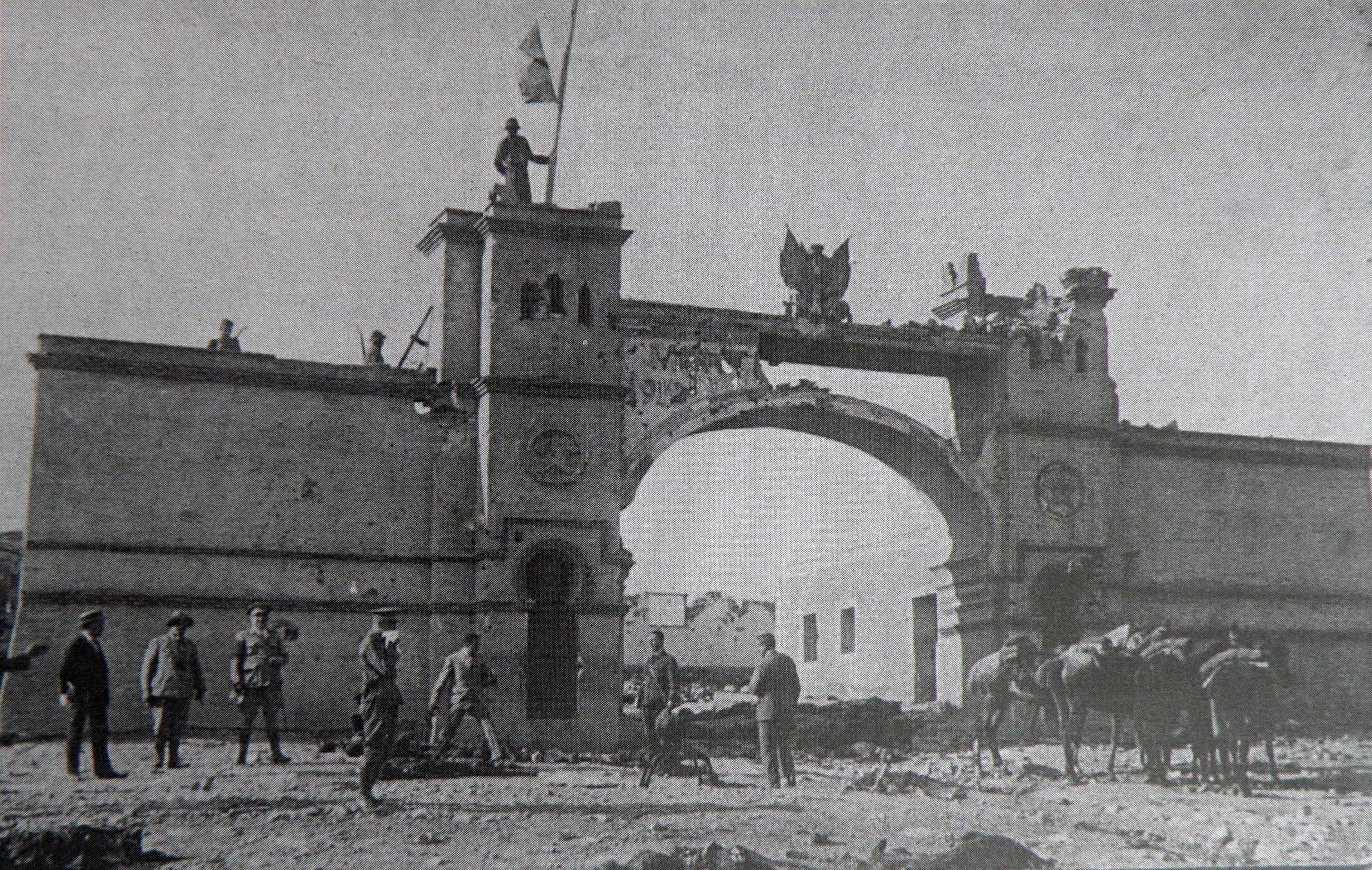
Portique endommagé du fort en octobre 1921, après la reprise par les troupes espagnoles.

Le 8 août, Navarro communiqua à Berenguer par voie d’héliogramme qu’il n’avait pas encore pu négocier la capitulation en l’absence d’émissaires d’Abdelkrim, vu qu’il se défiait des Rifains qui avaient jusqu’ici prétendu parlementer avec lui. Berenguer répliqua qu’il l’autorisait à « traiter avec l’ennemi qui l’entourait, même sur la base d’une remise d’armement, car mon principal souci, après qu’ils ont porté la défense à ce degré extrême, est de sauver la vie de ces héros, sur lesquels sont fixés les regards de l’Espagne »,. Entre-temps, Berenguer avait reçu un avis de l’émissaire d’Abdelkrim, qui se trouvait au Mont Mauro et qui lui communiquait qu’il « faisait tout ce qui était possible pour que cette colonne puisse rejoindre Melilla, mais qu’il buttait contre de grandes difficultés, vu que les Beni Bou Yahi et les M’Talza ne lui obéissaient pas ». Ce message, confirmé par Berenguer devant Eza le 8 août, dénote la volonté d’Abdelkrim d’éviter une tuerie et de mettre en garde contre ce qui menaçait de se produire. De fait, à Al Aroui, personne ne pouvait passer pour représentant Abdelkrim.
Le résultat des interventions menées, en tant que représentants d’Abdelkrim, par Idriss Ben Saïd et Bu Lahia auprès d’Abdelkader, de Ben Chellal et d’autres chefs harkis impliqués dans le siège de Mont-Aroui reste peu clair. Selon la plupart des sources, il fut convenu que les chefs de kabila et les soldats rifains déserteurs se chargeraient de protéger les Espagnols de l’ire populaire après la reddition. D’autres sources indiquent que les cadis locaux étaient conscients que la rancœur et le désir de vengeance que ressentait l’immense majorité de la population des kabilas étaient irrépressibles et que l’on ne pouvait s’engager à rien autre chose qu’à garantir la vie sauve à Navarro et à ses principaux aides de camp, par l’espoir de toucher une rançon. Le 8 août, quelques émissaires paraissant fiables firent leur apparition, et Navarro donna ordre à Villar de se rencontrer avec eux pour voir s’il s’agissait de chefs ayant autorité pour négocier,.
Si certes l’on pactisa « sur ordre » (du haut-commissaire), il est un fait que la garnison, après trois jours sans boire, mal nourrie depuis des semaines, sans plus guère de munition ni de matériel sanitaire, subissant un pilonnage incessant par une artillerie hors d’atteinte, était arrivée à la limité de ses capacités. En tout état de cause, Navarro finit le 8 août 1921 par consentir à capituler. Tôt dans l’après-midi arriva en outre un message de Villar ainsi conçu : « Voilà les chefs, présidés par Ben Chellal ; ils sont bien disposés ; vous pouvez vous fier à eux. À Nador, le respect des chrétiens a été professé. », La commission rifaine qui se présenta au portique se composait de Ben Chellal, Abdelkader, Sidi el Hassan, Burrahait et Abidalal, en représentation des kabilas ayant fourni la harka locale, et Bu lahía et Mouley Ali, en qualité d’émissaires d’Abdelkrim. Cette commission se refusant d’entrer dans le fort, l’accord fut scellé devant le portail de l’Arche par le truchement du commandant Villar, pendant que se produisaient, de part et d’autre du mur d’enceinte, des échanges familiers entre Espagnols et Rifains,.
Dans le fort, on procéda à un inventaire, dont le rapport fut transmis le même jour à Navarro ; il y était répertorié que la garnison avait subi 660 pertes, dont 258 tués, et qu’il ne restait plus pour les 1675 militaires encore actifs que trois ou quatre chargeurs par soldat,. (Le 30 octobre et le 4 novembre 1921, après la reconquete espagnole de la position, le général Cabanellas communiqua par des télegrammes au commandant général qu’à la date mentionnée 2604 cadavres avaient été inhumés à Mont-Aroui et dans ses environs,.) La soif intolérable conduisit quelques soldats, dupés par le traitement familier des harkis et par leur promesse orale de les emmener à Melilla indemnes, et dédaignant les admonestations de leurs officiers, à enjamber la muraille pour se précipiter vers le point d’eau ; à peine éloignés du fort, ils furent assassinés, à la vue de tous, raison pour laquelle le fait ne se répéta pas. Seuls quelques fortunés parvinrent à Melilla,,,.
Les conditions de la reddition portaient que les armes et les munitions devaient être déposées, et que la colonne serait escortée jusqu’à Atalayoun, en bordure de la Mar Chica ; que les officiers pourraient garder leur pistolet pendant l’escorte ; et que les blessés seraient transportés sur des brancards jusqu’à Melilla, et leurs médecins avec eux,. Navarro passa deux journées à négocier, et le 9 août, alors qu’il ne restait plus une seule goutte d’eau, l’accord fut conclu,.

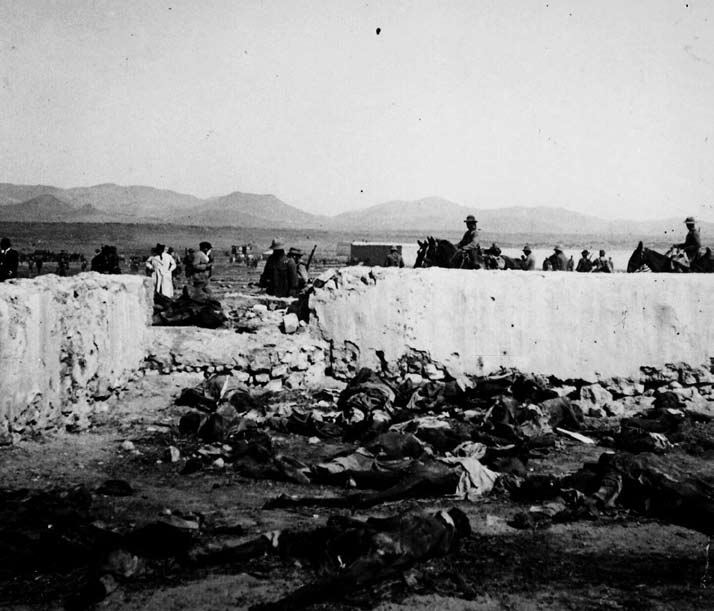
Environs du fort après la reconquête espagnole (photo de janvier 1922).

Villar enfin de retour, l’évacuation fut amorcée, par la remise des armes en présence de quatre Rifains. Le butin comprenait 1961 fusils (dont un tiers rendu inutilisable), 11 000 cartouches (la plupart inutilisables, provenant de largages par avion), 4 mitrailleuses (mises hors d’usage), et 83 chevaux et mules,,. Ensuite, la colonne, composée de 1675 personnes, fut formée et était disposée à quitter le fort pour être escortée par les harkis jusqu’à Atalayoun. Selon ce qui avait été arrêté par Navarro, les premiers à se mettre en route seraient lui-même et ses aides de camp, suivis des blessés accompagnés des régiments d’infanterie, le régiment Alcántara devant fermer la marche. Une fois sorti du fort, Navarro fut invité par un chef rifain à se rendre dans une maison voisine, pour se mettre à l’ombre. Presque aussitôt, avant même que tous les Espagnols aient eu le temps de quitter le fort, quelque trois milliers de Rifains surgirent des différents camps de la harka, de manière coordonnée et, selon toute apparence, planifiée, envahirent le fort et attaquèrent à coups de fusil et de dague les Espagnols tant à l’intérieur qu’à l’extérieur du fort, tuant la majorité d’entre eux. Pérez Ortiz se vit brutalement dépouillé de son argent et de sa montre. Les blessés sur les brancards furent achevés à coups de coutelas ou de pierre sur le crâne. Hors de l’enceinte, quelques officiers, qui ne s’étaient pas encore débarrassés de leurs armes, appartenant pour la plupart aux régiments Alcántara et África, réussirent à constituer un peloton et se défendirent avec acharnement, tirant dans le tas à feu nourri. Quelques-uns réussirent à échapper, mais furent tous rattrapés par les cavaliers rifains et massacrés. Peu réussirent à sauver leur vie, notamment un soldat qui se cacha sous un monceau d’avoine,,,,,,. Pérez Ortiz réussit à s’enfuir de Mont-Aroui avec l’aide d’un autochtone.
Tandis que cela avait lieu, Navarro, qu’on avait promptement éloigné de la scène, et une douzaine d’officiers furent conduits prisonniers dans un dépôt de la gare, où leur argent et leurs avoirs furent saisis. Grâce, semble-t-il, aux bons offices de Ben Chellal, qui plaida pour la vie sauve des officiers espagnols, à l’encontre des Rifains rassemblés autour de la gare qui réclamaient à hauts cris leur mort, ils furent emmenés à la demeure de Ben Chellal, sise à un peu plus d’un km de distance au nord-est d’Al Aroui,,,. Selon un témoignage, les « chefs maures avaient dû contenir, fusil en main, ceux qui se dirigeaient vers la gare ». Les prisonniers restèrent dans la maison de Ben Chellal jusqu’au 25 août, avant de partir pour Al Hoceïma. Selon Julio Albi, il est indiscutable que les ordres d’Abdelkrim, qui avait depuis le début préconisé que prisonniers et blessés soient bien traités, avaient été dédaignés. L’un de ses représentants déclara à Navarro « que celui-ci [Abdelkrim] désirait beaucoup que la garnison parte avec moult honneurs ».

### Chute en cascade des autres postes espagnols
La défaite espagnole d’Anoual eut des répercussions dans l’ensemble du Protectorat, notamment sous forme de soulèvements de kabilas dans la Ghomara et en Pays Jbala. Ainsi, lorsque la nouvelle de la chute d’Anoual se fut répandue, toutes les kabilas, à l’exception de celle de Beni Sicar, se soulevèrent en armes contre l’Espagne. Les harkis étaient en grande majorité issus des kabilas qui avaient été sous tutelle espagnole pendant les douze années précédentes et armées par l’Espagne pendant la même période. Une des raisons de cette révolte généralisée était le bombardement de douars dans la kabila de Tafersit par l’aviation espagnole sur ordre de Silvestre. Dans la zone de Guelaya, proche de Melilla, la rébellion était velléitaire dans les premiers jours et circonscrite à certains lieux, tels que Selouane et Nador, se limitant à un blocus non violent contre les Espagnols, mais elle glissa bientôt vers un soulèvement armé et sanglant, commençant dans les mines d’Atlaten et Zeghanghane,.
Dans le même temps, les postes militaires que l’armée espagnole avaient créés dans les kabilas nouvellement occupées allaient tomber une à une, avec une rapidité qui étonna jusqu’à Abdelkrim lui-même, ainsi qu’il le reconnut quelques mois plus tard. Quand, sur ordre de Silvestre, les compagnies formées de soldats ayant jusque-là été affectés à des fonctions « non essentielles » et qui de fait n’avaient jamais tiré un seul coup de fusil, se présentèrent en renfort le 22 juillet 1921 sur la rive gauche (occidentale) du fleuve Kert pour se diriger sur Anoual, ils eurent face à eux une débandade d’Espagnols pourchassés par les harkis et, pris de panique à leur tour, prirent la fuite en courant, à l’exception de leur capitaine, qui empoigna son pistolet pour se défendre. Durant cette seule journée du 22 juillet, un millier de militaires espagnols trouvèrent la mort, dans le cadre d’une chute en cascade de la plupart des postes avancés.

#### Postes au centre de la ligne de front (Talilit, Buimeyan, Issoumar,etc.)
La position de Talilit était tenue par une garnison de 200 hommes, composée d’un détachement d’artillerie et de mitrailleuses. Le 21 juillet, cernée par les harkis, la position requit des renforts à Anoual, mais ce n’est que le lendemain que son chef reçut en réponse l’ordre d’évacuation sur Sidi Driss. Les instructions de Silvestre portaient que Talilit devait être évacuée en bon ordre vers onze heures, ordre impossible à exécuter car les harkis déferlaient dans la position au moment où la garnison amorçait la manœuvre, obligeant les troupes espagnoles à abandonner précipitamment la redoute, même si certes les artilleurs eurent soin de mettre hors d’usage les bouches à feu et les munitions. La harka, à l’affût, traqua les soldats espagnols, et seuls 80 d’entre eux réussiront à atteindre Sidi Driss,.
La garnison de Buimeyan se composait de 417 hommes (ou de 432 selon Muñoz Lorente), issus du régiment Ceriñola et de la Police indigène, dont 15 officiers, les hommes de troupe se répartissant entre 245 Européens et 172 autochtones. Suivant l’ordre reçu, la garnison se replia sur Anoual, situé à deux km de distance, sous les tirs des harkis et à peu près à la même heure que Talilit. Voyant que le camp d’Anoual était en cours d’abandon par les Espagnols, les policiers indigènes désertèrent. La quasi-totalité des officiers furent tués, et seuls 21 ou 24 (selon les sources) hommes de troupe parvinrent à Anoual, où ils furent faits prisonniers,,.
Le poste d’Issoumar fut abandonné et incendié précipitamment par ses occupants avant même que l’ordre en ait été donné, et dès avant le passage de l’arrière-garde de la colonne,,,.
La garnison de la position A se composait de 86 hommes, dont un détachement d’artillerie doté de trois canons, et trois télégraphistes. Par inadvertance, le 22 juillet, après que la retraite eut été décidée par Silvestre, la position A n’avait pas été prévenue. Le 23 juillet, le contact fut établi avec Driouch, et une évacuation fut alors tentée, mais, la position étant entièrement encerclée, il fallut y renoncer. Le 28 juillet, la situation était devenue intenable, par manque d’eau et de munitions. Le commandant de la position pactisa la reddition avec quatre cadis, mais ceux-ci se présentèrent en compagnie d’un groupe croissant de harkis armés regroupés à proximité qui se mirent à arracher les pieux de la clôture, puis envahirent la redoute et faisaient mine de se jeter sur elle. Le commandant donna ordre de faire feu et reçut une balle dans la tête. La garnison se retira en formation ordonnée sous les tirs des Rifains. Seuls deux Espagnols survécurent,,,,.
La position intermédiaire B était défendue à la date du 22 juillet par une compagnie de Ceriñola sous les ordres du capitaine Miguel Pérez García, assisté de deux officiers subalternes, et par 99 hommes de troupe, plus 40 policiers indigènes avec leur commandant. Pas plus que la position A, elle n’avait reçu de consigne. À partir du 22 juillet à midi, elle se trouva sous les attaques de groupes de harkis bien retranchés, qui au bout de cinq heures d’un feu intense réussirent à prendre la position d’assaut, au moment où la majorité des défenseurs avait péri, dont le capitaine. Les deux officiers subalternes entreprirent l’évacuation, au cours de laquelle, attaqués, tous furent tués ou blessés, à l’exception de trois soldats Ceriñola, faits prisonniers. C’est d’une manière semblable que tous les membres de la garnison de Djebel Ouddia trouvèrent la mort ce même 22 juillet,,.
La garnison de la position intermédiaire C, durement harcelée, décida, sans en attendre l’ordre, de quitter la position après l’avoir incendiée, pour se joindre à la colonne de retraite,,.

#### Postes de l’aile gauche (circonscription de Driouch)
La garnison de Tafersit était censée se replier sur Chaïf, que protégeaient des escadrons d’Alcántara, mais en quittant la position la troupe prit la fuite et planta là ses deux officiers, qui partirent se réfugier à Driouch,.
La position de Buhafora, puissant bastion avancé de Chaif, était occupée par 303 hommes, dont 8 officiers et 173 Rifains, et entourée de kabilas supposément amies et pourvues d’armes et de munitions par les Espagnols. La garnison convoqua les chefs des kabilas circonvoisines, sous le prétexte d’entamer des pourparlers, mais se saisit d’eux comme otages. Le soir du 22 juillet, la position commença à être attaquée par la harka,. Attaquée de nouveau à l’aube du 23, la garnison reçut par héliogramme l’ordre de se retirer sur Chaif, la position principale la plus proche. Les officiers décidèrent après concertation de ne pas se rendre ni d’évacuer. Les chefs de kabila captifs, libérés de leurs cachots par les policiers indigènes déserteurs, réussirent à pratiquer des brèches dans le mur d’enceinte, par lesquelles leur furent passées des armes depuis l’extérieur, sans que les sentinelles ne se soient aperçues de rien. Les harkis pénétrèrent ensuite en masse dans la position, ne laissant pas le loisir aux artilleurs de saboter leurs pièces, et mettant ainsi la main sur deux canons utilisables et sur un canon avec ses 127 obus. Les Espagnols se frayèrent un passage vers la sortie à coups de baïonnette et au corps à corps, puis formèrent précipitamment une colonne pour se retirer. Selon certains témoignages, les blessés retardataires furent achevés puis dépouillés par les Rifains du lieu, femmes et enfants compris,,. Une trentaine seulement sur les 130 Espagnols de la garnison réussirent à atteindre le Morabo, où ils furent encerclés et tous massacrés, à l’exception de trois, qui furent faits prisonniers,.
Le 23 juillet, Navarro, se trouvant dans la position de Driouch et pressentant le danger que couraient les postes alentour (Ain Kert, Azib de Midar, Azrú, Hamuda, Isen Lasen, etc.), émit un ordre général de repli et dépêcha vers Cheif un détachement de cavaliers Alcántara, afin de protéger la retraite des garnisons de Chaif et Karra Midar, attaquées par les Rifains,,. La position de Chaif, distante de 20 km environ de Driouch, d’où elle était approvisionnée en eau potable, consistait en quelques maisons sans fortification. Attaquée, elle entreprit sa retraite vers Driouch, durant laquelle elle subit le feu rifain et connut de nombreuses pertes. Une partie de la troupe se réfugia à Ain Kert, tandis que le reste fut rejoint, après avoir souffert 124 pertes, par l’Alcántara à un km de Driouch. Les 192 cavaliers Alcántara firent plusieurs charges contre les harkis, avant de les affronter au corps à corps et de parvenir à les disperser, mais au prix de 70 pertes,,,.
Izen Lasen, bastion avancé de Karra Midar, quoique perché sur une colline, était néanmoins dominé par d’autres hauteurs plus élevées. Son parapet d’enceinte était incomplet, faisant défaut sur un côté bordant un escarpement rocheux, que les harkis avaient escaladé plusieurs fois sans être vus, pour lancer des explosifs à l’intérieur du bastion. La garnison avait été renforcée par un bataillon de la Police indigène. Le 23 juillet, la position fut attaquée pendant une heure par des tirs de fusils et des décharges d’artillerie, causant quatre pertes. Lors d’un nouvel assaut, les harkis gagnèrent le portail d’entrée du bastion, à la suite de quoi les policiers indigènes soit s’enfuirent, soit s’unirent aux assaillants, en faisant feu sur les Espagnols. L’attaque fut cependant repoussée. Vers 10 h parvint un coup de téléphone d’Azib Midar leur ordonnant de la part de Navarro d’abandonner le bastion, sans mention de la destination. Après mise hors d’usage du matériel non transportable, et avoir fait exploser deux mines dans les barbelés, la garnison se mit en route sous le feu incessant des harkis. La plupart des Espagnols furent tués pendant leur retraite sur Kadar Midar,.
La position de Azib Midar, sise dans la localité de même nom, dans la kabila de Beni Touzine, était garnie d’un détachement d’artillerie avec quatre pièces, de quelques soldats télégraphistes du génie, et d’un bataillon de Police indigène. À l’aube du 23 juillet, la position reçut l’ordre d’évacuer. Pendant que les artilleurs sabotaient les bouches à feu et détruisaient le dépôt de munitions, les policiers indigènes sortirent de la position en reconnaissance, mais, pris à partie par les harkis et quelques locaux, se mirent à déserter ou à rallier les assaillants. Le reste se retira sur Chaif, mais voyant cette position en flammes, se rabattit sur le Kert et, protégé désormais par l’Alcántara, le suivit jusqu’à Driouch, où ils firent leur entrée vers midi. Il n’y eut que huit survivants, dont deux blessés,.
Ain Kert, redoute disposant d’un robuste mur de défense, était située sur la rive droite du Kert, sur la route de Batel à Driouch, à quatre km de ce dernier. Le 23 juillet parvint à la redoute, qui n’avait pas encore été attaquée, l’ordre d’évacuation et de repli sur Driouch. Après avoir incendié la position, la troupe fit route vers Driouch qu’elle atteignit sans subir aucune perte,,.
La redoute d’Azru, qui coiffait une butte et consistait en un mur d’enceinte simple, était occupée par une compagnie disciplinaire, par un détachement d’artillerie, une section d’infanterie et deux télégraphistes. Le 23 juillet au matin, la troupe dynamita le matériel non transportable et partit se replier sur Chaif. Cependant, quasi tous trouvèrent la mort, pour la plupart par le fait de policiers indigènes déserteurs. Les rares survivants, arrivés à Ain Kert et Tamasusin, rencontrèrent ces positions occupées par les Rifains et furent éliminés. Le seul à se sauver fut un sergent, qui atteignit Driouch par le Kert,.
Hamuda, bastion de l’arrière, à courte distance de Buhafora, hébergeait une compagnie d’infanterie, des membres du génie chargés de manœuvrer le télégraphe, et un détachement de 20 hommes de la Police indigène. La position fut attaquée dans la nuit du 22 au 23 juillet par des harkis de plus en plus nombreux, mais sans subir de pertes. Tôt le matin du 23, la garnison reçut l’ordre de se replier sur Chaif, le commandant mettant alors à profit la cessation des tirs pour engager la retraite. La Police indigène sortit en premier, mais attaquée aussitôt, elle se dispersa ou passa à la harka. Le reste des effectifs sortit en ordre dispersé et 34 atteignirent Chaif.
La redoute de Tamasusin, juchée sur un monticule et fortifiée avec un mur de pierre sèche avec clôture de fil de fer barbelé, fut attaquée, ce qui porta le commandant à décider l’évacuation sur Driouch le 23 juillet. Attaquée de nouveau après un trajet d’un km, la garnison se réfugia dans un poste abandonné, où elle résista aux assauts répétés des harkis, avant d’être anéantie au matin du 24 juillet.
Le poste d’Ichtiouen, sis sur une colline dans la zone de Ben Taïeb et Driouch, était gardé par deux sections d’infanterie. Bien que commençant à être entourée de harkis, elle reçut ordre de se maintenir dans la position et d’organiser le convoi d’approvisionnement ordinaire vers Driouch. Près d’une localité proche, le convoi fut attaqué par les habitants du lieu qui firent feu sur eux, tuant son commandant et provoquant la débandade. Une heure et demie plus tard, les Rifains attaquèrent la position elle-même, ce que voyant, et vu la supériorité en nombre et en armement des Rifains, le commandant ordonna la retraite, qui se fit avec précipitation. Violemment attaquée, la colonne ne compta plus que 19 soldats à son arrivée à Driouch, de qui 14 étaient blessés,.
La redoute de Dar Azugaj, garnie de 35 hommes, fut attaquée le 23 juillet, mais ne reçut de la part de Navarro aucune réponse à ses appels à l’aide. Finalement assiégée, attaquée à répétition les 23 et 24 juillet, manquant d’eau potable et de vivres, mais tenant bon, la position finit par accepter l’offre de capitulation rifaine. Au moment d’évacuer comme convenu, la colonne de retraite fut attaquée et dispersée,,.
La position de Souk el-Telatsa était garnie de 970 hommes (940 hommes de troupe et 30 officiers) et dotée de mitrailleuses et de quatre vieux canons Krupp de 90 mm « en mauvais état de service », avec une section de cavalerie Alcántara. Si l’on y ajoute les garnisons proches, l’effectif dépassait les 1500 hommes, commandé par un lieutenant-colonel. L’eau étant à chercher à 38 km de distance, le ravitaillement en eau des principaux postes militaires nécessitait toute une flottille de camions-citernes, pendant que les casemates (blocaos) étaient approvisionnées par des chameaux. En outre, le dépôt de munitions ne suffisait qu’à deux heures de feu intense, et la provision de vivres et médicaments était presque épuisée. Le 24 juillet, alors que les attaques rifaines se généralisaient progressivement et après que, à l’égal des autres positions espagnoles, tous les effectifs de la Police indigène eurent déserté, les officiers, vu le manque d’eau et la raréfaction des vivres et des munitions, convinrent d’entreprendre l’évacuation en direction de la zone française, plus proche que ne l’était Melilla, distante de 70 km. Après sabotage des canons et incendie de la position, la garnison entama en bon ordre la retraite le 25 au matin, par un épais brouillard, en transportant les blessés sur des brancards ou sur des bâts, sans être inquiétée tant que les harkis s’adonnaient au pillage dans la position abandonnée. Ce n’est qu’après que la colonne eut parcouru 3 km que les harkis portèrent leur attention sur elle et se mirent à la harceler de ses tirs de plus en plus violemment, au point que, malgré la protection des cavaliers d’Alcántara et à l’encontre des ordres criés par les officiers, la colonne se disloqua et la plupart des soldats coururent en débandade jusqu’aux confins de la zone française. Les 466 rescapés (16 officiers et 450 hommes de troupe) furent convoyés vers Oujda, puis vers Oran, et de là embarqués vers la métropole espagnole,,,. Sur l’attitude des militaires français vis-à-vis des leurs collègues espagnols, les témoignages divergent.

#### Postes de l’aile droite (au nord de l’axe Anoual-Batel-AlAroui)
Le commandant de la circonscription militaire de Kandoussi avait reçu le 21 juillet l’ordre de Silvestre de se diriger sur Afrau, en ayant soin, en passant par Dar Kebdani, de s’unir aux forces présentes là-bas. Un contre-ordre de Navarro demandait de suspendre la marche sur Afrau et de rester à Dar Kebdani jusqu’à nouvel ordre. La position de Dar Kebdani, l’une des plus importantes de la circonscription militaire de Kandoussi, hébergeait la colonne Araújo, composée de près de mille hommes (deux officiers supérieurs, 37 officiers subalternes et 957 soldats) avec des provisions pour huit jours et 230 000 cartouches. Elle reçut dans la matinée du 23 juillet l’ordre, issu de l’état-major de Navarro, de se retirer sur Kandoussi (au sud-est) afin de renforcer la ligne du Kert, en vue de quoi canons et munitions non transportables furent sabotés,,,. Peu après parvint un contrordre annulant l’ordre antérieur d’évacuation, afin de prévenir le soulèvement des kabilas de Beni Saïd. Dans la soirée, la position fut assiégée par des forces rifaines de loin supérieures en nombre. La position encerclée, le commandant ordonna à un groupe de 110 de ses soldats de se retrancher dans une maison de la bourgade, la maison Si Hammou, sise à 80 m en contrebas du morne que couronnait le fort de Dar Kebdani, et proche du point d’eau, avec mission de garantir l’approvisionnement en eau potable,,. De surcroît, l’on apercevait dans la direction de Tiztoutine plusieurs foyers portant à croire que la position avait été abandonnée. Les offres de reddition rifaines furent d’abord rejetées, les officiers préférant « mourir en tuant ». Cependant, peu après, le 25 juillet, Araújo convoqua un conseil de guerre, où, sur les 29 votants, 21 se prononcèrent en faveur du pacte de reddition. Aussi, le chef rifain Kaddur Namar obtint la capitulation, moyennant le respect de la vie de tous, et les Espagnols déposèrent leurs armes. Sitôt le pacte conclu, une masse de Rifains accourut dans la position de façon menaçante, effarouchant et poussant à la fuite les Espagnols, lesquels tentèrent de reprendre leurs armes ou sautèrent par-dessus le mur d’enceinte. Les officiers ne réussirent pas à reprendre en mains les troupes, de qui la panique s’était emparée. Dans le massacre qui s’ensuivit périrent 900 hommes ; seuls quelques-uns, pour la plupart des officiers, survécurent et furent faits prisonniers,, comme monnaie d’échange en cas de contre-attaque de Berenguer. Dans la maison de Si Hammou, qui ne put être fortifiée autrement que par des meurtrières et quelques pierres sur le toit, continuait à se retrancher une compagnie du régiment de Melilla, forte de 106 hommes, sous les ordres du capitaine Enrique Amador Asín, et dont seul un tiers était encore sur pied. Asín reçut plusieurs fois l’ordre de se rendre et d’évacuer, mais persistait dans son refus. Après la reddition de Dar Kebdani, dont les cris avaient résonné jusqu’à la maison Si Hammou, quelques Rifains se présentèrent signalant que « la position principale s’était rendue et qu’ils devaient faire de même », ce à quoi Asín répondit par la négative. La maison Si Hammou eut alors à subir des attaques répétées, par un contre dix, plusieurs fois au corps à corps, avec tirs à bout portant et combats à la baïonnette, et avait déjà perdu deux tiers de ses effectifs, avant qu’une tentative de sortie ne fût décidée. L’unité n’eut que très peu de survivants,,,,. Un des soldats, Juan Gual, sut s’échapper mais fut fait prisonnier dans les environs de Zeghanghane. Libéré, il réussit à atteindre Melilla.
Karra Midar avait un rempart de pierre très élevé et une clôture de fil barbelé, et disposait de quatre canons Krupp. Le 23 juillet, la garnison reçut l’ordre d’évacuer, mit le feu au matériel non transportable et se mit en route. Quoique poursuivi par la harka, elle atteignit le fleuve Kert sans perte, puis, accompagnée par un escadron d’Alcántara, Driouch dans la matinée du 23,.
Kandoussi, bien que chef-lieu de sa circonscription militaire, sise non loin de la rive du Kert dans la kabila de Beni Saïd, n’était gardée le 22 juillet que par 103 hommes, sous les ordres de trois officiers. Le 23, ayant eu connaissance de l’abandon de plusieurs positions, le commandant du poste, qui n’avait pourtant pas été attaqué, décida d’évacuer, mais en laissant le camp intact et le matériel en place au complet. La colonne se dirigea vers Kaddour, mais constamment pris pour cible par la harka, vira en direction d’Al Aroui, puis, se voyant attaqué plus violemment encore, changea à nouveau de cap, avant de s’achopper à une soixantaine de policiers indigènes déserteurs, qui leur enjoignirent de se rendre et de remettre leurs armes. À leur refus d’obtempérer, les Rifains ouvrirent le feu, tuant tous les officiers et la majorité de la troupe. Une partie des Espagnols restants fut faite prisonnier, le reste, au nombre de 14, réussit à fuir à la faveur de la nuit,.
La position de Aïn Mesauda, située à quelques km au sud-ouest de Kandoussi, gardée par une quarantaine d’hommes, qui avait passé deux mois sans incident notable, apprit le 22 juillet par téléphone que Kandoussi était harcelée et que le convoi d’approvisionnement ne partirait pas ce jour-là. Le 23, la position fut attaquée par des harkis qui s’étaient avancés presque jusqu’à la clôture, avec plusieurs pertes du côté des défenseurs. La position était à court de vivres et la dernière quantité d’eau avait été consommée le 22. Les assaillants mirent le feu aux broussailles, rendant l’air irrespirable et permettant aux harkis, invisibilisés par la fumée, de s’approcher et de lancer des pierres qui atteignaient souvent les soldats à la tête. Dans la nuit du 24 au 25 juillet, la garnison réussit à la faveur de l’obscurité à rompre l’encerclement et à atteindre les environs de la position de Bus Baa, qui se révéla être également assiégée. Profitant de l’effet de surprise, les soldats brisèrent l’encerclement et se précipitèrent dans la position, qui, après un initial quiproquo, soutint par ses tirs ses camarades. Ce périple s’était soldé par vingt soldats espagnols tués, ne laissant que quinze survivants. La position de Bus Baa, sous le feu rifain depuis le 22 juillet, vit s’approcher le 25 juillet trois soldats espagnols venus de Dar Kebdani porteurs d’une offre de reddition, qui fut déclinée. À l’issue d’une réunion, les officiers décidèrent de quitter la position (après mise hors d’usage des canons) et de faire route vers Zeghanghane, à dix km à l’ouest de Nador. Après une première tentative avortée, assortie de nombreuses pertes, la sortie réussit, quand les harkis étaient distraits par leur désir de s’emparer des biens abandonnés par les Espagnols. Un décompte des effectifs fait peu après faisait état de 80 hommes restant sur les 105 une demi-heure seulement auparavant. Poursuivis par les harkis, les Espagnols furent peu à peu massacrés dans plusieurs combats, auxquels ne survécurent que deux soldats et un enseigne.
Le 24 juillet, la position de Sbuch-Sba’a, assiégée, sans communication avec l’extérieur, faisant face à une harka de plus en plus nombreuse, grossie par l’union des Beni Oulichek et des Tensamane avec les Beni Tansaret, finit par accepter la proposition de cessez-le-feu, pour permettre à un groupe de chefs rifains d’approcher. Ceux-ci cependant étaient accompagnés de nombreux harkis armés s’approchant dangereusement du parapet, ce qui incita les Espagnols à faire feu, causant de nombreuses pertes chez les Rifains. Le même jour, la garnison, victime d’une offre perfide de capitulation, fut contrainte à une errance sous les poursuites continuelles des Rifains. Seuls quatre soldats survécurent, dont trois allaient passer un an et demi en captivité,.

### Position de Selouane

#### Description et état de situation

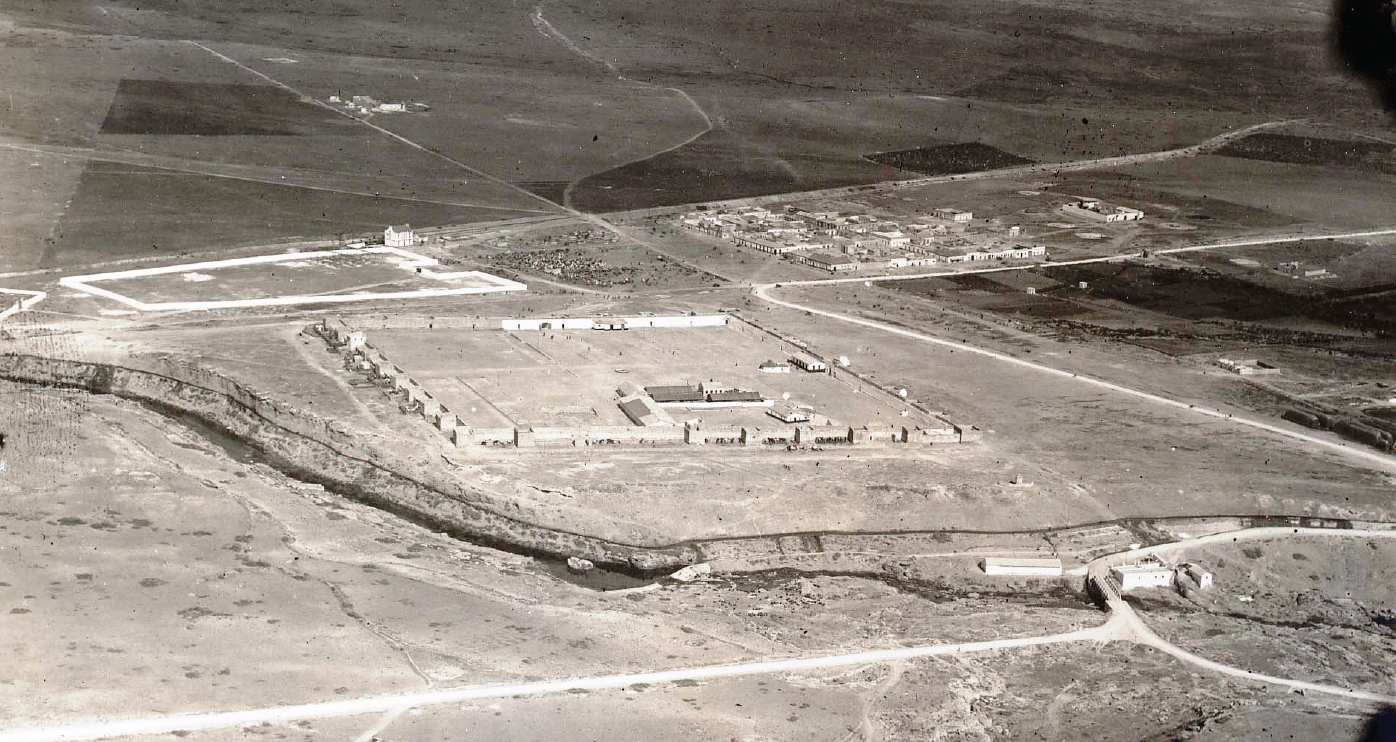
Vue aérienne de la Casbah de Selouane.

La position de Sélouane se composait de deux garnisons indépendantes, d’une part la forteresse (casbah, alcazaba pour les Espagnols) et d’autre part l’aérodrome, séparés l’un de l’autre par une distance de 800 mètres (ou de 1,5 km, selon les auteurs). Le soir du 23 juillet 1921, beaucoup d’habitants espagnols de Selouane et des localités voisines (y compris de Mont-Aroui) avaient pris le chemin de Melilla, tandis que d’autres avaient cherché refuge dans la casbah.
La garnison de l’aérodrome, qui dépendait de la casbah, se trouvait depuis le 23 juillet sous le feu des harkis postés sur les toits du bourg, à une centaine de mètres de distance. Sur l’aérodrome était basée la seule escadrille dont disposait Silvestre, composée de six avions De Havilland DH-4, dont cinq en état de voler. Le site était défendu par trois sergents et 43 soldats, auxquels s’étaient joints 30 cavaliers Alcántara commandés par l’enseigne Juan Maroto, plus trois officiers ; soit au total trois officiers et 76 hommes de troupe. Les effectifs de l’escadrille étaient de quatre pilotes et de cinq observateurs, dont deux (un pilote et un observateur) étaient de permission en métropole. Ces officiers étaient domiciliés à Melilla et y passaient la nuit,,,,,. Les derniers vols des avions eurent lieu le 23 juillet au matin, avant que l’aérodrome ne soit assiégé le lendemain à l’aube par les harkis. Un moment, l’état-major de Melilla envisagea de transférer les avions de Sélouane à l’aérodrome de Nador, mais après concertation, l’idée fut abandonnée.
Ce qui restait du régiment Alcántara était arrivé à Mont-Aroui le 23 juillet 1921 à 18 h et s’était occupé à installer les blessés dans le train en partance pour Melilla. Peu après, ils avaient reçu de Navarro la mission d’escorter un millier d’hommes, principalement d’intendance et d’artillerie, à qui Navarro avait commandé de se rendre à Melilla. Dans cette ville, les Alcántara reçurent l’ordre de faire mouvement vers Sélouane, pour éviter que les Regulares, à l’instar de la Police indigène, ne se mutinent, mais arrivés à Sélouane, ils se trouvèrent face à des Regulares déjà rebellés, avec qui ils eurent alors un vif échange de tirs, et allèrent se réfugier dans la casbah.

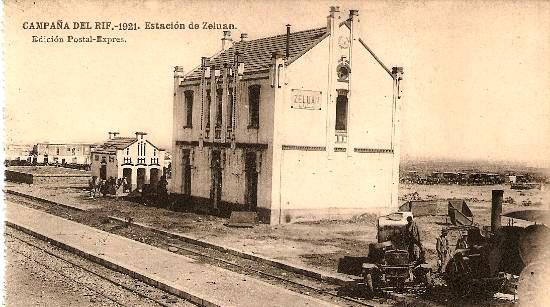
Gare de Selouane en 1921.

L’effectif de la garnison de Sélouane, que commandait le capitaine Carrasco, était le résultat de la fusion de la garnison d’origine (une section de la compagnie Ceriñola, augmenté d’un petit groupe de gardes civils et quelques soldats du génie, d’intendance et du service sanitaire, dépêchés depuis Al Aroui) et d’une collection bigarrée de fugitifs des différentes armes et corps, qui avaient été retenus par la force dans la position les 23 et 24 juillet quand ils cherchaient à fuir du front en direction de Melilla. S’y étaient également joints un régiment de cavalerie de Regulares ainsi que huit policiers indigènes et un aumônier. Se méfiant du personnel autochtone, Carrasco donna ordre d’enfermer près de 20 policiers indigènes en même temps que 50 de leurs proches parents, y compris des femmes et des enfants, à titre d’otages. Au 24 juillet, la garnison comptait ainsi plus de 600 hommes, dont seulement 200 étaient, après examen médical, jugés aptes au service. C’étaient (outre les 17 membres de la Police indigène mis derrière les verrous par Carrasco) 10 officiers et 125 soldats d’Alcántara, arrivés le jour précédent, 38 officiers et 444 soldats d’infanterie, 140 Regulares et un aumônier. Il y avait par ailleurs également des femmes et des enfants espagnols,,,.
Le 23 juillet, compte tenu de « l’absolue tranquillité », le capitaine pilote Pío Fernández Mulero, commandant de l’unité d’aviation de Selouane, autorisa les officiers de l’escadrille de partir en permission à Melilla, hormis le militaire de service. Pourtant, à dix heures du soir, Fernández Mulero, ainsi qu’il le reconnaîtra plus tard, fut informé par téléphone que « la police [indigène], les Regulares et les Maures des bourgades voisines tiraient avec grande insistance sur l’aérodrome ». Les communications ayant été coupées, et après être resté à la Comandancia jusqu’à 5 h du matin le 24 juillet, il tenta de rejoindre la base de Sélouane, mais arrivé au pied du Gourougou, dut rebrousser chemin à cause du feu rifain. Il omit de se faire accompagner du reste du personnel « pour ne pas le soumettre à un sacrifice stérile », convaincu de ce que « l’escadrille ne pouvait jamais être sauvée ». Revenu à Melilla, où l’attendaient ses subordonnés avec le propos de se rendre tous ensemble à l’aérodrome, il renonça à tenter de forcer le passage avec eux, car « ils étaient peu nombreux ». Il résulta de ces décisions que tous les appareils furent perdus à la chute de Selouane,,.

#### Siège et chute
À l’aube du 24 juillet, la casbah et l’aérodrome de Selouane se trouvaient encerclés par des combattants originaires des bourgades circonvoisines, et les communications étaient coupées entre ces deux positions. Ce que voyant, trois officiers autochtones et un groupe de Regulares se soulevèrent et tentèrent de s’échapper, ce qui donna lieu à une fusillade dans la casbah, où périrent 30 d’entre eux (ou 14, selon Juan Pando), tandis que quarante (ou une centaine), réussirent à s’esquiver. L’incident fit aussi deux morts parmi les militaires espagnols. Carrasco, qui avait pris le commandement de la garnison, ordonna que les Regulares restants se rendent à Nador, mais au moment de rompre l’encerclement, la plupart des Regulares passèrent à l’ennemi ; du reste, les officiers autochtones et Regulares demeurés loyaux devaient, à leur arrivée à Nador, constater que la position avait déjà été évacuée,.
Entre-temps, Berenguer ne projetait pas de former une colonne de secours pour les assiégés de Sélouane, malgré les informations plutôt rassurantes qui lui parvenaient, abstraction faite des rumeurs évoquant de grandes mobilisations rebelles. Ainsi p. ex., il était informé que la totalité des combattants à Sélouane étaient originaires du lieu, dont beaucoup de la Police indigène et des déserteurs Regulares, et qu’ils n’avaient dans leurs rangs aucun Rifain (au sens strict), attendu que la harka d’Abdelkrim se trouvait toujours à Anoual. En outre, il l’apprit par son émissaire Dris Ben Said que la désunion continuait de régner chez les combattants marocains et les affaiblissait. Néanmoins, Berenguer restait des plus réticents à envoyer des troupes de secours,.
Le siège présentait des caractéristiques similaires à celui des autres positions espagnoles : il n’y avait plus guère d’eau ni de vivres, et les munitions s’étaient faites rares. La casbah contenait certes une quantité de nourriture et des munitions, mais après la coupure de la canalisation d’eau, le ravitaillement en eau potable impliquait des expéditions, fort coûteuses en hommes, vers la rivière Selouane, dont l’eau devint bientôt inconsommable par les cadavres en putréfaction ; à l’inverse, l’aérodrome manquait de nourriture et de munitions, mais disposait d’une citerne, encore que violemment sous le feu rifain,. Les deux positions ayant convenu d’un soutien mutuel, la casbah envoya le 26 juillet un détachement de cavalerie qui traversa, porteur d’un agneau et d’un sac de riz, les lignes rifaines en tirant des coups de feu à cheval et parvint à destination, au prix d’un officier mort. Le lendemain, un détachement similaire composé d’un sergent et de deux hommes et emportant un nouvel agneau et un sac de café, parvint à l’aérodrome ; cette fois cependant, le détachement y resta, et les montures servirent de nourriture. Inversement, l’aérodrome lança le seul camion en sa possession, chargé d’eau de la citerne, mais au prix de lourdes pertes. Censés retourner avec des aliments, les occupants périrent tous sous les tirs des harkis.
Le lieutenant Martínez Vivancos, qui avait pris le commandement du détachement de l’aérodrome, ordonna de cesser le tir quand il vit s’approcher dans la soirée du 2 août un Rifain brandissant un drapeau blanc et suivi d’un groupe, et se mit, aux côtés des autres officiers, à parlementer avec eux. Le 3 août, le personnel militaire de l’aérodrome, affamé et assoiffé, avec plusieurs malades en son sein, se rendit aux Rifains, après conclusion d’un accord de capitulation. Cependant, au moment où les Espagnols déposèrent leurs armes, les Rifains déferlèrent en masse dans l’enceinte en saccageant le lieu et en attaquant les Espagnols. L’enseigne Juan Maroto mit le feu aux bidons de carburant avant de s’enfuir vers la casbah, mais fut blessé à la jambe et fait prisonnier. Lui et un autre captif furent les seuls survivants,.
Le 26 juillet, ils étaient 400 Espagnols à résister dans la casbah encerclée et harcelée sans relâche. Les Rifains s’étaient retranchés dans le cimetière, ce qui rendait périlleux le service d’eau potable. Carrasco convoqua des volontaires pour en déloger les harkis, et une vingtaine de candidats se présentèrent, en majorité de l’Alcántara. La lutte se fit au corps à corps contre des Rifains surpris, qui durent se retirer en laissant 16 tués. Le 1er août, une opération de repli sur La Restinga fut envisagée, à l’encontre du message de Berenguer indiquant :

« Il convient de tenir, si tel est possible, car je pense me déplacer dans peu de jours et dans ce cas cette casbah doit servir d’escale de repli à la colonne de Navarro. Je continuerai à envoyer autant que je pourrai vivres et munitions. »

Le 2 août, Carrasco avait perdu déjà une centaine (morts et blessés confondus) de ses près de 400 défenseurs retranchés dans l’antique forteresse. Ce même jour, lors d’une réunion d’officiers, où l’on prit acte de la nécessité d’une évacuation urgente des blessés et de l’état d’épuisement de jour en jour plus grave de la troupe, il fut convenu de capituler, étant entendu qu’après la remise des armes les défenseurs puissent partir pour Melilla sans être inquiétés. Avant de capituler, Carrasco libéra les plus de cinquante otages, dont des enfants, appartenant aux familles des policiers indigènes, et conclut avec le chef rifain Ben Chellal un accord de capitulation de la casbah, à l’issue d’une discussion vive où Carrasco exigeait des garanties que la vie des Espagnols serait respectée,.
Le 3 août au matin se présenta dans la casbah un groupe de Rifains pour prendre réception des armes. Carrasco, se croyant immunisé par sa renommée d’officier prudent et d’« ami des Maures », et son camarade Francisco Fernández Pérez, tous deux de la Police indigène et en réalité peu appréciés dans les bourgs en raison de leurs agissements passés, furent autorisés à quitter la casbah par les assiégeants, parmi lesquels figuraient plusieurs soldats de l’ancienne mía de Police indigène de Carrasco. À vingt mètres du portail d’entrée, Carrasco et Fernández furent séparés. Le premier fut insulté, roué de coups, soumis à des traitements vexatoires et torturé, avant d’être criblé de balles et brûlé. Puis, soudainement, un groupe nombreux de combattants pénétra dans l’enceinte et se mit à capturer les Espagnols, en tuant les récalcitrants à coups de fusil ou de dague. Les harkis pénétrèrent partout, pillant tout sur leur passage et mettant le feu à l’infirmerie, où périrent tous les malades et blessés. Les Espagnols restants furent regroupés dans la cour de la maison Ina, où ils furent massacrés, souvent après avoir été auparavant torturés et atrocement mutilés, parfois brûlés vifs. Le seul survivant de la maison Ina était le soldat Juan Gámez, qui témoigna plus tard de son expérience et de son périple. Ceux qui avaient pris la fuite avant qu’on eût pu les pousser dans ladite cour furent pourchassés et blessés par les harkis à cheval, puis achevés par des Rifains enragés, souvent à coups de pierre sur le crâne, en majorité par des femmes,,,. De ces atrocités allaient témoigner les cadavres retrouvés sur place après la reconquête espagnole d’octobre 1921,,. Quelques rares officiers eurent la vie sauve, qui avaient été faits prisonniers en vue de leur échange contre rançon. Deux autres survivants arrivèrent à Melilla deux jours plus tard, le 6 août, dont Juan Gámez. Francisca Valenzuela réussit aussi à s’échapper, après avoir pris une balle dans le bras. Un autochtone la conduisit jusqu’aux lignes espagnoles, en même temps que la vivandière de Batel et un interprète. À l’éclatement de la tuerie, le sous-officier d’Alcántara eut l’idée d’enfiler une djellaba et d’ôter son berret et ses bottes, et parvint ainsi jusqu’au fournisseur de viande du régiment, qui l’aida à fuir. Dans la suite, avant l’arrivée de la harka d’Abdelkrim dans la zone de Guelaya, un grand nombre d’habitants des kabilas de Beni Sicar et de Mazuza allaient se livrer au pillage de Selouane et de Nador.
En raison du manque de données dans la documentation disponible, il est impossible de déterminer avec précision le nombre de pertes, mais le chiffre de 350 cadavres en décomposition trouvés à Sélouane après la reconquête espagnole du 14 octobre 1921 fournit un ordre de grandeur.

### Nador

#### Description et situation

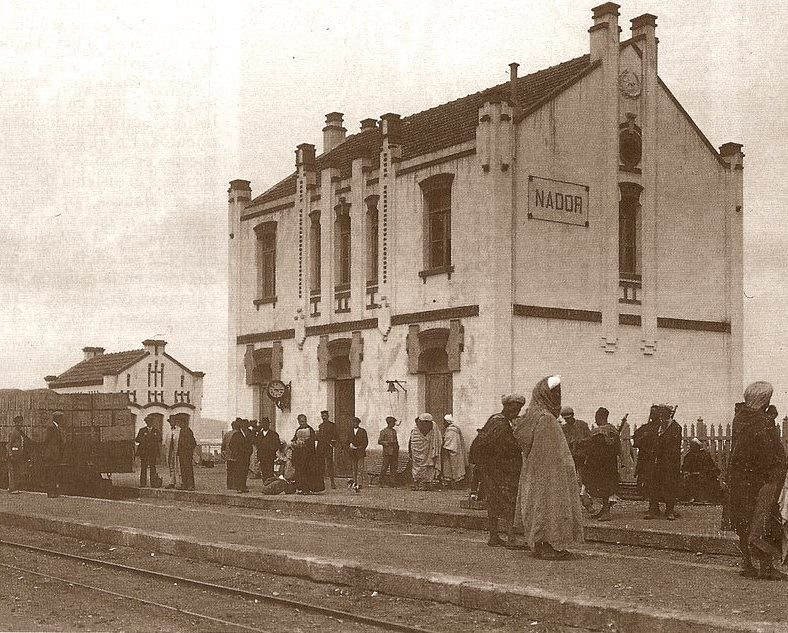
Gare de Nador en 1918.

La garnison de Nador, que commandait le lieutenant-colonel Pardo Agudín, n’était pas en état de se défendre, car manquant de sites fortifiés et n’étant pourvue que d’un personnel peu nombreux et hétérogène, que les fuyards d’Anoual, ayant préféré poursuivre leur route vers Melilla, n’avaient pas renforcée,,. Ses autorités tant civiles que militaires préféraient résider à Melilla,. Dès le 23 juillet au soir, après avoir été confrontés au spectacle des soldats espagnols revenant d’Anoual, à pied ou à bord de camions, désarmés, blessés, dépouillés et profondément démoralisés, les habitants espagnols de la ville avaient entamé leur exode en direction de Melilla, par le train ou à pied,,.
Pardo avait reçu l’ordre de Melilla de retenir les troupes sur les lieux et de les organiser, ce qu’il échoua à faire, et de se maintenir dans la position. D’abord sans communication avec Melilla, une liaison fut établie le 26 juillet par l’entremise de Sanjurjo, alors présent à Sidi Hamed. Un premier message portait que « le haut-commissaire demande par héliogramme de dire au commandant de la position de Nador qu’il s’attend à ne pas tarder plus de deux jours avant de s’y rendre, et qu’il convient de résister ». Comme la caserne n’offrait pas les conditions de sécurité suffisantes, Pardo décida de concentrer ses forces d’abord dans l’église, puis dans un bâtiment couramment désigné par Fábrica de Harinas (fabrique de farine), édifice qui disposait d’eau, de céréales et d’avoine, et se présentait comme d’une défense aisée. Comme il n’était pas possible d’emporter tout l’armement présent, il ordonna de le saboter et de mettre le feu au dépôt de poudre de la caserne, ce qui donna aux autochtones le signal à piller les maisons et à les incendier,,,,.
Le 24 juillet, un convoi de munitions parti de Melilla à destination d’Al Aroui fut reçu à coups de fusil à l’entrée de Nador, et dut, à la suite de la mort de son commandant, rebrousser chemin.

#### Siège et évacuation concertée

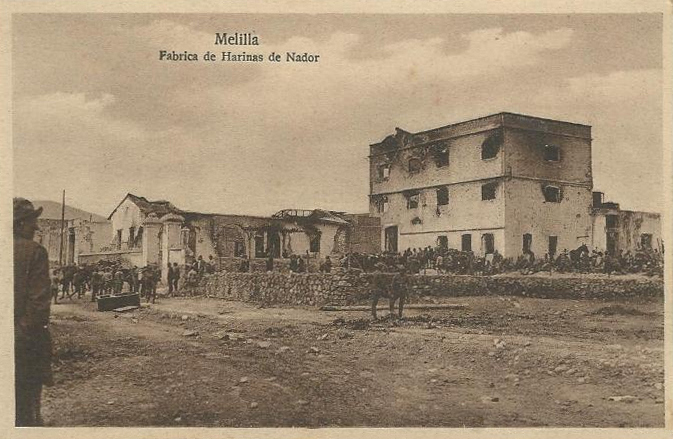
La farinerie (Fábrica de harinas) après sa reconquête par les troupes espagnoles.

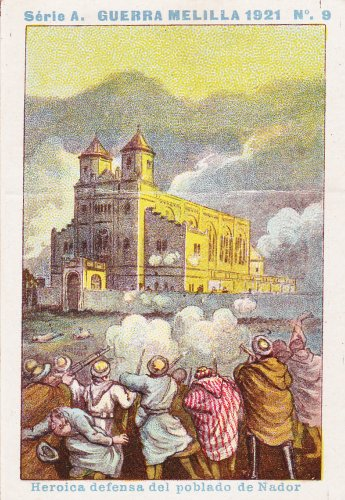
Estampe en hommage à « l’héroïque défense de Nador » (selon la légende en bas de l’image).

Ce même jour 24 juillet, les combattants rifains mirent le siège devant la fabrique de farine, où s’étaient barricadés 206 hommes (ou 193, selon d’autres auteurs), dont trois officier supérieurs, dix officiers subalternes, une quinzaine de civils (y compris deux femmes et deux enfants) et 23 gardes civils,. Dans les jours suivants, et jusqu’au 2 août, jour de l’évacuation, les harkis ne cessèrent d’attaquer la fabrique de farine et tentèrent deux assauts, en lançant des bombes à l’intérieur du bâtiment ; devant l’inefficacité de ces tentatives, ils essayèrent, et surent, pratiquer à l’aide de dynamite quelques brèches dans les murailles, avec l’intention d’y pénétrer, mais, refoulés par les défenseurs, durent renoncer à leur entreprise. Le 25 juillet, la garnison empêcha les Rifains de mettre le feu à l’édifice. Le 26, un Rifain s’approcha avec un drapeau blanc en offrant une boîte de tabac, mais quand un civil sortit par une fenêtre pour en prendre réception, il fut tué par les assaillants,,.
Le 27 juillet, la canalisation d’eau douce se cassa dans le bâtiment, obligeant les occupants à se rabattre sur l’eau saumâtre d’un puits. La nourriture consistait en céréales, avoine cuit et galettes, à quoi s’ajoutaient les vivres largués par l’aviation,. Dans la nuit du 27 au 28 juillet, un rescapé de Dar Kebdani parvenu à la fabrique de farine raconta la perfidie des harkis et le non-respect par eux de l’accord de reddition. Les défenseurs de la fabrique en acquirent la conviction qu’il n’y avait pas d’autre option que de résister jusqu’à l’arrivée de secours de Melilla.
Le 29, les Rifains reprirent leurs attaques et se mirent à pilonner la fabrique de farine avec un canon planté derrière la gare de Nador, c’est-à-dire à courte distance, ce qui augmenta notablement le nombre de victimes parmi les assiégés. Plus de vingt obus furent tirés, dont dix allèrent se loger au-dedans de la fabrique, laquelle menaçait déjà ruine sur la façade principale et au niveau de l’étage, avec un nombre croissant de pertes chez les hommes de troupe et les officiers,,.
Le 31 juillet, un lieutenant captif des Rifains se présenta à la fabrique muni d’une lettre d’un lieutenant, naguère commandant du fortin d’Imarufen, captif lui aussi, qui « à l’instigation des chefs maures » appelait les assiégés à se rendre, leur garantissant la vie sauve moyennant remise de leur armement,. Le lendemain, un groupe de notables rifains, porteurs de drapeaux blancs, se présenta à son tour, promettant, en cas de reddition, que le reste de la garnison pourrait retourner à Melilla par la Mar Chica,. À cette offre ne fut donné suite que le lendemain 2 août, devant un nouvel émissaire, après que les officiers, tenant conseil, eurent décidé à l’unanimité d’accepter les conditions rifaines,, mais eu égard aussi, parmi d’autres motifs, au contenu de l’héliogramme reçu à ce moment de la part du général Berenguer, qui les incitait à résister six ou sept jours de plus, car des forces de secours ne pourraient pas arriver à Nador avant ce délai. Exceptionnellement, les stipulations de l’accord conclu furent respectées par les harkis, et après déposition des armes dans la cour de la fabrique, à savoir 150 fusils (dont 70 en état de marche) et 3000 cartouches, le convoi d’évacuation fut mis sur pied et la garnison, malades et blessés compris, accompagnée des chefs rifains munis de drapeaux blancs, amorça à 11 h 30 sa marche pour Atalayoun, où elle arriva sans incident vers une heure de l’après-midi, et où ils montèrent dans un train en partance pour Melilla, où parvinrent 160 des 206 personnes qui s’étaient réfugiées dans la fabrique,,. Le bilan des pertes s’établit à 23 blessés et neuf morts,,.
Ce même jour 2 août 1921, un fort contingent ouriaghel installa son quartier-général dans l’église de Nador, où il fut ensuite donné lecture publique d’une missive d’Abdelkrim, par laquelle les Rifains étaient instamment priés de se séparer de toutes les armes et des prisonniers « afin d’instaurer un gouvernement de bon aloi ». Les gens de Mazuza et Beni Boughafer étaient réticents à se défaire de leur butin de guerre, mais le 4 août arriva une harka de 600 hommes conduite par un représentant d’Abdelkrim, qui menaça d’exécuter ceux qui s’opposaient aux consignes de son chef. Deux jours après, les combattants locaux cédaient la totalité des 60 prisonniers espagnols qu’ils détenaient.

## Melilla

### Arrivée de Berenguer et état de situation
Berenguer était arrivé à Melilla à 11 h du soir le 23 juillet 1921. La force à sa disposition atteignait à peine les 1800 hommes. La menace rifaine commençait déjà à peser sur la « place », aux défenses désarticulées, dont les fortins étaient dégarnis, voire, pour quelques-uns, démantelés il y avait déjà de longues années, lorsque les autorités espagnoles avaient cru consolidée la situation de cette région si féale à l’Espagne. La ligne du Kert avait été franchie avec grande facilité par les rebelles, et une attaque rifaine massive sur Melilla était attendue dans la matinée,. Depuis tôt le matin le 24 juillet, il y avait sur la route de Nador une marée de familles en panique provenant de Selouane, de Zeghanghane et de Nador et cherchant refuge à Melilla, auxquelles étaient mêlés les restes d’une armée défaite, fugitifs des colonnes et des positions militaires, dont beaucoup de blessés,. Les jours suivants encore, Melilla ne cessa de voir affluer des fugitifs, de tous grades, provenant de toutes unités et armes. Il s’ensuivit que le moral était au plus bas et que la panique commença à s’installer dans la ville, surtout en banlieue, où les nouvelles apportées par les fugitifs de Nador signalant la présence de la harka poussaient les banlieusards à se rendre au port. Là, les rares soldats et marins de garde étaient bousculés par une foule impatiente de sauter à bord des chaloupes et des barcasses amarrées,,.
Les bastions autour de Melilla manquaient d’artillerie moderne, et les pièces les plus puissantes soit étaient pointées sur la mer, soit étaient des modèles inutilisables de type Krupp & Ordóñez datant du temps de Margallo,. Berenguer déclara dans un entretien téléphonique avec le ministre de la Guerre Eza qu’il « n’y avait rien de profitable. Tous les services sont désorganisés », et de conclure : « En un mot, la Comandancia General s’est écroulée en quelques jours de combat, en sorte qu’il ne reste d’elle rien de fonctionnel, tout doit être créé à neuf »,.
Devant le constat que Melilla ne comptait qu’à peine deux centaines de soldats en active, un groupe de Mélilliens, sous la conduite d’un notaire de la ville, se proposa de former une armée de patriotes et se pressa à la Comandancia en exigeant que leur soient remises des armes afin de défendre leurs familles et en faisant appel au lieutenant-colonel Fernández Tamarit comme le plus apte à commander ces troupes civiques. Cependant ni Berenguer, qui ne disposait que de 35 fusils, ni les autorités militaires, effarouchées par ce projet milicien, ne voulurent accéder à cette demande,,,. Berenguer fit donner lecture publique, par les soins d’un lieutenant de carabiniers sillonnant la ville accompagné d’une fanfare, d’une proclamation optimiste où il appelait au calme, menaçait d’appliquer « toute la rigueur de la loi » à « celui qui inspirerait une panique injustifiée », et annonçait que des renforts arriveraient bientôt en grand nombre. La mesure eut le résultat escompté,.
En réalité, Berenguer trouva à Melilla, à son arrivée, une garnison de quelque 3000 hommes, composée de troupes « complètement hétérogènes » (selon son expression), d’une valeur militaire certes discutable, mais parmi lesquelles figuraient p. ex. les unités d’intendance, rentrées à Melilla quasi-intactes, formées, avec commandants et armement réglementaire, « en parfait état moral et matériel ». En outre, dès le 24 juillet, des renforts commençaient à arriver, dont le premier, le bataillon de la Corona, à 8 h du matin ; vinrent ensuite les forces de Ceuta, avec la Légion espagnole en tête, puis les Regulares et trois bataillons. Ce sont ainsi 3149 hommes qui avaient débarqué en un seul jour,.
D’autre part, Berenguer devait répondre aux demandes qui lui parvenaient du front. Ses tentatives en ce sens étaient cependant vouées à l’échec. À l’aube du 24 juillet, il envoya un train à destination de Mont-Aroui afin de pourvoir de munitions cette position, mais le convoi ne dépassa pas Nador, où il fut reçu à coups de fusil et où périt le commandant,. Le 24 juillet, selon la déposition du colonel Enrique Salcedo devant la commission d’enquête, lorsque celui-ci s’offrit à diriger une colonne sur Nador, Selouane et Al Aroui, il lui fut rétorqué que « cela n’était ni opportun ni faisable ». Il est possible que Berenguer ait surévalué le calibre de son ennemi, à quoi devait sans doute contribuer sa crainte de déclencher une réédition de la débâcle d’Anoual.
Compte tenu que Melilla pouvait tomber si la kabila de Beni Sicar, qui gardait les arrières de Melilla du côté ouest, venait à se rebeller, Berenguer avait, avant de quitter Ceuta, pris rendez-vous par télégramme avec les notables de Guelaya,, que la Police indigène avait été chargée de rassembler et d’envoyer à Melilla. Ces notables appartenaient à Beni Bou Yahi, à Kebdana et à la Guelaya, cette dernière région étant composée, d’est en ouest, des kabilas de Beni Sicar, Mazuza, Beni Bou Gafar, Beni Boughafer et Beni Sidel, dont les territoires respectifs s’étendaient entre Melilla et le Kert et avaient été les premiers en date à tomber sous la tutelle espagnole. Conformément à ce que Kadour Amar, de Beni Saïd, avait expliqué à Berenguer, lesdits chefs avaient adopté, sans l’exprimer ouvertement, l’attitude assez logique, et au demeurant la plus répandue dans tout le territoire « soumis », consistant à se tenir aux côtés de l’Espagne dans la mesure où celle-ci était capable de les soutenir, ou, dans le cas contraire, à rejoindre le soulèvement, soit parce que leurs contribuables l’exigeaient, soit parce que les Ouriaghel et leurs alliés le leur imposaient. L’Espagne ne pouvait compter sur les kabilas encore indécises qu’à condition de faire preuve de force et de détermination. Entre-temps, la majorité des chefs à l’est du Kert avaient comme de juste choisi la rébellion, y étant contraints par les faits et par leur peur, comme ce fut le cas de Ben Chellal, chef des Beni Bou Ifrour, et ils pouvaient s’appuyer sur le massif du Gourougou, qu’ils occupaient. Le caïd Omar Ben Mohammed, qui s’était auparavant offert pour libérer Nador, avait proposé à Riquelme de réunir jusqu’à 1200 combattants Rifains pour s’emparer de Hasdou, dans le Gourougou, afin de devancer la harka, mais il se heurta au refus de Berenguer. Le salut de Melilla elle-même sera tributaire de l’action de trois hommes : le chef de Beni Sicar qui sut convaincre les siens de ne pas se soulever, et deux officiers espagnols, dont les noms ne sont pas connus, qui lui apportèrent leur aide avec 70 à 80 hommes.
Est à mentionner l’initiative du journal El Liberal, qui fit décoller de Madrid le 24 juillet un appareil Bristol de 230 CV, piloté par un professionnel de renom, Geoffrey de Havilland, et transportant comme passager le journaliste José Espinosa. Après avoir traversé l’Espagne et atteint l’Afrique, l’avion sillonna tout le territoire insurgé, passa au-dessus du rocher d’Al Hoceïma, survola des dizaines de positions souvent encore fumantes, passa outre les aérodromes inutilisables de Selouane et de Nador, et atterrit sur l’esplanade du fort de Rostrogordo.

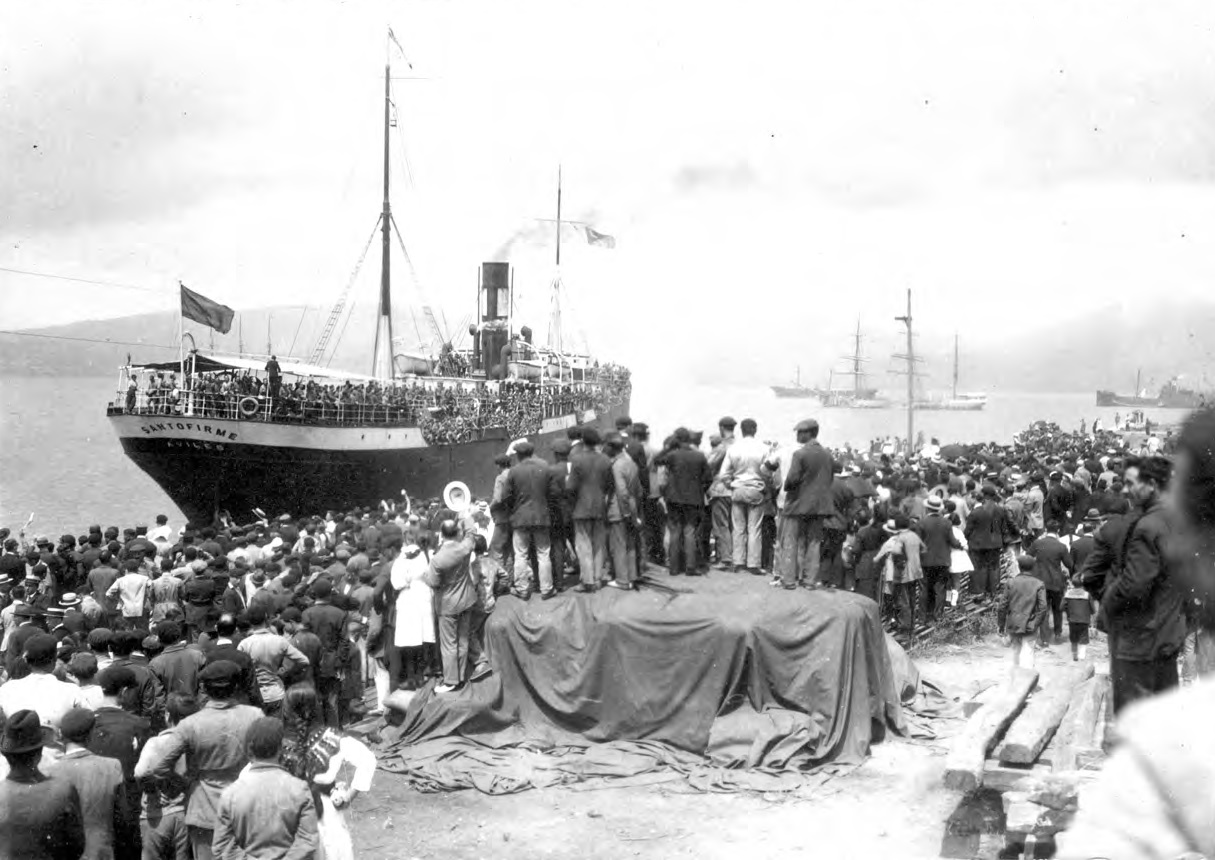
Embarquement de troupes pour Melilla dans le port de Vigo en 1921.

Le 26 juillet arrivèrent les Regulares de Ceuta, accueillis assez froidement par la population de Melilla,. Les bataillons métropolitains venaient de divers lieux d’Espagne, mais toujours des régions les plus proches : de Malaga, d’Algésiras, de Séville, etc. Débarquèrent également des unités du génie et des auxiliaires. Ces troupes furent mobilisées promptement, mais non sans avoir préalablement défilé sur le quai du port devant une foule remplie d’espoir, puis par la rue Alphonse XIII,. « Les deux premiers bataillons », relate Berenguer dans ses mémoires, « quittèrent le quai et s’en furent occuper la ligne de forts extérieure. Des Regulares, un tabor fit route ce même soir sur Souk-el-Had, sur les instances d’Abdelkader, retranché là-bas avec les siens, qui demandait ce renfort pour contenir le soulèvement de ses kabilas ». « Ceux de Zaio », ajoute Berenguer, « dans la kabila de Kebdana, sont également en rébellion, détruisant les offices indigènes et les postes militaires. Il n’est jusqu’au cap de l’Eau, où jamais aucune hostilité ne s’est manifestée, qui ne demande un vaisseau de guerre par peur d’être attaqué ; je leur envoie la seule canonnière qu’il y a dans le port, celle qu’on m’a apportée ».
Dans le même temps, Berenguer entra de multiples fois en conférence avec Eza. Le 24 juillet, dans un premier télégramme, il lui demanda six bataillons et un groupe d’artillerie de plus, mais même ainsi, il craignait qu’il ne serait pas possible de se maintenir sur l’ancienne ligne du Kert ; il est notable que même face à ce qu’il nommait une « situation critique » (en espagnol trascendental), il n’estima pas opportun de retirer davantage de forces de la zone occidentale du Protectorat. Le 26 juillet, il déclina une offre de renforts en avions, vu que l’aérodrome de Nador, pas plus que celui de Selouane, n’avait pu être préservé, ce qui le privait de piste d’atterrissage,.
À Melilla, les rapports entre populations musulmane et chrétienne tendaient à se détériorer, au point de conduire à quelques altercations, que les forces de l’ordre s’employaient à réprimer. La presse lança des appels à la raison, et Sanjurjo publia le 27 juillet une proclamation promettant de lourdes sanctions à quiconque se rendrait coupable d’agression contre des « indigènes »,.

### Réalité de la menace rifaine sur Melilla
Il a été postulé que Melilla était en danger immédiat de tomber aux mains des harkis et d’Abdelkrim. Cette conception est contestée par certains historiens, qui mettent en évidence que la ville avait une garnison de 3000 hommes, certes de composition hétéroclite et peu apte aux opérations offensives, mais néanmoins d’une capacité défensive minimale en attendant l’arrivée de renforts. En outre, les différentes harkas n’avaient pas de commandement unifié et n’avaient en pratique pour tout armement que des fusils, les Rifains maîtrisant en effet mal le maniement des canons capturés ; beaucoup de kabilas étaient réfractaires à la prépondérance des Ouriaghel ; Melilla allait se voir bientôt prêter main-forte par des unités aguerries et d’une efficacité éprouvée (Regulares et Légion), venues à la rescousse dès le 24 juillet, alors qu’Abdelkrim n’arriva pas à Mont-Aroui (encore fort éloigné de Melilla) avant le 5 août et n’avait même pas encore franchi le Kert. De fait, les troupes espagnoles avaient en face d’elles rien de plus qu’un mélange de population locale et de déserteurs. Un témoin déclara le 26 juillet n’avoir aperçu, sur le trajet de Batel à Melilla, « aucun Rifain [au sens strict], car tous ceux qu’il y avait à Nador et aux environs de Selouane étaient des gens qui habitaient par là ». En outre, les positions de Nador, de Sélouane et surtout de Mont-Aroui fixaient sur place, par leur résistance, un nombre considérable de forces rifaines, rendues ainsi indisponibles pour des actions offensives de grande envergure. Il peut donc sembler étonnant que Berenguer n’ait pas osé dépêcher une colonne de secours par voie de terre vers les positions encerclées, dont quelques-unes à portée de la main (la fabrique de farine de Nador p. ex. se trouvait à seulement 80 m de la Mar Chica), ni même tenté une incursion de reconnaissance pour sonder le terrain. Selon Salvador Fontenla, une telle initiative aurait peut-être permis d’éviter le soulèvement des kabilas proches de Melilla les 28 et 29 juillet, alors que l’attitude timorée de Berenguer et la passivité espagnole eurent pour effet d’aggraver notablement la débâcle d’Anoual.

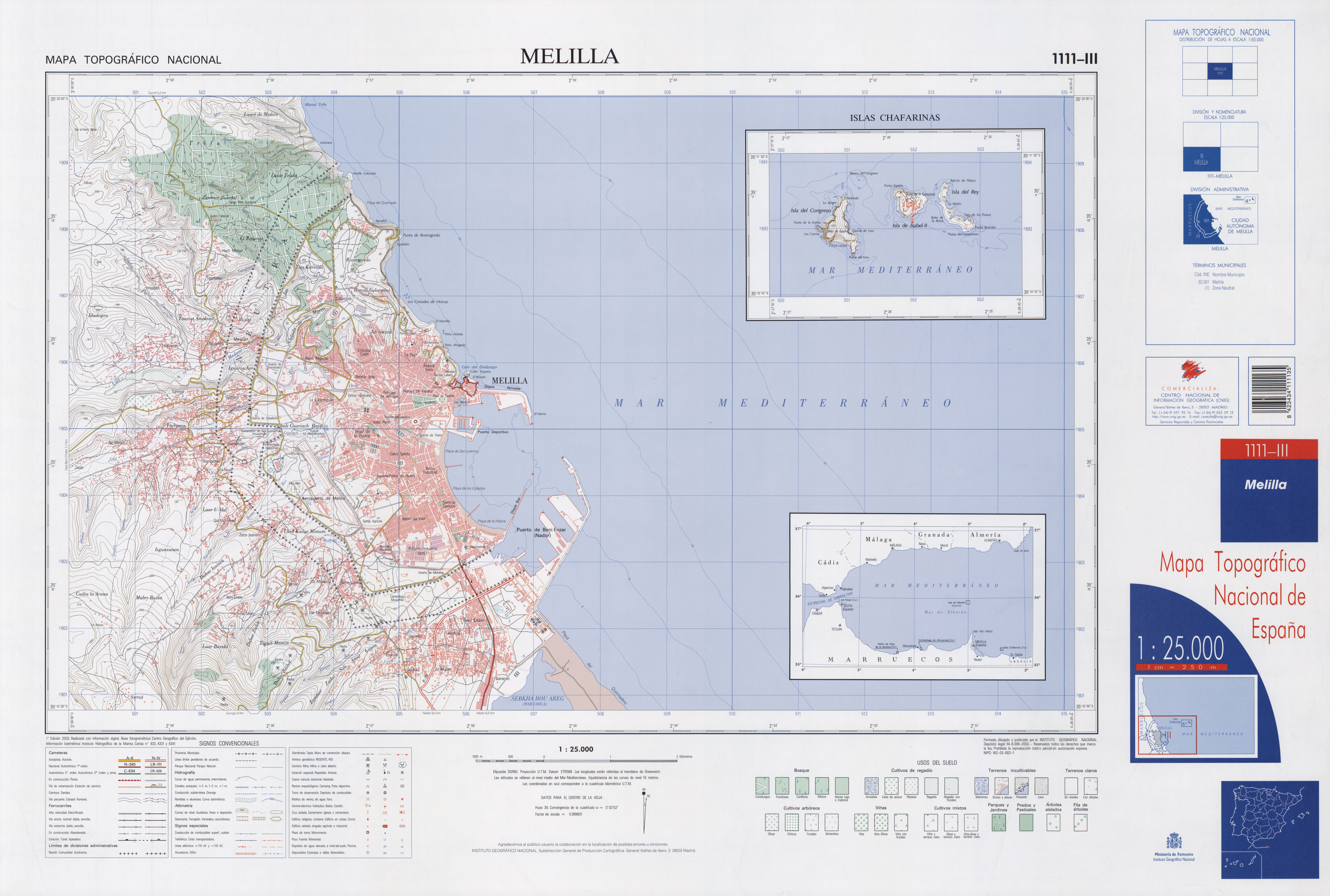
Plan (2003) de la ville de Melilla et environs.

Un autre aspect est l’attitude des kabilas situées à l’est du Kert (celles situées à l’ouest s’étaient déjà soulevées, ou avaient rallié la harka d’Abdelkrim, ou étaient en passe de le faire, comme bientôt celle de Beni Saïd). Le commandant Verdú, de la Police indigène, rapporta à propos des chefs de Mazuza, avec lesquels il avait dîné à Nador le soir du 23 juillet, qu’ils étaient « dans l’expectative » et « disposés à continuer à nous rester fidèles, s’il leur était démontré par l’arrivée des troupes [espagnoles] que le territoire n’était pas abandonné » ; dans le cas contraire, ils se soulèveraient, d’autant qu’ils redoutaient les représailles des Rifains (au sens strict), soucieux de « ne pas être privés du butin ». Autrement dit, en marge des considérations religieuses ou ethniques, les tribus balançaient entre l’enclume espagnol et le marteau rifain (selon le mot de Julio Albi), les craignant tous deux, et tendaient à voler au secours de la victoire ; il leur importait par conséquent de pronostiquer lequel des deux camps l’emporterait. Il n’y avait donc ni loyauté inconditionnelle envers l’Espagne, ni hostilité invétérée. Le moment propice pour l’Espagne s’était évanoui en peu de jours, par une combinaison de facteurs, en particulier l’absence de riposte espagnole, la nouvelle des défaites espagnoles successives, et la défection des Regulares à des endroits clef comme Sélouane et Nador.
Un autre sujet à débat concerne la question à quel degré l’offensive rifaine avait été préparée longtemps à l’avance. Beaucoup ont estimé qu’elle était le fruit d’un long travail préalable, comme l’attesterait le fait que dès le début Abdelkrim avait parsemé le Protectorat de missives appelant à la résistance, mais celles-ci n’eurent qu’une efficacité très relative ; en réalité, les rébellions eurent lieu en cascade, au gré des nouvelles sur le repli espagnol, affectèrent à des degrés différents les kabilas à l’est du Kert, et manquaient totalement dans un premier temps d’un commandement centralisé et d’une stratégie globale. La principale composante des harkas issues de ces kabilas était des hommes ayant vécu en paix depuis des années, fort distincts de l’authentique Rifain, ou « Maure de montagne ». S’il y avait parmi eux des déserteurs bien entraînés, ils ne se souciaient pas de constituer de véritables unités, mais combattaient à titre individuel, dissous dans la masse, au détriment de la cohésion et de l’efficacité.
Il ne semble donc pas que Melilla ait jamais été véritablement en danger. Si la « meute » (turba, dans la bouche des Espagnols) qui avait encerclé Nador et Sélouane avait eu besoin de plusieurs jours pour se rendre maître de ces menues positions, et y parvint plus par les privations qu’elle infligea qu’à la force militaire, il apparaît inconcevable qu’elle puisse prendre une place fortifiée, certes imparfaitement, et en communication constante avec la métropole proche. Il aurait fallu pour cela une organisation et une direction qui lui faisait complètement défaut, attendu notamment qu’Abdelkrim ne faisait pas mine alors de quitter Annual pour Melilla. Berenguer attribuait au chef rifain des capacités qu’il n’avait pas, perdant de vue qu’Abdelkrim n'était pas général et qu’il n’avait pas à sa disposition d’état-major et d’armée capables de concevoir et de réaliser des plans offensifs d’envergure.
D’autre part, le total des pertes dans les dix premiers jours d’août était de 46, dont seulement deux morts, pour une armée dont l’effectif dépassait alors les 25 000 ; il est vrai qu’il n’y eut pas d’opérations notables jusqu’au 9 août. Pourtant, le 5 août, alors qu’il disposait de 16 bataillons désormais, Berenguer considérait qu’il y avait lieu d’« écarter la possibilité de secourir la colonne Navarro, si elle existe encore », et qu’on « ne peut songer à aucune riposte, aussi petite soit-elle ». Il est, selon Julio Albi, difficilement explicable qu’en dépit des données objectives sur la puissance de l’adversaire et sur ses dissensions internes, tous les généraux présents à la réunion du 6 août à Melilla, y compris les généraux décorés Sanjurjo et Cavalcanti, soient tombés d’accord pour avaliser l’analyse pessimiste de Berenguer.
Le 14 août encore, Abdelkrim, loin encore d’avoir imposé son autorité sur toute la zone orientale, avait pour priorité de se consolider dans le Rif, avant d’avancer au-delà. Lorsqu’il commença à étendre son autorité à l’est du Kert, ce fut dans une large mesure à la faveur de la passivité espagnole, et il lui fallut néanmoins encore multiplier les amendes et les prises d’otage pour asseoir sa domination,.

### Renonciation rifaine à s’emparer de Melilla
Selon l’historien Charles Edmund Richard Pennell, si Abdelkrim se défendit d’attaquer Melilla, c’était pour s’éviter des complications internationales, en rapport avec la présence dans la ville de consulats étrangers, possibles témoins d’une mise à sac pouvant dégénérer en une « sauvagerie primitive ». En réalité, ses troupes, qui n’avaient pas encore atteint la région de Guelaya, étaient alors tout occupés à pourchasser la colonne de Navarro.
Le frère cadet d’Abdelkrim déclara un an plus tard au journaliste Luis de Oteyza :

« Melilla n’a pas été prise d’assaut, nonobstant qu’elle ait été sans défense pendant presque trois jours. […] Il nous a fallu travailler beaucoup pour l’empêcher. Nous autres ne voulions pas franchir la ligne du Kert et reculer la frontière ; mais en voyant que les kabilas soumises montraient un excès d’agressivité et de furie, nous redoutions qu’ils n’assaillent Melilla. C’eût été horrible. L’humanité entière se fût horrifiée devant un tel saccage, avec les subséquents incendies, viols et assassinats. Mon frère s’en avisa, et diligenta [Ben Siam] avec trois cadis et 600 hommes pour l’éviter. Dans le Gourougou, ils se postèrent pendant une semaine en protégeant Melilla, jusqu’à ce que Berenguer eût établi la ligne défensive. […] Nous aspirions dès ce moment, comme nous aspirons aujourd’hui, à ce que l’on nous considère comme un peuple digne et non comme une tribu de sauvages. C’est pourquoi nous voulions éviter cet acte, qui eût été considéré féroce dans le monde entier. »

## Ressaisissement et contre-offensive espagnols

### Réorganisation défensive et renforts
Le 24 juillet au matin, le régiment La Corona d’Almería mit pied à terre à Melilla et fut accueilli avec grand soulagement par la population de Melilla qui l’attendait sur le quai de débarquement. Quelques heures plus tard débarquaient, en provenance de Ceuta, le général Sanjurjo et deux banderas de la Légion espagnole, qui allaient d’ici peu être placées sous le commandement de Millán-Astray lui-même. De Ceuta encore arrivèrent deux bataillons (tabores) de Regulares avec leur commandant en chef, le lieutenant-colonel González-Tablas. Aucune de ces forces ne manqua de défiler dans les rues de la ville sous les acclamations des Mélilliens,,.

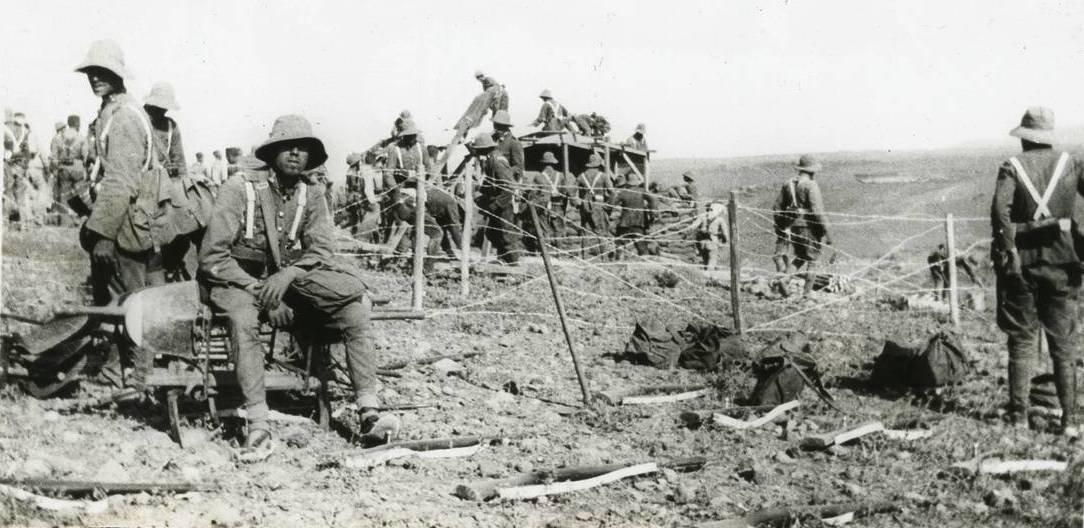
Militaires espagnols occupant un fortin dans la kabila de Beni Sikar (fin août 1921).

Plus tard dans la soirée du même 24 juillet, Berenguer mit sur pied une colonne, placée sous les ordres du général Sanjurjo et composée d’unités venues de Ceuta — à savoir la Légion au complet, conduite par Millán-Astray, et un tabor de Regulares —, et la dépêcha vers le Gourougou, massif montagneux dominant Melilla et culminant à près de 900 m d’altitude, qu’il était prioritaire d’occuper pour sécuriser le passage entre les contreforts dudit massif et la mer,,,. Souk-el-Had, premier objectif de l’opération, considéré comme la porte d’entrée de Melilla car dominant la ville depuis les hauteurs, était situé dans la rainure de Farhana, dans la kabila de Beni Sikar, dont le chef était Abdelkader Hach Tieb, resté loyal à l’Espagne. Souk el Had fut attaquée par les harkis, mais Sanjurjo arriva à temps pour les repousser. En renfort vint peu de temps après le colonel Riquelme, à la tête d’une colonne mixte qui s’employa à occuper des positions aux environs immédiats de Melilla dans le vallon du Gourougou, et récupéra les anciennes positions démantelées de Hidum et d’Ismoart, assurant ainsi la défense du cap des Trois Fourches, et garantissant un refuge aux Rifains restés fidèles à l’Espagne,,. Fin juillet, de nouveaux camps militaires furent établis autour dudit cap, dès qu’il eut été porté remède au manque de matériaux de fortification,. L’inquiétude perdurait cependant, étant donné que quelques autochtones de Beni Ensar, de Mazuza et de Barraca qui peuplaient les coteaux flanquant la route de Nador, ne renonçaient pas à leurs intentions de rébellion.
Le 26 juillet, pendant que de nouvelles troupes ne cessaient de débarquer à Melilla, et après que les chefs de Beni Sikar et de Farkhana eurent offert leur aide loyale, une colonne composée de Regulares et de légionnaires, placée à nouveau sous les ordres de Sanjurjo, s’en fut occuper sans accroc la colline de Sidi Hamed et Atalayoun (où un poste militaire fut créé), barrant ainsi l’étroite vallée qui donne accès à Melilla et mettant sous contrôle espagnol la route de Nador,,,. De Sidi Hamed, ils pouvaient apercevoir les harkis en train d’attaquer la garnison de Nador,,. La suggestion faite par quelques hauts commandants de poursuivre la progression jusqu’à cette ville se heurta à un refus de Berenguer, pour qui l’objectif principal était la sauvegarde de Melilla.
D’autre part, la colonne de Riquelme avait, sur l’autre flanc de la ville, établi un poste dans la vallée de Farhana. Une autre colonne encore, comportant une section de mitrailleuses, partit pour Souk-el-Had afin de l’approvisionner. Le 29 juillet, la colonne de Sanjurjo se chargea d’implanter plusieurs fortins ou casemates (blocaos) dans le but de renforcer la ligne de front d’Atalayoun, Sidi Ahmed el Hach, Sidi Musa et Ait Aixa.
Le 28 juillet, les efforts de Berenguer continuaient de se centrer sur Melilla, Berenguer estimant en effet qu’il n’y avait pas suffisamment de forces pour assurer la défense de la ville et de ses environs. De plus, la Légion se faisait déjà attaquer dans les postes militaires les plus proches, dont Sidi Hamed, avec des pertes. Les autochtones des localités de Mezquita et de Farkhana, très proches de Melilla et réputées dévouées à l’Espagne, étaient également entrées en rébellion, encouragées en cela par les Beni Bou Gafar, qui étendaient leur prédication aux Mazuza et aux Beni Sikar, pour que ces derniers attaquent les forts extérieurs.
Le 29 juillet arrivèrent à Melilla deux régiments de hussards, mais tous deux aux effectifs tellement incomplets qu’ils composaient ensemble à peine un régiment sur pied de guerre,. Dans leurs rangs se trouvait l’infant Alfonso de Borbón y Borbón, enseigne frais émoulu de l’académie de cavalerie. Le ministre de la Guerre édicta un ordre royal portant création « de toute urgence » de deux nouvelles unités (banderas) de la Légion. Ce même 29 juillet, Berenguer insistait que la défense de Melilla n’était pas garantie encore et qu’on avait besoin de davantage de soldats. Il considérait qu’il disposait de forces insuffisantes en nombre, mal instruites, sans expérience et médiocrement équipées. Le 31 juillet encore, Berenguer ordonna la mise en place d’une triple ligne de défense autour de Melilla, chacune sous le commandement d’un général. Au 31 juillet, les renforts métropolitains arrivés à Melilla comprenaient des régiments d’infanterie, quinze bataillons d’infanterie, deux banderas de la Légion, des régiments de cavalerie, trois (ou cinq) groupes d’artillerie, les Regulares de Ceuta, un groupe et un bataillon de sapeurs du génie, des compagnies de télégraphistes, une compagnie du génie, quatre ambulances et trois compagnies d’intendance,,. Cet ensemble de forces était pourtant toujours jugé insuffisant par le haut commandement pour lancer une percée plus en profondeur (ou, selon Julio Albi, pour « avancer de quelques kilomètres contre quelques Rifains qui n’avaient pas tiré un seul coup depuis des années »), Berenguer notamment persévérant dans sa représentation d’un soulèvement général et continuant d’ajouter foi aux nouvelles extrêmement défavorables venant des différents fronts,, et ce en dépit des comptes rendus des informateurs signalant le 28 juillet que l’ennemi à Nador se réduisait à « 200 hommes à pied et 14 à cheval » et rapportant le 29 que des « luttes intestines entre les fractions de la kabila de Kebdana » faisaient rage, avec fusillades, et que « la plupart […] des kabilas de Beni Bou Gafar, Beni Bou Ifrour, Kebdana et Oulad Settut voyaient d’un mauvais œil le soulèvement ».

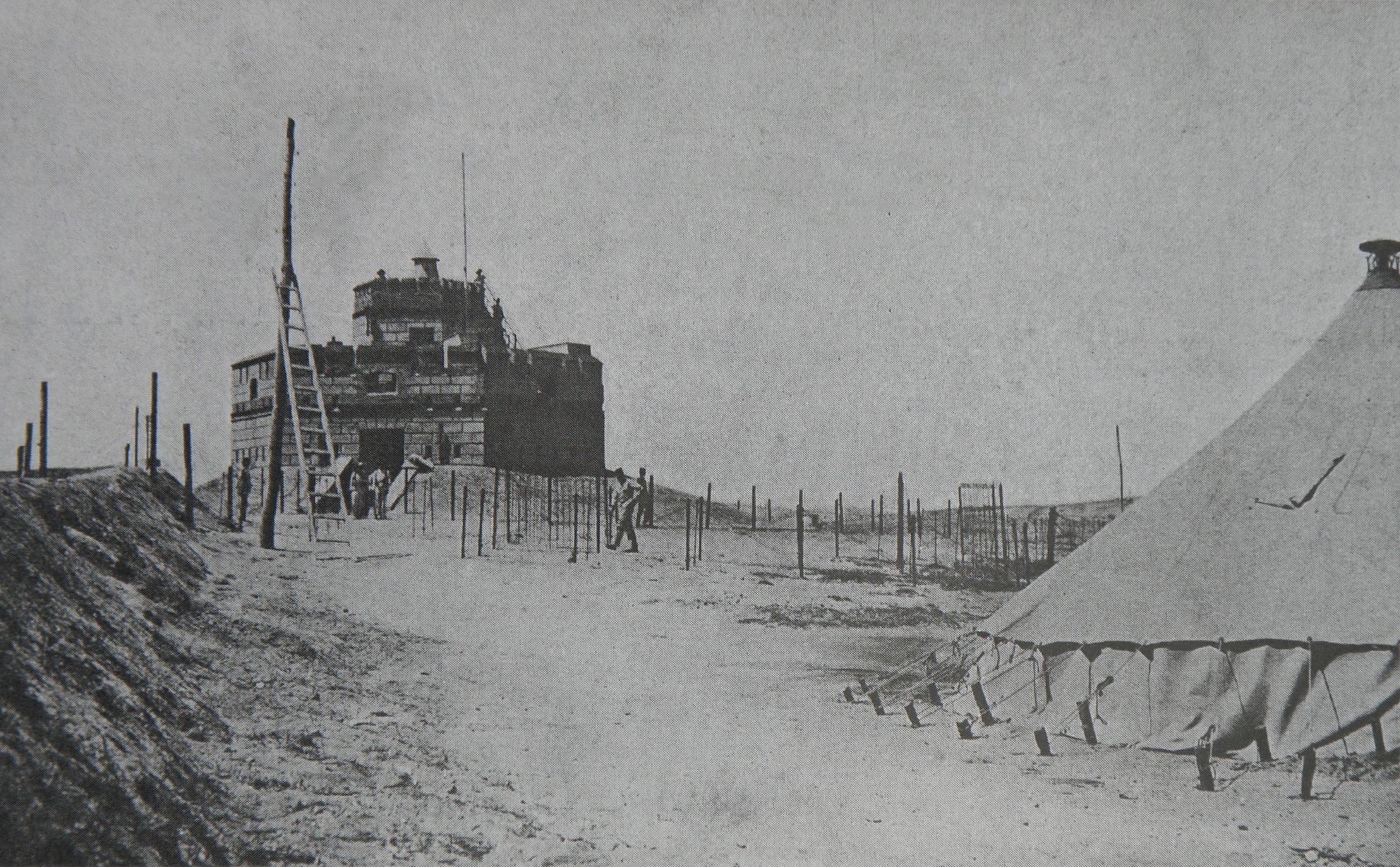
Fortin de La Restinga, sur la langue de terre entre la lagune de Nador (ou Mar Chica) et la mer Méditerranée (1921).

Le 2 août, Berenguer et Cavalcanti continuaient d’estimer que, eu égard aux effectifs dont ils disposaient, la défense de Melilla était la seule option possible. Les travaux de fortification autour de Melilla avançaient lentement, tandis que les forces rifaines étaient en augmentation, la harka de Nador ayant à elle seule entre-temps atteint un effectif de 3000 hommes, ce qui fait craindre pour la défense de Souk-el-Had. Les préparatifs en vue de la conquête de La Restinga battaient alors leur plein, opération qui avait pour seul but de préserver Melilla, Berenguer n’ayant toujours pas l’intention de former une colonne de secours. Le 4 août, pendant que les Espagnols renforçaient le poste du cap de l’Eau et le camp de La Restinga, les combattants rifains lançaient une attaque contre Souk el Had, à l’origine d’une quarantaine de pertes côté espagnol. Cet incident conforta Berenguer dans sa conviction qu’il ne disposait pas de forces suffisantes pour protéger Melilla, a fortiori pour dépêcher une colonne de secours en direction de Mont-Aroui.
Comme Berenguer continuait de juger téméraire de dépêcher des troupes pour secourir les positions encerclées, ce qui serait préjudiciable à la défense de Melilla, il ordonna logiquement au capitaine Carrasco de quitter, si possible, la casbah de Selouane et de se replier sur le camp de La Restinga, ordre qu’il lui fut impossible d’exécuter. Le même jour, Berenguer autorisa Navarro à rendre la position de Mont-Aroui,.
En réaction aux manifestations d’affliction dans la presse concernant Mont-Aroui, Berenguer convoqua le 6 août une nouvelle réunion des généraux en chef des colonnes, pour réexaminer le cas et imaginer une solution. Lors de cette réunion, à laquelle assistaient, outre Berenguer, les généraux Cavalcanti, Cabanellas, Sanjurjo, Neila et Fresneda, et le colonel Gómez-Jordana comme secrétaire, les participants déclaraient à l’unanimité et sans la moindre réserve « ne pas trouver, dans le délai nécessairement très bref pour être efficace, le moyen opérant pour réaliser quelque action militaire en vue de secourir la colonne du général Navarro ».
Dans le même temps, et une fois dissipée l’enthousiasme initial après la défaite espagnole, une inquiétude de plus en plus marquée se faisait jour chez les Rifains de Guelaya devant la perspective que les Espagnols viendraient réoccuper leurs territoires, et les harkas commençaient à se disperser. Les chefs guelayis sollicitèrent Abdelkrim d’envoyer des forces à la harka de Selouane, mais celui-ci, se méfiant d’eux, s’y refusa, en conséquence de quoi la harka fut dissoute le 17 août. Le 28 août, 400 soldats rifains (au sens strict) arrivèrent à Nador, avec mission de sommer les chefs guelayis de leur céder les prisonniers espagnols, qui furent ensuite emmenés à Anoual. En septembre encore, Abdelkrim dépêcha une harka nombreuse dans la Guelaya pour combattre les troupes espagnoles, alors notoirement sur le point d’attaquer, mais les Guelayis, d’ores et déjà résignés, ne voulaient plus collaborer avec Abdelkrim.
Le recours aux gaz toxiques fut envisagé par l’armée espagnole, ainsi qu’il appert d’un télégramme de Berenguer au ministre Eza en date du 12 août 1921 :

« J’ai toujours été réfractaire à l’usage des gaz asphyxiants contre ces indigènes, mais après ce qu’ils ont fait et par leur conduite traître et fourbe, j’ai de bonnes raisons de les employer avec une véritable jouissance. »

Le souhait que soient utilisés des gaz de combat à titre de vengeance contre les rebelles rifains pour leurs massacres à Anoual et Selouane prévalait aussi dans une bonne partie de l’opinion publique espagnole, et dans le dernier quadrimestre de 1921 bon nombre de journaux en réclamaient l’usage. Cela tend à confirmer la thèse que de tels armes ne furent pas mises à contribution dans cette période. On peut en percevoir une confirmation dans la lettre envoyée le 31 août par le cadi Haddou ben Hammou à Abdelkrim, dans laquelle celui-ci était prié de ne pas libérer les prisonniers espagnols, car « dans le cas contraire, ils nous détruiront avec des bombes empoisonnées ». Ce non usage peut s’expliquer par les interdictions internationales, par le changement de gouvernement du 14 août à Madrid et par la circonstance que des gaz toxiques n’étaient pas disponibles à cette date, cependant le projet allait être relancé deux années plus tard,.
Dans la deuxième moitié d’août, quelques positions et casemates furent occupées, sur les instances de la kabila de Beni Sikar, demeurée loyale à l’Espagne et demandant sa protection contre les harkas.
Au 15 août, Berenguer avait rassemblé à Melilla 36 000 hommes, sans compter la garnison existante, et estimait à présent être en mesure de se mettre en campagne et d’entamer la reconquête. Selon ses propres données, il avait accumulé 25 bataillons d’infanterie, deux banderas de légionnaires, deux tabors de Regulares, cinq régiments de cavalerie, 23 batteries, 17 compagnies du génie et six d’intendance. La garnison de Melilla comprenait désormais, selon un inventaire dressé le lendemain, 22 compagnies de fusiliers et quatre de mitrailleuses, six sections d’Alcántara, deux batteries et une section d’artillerie,,. En comparaison, comme le note Albi de la Cuesta, le débarquement d'Al Hoceïma de 1925 fut exécuté par moins de 20 000 hommes, face à des Rifains plus nombreux, mieux armés, et solidement retranchés. Mais même ainsi, Berenguer ne s’estimait pas entièrement satisfait, comme il ressort d’un document adressé à Madrid le 31 août, où il formulait ses demandes de renforts et où il était fait mention d’un effectif considéré nécessaire de 60 000 hommes,. Il est vrai que le moral des troupes espagnoles avait été entamé par la longue attente à Melilla et par l’anéantissement des garnisons proches, et aussi par les tensions entre les troupes expéditionnaires et les membres de la garnison d’origine. Au surplus, le séjour prolongé à Melilla de milliers d’hommes massés, logés dans de mauvaises conditions sanitaires, fut cause de la propagation de maladies, dont les victimes étaient entassées dans les tristement célèbres Dockers, baraquements vétustes et insalubres, qui contrastaient avec l’hôpital de campagne pour enfants créé le 31 juillet par la Croix-Rouge, sous les auspices de la duchesse de la Victoria et de dames de la haute société madrilène, et qui mettait au grand jour l’impéritie de l’administration militaire,.

### Contre-offensive espagnole

#### Premiers combats aux abords de Melilla
Le 4 août 1921, La Restinga fut occupée par voie de mer par quatre compagnies d’infanterie avec batterie sous le commandement de Sanjurjo, et la position de Cabo de Agua renforcée par deux compagnies. Le débarquement sur la langue de terre bordant la lagune ne rencontra qu’une faible résistance. Les maisons des alentours furent prises d’assaut par des Regulares et le bétail saisi,.
Début août, la situation sur le front de Melilla était inchangéee. Sur la triple ligne de défense, les sorties étaient, selon Francisco Franco, « presque quotidiennes et l’approvisionnement des différentes positions requérait la présence de la colonne et de livrer bataille avec l’ennemi », et faisaient des pertes dans les rangs de la Légion,. Le 4 août eut lieu le premier combat sérieux à Sidi Hamed, à la suite de l’envoi d’un convoi vers cette bourgade. Il est notable que les Espagnols vainqueurs dudit combat appartenaient d’une part à un tabor de Regulares de Ceuta, mais d’autre part aussi aux bataillons expéditionnaires tant décriés. Ce constat ne fit pas renoncer Berenguer à sa prudence.
Depuis la mi-août 1921, la première bandera de la Légion réoccupait la ligne Atalayoun-Sidi Ahmed. Bien que Nador fût très proche, Berenguer se défendait encore de donner l’ordre d’avancer. Le 25 août, la colonne de Sanjurjo quitta Souk el Had pour établir la position de Laret et les fortins de Taulet et d’Iguira.
Dans le camp rifain, les kabilas autour de Melilla ne cessaient de craindre la réaction espagnole qu’ils croyaient imminente et appréhendaient. C’est pourquoi ils lançaient des appels continus à Abdelkrim pour qu’il se porte à leur secours, mais qui ne reçurent que des réponses évasives de la part du chef rifain, qui se méfiait des populations de Guelaya. De plus, de constantes querelles entre les différentes kabilas ou entre les fractions au sein d’une même kabila continuaient à sévir. À l’opposé, le nouvel ordre rifain s’instaurait progressivement à l’est du Kert, sous les espèces de représentants d’Abdelkrim et des premiers contingents de sa harka. Un embryon de police se mettait en place, dont les agents étaient dûment rémunérés et se chargeaient d’infliger des amendes, de faire des proclamations annonçant l’obligation de céder à la harka armes, argent et marchandises, qu’elles proviennent de pillages ou de négoces avec des juifs ou des chrétiens. L’exigence de se dessaisir des prisonniers au profit d’Abdelkrim était cause d’irritation chez les notables, tels que Kadour Namar, qui détenait le colonel Araujo et ses officiers, ou Ben Chelal, de qui Navarro et son état-major étaient les captifs, et pour qui ils étaient une potentielle source de revenus,.
Le long délai que s’imposait Berenguer pour accumuler des ressources militaires avait laissé le loisir aux combattants rifains, toujours plus nombreux, d’accentuer leurs attaques contre la ligne de défense espagnole. Celle-ci était, suivant la pratique usuelle, ponctuée d’une série de petits ouvrages défensifs et de postes secondaires, érigés pour quelques-uns sur les instances des « Maures amis » de Beni Sikar, et destinés à appuyer les positions principales, ce qui imposait d’organiser des convois pour les ravitailler, procéder aux relèves et évacuer les blessés, convois qui étaient une cible commode pour les harkis. Le 20 août, selon les aveux de Berenguer, une batterie rifaine postée sur le Gourougou réussit à affiner suffisamment son pointage pour atteindre la position de Sidi Ahmed el Hach, causant morts et blessés,. Melilla elle-même se trouva pendant un temps en point de mire des canons capturés aux Espagnols et positionnés sur le Gourougou, et que les Rifains obligeaient les artilleurs espagnols captifs à manœuvrer. Les pièces y avaient été élevées à la force des bras par quelque 150 prisonniers espagnols, sur des déclivités atteignant parfois 20 %. Les Rifains n’eurent jamais plus de trois pièces de disponible pour pilonner la ville, et les impacts, pas aussi nombreux qu’on le disait, faisaient assez peu de dégâts, quand même les projectiles touchaient leurs objectifs (le port, les casernes, les forts et l’aérodrome), car sur dix obus seuls deux ou trois explosaient.
Il est du reste incompréhensible que le massif du Gourougou, qui domine Melilla, n’ait pas été occupé ni fortifié, exception faite de l’un ou l’autre petit ouvrage bientôt laissé à l’abandon. Aux dires de Capablanca, chef d’état-major à Melilla, devant la commission d’enquête, il fut convenu au début du « désastre » de déployer ce qui restait de forces dans la place, soit entre 2000 et 2500 hommes, en dehors de l’enceinte de celle-ci, à Zeghanghane, Souk el Had (en Beni Sikar) et à Nador, ce qui aurait signifié établir, dès l’abord, un périmètre extérieur relativement ample, aurait permis d’« aérer » Melilla, tenu l’ennemi à distance, et pu changer par là la donne stratégique. Pourtant, pour des raisons que le déposant dit ignorer, lesdites forces ne furent pas mobilisées.
À la fin août, près de 47 000 hommes se pressaient dans les rues, les casernes et les bastions de Melilla. Si les officiers avaient trouvé à se loger dans des maisons privées ou dans des auberges, la troupe, par manque de tentes et de matériel de couchage, devait dormir à même le sol. Berenguer avait demandé 15 000 tentes individuelles « dont huit mille d’urgence ». Des officiers de cavalerie étaient enrôlés alors qu’ils ignoraient tout de la profession. Dans les compagnies de mitrailleuses, une bonne partie du personnel ne connaissait pas les machines, lesquelles de surcroît, les funestes mitrailleuses Colt, devenaient inutilisables après un bref usage. Les soldats de tel régiment reçurent le baptême du feu après avoir tiré seulement cinq coups de leur fusil. Malgré cela, la troupe espagnole n’allait pas faire mauvaise figure sur le champ de bataille. Berenguer, général en chef, se plaignit devant le ministre Eza le 29 juillet de n’avoir « qu’un seul chef qui mérite ma confiance, le général Sanjurjo ». Le 1er septembre, l’effectif des renforts arrivés à Melilla permit enfin à Berenguer d’envisager et planifier la « reconquête », comme il aimait à s’exprimer.
Le 4 septembre, une colonne commandée par Sanjurjo partit de la périphérie de Melilla pour protéger en avant-garde les convois à destination du secteur de Souk el Had, et subit un feu intense des harkis. Le 7 septembre, la colonne Sanjurjo revint à Melilla pour aller approvisionner les positions de Sidi Hamed et Atalayoun. Le lendemain, la même colonne se mit en marche comme avant-garde des convois vers Sidi Amaran, Garet et les fortins proches de Casabona, en plus d’en établir un nouveau.

#### Reprise de Nador (septembre 1921)
Au début de septembre 1921, le périmètre de défense de Melilla correspondait grosso modo à celui de 1909. En effet, la lutte pour le Gourougou, qui s’était étendue sur le massif tout entier, avait fini par atteindre l’anneau fortifié de Casabona, où, lors de deux violents affrontements (les 4 et 8 septembre), les Espagnols avaient réussi à établir la ligne de front, au prix de 56 morts et 202 blessés, quand la harka perdit deux centaines d’hommes. Les lignes rifaines commençaient à reculer sur Nador.

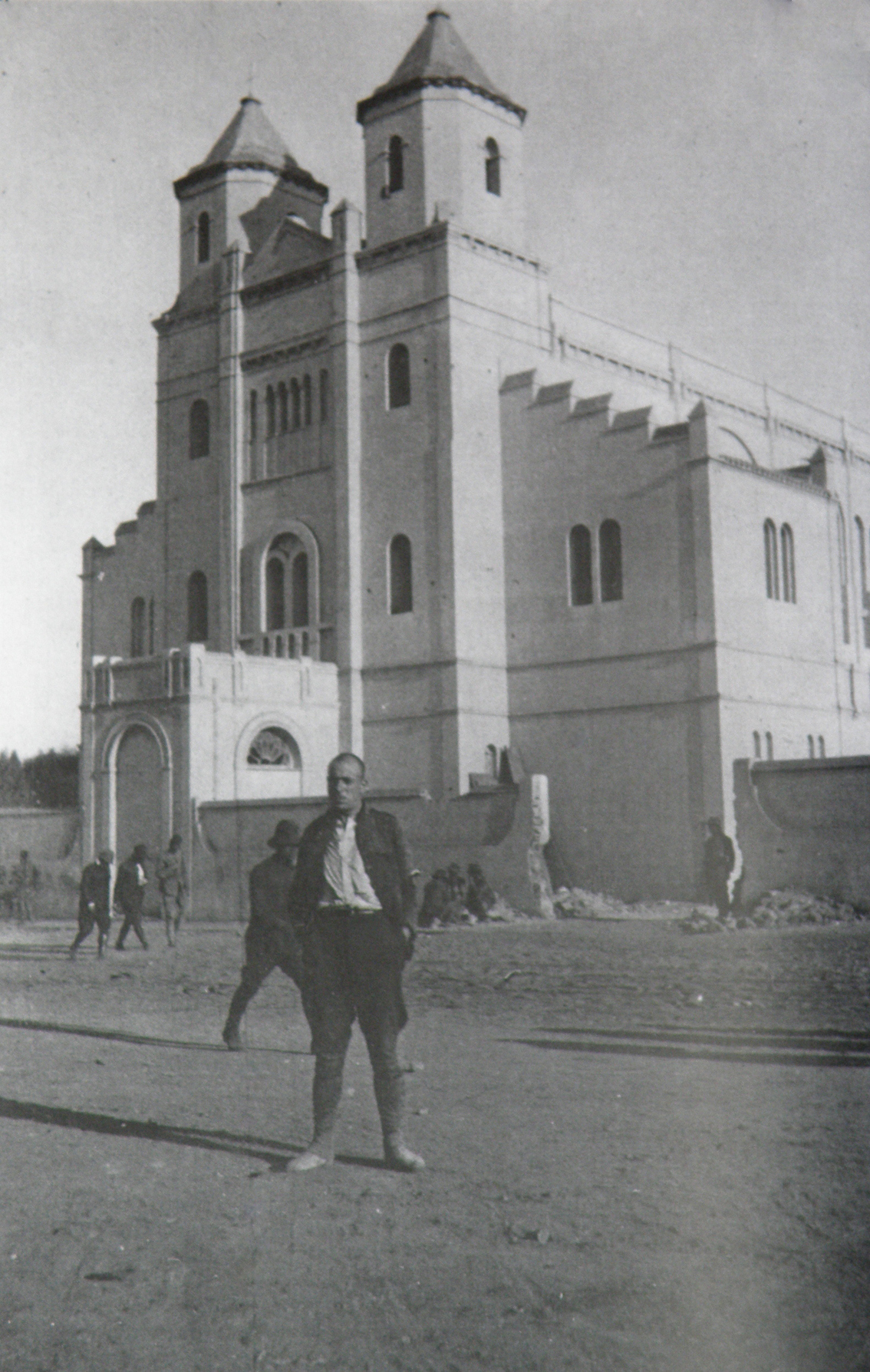
Église de Nador. Photo prise après la contre-offensive espagnole de septembre 1921.

Entre le Gourougou et la Mar Chica s’ouvrait une gorge qui conduisait à Nador. Sidi Hamed el Hach, prise en juillet, servit de base de départ pour l’offensive. Enfin, le 12 septembre 1921, commença la contre-attaque de l’armée espagnole. Si sa progression ne rencontra pas de forte résistance, elle eut néanmoins à déplorer des pertes quasi quotidiennes. Entre les 15 et 16 septembre, un affrontement long et rude eut lieu devant le fortin de Dar Hamed, où tombèrent 15 ou 16 légionnaires.
Le 16 septembre, les troupes espagnoles, organisées en deux colonnes (celle de Sanjurjo et celle de Federico Berenguer, frère du haut-commissaire) et totalisant 15 000 hommes, dotées d’une cinquantaine de pièces d’artillerie et bénéficiant de l’appui de deux batteries flottantes (sur la lagune de Nador), s’affrontèrent à la harka, forte de 6000 hommes environ. Les deux camps subirent de graves pertes (33 tués et 123 blessés côté espagnol), mais les Rifains furent repoussés et durent céder le bourg de Nador dévasté, qui fut conquis le 17 septembre par la colonne Sanjurjo. La ligne de chemin de fer Nador-Melilla fut rétablie au bout de seulement 4 heures. Les troupes espagnoles s’éparpillèrent dans le bourg, mettant à sac maisons et potagers, et furent pris d’épouvante en découvrant la maison dite de l’Abattoir (Casa del Matadero), où avaient été torturés de nombreux colons ; les cadavres, atrocement torturés, n’étaient plus que des restes méconnaissables. Le mur portait un écriteau conçu comme suit : « Si quelqu’un entre dans cette pièce, qu’il sache qu’ici nous avons, trente hommes et deux femmes, été brûlés. Nous avions passé cinq jours sans manger ni boire et ils nous ont fait mille vacheries. Frères et sœurs espagnols, défendez-nous et priez Dieu pour nos âmes. Moi, Juan, le Maroquinier de Nador, natif de Malaga ». Le journaliste Tomás Borrás rapporta le défilé des soldats espagnols devant cette maison, certains jurant de venger le martyr des torturés,.
Cette offensive dans le Rif eut un fort coût en vies chez les nouvelles recrues, dont beaucoup n’avaient guère eu d’instruction militaire. Le 29 septembre fut un jour particulièrement meurtrier pour les troupes espagnoles.
La colonne de Sanjurjo poursuivit son avancée, s’emparant le 2 octobre des positions de Oulad lau, de Sebt et de Bou Gamar, et le 8 octobre, de Zeghanghane. Le 10, la colonne conduite par le colonel Alberto Castro Girona mena sur le plateau de Taxuda un combat victorieux mais âpre contre la harka, se soldant par un grand nombre de pertes dans les rangs espagnols. Le 10 octobre, le Gourougou entier était tombé aux mains des Espagnols.

#### Reprise de Selouane (octobre 1921)
Selouane et son aérodrome furent reconquis par la colonne Sanjurjo le 14 octobre 1921 avec peu de tirs et sans morts. On trouva jusqu’à 350 cadavres disséminés, en particulier dans la maison La Ina, où les victimes avaient visiblement été horriblement torturés,. Les journalistes qui accompagnaient les troupes espagnoles ont fait le compte rendu de ce dont ils avaient été les témoins. L’état de l’infirmerie est ce qui leur avait fait l’impression la plus saisissante. Le chroniqueur Montserrat Fenech Muñoz de La Vanguardia en donna une description pondérée, dans les termes suivants :

« Nous débouchâmes sur le premier coteau, par où venaient de monter ceux du Tercio [de Regulares]. À moins d’un km se trouvait l’aérodrome de Selouane. La Casbah faisait, vue du dehors, assez bonne figure. Sur l’aérodrome se voyaient les effets de l’incendie. Dans le bourg, toutes les maisons étaient sans toiture et carbonisées. […] La Casbah offrait un tableau de désolation. Il y a peu de restes humains, sept cadavres dans ce qui fut l’infirmerie, et quelques-uns encore, peu nombreux, près de quelques fosses certainement aménagées par les défenseurs. Dans la cour, nombre de chevaux morts ; sur un des côtés, les restes d’un colossal bûcher, où furent brûles de nombreux autres encore. De toutes les constructions qui existaient à l’intérieur de la Casbah, il ne reste plus que le pavillon des infectés de l’hôpital, sans portes ni fenêtres, mais avec son toit ; tout le reste, brûlé et entièrement ravagé […].

Poursuivant notre reconnaissance, nous allons au cabanon de Gómez. […] Qu’il me suffise de dire que nous avons vu plus d’une centaine de cadavres amoncelés, certains à moitié calcinés, d’autres préservés du feu, mais tous profanés et dénotant par leurs gestes et attitudes l’horrible agonie soufferte. À l’extérieur de la maison, sur une petite esplanade, il y en avait une centaine de plus ; autant encore à proximité du sanctuaire de sidi Hussein, un groupe moindre dans le cimetière, et entre la route et le chemin de fer trois centaines qui croyaient avoir échappé au martyr mais y sont retombés, pensant que c’était là le chemin du salut. Tous les cadavres, absolument tous, présentaient les signes indiquant qu’ils avaient été mutilés […]. »

#### Reprise de Mont-Aroui
Le 24 octobre, les troupes espagnoles atteignirent Mont-Aroui, y trouvant le fort en ruines et rempli de cadavres,. María Rosa de Madariaga en donne la description suivante :

« Le chemin apparaissait parsemé de cadavres de soldats espagnols, de squelettes d’animaux et d’autres vestiges de l’armée vaincue, et à l’intérieur de la position, le spectacle causait une épouvante encore plus grande. Les cadavres, déjà putréfiés après être demeurés là pendant deux mois, exhalaient une puanteur insupportable. La première tâche de l’armée fut de les enterrer, creusant à cette fin une énorme fosse commune. »

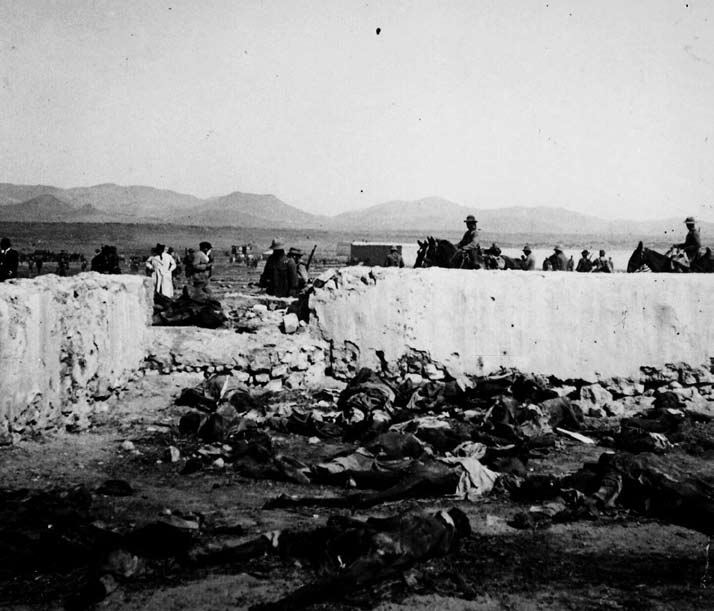
Alentours du fort : champ de cadavres de soldats espagnols massacrés (1922)
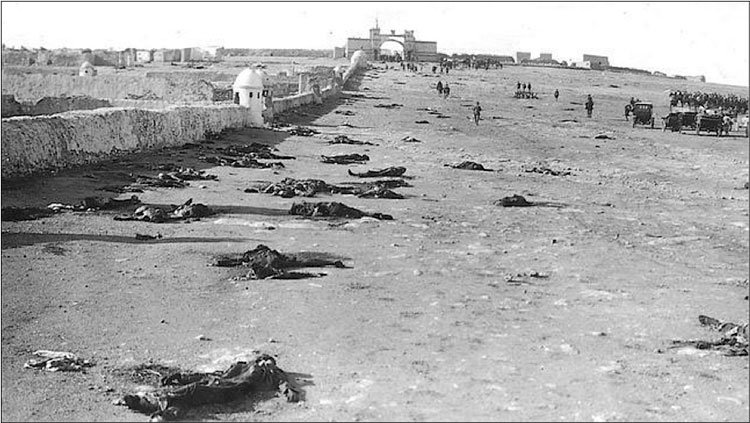
Cadavres de soldats espagnols jonchant le terrain face au portique d’entrée du port.
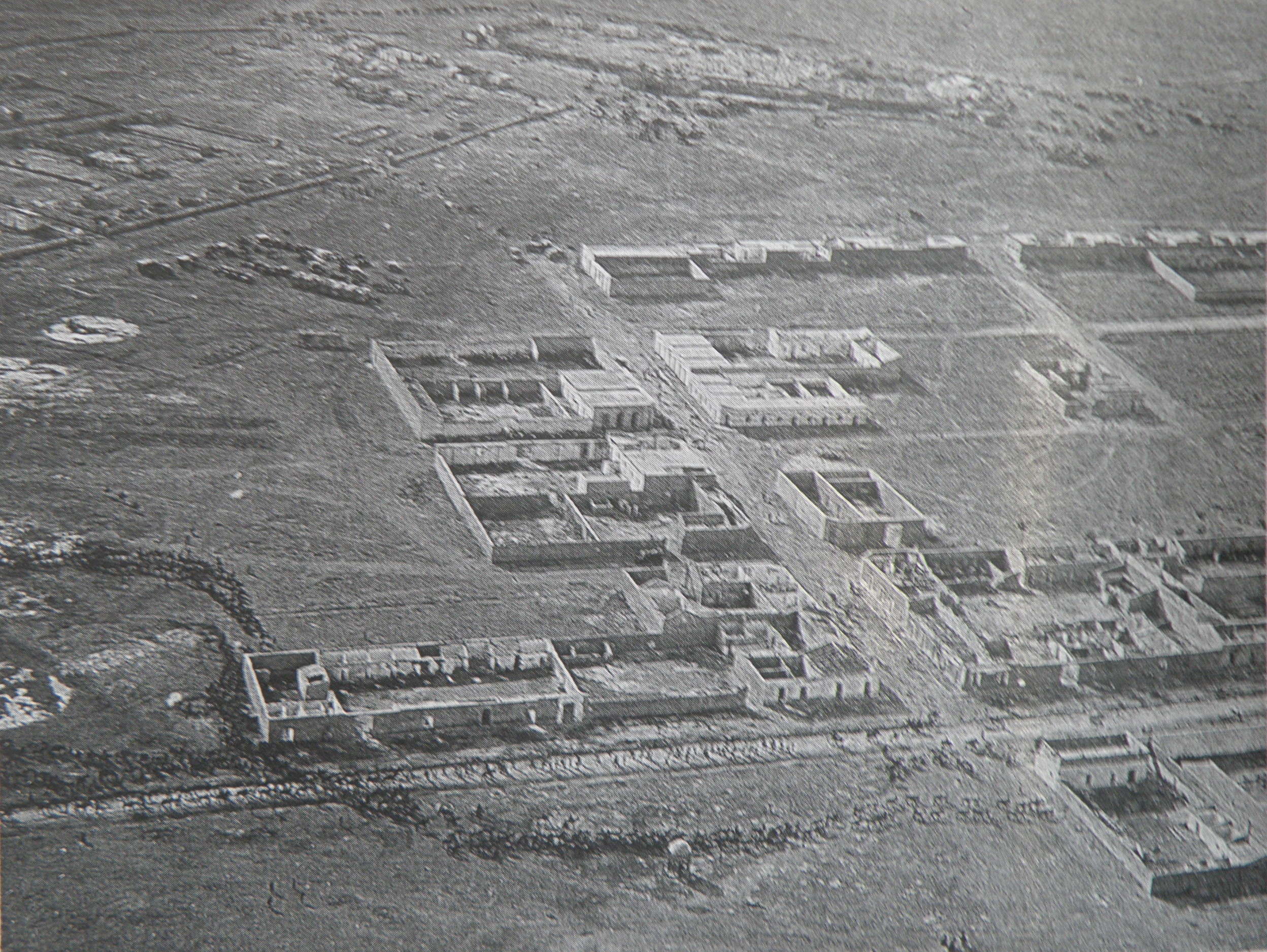
Vue aérienne de la gare d’Aroui et de ses environs après sa reconquête par les troupes espagnoles en 1921.

Dans les derniers mois de 1921, la progression de l’armée espagnole se poursuivit, mais ralentissait à mesure qu’elle s’enfonçait dans l’intérieur du Rif, au prix de pertes quotidiennes.

## Captivité de soldats et civils espagnols et échange de prisonniers
Confrontée à la contre-offensive espagnole de septembre 1921, la harka ouriaghel opérant dans la Guelaya sous le commandement du faki Bou Lahia se replia en abandonnant le front oriental, mais en laissant sur place 600 harkis avec mission de recueillir le matériel de guerre abandonné par les Espagnols et de l’acheminer à la kabila d’Ouriaghel. Furent également laissés sur place quelques petits groupes chargés de gêner l’avancée espagnole, mais qui ne purent aucunement compter, pas même pour la fourniture de vivres, sur l’aide des tribus guelayis, qui invoquaient les travaux de moisson auxquels l’enrôlement de leurs jeunes hommes dans la harka serait préjudiciable et la fuite de ceux-ci vers l’intérieur par crainte des représailles espagnoles.
En septembre 1921, le nombre de captifs, militaires et civils confondus, atteignait le chiffre de 600. Ils furent obligés à construire, sous la direction du capitaine du génie Jesús Aguirre, divers bâtiments, notamment un lieu d’hébergement, hangar de 25 mètres de longueur où dormaient 200 prisonniers. Ils furent également contraints d’enterrer les cadavres d’Espagnols jonchant la route d’Anoual à Ben Taïeb, et de transporter à Sidi Driss les canons et le matériel de guerre,. Quand les Espagnols eurent reconquis Nador le 17 septembre, Abdelkrim donna ordre de transférer les prisonniers militaires et civils d’Anoual vers les environs d’Ajdir, dans la kabila d’Ouriaghel, où se trouvaient déjà détenus les officiers et les commandants. En cours de route, une épidémie de typhus se déclara, et un grand nombre des plus de 70 malades entassés dans une simple tente de campagne périrent. Plusieurs jours plus tard, les prisonniers furent transférés à Ait-Kamara, où les malades graves étaient mieux pris en charge et où Abdelkrim autorisa les médecins prisonniers d’Ajdir à se rendre, mais où une épidémie de trichinose allait tuer plusieurs d’entre eux. De ce camp, on apercevait le rocher d’Al Hoceïma, dont la garnison répondait aux salutations que leur faisaient les prisonniers en agitant casquettes et mouchoirs,.
Dans les premiers mois de leur captivité, les prisonniers recevaient des lettres de leur famille, mais la correspondance ayant été suspendue fin 1921 pour toute la durée de l’année suivante, les prisonniers furent privés de tout contact avec leurs proches. En décembre 1921, deux captifs réussirent à s’évader.
Le 17 février 1922, les prisonniers purent observer le sabordage du navire Juan de Juanes par l’artillerie rifaine. À partir de ce jour, les convois de vivres que les prisonniers recevaient d’Al Hoceïma furent interrompus, et à la mi-mai, le pain et le vin étant épuisés, on commença à souffrir de la faim. Désespérés, plusieurs prisonniers tentèrent de fuir en quête de nourriture, mais furent tués par les gardiens. À Noel de l’année 1922, sur les 325 captifs espagnols, seule une quarantaine se trouvaient en bonne santé. Dix prisonniers allaient mourir dans les derniers jours de captivité.

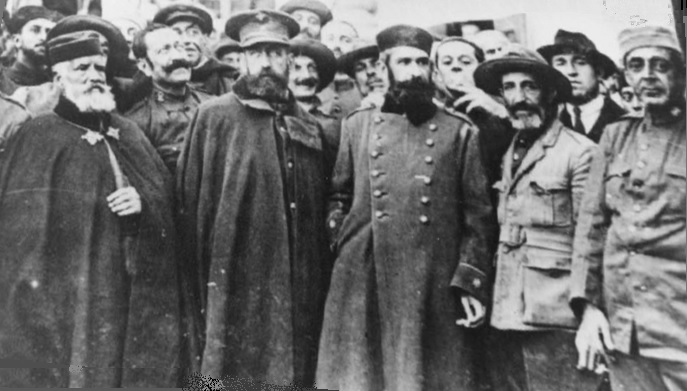
Officiers espagnols faits prisonniers à la suite de la bataille d’Anoual : de gauche à droite, le colonel Araujo, le général Felipe Navarro, le lieutenant-colonel Manuel López Gómez, le lieutenant-colonel Eduardo Pérez Ortiz et le commandant de cavalerie José Gómez Zaragoza, embarqués sur un navire à destination de Melilla au terme de leur captivité.

En juillet 1922, le journaliste Luis de Oteyza visita le bourg d’Ajdir. En plus de s’entretenir avec Abdelkrim et avec d’autres chefs rifains, il put rencontrer quelques prisonniers espagnols hébergés dans une dépendance jouxtant la demeure d’Abdelkrim, dans quelques pièces donnant sur la cour. Bien que surveillés, ils jouissaient d’un meilleur traitement que les autres captifs. Parmi eux, le général Navarro se montra acerbe, sans doute parce que le journaliste semblait sympathiser avec la cause rifaine. Un autre prisonnier avec qui Oteyza eut l’occasion de s’entretenir était le capitaine Aguirre, qui s’était vu forcé de travailler, notamment à construire des routes et autres ouvrages, et qui au même moment était occupé à bâtir une maison pour Abdelkrim. Sous ses ordres se trouvait un groupe de 21 prisonniers, sapeurs et télégraphistes. Il dirigeait aussi la construction d’une école dans la kabila et le creusement d’un puits près d’Ajdir. Abdelkrim lui avait également confié un avant-projet d’édification d’un parlement, où devaient se réunir les représentants des différentes kabilas, y compris une salle de séance, des logements et des salles à manger pour 70 personnes, des bains, des cuisines et une remise à voitures. Cependant, le travail ne parvint jamais au stade de projet concret,.
La libération des prisonniers aux mains des harkis devint une préoccupation constante chez les Espagnols. Riquelme, à la tête de la Police indigène depuis fin juillet 1921, en remplacement de Morales décédé, obtint la libération par la kabila Beni Bou Gafar de plusieurs officiers espagnols. Le 30 juillet, Abdelkrim envoya à Berenguer une missive l’invitant à envoyer un vaisseau à la plage de Sidi Driss pour prendre réception du corps de Morales, pour lequel le chef rifain avait eu de l’affection,.
En septembre 1921, les pourparlers avec Abdelkrim sur la libération des prisonniers n’avait pas donné les résultats escomptés. Le chef rifain, refusant de formuler ses conditions par écrit, en fit part oralement, par le truchement de l’émissaire Idriss Ben Saïd, Rifain « ami de l’Espagne » ; ces conditions étaient les suivantes : 3 millions de pesetas pour la restitution des prisonniers ; un million à titre d’indemnisation des pertes subies par les Rifains dans la zone espagnole ; et enfin, la remise en liberté de tous les prisonniers marocains détenus par l’Espagne, quel que soit le motif de leur incarcération,. Aucun accord ne put être obtenu tout d’abord, parce que les conditions posées par Abdelkrim étaient jugées humiliantes par le gouvernement conservateur espagnol et que celui-ci craignait que la rançon ne serve aux Rifains à se procurer des armes.
Sous le mandat de Luis Silvela eut lieu la remise en liberté des prisonniers d’Abdelkrim. La nomination d’un civil à la fonction de haut-commissaire avait facilité les négociations et ouvert de nouvelles perspectives. Après l’avènement début décembre 1922 du nouveau gouvernement García Prieto, le ministre des Affaires étrangères Santiago Alba, résolu à obtenir la libération des captifs espagnols, adopta une attitude plus souple et consentit à ce que Luciano López Ferrer, depuis 1921 secrétaire général du Haut-Commissariat au Maroc, prenne contact avec Idriss ben Saïd, vieil ami d’Abdelkrim, qui proposa, avec l’approbation d’Alba, de confier le rôle d’intermédiaire des négociations à Horacio Echevarrieta, financier et entrepreneur basque avait qui il avait des liens d’amitié et d’affaires, et qui fut donc, après confirmation officielle de son statut de représentant du gouvernement espagnol par une lettre d’Alba du 18 du même mois, associé aux nouvelles tractations entreprises à partir de janvier 1923. Grâce aux bons offices d’Echevarrieta, un accord fut conclu pour l’échange de prisonniers, moyennant versement préalable par le gouvernement espagnol de 4 millions de pesetas en métallique,,.
En conséquence, Echevarrieta et Idriss ben Saïd se rendirent le 24 janvier 1923 en bateau de Melilla à Ajdir pour rendre visite à Abdelkrim. En quelques heures, ils mirent au point un accord et s’en retournèrent le jour même à Melilla. Dans les jours suivants, et avec l’accord du gouvernement espagnol, les préparatifs furent faits pour embarquer les prisonniers rifains détenus à Melilla et les emmener au rocher d’El Hoceïma, pendant qu’on faisait de même pour les prisonniers marocains détenus dans la Jbala.
À la fin janvier 1923, les 209 prisonniers d’Ait Kamara et ceux retenus à Ajdir, 325 au total, dont 290 militaires (un général, un colonel, deux lieutenants-colonels, trois commandants, etc.), en mauvais état de santé pour 80 % d’entre eux, furent rassemblés sur une plage près d’Ajdir pour y être recueillis par les canots d’un navire espagnol mouillé au large. Ils mirent pied à terre à Melilla le 28 janvier, où ils furent accueillis par les principales autorités et par la foule, et où ils allaient peu après déposer devant le juge militaire,.

## Bilan

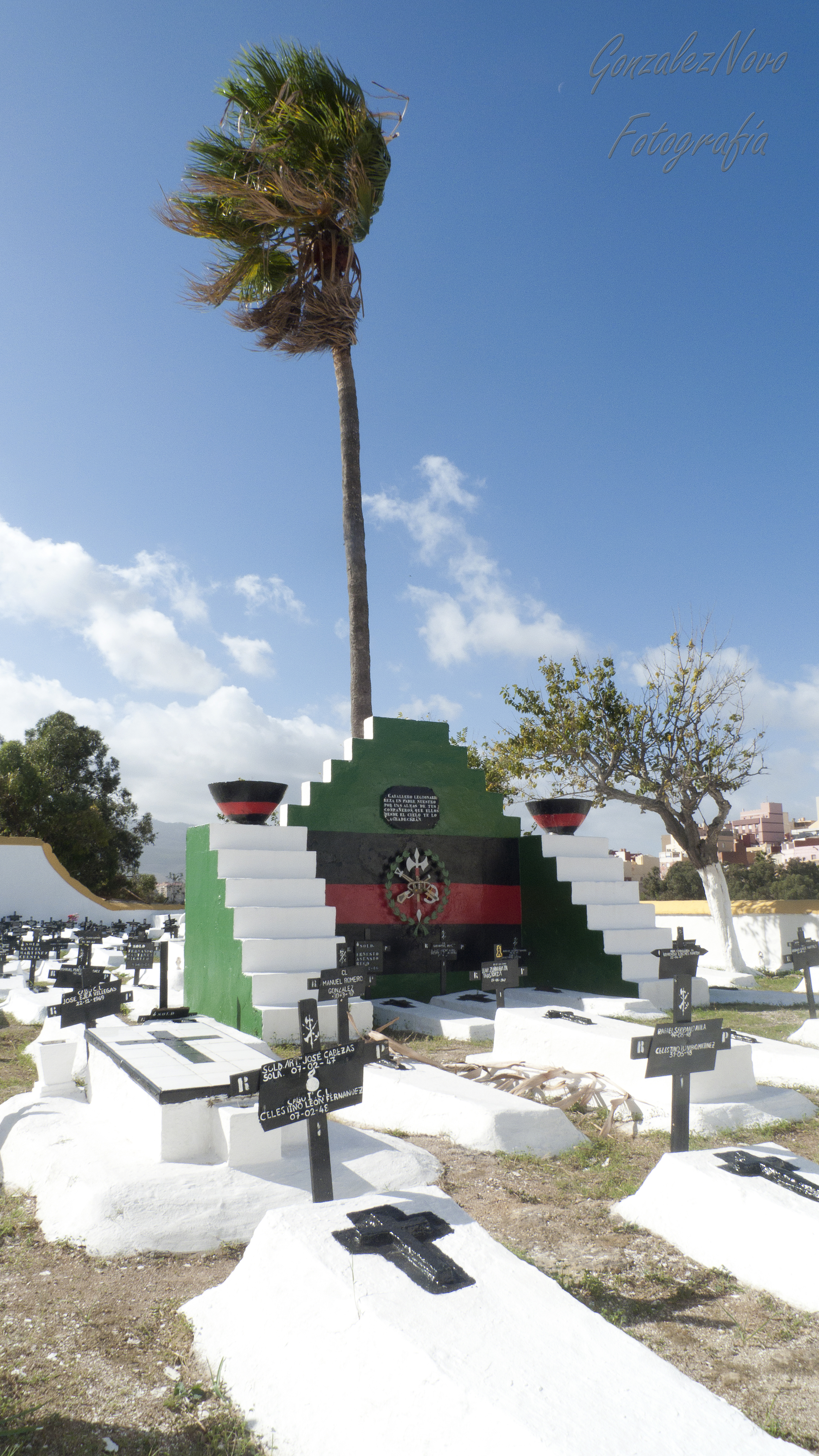
Secteur des Regulares dans le cimetière de l’Immaculée Conception à Melilla.

Le nombre d’Espagnols morts dans ce qu’on a coutume d’appeler en Espagne le désastre d’Anoual n’a pas pu être établi avec exactitude, mais ce chiffre doit se situer entre 8000 et 9000 (ou entre 8000 et 10 000, d’après María Rosa de Madariaga). En octobre 1921, Indalecio Prieto évoquait devant les Cortes le chiffre de 8668 tués,. Selon un document officiel (intitulé Relación numérica de las bajas sufridas por fuerzas de esta comandancia general desde el 17 de julio al 10 de agosto de 1921) daté de décembre 1922, le nombre de « pertes » se monte à 12 214 ; si l’on retranche de ce chiffre les blessés, les disparus, les déserteurs et les prisonniers, ainsi que les combattants rifains morts au service de l’Espagne, on aboutit au bilan de 8000 morts métropolitains,.
Dans le rapport Picasso, le solde de tués dans l’armée espagnole est donné à 13 363 (10 973 Espagnols et 2390 Marocains), tandis que les pertes rifaines y sont évaluées à plusieurs milliers.

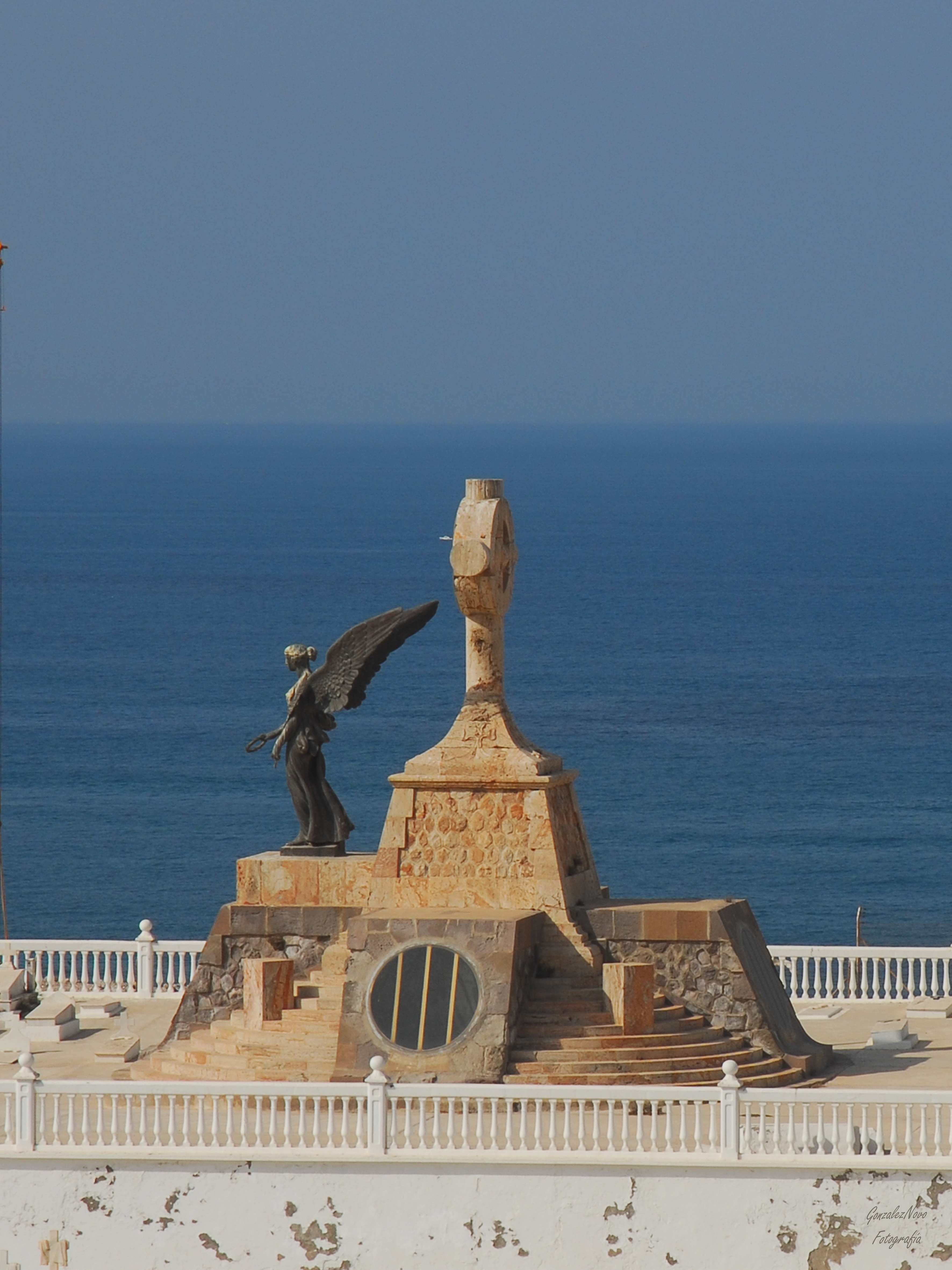
Panthéon des Héros, dans le cimetière de Melilla.

On estime aujourd’hui que les chiffres étaient en réalité inférieurs, vu qu’on avait souvent tendance à gonfler les registres pour faire apparaître un plus grand effectif et recevoir ainsi plus de fournitures. En 1984, le commandant Fernando Caballero Poveda a calculé le total des pertes espagnoles à 7 875 hommes. En 2001 enfin, Juan Tomás Palma Moreno a évalué à 8180 le nombre de morts et disparus. Aux pertes humaines s’ajoutent celles de matériel militaire (20 000 fusils, 400 mitrailleuses, 129 canons, en plus des munitions et des percuteurs). Les dépouilles mortelles des morts sur le champ d’honneur ont été regroupés dans le Panteón de los Héroes de las Campañas du cimetière municipal de l’Immaculée Conception à Melilla.

## Atrocités commises par les harkas
Au lendemain d’Anoual, les événements se précipitant, Abdelkrim était débordé et incapable de contenir les actions des nombreux Rifains ayant spontanément rejoint la lutte dans les kabilas naguère dominées par l’armée espagnole. S’il eut grand'peine à faire valoir son autorité sur les kabilas de Guelaya, il réussit néanmoins à éviter (selon ses propres dires) que Melilla soit attaquée. Pendant le siège de Mont-Aroui, il négocia avec les cadis rebelles pour obtenir une reddition sans effusion de sang, mais en vain, car les harkis, bien qu’il y eût un nombre notable de combattants ouriaghel, étaient en majorité originaires des kabilas de Guelaya et ne le reconnaissaient pas encore pour leur chef. Les massacres d’Espagnols étaient attribués par toute la presse aux « hordes rifaines » d’Abdelkrim, alors qu’ils étaient le fait de groupes incontrôlés composés d’habitants des secteurs situés plus à l’est.
En juillet 1922, c’est-à-dire un an après les faits, lors d’un entretien avec le journaliste Luis de Oteyza, Abdelkrim réagit comme suit à une question sur les atrocités commises par les combattants rifains, :

« Et dans quelle guerre n’y en a-t-il pas eu ? Les nations les plus civilisées de la civilisée Europe se sont combattus récemment, et on l’a bien vu […]. Veuillez prendre en considération, vous et tous les Espagnols, en quel lieu se sont produites les choses réprouvables. Nous, gens de Beni Ouriaghel, n’y avons pas participé. Nous avons tué en luttant face à face, et rien d’autre. Nos prisonniers, nous les avons gardés, et même nous avons dérobé des prisonniers à d’autres kabilas pour leur sauver la vie. […] Ces autres kabilas sont celles que vous autres aviez civilisées. Et on pourrait aller jusqu’à les disculper en disant qu’elles exerçaient des représailles. »

Le motif des atrocités commises çà et là par la population rifaine a été pointé par le chroniqueur Ahmed Skirarch s’exprimant sous la dictée de Mohamed Azerkane, alors ministre des Affaires étrangères de la république du Rif, et dont les propos ont été recueillis par Pennell : « en raison de ce que les soldats espagnols avaient coutume de faire », c’est-à-dire des viols commis par certains militaires sur des Rifaines.
La presque totalité des prisonniers de Mont-Aroui, y compris Navarro, furent emmenés sur ordre d’Abdelkrim à Ajdir, où ils eurent à diverses occasions à subir des vexations. Nombre d’autres prisonniers espagnols, en provenance de Selouane, de Nador et d’autres positions situées dans d’autres kabilas, furent conduits vers le territoire des Ouriaghel, après qu’Abdelkrim eut menacé, sinon réussi à convaincre, les différents chefs locaux concernés. Son propos était de réunir sous sa garde l’ensemble des prisonniers comme otages, pour mettre la pression sur le gouvernement espagnol dans les pourparlers en vue de leur libération.
Dans un entretien avec Luis de Oteyza, les chefs rifains M’Hammed ben Abdelkrim et M’Hammed Ben Hah expliquent ainsi la haine rifaine envers les occupants espagnols :

« - Oteyza : et notre Police indigène n’était pas au courant ?

 -	Bien sûr que si. Et elle n’a rien dit. La Police ne dit que ce qu’elle veut, seulement ce qu’elle veut bien. Et en échange de picaillons, par-dessus tout.

[…] M’Hammed Abdelkrim me dit :

 -	C’est triste, mais c’est ainsi. Essayez de vous rendre compte. De plus, ils haïssaient l’occupation. Vous n’avez pas idée de ce qui les faisait souffrir, de ce qui les vexait, de ce qui les torturait.

 -	Mais il y avait des exceptions…

 -	Non, non ; tous le sont. Et la plupart sans malice. C’est qu’ils ne comprennent pas ! Notre justice, c’est notre religion. Vous n’êtes pas sans savoir que les lois sont toutes contenues dans le Coran. C’est pourquoi nos juges sont en même temps prêtres. Et voilà que se met à exercer comme juge un capitaine de mía [bataillon de Police indigène], qui, ne connaissant rien à tout ce qui se rapporte à nos usages, ignore jusqu’à notre langue. Quand même il aurait été bon, et il y en a eu de très mauvais, il ne pouvait que procéder mal. Ils ne le comprennent pas ! »

## Répercussions en métropole

### Dans la population espagnole
En Espagne métropolitaine prévalaient l’enthousiasme, la soif de vengeance et, pour la première fois, un esprit de collaboration entre partis politiques. Le gouvernement crut opportun de mettre en détention une cinquantaine de militants d’extrême gauche pour éviter tout type de dissonance par rapport à l’unanimité du peuple,. Depuis la guerre de 1859-1860, et en dépit du souvenir amer de la guerre de Cuba et des Philippines, il semble qu’il n’y ait jamais eu en Espagne un soutien d’une telle ampleur aux combattants, s’exprimant par une avalanche de dons et par des campagnes de levée de fonds au bénéfice des soldats et des blessés, où le désir de vengeance jouait un rôle indéniable.

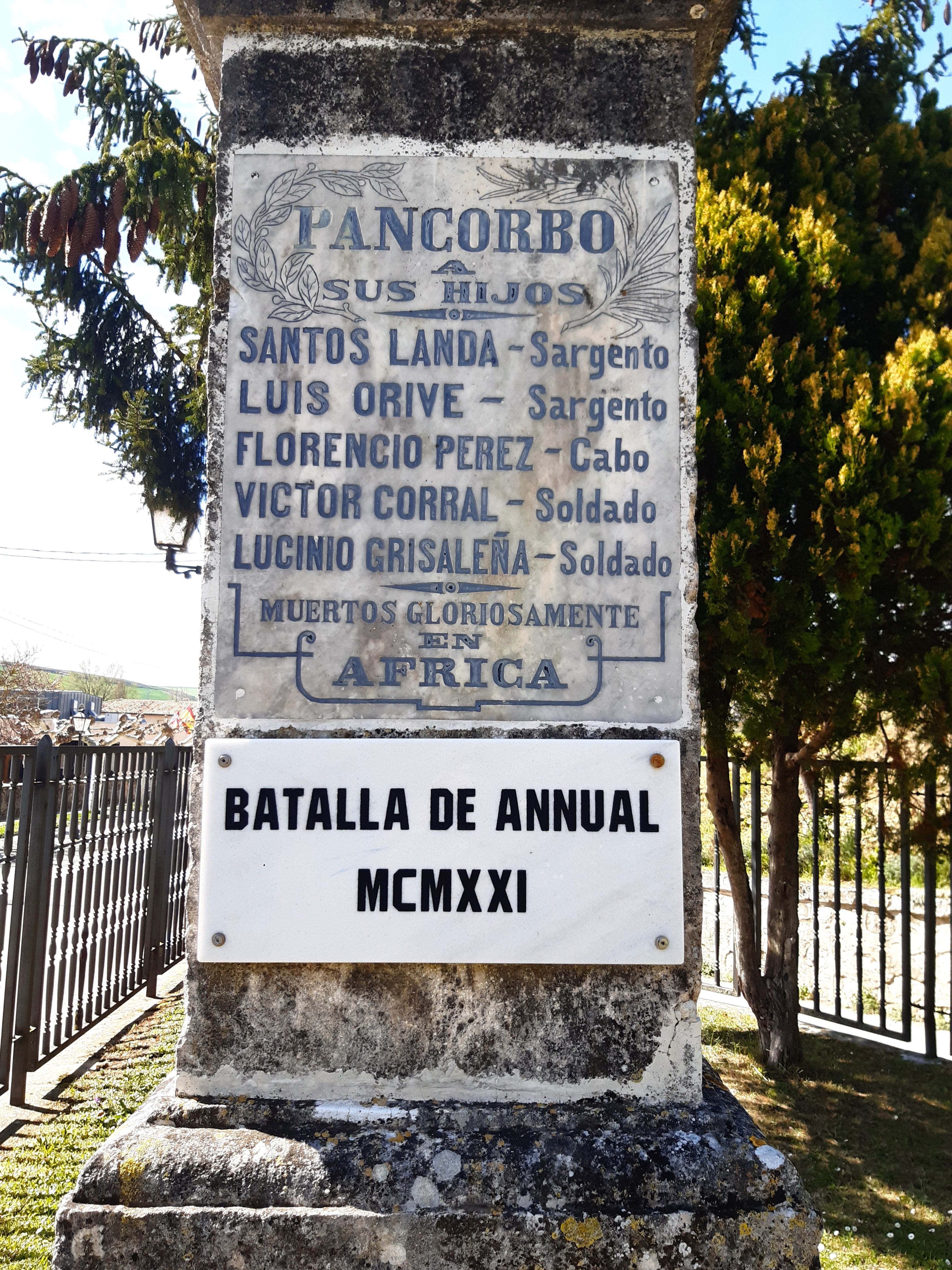
Monument aux morts d’Anoual, dans le village de Pancorbo (province de Burgos).

Au Pays basque, un appel fut lancé à l’adresse des plus nantis parmi les Basques pour qu’ils participent à une souscription pour l’acquisition d’un char de combat, qui prendrait nom de Tanque de Vizcaya. Les dons allaient cependant provenir tous les milieux sociaux. Sur tout le territoire national, des collectes étaient organisées en vue de l’achat d’avions militaires, qui exhiberaient sur leur carlingue le nom et l’écusson des provinces donatrices, et fin octobre, la souscription populaire avait permis à l’armée espagnole d’ajouter dix appareils à sa force aérienne. À Barcelone, l’on s’affairait à mettre sur pied un « Tercio de voluntarios catalanes ». Melilla s’étant retrouvé sans eau potable, Malaga avait « convenu d’envoyer quotidiennement à Melilla cinquante mille litres d’eau », et le gouvernement affréta le navire Conde de Churruca, qui fit voile vers Londres, où furent chargées à son bord six mille tonnes d’eau.
À l’inverse, le « désastre d’Anoual » fut aussi la cause d’un effondrement immédiat du moral, non seulement dans les troupes espagnoles ayant survécu au massacre, mais aussi dans tout le peuple espagnol en général, chez qui la nouvelle provoqua un désespoir tel que nombre de citoyens allèrent jusqu’à carrément exiger que l’Espagne quitte ses colonies africaines,. Fin juillet 1921, malgré la censure de la presse, les nouvelles et les rumeurs commençaient à filtrer en métropole. Au début, en raison de la crise que traversaient alors les partis de gauche (avec notamment la scission du parti communiste et les difficultés de la CNT, qui subissait une dure répression, en particulier en Catalogne), la protestation fut, dans un premier temps, faible dans les rues espagnoles. À la mi-août cependant, la commotion se généralisa et rejaillit sur la sphère politique, provoquant une nouvelle crise gouvernementale.
Des voix commençaient à s’élever pour demander que soient définies les responsabilités militaires, y compris sur l’insuffisance des crédits alloués à la campagne du Rif. Il était souligné qu’en 1921, dans les troupes stationnées à Melilla, il n’y avait ni mortiers, ni chars de combat, ni armes automatiques en état de marche, ni guère d’avions.

### Dans la presse
Au second semestre de 1921, la presse espagnole était soumise à censure et obligée de reproduire les communiqués de guerre publiés par les autorités militaires, assortis au surplus de commentaires dithyrambiques. Les organes de presse qui s’y refusaient, ou s’enhardissaient à formuler la moindre réserve ou analyse critique, étaient censurées et ses correspondants faisaient l’objet de mesures répressives. Interrogé à ce sujet par Berenguer le 25 juillet, le ministre Eza répondit :

« Pour ma part, j’autorise qu’on donne des nouvelles sur tout, sans autre limite que celle que le patriotisme mis au service de la vérité impose aux journalistes. »

Dans la soirée du même jour, Eza rectifia sa déclaration et fit part que le gouvernement avait établi une censure a priori de la presse pour éviter les chroniques sensationnelles et déprimantes,.
La Libertad, journal dirigé par Luis de Oteyza, publia le 16 novembre 1921 une lettre adressée par Abdelkrim à un journaliste de la rédaction, dans laquelle le chef rifain répondait aux nombreuses familles espagnoles qui s’était tournées vers lui pour obtenir des informations sur leurs proches détenus par les Rifains. Dans une autre lettre, en date du 13 décembre, Abdelkrim relatait les négociations infructueuses menées en vue de libérer les prisonniers. Le ministre de la Guerre Juan de la Cierva y Peñafiel s’en formalisa et promulgua en réaction une note mettant en garde la presse et rappelant que la publication de conversations, de communiqués et de lettres de « chefs ennemis » constituait un délit. Il était fait interdiction à la presse de rapporter les suicides de militaires (au contraire des suicides de civils, qu’il était permis de rendre compte). Les suicides de militaires n’étaient pas rares en 1921, en particulier sur la ligne de front ou à proximité, encore que presque toujours les autorités se soient empressées à les travestir en accidents.

### Sur le plan judiciaire: le rapport Picasso
Le « désastre » réclamant une réparation, y compris du point de vue judiciaire, le roi Alphonse XIII, sur proposition du ministre de la Guerre Eza, chargea le 4 août 1921 à Madrid le général de division Juan Picasso, membre du Conseil suprême de la guerre et de la marine, d’ouvrir une enquête officielle afin de faire toute la lumière sur les événements,,,, initiative dont l’ensemble de la presse fut informée. Lorsque, sitôt arrivé à Melilla le 13 août 1921, Picasso requit Berenguer de lui transmettre les plans d’opération de Silvestre et l’exacte périmètre des autorisations qu’il avait accordées à celui-ci, ainsi que ses « jugement et commentaire sur les événements », Berenguer réagit avec indignation, estimant que « l’enquête prenait une direction différente de ce qu’[il avait] sollicité du ministre » et que ce que Picasso demandait était « hors de l’orbite de son mandat », lequel se bornait à la Comandancia General, rien de plus. Après que Berenguer eut obtenu le 20 août une audience auprès du ministre Eza, où il fit valoir que les plans d’opération de Silvestre pourraient le mettre en cause en tant que haut-commissaire, un ordre royal daté du 24 août fut édicté et adressé à Picasso par Cierva, successeur d’Eza à la Guerre, lui ordonnant d’exclure de son champ d’investigation les actions menées par Berenguer,,.
Le 23 janvier 1922, Picasso était de retour à Madrid, et remit le 18 avril au nouveau ministre de la Guerre José Olaguer-Feliú son rapport d’enquête, gros de 2418 feuillets, que le ministre transmit trois jours après au Conseil suprême de la guerre et de la marine. Officiellement, la plus grande part de la charge de responsabilité dans le désastre fut attribuée au général Fernández Silvestre. Selon les conclusions du général Picasso, Silvestre dédaigna les rapports techniques qui lui déconseillaient d’exécuter son plan de conquête. Animé d’une confiance frisant l’étourdissement, il accomplit une avancée excessivement rapide, avec des forces disponibles insuffisantes, sans avoir d’abord consolidé militairement les territoires conquis, et en négligeant les prédictions d’un soulèvement des kabilas ; les positions étaient mal organisées, dépourvues de citernes d’eau potable ; et il concentra toutes ses forces à Anoual, sans réserves générales et avec seulement deux colonnes mobiles (à Kandoussi et à Souk el-Telatsa), qui se révélèrent impuissantes à contenir l’attaque rifaine. En résumé, de multiples erreurs militaires étaient mises en évidence dans le rapport, et l’action des généraux Berenguer et Navarro y était qualifiée de negligeante, et de téméraire celle de Silvestre. Le rôle du roi Alphonse XIII n’était pas évoqué ; mais, ayant conseillé à Silvestre d’avancer en l’assurant de son soutien, il était dans une certaine mesure coresponsable des événements. Bien que la presse se soit défendue de mentionner l’implication indirecte du roi, sauf sous forme de quelques vagues insinuations dans certains journaux, c’était le sujet de conversation général à Madrid.
En juillet 1922, le Conseil suprême de justice militaire approuva le rapport d’instruction provisoire de la commission Picasso, qui recommandait d’engager une procédure contre le général Berenguer, qui avait la veille remis sa démission comme haut-commissaire. Aussi une procédure contre Berenguer ainsi que contre 39 autres militaires pour négligence et non accomplissement de leurs devoirs à Anoual fut-elle lancée, nonobstant que le rapport Picasso n’ait pas formulé d’accusation contre Berenguer, se limitant à blâmer sa stratégie durant le « désastre ». Cependant, après la chute du gouvernement Maura en mars 1922, ce fut le tour aux gouvernements Sánchez Guerra et García Prieto de faire naufrage, et avant que le rapport d’enquête Picasso ait pu être mis aux débats en séance plénière des Cortes, le général Miguel Primo de Rivera projeta et exécuta son coup d’État du 13 septembre 1923.

### Retentissement politique

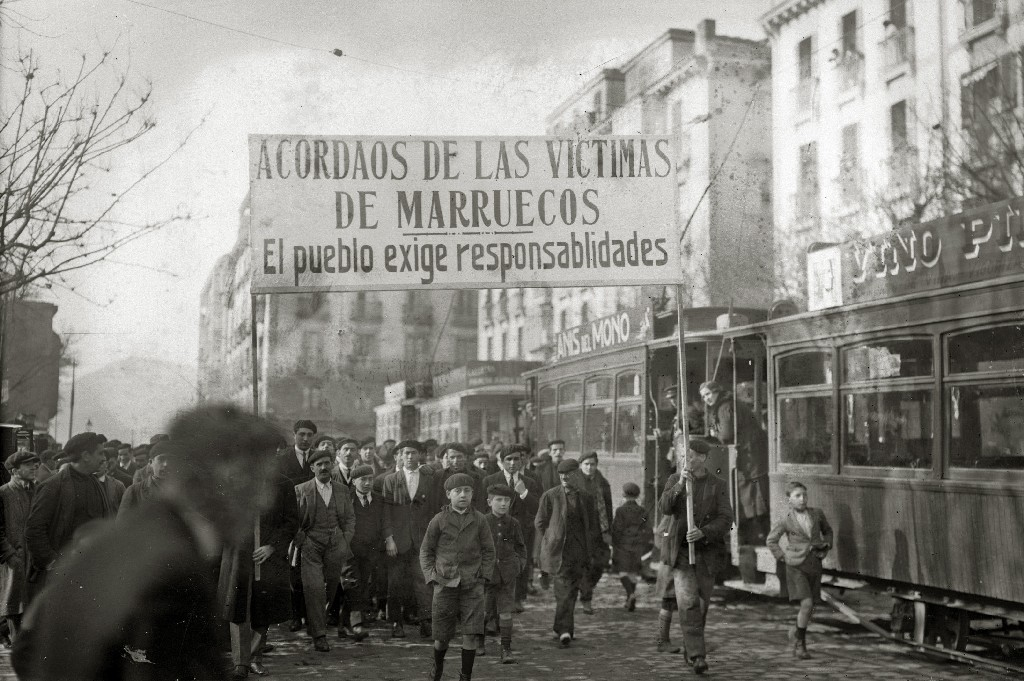
Manifestation à Saint-Sébastien en 1922 pour protester contre les milliers de morts, les centaines de blessés et les captifs dus à la débâcle d’Anoual.

La débâcle d’Anoual commotionna l’Espagne et provoqua une grave crise politique. Le gouvernement Allendesalazar se vit contraint de démissionner, et en août 1921, le roi Alphonse XIII confia à Antonio Maura la tâche de former un gouvernement de concertation nationale dont feraient partie tous les groupes politiques monarchistes. L’équipe gouvernementale ainsi composée était divisée entre ceux préconisant une intervention plus décidée au Maroc et ceux plaidant pour que l’Espagne abandonne ses prétentions en Afrique. Le député socialiste Indalecio Prieto déclara devant les Cortes :

« Nous sommes dans la période la plus aiguë de la décadence espagnole. La campagne d’Afrique est l’échec total, absolu, sans circonstances atténuantes, de l’armée espagnole. »

En mars 1922, en raison de ses responsabilités dans le désastre d’Anoual, le gouvernement Maura fut remplacé par un gouvernement conservateur, dirigé par José Sánchez Guerra, favorable à la primauté du pouvoir civil sur le pouvoir militaire. Sánchez Guerra communiqua le rapport Picasso au Congrès des députés, au sein duquel fut institué une commission parlementaire. Au Congrès eurent lieu ensuite des débats très vifs, où il n’était jusqu’au roi lui-même qui ne fût déclaré responsable de la débâcle d’Anoual. Début décembre 1922, après que Sánchez Guerra eut finalement remis sa démission, un nouveau gouvernement fut formé présidé par le libéral Manuel García Prieto. En juillet 1923, une nouvelle commission fut mise sur pied au Congrès pour déterminer les responsabilités dans les événements d’Anoual, mais fut dissoute en septembre de la même année, dans le sillage du coup d’État de Miguel Primo de Rivera. La documentation produite par la commission parlementaire passa au Conseil suprême, qui reprit la procédure, encore que ses membres les plus critiques aient été remplacés par d’autres, plus enclins à l’acquittement des accusés, ce qui provoqua la démission du président dudit Conseil suprême, le général Aguilera en mars 1924.
En juin 1924, le verdict fut prononcé contre Berenguer, condamné à la destitution de ses fonctions et à la relégation au cadre de réserve, ainsi que contre le général Navarro, qui fut acquitté. Cependant, le 4 juillet, le roi décréta l’amnistie de tous les impliqués dans l’affaire d’Anoual et nomma peu après Berenguer chef de la Maison royale.

## Causes de la débâcle
Le 20 octobre 1921, date de rentrée des Cortes, était le moment opportun pour examiner le sujet fort débattu des causes du « désastre ». Les thèses les plus diverses avaient alors cours, allant d’une culpabilité globale de la nation espagnole jusqu’à des causes purement techniques. Parmi les thèses mettant en avant une causalité ample figure celle qui posait que « nous Espagnols sommes tous responsables de ce désastre » (Enrique Meneses Puertas), que « ce fut l’échec de l’Espagne entière », que « la défaite d’Anoual n’est pas une défaite militaire […]. C’est la défaite de l’État espagnol » (Emilio Ayensa), que « ce qui s’est passé à Melilla apparaît comme la projection, la synthèse de cet ensemble d’immoralités qui corrompaient notre vie sociale, et des dérives et erreurs politiques filles du régime en place » (José María Araúz de Robles), que la lamentable situation et le manque d’efficacité de l’armée ne sont autre chose qu’« un reflet » d’un mal plus grand, la présence « de toutes parts, dans tous les ordres, de la même mauvaise gestion et d’un égal laisser-aller » (Antonio Maura) ; qu’il y a « un Anoual dans l’Instruction publique » (Eduardo Ortega y Gasset) et dans toutes les branches de l’administration ; que l’armée n’est pas « la seule chose pourrie, la seule chose défectueuse, la seule chose viciée », car le sont tout autant « notre organisation sociale, notre organisation politique, nos mœurs » (Niceto Alcalá-Zamora) ; et que « le véritable malade, c’est la Patrie » (José María de Hoyos y Vinent),. La défaite dévastatrice a mis « à nu la vie intérieure de l’État espagnol, plein de flétrissures et de putrescences […], un État qui vit d’apparences, mais qui n’a pas de réalités […]. Tout, tout […] a échoué ici : ont échoué la politique […], l’armée, le Protectorat »,. D’autres points de vue tendaient à minimiser la portée de l’événement, postulant qu’il s’agissait d’une question « purement militaire », du résultat d’« un relâchement de l’esprit militaire » (Manuel Aguirre de Cárcer) ; que « ce qui s’est effondré est un système, seulement un déplorable système […]. On avait le sentiment que nous étions maîtres du terrain que nous occupions, [alors que] c’était le terrain que nous tenait prisonniers » ; que la débâcle était la conséquence d’avoir créé un front sans communications assurées et sans réserves suffisantes (Ricardo Burguete), « une ligne vacillante que l’on a pas corrigée et qui est tombée à la moindre bourrade » (Joaquín Fanjul), de la « faible condition de cette ligne si avancée, si indûment occupée et si exposée à un contrecoup ; la catastrophe date d’alors » (Valeriano Weyler) ; que « tout ne tenait ensemble qu’avec des épingles » (Alfredo Cabanillas Blanco) ; que le désastre « avait dépendu, davantage que de l’ennemi, d’erreurs locales, de tactique ou d’appréciation ». À quoi s’ajoutaient le « manque d’instruction, le manque de contact entre les commandants, voire entre les officiers et la troupe, le grand nombre de postes d’officier non pourvus et de permissions […], l’abandon du soldat »,.
Furent mis en cause également les Juntes de défense et leur « action destructrice et corrosive ». La thèse fut développée d’une grande conjuration occulte montée par Abdelkrim, ce que d’autres contestaient, affirmant que « ce qui s’est produit n’était pas un plan prémédité », mais obéissait « à la victoire énorme et inattendue de la harka, à sa rapide avancée, à la nouvelle qui avait été mise en circulation et diffusée selon laquelle l’Espagne n’enverrait pas de renforts », qu’elle « était due plus à la démoralisation des Espagnols qu’aux prouesses des Berbères », que « le soulèvement général du camp maure […] a été provoqué par la vue de la fuite », thèse corroborée par Azerkane qui déclara, dans un entretien accordé à un journal français, que « nous n’avions pas encore concerté nos plans pour secouer le joug ». Fut invoqué aussi l’état des troupes, notamment de la Police indigène, dont les officiers étaient de mauvaise qualité, par inexpérience pour certains, par immoralité pour d’autres, mais presque tous « ignorants de la langue et des coutumes » de ceux qui théoriquement étaient leurs administrés, outre le fait que cette institution s’était vu confier un éventail de missions pas toujours compatibles entre elles avec un accent excessif mis sur le versant militaire.
Le rapport Picasso attribuait la débâcle d’Anoual aux causes suivantes :
- Les lignes militaires étaient d’une extension excessive en proportion des forces disponibles.
- L’avancée a été menée de façon téméraire, sans avoir garde à la possibilité d’une contre-attaque de l’ennemi.
- Les kabilas supposément amies situées dans les arrières étaient restées armées, alors que leur fidélité vis-à-vis de l’Espagne était très douteuse.
- Le territoire conquis était défendu par des positions éparses mal approvisionnées et mal organisées, ce qui les rendait difficilement défendables face à une attaque ennemie.
- Des lignes d’appui échelonnées et bien dotées n’avaient pas été prévues à l’arrière pour organiser une retraite en cas de besoin.
- L’attaque rifaine une fois engagée, l’ensemble des troupes disponibles ont été dépêchées sur Anoual, laissant dégarnies la ville de Melilla et les arrières[1235].

Selon certains auteurs, le manque d’armement et de matériel ne fut pas la cause première de la défaite. En effet, le lieutenant-colonel Dávila, de la section de campagne, membre de l’état-major du haut-commissariat, qui de par sa charge était peut-être le meilleur connaisseur des disponibilités en matériel de la Comandancia de Melilla, affirma à la mi-juin 1921 que celle-ci n’avait pas les moyens de continuer à mener des opérations, mais qu’elle les avait en revanche pour se maintenir à la défensive, ce qu’avait ordonné de faire Berenguer à la suite de la perte de Dhar Ubarran,.
Une cause fondamentale était la détermination et la hargne des combattants rifains, comme le souligne Juan Pando :

« Les propriétaires légitimes des terres, les Beni Bou Yahi, étaient restés sans rien, car les quelques milliers de duros que reçurent leurs chefs n’étaient rien […]. Ils n’avaient pas le droit de travailler dans leurs propres champs, ni n’étaient vus avec sympathie dans les mines, où les ouvriers espagnols étaient préférés. Les étrangers les empêchaient de ramener à leur domicile ces trois ou quatre pesetas quotidiennes qui représentaient la différence entre vivre avec dignité ou peiner dans la misère, après avoir porté une charge de trente kilos de bois sur le dos, sur un trajet de vingt kilomètres à l’aller et autant au retour, pour la vendre à Melilla pour deux réaux hassaniens. Le Rifain savait ce qu’on lui enlevait, car, que ce soit beaucoup (les terres) ou peu (les mines, dont la richesse avait été exagérée), c’était tout pour lui. Un homme qui « n’est pas, comme croient quelques-uns, un animal, une bête de somme », comme devait le dire Romeo, lequel allait considérer ces faits, en juin 1922, comme « la cause du Désastre, et aucune autre ». »

## Dans la littérature
Le désastre d’Anoual joue un rôle important, comme sujet central ou toile de fond, dans les œuvres de fiction et les romans autobiographiques suivants :
- Imán, de Ramón J. Sender (1930)
- El Blocao, de José Díaz Fernández (1930)
- La forja de un rebelde, Arturo Barea (1945)
- Del Rif a Yebala. Viaje al sueño y la pesadilla de Marruecos, de Lorenzo Silva (2001)
- El nombre de los nuestros, de Lorenzo Silva (2001)
- Fuego sobre Igueriben, de David Gómez Domínguez (2021).